# 이승만
이승만(李承晚, 1875년 3월 26일 ~ 1965년 7월 19일)은 일제강점기 한국의 독립운동가이자 대한제국과  대한민국의 정치인이다. 대한민국 임시정부의 초대 대통령이자 대한민국의 제 1~3대 대통령이다. 본관은 전주로 왕실 후손이며 1949년 건국훈장 대한민국장에 서훈되었다. 아명은 승룡(承龍), 호는 우남(雩南)이다.
황해도 평산군에서 태어났다. 대한제국 시절 고종황제가 설립한 《독립신문》과 《협성회회보》 주필, 독립협회 활동 등 계몽운동을 하였고, 왕정 폐지와 공화국 수립을 도모하였다는 반역의 죄목으로 한성감옥에 투옥됐다. 수감 시절 기독교로 개종하고, 옥중에서 계몽활동을 하고, 《독립정신》을 저술하였다. 대한제국 말기 헐버트의 상서로 고종황제가 특별히 사면하였다. 고종은 황실내탕금을 지원하여 밀사로 도미시켜 조미수호조약의 유효성을 확인하라는 특명을 내렸으나 큰 성과를 거두지 못하고, 미국에서 학업을 계속하여 5년에 걸쳐 조지워싱턴 대학교에서 학사, 하버드 대학교에서 석사, 프린스턴 대학교에서 박사학위를 받았다. 1912년에 미국으로 망명, 하와이에서 한인학원과 한인학교 등을 운영하며 실력양성운동을 하였다. 1919년 3.1운동 이후 사회주의운동가들 사이에서 독립운동 방법을 놓고 의견이 갈라졌을 때 그는 국내의 사정을 외국에 알리고 양해를 구하는 외교 독립론을 주장하였다. 대한국민의회, 상해 임시 정부, 한성정부 등 각지에서 수립된 임시 정부의 수반을 거쳐 1919년부터 1925년까지 대한민국 임시정부 대통령을 역임하였다. 1919년부터 광복 때까지 구미위원부 위원장, 주미외무행서 외무위원장, 주미외교위원부 위원장 등을 역임하며 주로 미국에서 외교 중심의 독립운동을 펼쳤다. 일제강점기 중후반에는 《일본내막기(Japan Inside Out)》를 저술하는 등 일본의 미국 침략을 경고하였고, 1941년 태평양 전쟁이 발발하자 일본 제국의 패전을 확신하고 일제가 망하는 즉시 한국이 빼앗긴 주권을 돌려받을 수 있도록 국제사회가 대한민국 임시정부를 정식 승인해야 된다는 외교활동을 하였고, 미국의 소리 초단파 방송을 통해 고국 동포들의 투쟁을 격려하였으며, 임시 정부와 미군 OSS 간의 한미군사협력을 주선하였다.
1945년 8월 광복 후 김구와 함께 신탁 통치 반대 운동을 주도하였다. 1948년 제헌 국회의장을 지냈으며, 그 해 대한민국 제1대 대통령에 당선되었다. 1949년 농지개혁법 제정, 1953년 한미상호방위조약 체결했다. 1952년 평화선을 선포하여 독도를 사수하였다. 1952년 대통령 직선제를 골자로 한 발췌개헌과 1954년 대통령 연임제한 폐지와 국가주의경제조항을 시장경제조항으로 바꾸는 사사오입 개헌을 하여 대통령을 3회 역임하였다. 1960년 제4대 대통령에 선출되었으나 3·15 부정선거와 4.19 혁명에 대한 책임을 지고 사퇴했고, 하와이로 망명한 후 다시는 대한민국으로 돌아오지 못한 채 그곳에서 객사하였다. 장례는 대한민국에서 가족장으로 집행되었으며, 국립서울현충원에 안장됐다.

## 학력
- 1897년: 배재학당 졸업
- 1907년: 조지 워싱턴 대학교 정치학 학사
- 1908년: 하버드 대학교 대학원 사학 석사
- 1910년: 프린스턴 대학교 대학원 정치학 박사

## 생애

### 유년기·청소년기

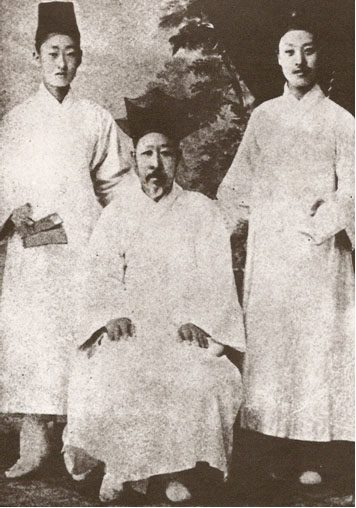
1893년, 도동(桃洞)서당 시절 아버지 이경선(李敬善), 서당 친구 김홍서와 함께 찍은 사진.

이승만은 황해도 봉천군 성가리 능내동(陵內洞)에서 아버지 이경선(李敬善, 1839~1912)과 어머니 김해 김씨 김말란(金海金氏, 1833~1896) 사이에 3남 2녀 중 막내로 출생하였다. 이윤인의 손자이자 이승만의 11대조 이원약(李元約)이 병자호란 때에 무공을 세워 전풍군(全豊君)에 추증되었고, 그 후광을 입은 몇몇 자손들이 무관직에 등용되기도 했으나, 이승만의 6대조 이징하(李徵夏)가 음직(陰職)으로 현령(縣令)을 지낸 것을 끝으로 벼슬길이 끊기고 가세가 기울어 어렵게 살아갔다.
이승만에겐 두 명의 형들이 있었으나, 이승만이 태어나기 전에 모두 홍역으로 사망했다. 사실상 6대 독자로 자라며 장남 역할을 대신하였다. 이승만은 "나는 6대 독자였다. 내가 자손이 없이 죽으면 우리 집안의 긴 핏줄은 끊어지게 된다. 내가 나기 전 우리 집안에는 딸이 둘이 있고 아들이 하나 있었는데 아들은 얼마 후에 죽었다고 한다. 그래서 집안에 후손이 없는데다가 어머니는 자꾸 나이를 잡수시니 모두들 퍽 근심하였다고 한다. 그런데 어느 날 밤 어머니는 큰 용이 하늘에서 날아와 자기 가슴에 뛰어드는 꿈을 꾸고 깨어나서 가족에게 그 얘기를 하였는데, 그것이 나를 갖게 된 태몽이었다. 내가 태어날 때 우리 집안이 얼마나 기뻐했었는지 나는 그 얘기를 어머니한테서 여러 번 되풀이하여 들었던 기억이 난다"고 회고하였다.
이승만의 증조부 이황(李璜)의 대는 한성부에서 황해도로 이주해 있었는데, 이승만이 2세 때인 1877년 아버지 이경선의 대에 다시 한성부로 이주하였다. 한성부에서 숭례문 밖 염동, 낙동을 거쳐 도동의 우수현(雩守峴)으로 이사 다녔고, 우수현에서 성장하였다. 그 때문에 그는 지역적으로 서북파 보다는 기호파로 분류되는 것이 보통이다.
이승만은 "아버지는 한때 부자였지만, 젊은 시절에 모두 탕진해 버렸다. 어머니 말로는 내가 태어날 무렵에는 집에 재산이 없었다"고 회고하였다. 아버지 이경선은 자신의 차남이 죽자 격분한 나머지 역귀한테 올리는 터줏대감 상을 몽둥이로 부수고, 역귀가 머문다는 사당 앞에서 큰 칼을 휘둘렀다 한다. 그가 석달 동안 몸져 눕자 사람들은 그것이 그런 지각 없는 행동 때문이라 했다. 그러나 이경선은 어렵게 얻은 아들에 대한 교육을 잊지 않았다.
이승만이 4세 때인 1879년 퇴직 대신 이건하가 운영하는 낙동서당에 입학하였고, 1885년부터 1894년까지 사간원 대사간을 지낸 양녕대군의 봉사손 이근수가 운영하는 도동서당(한성부 용산)에 다니면서 수학하였다. 1887년 13세 때에 아명인 승룡(承龍)에서 승만(承晩)으로 이름을 고쳤다.

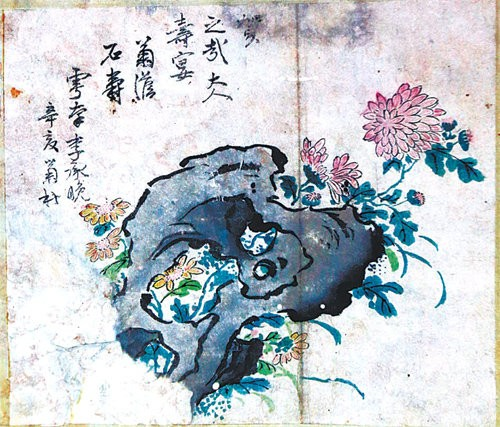
1911년, 이승만이 그린 채색수묵화. 옆에 한자로 ‘지재 대인의 환갑연을 축하드립니다. 부귀하고 장수하십시오. 우남 이승만. 신해년(1911년) 국추(9월)’라고 써있다. 좌측 상단에는 ‘박사. 자는 치성. 호는 우남. 전주 사람. 양녕대군 16대손. 미국 화성돈(워싱턴) 대학 졸업생’이라는 작품 설명이 달려 이 전 대통령이 그린 그림임을 밝히고 있다.

유년시절의 이승만은 집중력이 뛰어났다. 그는 혼자서 몇 시간이고 연을 날리기도 하고, 나비 그림 그리기에 몰두하여 '이나비'라는 별명을 얻기도 하였으며 서당 정원에 꽃 심기에 몰두하여 '꽃귀신이 씌였다.'는 반갑지 않은 말을 듣기도 하였다고 한다.:244 한편 이승만은 유년 시절 주변에서 본 일상풍경이 미개하고 미신이 많았다고 회고하였다. "나는 당시 어른들이 중국사람들과 일본사람들을 무슨 뿔달린 괴상한 짐승들인 것처럼 얘기하는 것을 기억한다"고 회고하였다.
이승만은 가난하게 자랐기 때문에 조선 왕실에 비판적이었고 해방전후로는 구황실재산법을 만들어서 황실재산을 국유화한다는 명목으로 거대한 량의 황실재산들을 일반에 불하하고 또는 사유화했다. 그리고 일본에 볼모로 끌려간 황족들의 환국을 방해했고 같은 전주이씨 씨족임에도 불구하고 모질게 핍박했다.
1890년 이승만은 동갑내기인 박춘겸(朴春兼)의 딸 음죽 박씨(박승선)와 결혼하여 (光武戊戌)1898년 6월 9일 외아들 이봉수를 가졌다. 그러나 1906년 이봉수가 디프테리아로 세상을 떠나자 이경선은 격노해 이승만에게 이혼을 요구했다. 결국 1912년 박씨 부인과 이혼했다. 박씨 부인은 6.25 전쟁 때 인민군에게 피살되었다고 한다.

### 청년기

#### 배재학당 수학 및 협성회 활동 (1895~1897)
이승만은 20세 때인 1895년 4월 2일 헨리 아펜젤러의 배재학당에 입학하였다. 배재학당에 들어간 이승만은 초기에는 '기독교라는 사교집단의 선교사가 운영하는 학교'에 대해 거부감과 두려움을 가졌다. 그러다 배재학당에서 공부하던 중, 곧 일본의 지배에 반대하는 한국의 독립운동에 적극적으로 참여하기 시작하였다.
1895년 11월 29일 명성황후가 살해당하자 이에 대한 원수를 갚는다는 계획을 세웠다가(춘생문 사건) 사전에 탄로나 황해도 평산의 누이 집에 3개월간 피신하였다. 그 뒤 배재학당에 다시 복귀하였다.

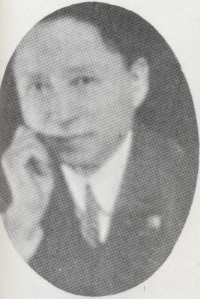
서재필은 이승만에게 사상적 영향을 주었고, 미국 유학을 적극 권고했다.

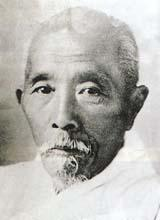
이상재는 이승만의 정치적, 재정적 후견인이었다.

1896년 5월, 귀국한 서재필의 강의를 듣고 엄청난 영향을 받았다. 심지어 비가 내리는 날 볏짚으로 만든 모자와 짚으로 만든 비옷을 입고 서재필의 집에 찾아가 그를 꼭 만나보고 싶다고 또 '박사님의 배재학당 강연을 대단히 감명깊게 들었습니다.'라며 찾아뵙고자 온 것이라고 했다고 한다. 그 후 이승만은 독립협회의 민중운동시기 즉 1898년 만민공동회 당시 가장 치열하게 앞장선 운동가들 중의 으뜸가는 청년이었으며 활발한 연설가로 활동하였다. 이때 그는 서재필, 이상재, 윤치호 등을 만나 자주 교류했는데, 그 중 서재필은 그에게 미국 유학을 적극 권고하였다.

윤치호

1896년 11월 30일, 배재학당에서 서재필의 주도 하에 협성회가 조직되었다. 협성회는 우리나라 최초의 학생 단체이며 근대적 자주민권운동의 기폭제로서, 학생정치단체의 성격도 가지고 있었다. 협성회의 창립발기회원은 양홍묵·이승만·신흥우·노병선(盧炳善)·주상호(周相鎬)·윤창렬(尹昌烈)·민찬호(閔賛鎬) 등 13인이었다. 협성회에서 이승만은 서기, 회장 등을 맡았다. 협성회는 미국식 토론회를 통해 개화·구국운동의 방향을 찾았다. 협성회는 나날이 발전하여 창립 1년만에 회원수가 2백여 명으로 늘어났고, 1898년 2월에는 3백여 명으로 증가하였다. 지방에서도 협성회가 조직되었다. 동시에 이승만이 왕정을 타도하려 한다는 소문이 돌기도 했다. 협성회의 창립회원이자 동지의 한사람인 이승구는 이완용의 아들이었는데, 이완용은 '자식이 이승만 패거리와 뭉쳐 다니는 것을 걱정'한다며 미국 캘리포니아의 무관학교로 유학을 보내버렸다. 이승만은 학업과 협성회 활동을 병행하면서도 1897년 7월 8일 배재학당을 우수한 성적으로 졸업하였다.
1897년 7월 8일 정동에 새로 지은 감리교회 예배당에서 배재학당 졸업식(방학예식)이 있었고 600명의 청중이 모였다. 1부는 문학 시강으로 한문과 영어의 공개 강독이 시행되었다. 영어 강독에서 신흥우가 영어 문장을 읽고 한글로 유창하게 번역하자 청중들이 크게 호응했다. 이어 이승만이 졸업생을 대표해 '한국의 독립(Independence of Korea)'이라는 제목으로 영어 연설을 시작하였는데, 발음도 유창하거니와 조선의 독립을 역설하는 패기로 참석한 청중들, 정부 고관들, 주한 외국 사절들을 사로잡았다.

#### 언론활동 및 독립협회 사건 (1898)
1898년 1월 양홍묵과 함께 한글판 주간신문이자 협성회의 기관지인 《협성회회보》를 발간하고 주필을 맡았다. 이때 이승만은 열강의 침략에 대한 국민의 경각심을 일깨우기 위해 한국 최초의 현대시 '고목가(枯木歌)'를 신문에 실었다. 이 고목가(枯木歌)가 신체시의 효시라는 주장이 있다.
1898년 3월 10일 러시아의 이권 침탈을 규탄하기 위해 독립협회가 종로에서 제1차 만민공동회를 개최하자 이승만은 연사로 참가, 가두연설을 통해 인기를 얻고, 대한제국 정부 외부대신에게 항의의사를 전달하는 총대(總代)위원으로 선발되었다.
1898년 4월 9일 《협성회회보》를 한국 최초의 일간지인 《매일신문》으로 발전시키고 사장 겸 저술인의 직책을 맡았다.
1898년 8월 10일 이종일과 함께 한글 신문인 《제국신문》을 창간, 편집과 논설을 담당하였다.
1898년 11월경 독립협회 사건이 발생하였다. 11월 5일 독립협회의 이상재, 남궁억 등 17인이 군주제를 폐지하고 공화정을 도입하려한다는 혐의를 받아 체포되자, 이승만은 배재학당 학생 등 대중을 이끌고 경무청과 평리원(고등법원) 앞에서 철야 농성을 벌여 독립협회 간부들을 석방시키는 데 성공하였다. 11월 15일 고종은 내각을 개편하고 독립협회의 복설(復設)을 허락하는 동시에 그들의 요구를 모두 들어줄 것을 약속하고 조병식 일파에 대한 체포령을 내림으로써 사건은 일단락되었다. 11월 21일 이승만은 만민공동회에서 연설하던 중 수구파들이 보낸 보부상 2,000여 명의 습격을 받았다. 11월 28일 고종은 독립협회를 달래기 위해 헌의 6조의 실시를 약속하고, 이승만·남궁억 등 50여명을 대한제국 중추원 의관(議官, 종9품)으로 임명하였다. 그러나 12월 23일 고종이 만민공동회 해체로 방향을 바꾸자, 그는 미국인 의사 해리 셔먼(Harry Sherman)의 집으로 피신하였다. 이후 그는 협회의 전단지를 배포하다가 전단지 내용 중 '광무황제는 연령이 높으시니 황태자에게 자리를 내 주셔야 한다'라고 쓰인 문구가 문제가 되어 요시찰 대상이 되었다.

#### 한성감옥 투옥 시절 (1899~1904)

##### 투옥, 탈옥미수, 고문 후유증

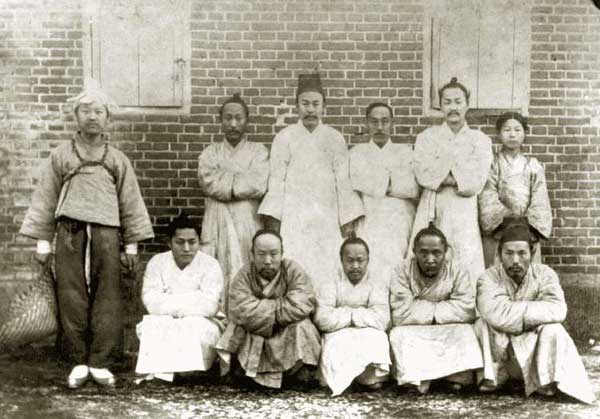
1903년, 한성감옥 옥중 동기들. 맨 왼쪽에 서 있는 죄수가 이승만. 앞 즐 왼쪽부터 강원달, 홍재기, 유성준, 이상재, 김정식. 뒷 줄 왼쪽부터 이상재 아들 이승인, 유동근, 김린, 안국선, 부친 대신 복역했던 소년.

이승만은 1899년 1월 9일 발생한 박영효 일파의 대한제국 고종 폐위 음모에 가담하였다는 혐의로 체포되어, 1904년 8월 9일 석방될 때까지 5년 7개월간 한성감옥에 투옥되었다.
1899년 1월 17일 주미국공사 알렌은 외부대신 박제순에게 이승만의 석방을 요구하였으나 거부당하였다. 1월 30일 독립협회의 동지였던 한글학자 주시경을 만나 그로부터 몰래 건네받은 육혈포를 쏘며 서상대, 최정식과 함께 감옥을 탈출했으나, 서상대만 중국으로 탈출하는데 성공하였고, 이승만은 중간에 붙잡혀 들어왔다.
1899년 3월 27일 이승만의 처 박씨는 덕수궁 인화문 밖에서 상소문을 들고 이승만에 대한 선처를 빌었으나 책임관 외에는 직접 상소할 수 없다는 이유로 퇴송되었다.
1899년 7월 11일 평리원 재판소에 회부, 재판장 홍종우로부터 곤장 100대와 종신형을 선고받았고, 한성감옥서에 재수감되었다. 이때 탈옥 동지였던 최정식은 처형당하였다. 본래 성격이 성급하기로 유명했던 이승만은 오랜 감옥생활로 성격이 더 굳어지는 계기가 되었다.:247
허정의 진술에 의하면 이승만은 투옥 당시 고문을 당했다. 허정은 자신이 황성기독교회관 청년부 시절에 이승만이 안면 경련을 일으켰던 것을 진술했다. "이 무렵의 이 박사의 인상은 지금도 생생하다. 그 때에도 이박사는 얼굴을 실룩거렸다. 그를 상징하다시피하는 이 안면 경련은 독립협회 사건으로 체포되어 고문을 당해서 그리 되었다 한다."

##### 옥중 계몽운동과 석방
그는 옥중 성경책을 통해 영어공부를 틈틈이 했으며, 이때부터 이승만은 영어공부에 재미를 느끼면서 심심풀이로 혼자서 한영사전 등을 정리하기도 했었다. 그는 한성감옥에서 생활하면서 동료 죄수들은 물론, 간수들도 기독교로 개종시키고 한글과 영어를 가르치면서 많은 개화인사들을 길러내기도 하였다.

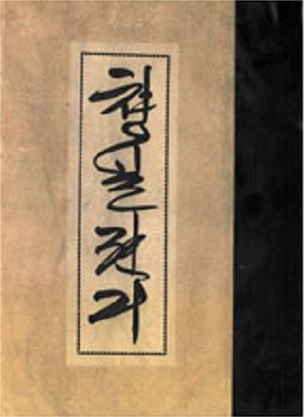
1917년, 하와이에서 출판된 청일전기 표지. 원고는 옥중에서 탈고되었다.

1900년 8월 한성감옥서에서 청일 전쟁의 교훈을 다룬 중국서적 《중동전기본말》을 한글로 번역하였다. 이 책은 1917년 하와이에서 《청일전기》라는 이름으로 출판되었다.
1901년 2월부터 1904년 7월까지 옥중 생활 속에서도 가명으로 《제국신문》과 《신학월보》에 수시로 논설을 실었다.
1902년 12월 설립된 감옥 내 학교에서 이승만·양의종(양기탁)이 교사로 선발되어 죄수를 교육하였다. 어린이 죄수들에게 글을 가르치고, 옥중도서실을 운영하고, 기독교 포교 활동을 하였다.
1904년 6월 29일 국민계몽서인 《독립정신》의 원고를 완성하였다. 《독립정신》은 총 52편으로 이뤄졌고, 서양의 선진문명을 배워 부국강병을 이룩할 것을 백성에게 호소한 책이었다. 크게 근대 역사관과 정치관으로 이뤄진 앞부분과 당시 시대상황을 해석한 뒷부분으로 나눌 수 있다. 이승만은 이 책에서 입헌군주제의 도입을 주장했지만 실제로 해외 사례를 언급하는 부분 상당수가 미국의 독립선언문과 대통령제에 대한 설명으로 가득차 있다. 그런 점에서 이승만이 실제로 원한 제도는 대통령제였지만, 집필 당시 사형수였다는 신분상의 이유로 입헌군주제를 옹호하는 척 하는 게 아닌가 하는 해석이 있다. 당시 《독립정신》은 대중과 지식인들에게 큰 인기가 있었지만 공식적으로 출간이 되지는 않아 필사본으로 많은 사람들이 이 책을 돌려봤다고 한다. 이승만이 도미한 1910년이 되어서야 로스앤젤레스에서 첫 출판본이 나올 수 있었다.
1904년 2월 8일 러일 전쟁이 일어났다. 민영환, 한규설 등이 건의한 끝에 7월 8일 조칙(詔勅)이 내려졌고, 이승만은 8월 4일 특별 사면령을 받아 8월 9일 석방되었다.

#### 미국 유학 및 외교 활동 (1904~1910)

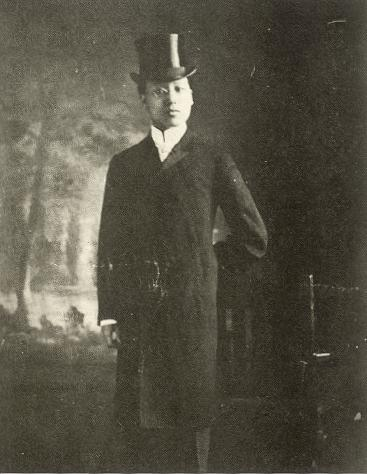
1905년 8월. 시어도어 루스벨트 미국 대통령을 만나기 위해 정식 외교 의복을 갖춘 이승만.

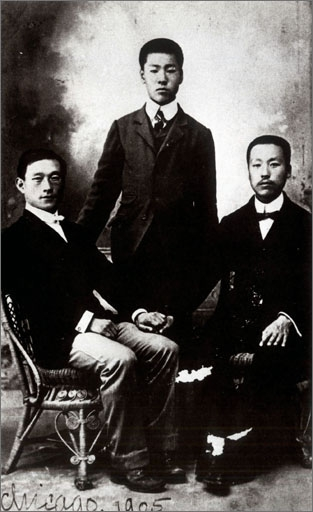
1905년, 도미한 이승만이 시카고에서 동포들과 함께 찍은 사진. 왼쪽부터 문경호 전도사, 한성감옥 간수장 이중진의 동생 이중혁, 이승만.

1904년 8월 9일 석방된 이승만은 이후 민영환을 만나 그의 밀서를 소지하고 미국 대통령을 만나기 위해 11월 도미하기로 하였다.
1904년 10월 15일 남대문의 상동교회 상동청년학원 교장직에 잠시 취임했다. 그러나 미국으로 가기 위해 곧 사임하였다.
이승만은 고종을 만나보라는 민영환의 요청을 거절했고, 고종이 보낸 궁녀 역시 만나주지 않았다. 미국으로 떠나기 전에 고종이 이승만을 만나기를 원하여 밀지(密紙)를 써서 궁녀를 비밀리에 그에게 보냈다. 그러나 이승만은 고종이 왜 자신을 만나려 하는지 생각조차 하지 않고 밀지를 들고 온 궁녀를 돌려보냈다. 이승만은 '역대 군주들 가운데 가장 허약하고 겁쟁이 임금 중의 한 사람'이라며 나라를 망쳐버린 고종과는 아예 상종도 하지 않겠다며 거절하였다.:247
1904년 11월 4일 제물포항에서 미국으로 출국하였다. 독립보전에 대한 미국의 지원을 호소하기 위한 고종의 밀사 자격이었다. 일본 고베를 거쳐 호놀룰루에 도착하여 윤병구 목사와 합류하였다.
1904년 12월 31일 샌프란시스코, 로스앤젤레스, 시카고를 거쳐 워싱턴에 도착하였다.
1905년 1월 15일 미국 신문 "워싱턴포스트" 지와 기자회견을 열고 일본의 대한민국 침략을 폭로하는 인터뷰를 하였다.
1905년 2월 워싱턴 D.C.의 조지 워싱턴 대학교에 2학년 장학생으로 입학하여 철학을 공부하였다.
1905년 2월 20일 이승만은 대한민국에 선교사로 왔던 적이 있던 미국 상원의원 휴 딘스모어를 찾아가, 그의 주선으로 존 헤이 미국 국무부 장관과 30분간 면담하였다. 존 헤이 장관을 설득, 1882년의 조미 수호 통상 조약의 거중조정 조항(제8조)에 따라 대한민국의 독립에 협조하겠다는 약속을 받아냈으나, 존 헤이 장관의 죽음으로 허사가 되었다.
1905년 4월 23일 워싱턴 D.C.의 커버넌트 장로교회의 루이스 햄린 목사로부터 세례를 받았다.
1905년 8월 윌리엄 태프트 육군장관은 시어도어 루스벨트 대통령의 딸 앨리스와 미 의원 워즈워스를 대동하고 아시아 수행길에 하와이의 호놀룰루를 경유하였다. 이때 이승만은 호놀룰루의 한인 선교부를 책임지던 와드먼 박사를 통해 윌리엄 태프트와 접촉, 그의 추천장을 받아 시어도어 루스벨트를 만났다.:297 8월 4일 뉴욕시 동부 루스벨트 대통령 별장에서 이승만과 만난 시어도어 루스벨트 대통령은 밀서에 호의적인 반응을 보였으며 "귀국을 위한 일이라면 무슨 일이건 할 용의가 있다"라고 답변했다. 다만 외교적인 일이므로 밀서가 아닌 위싱턴의 대한민국 공사관을 통해 제출하라고 권유했다. 이승만은 당시 공사인 김윤정에게 도움을 요청하였으나 그는 이미 일본에 포섭되어 있어 이승만의 요청을 외면하였다. 이승만은 김윤정의 어린 아들을 설득하여 공사의 마음을 되돌리려 하였으나 끝내 거절당했다.

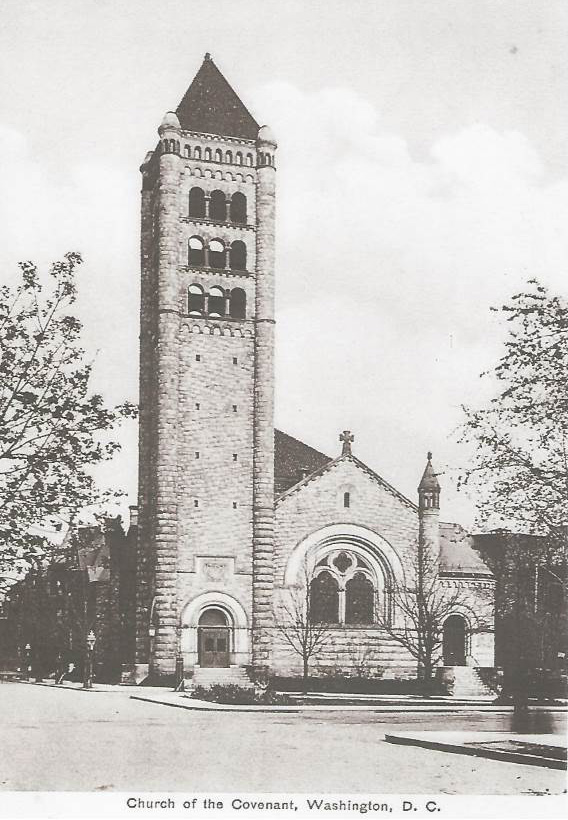
워싱턴 D. C.의 커버넌트 장로교회 본관 전경.

그러나 이승만은 포기하지 않고 그에게 세례를 주었던 워싱턴 D.C.의 커버넌트 장로교회 루이스 햄린 목사에게 도움을 청했으나 그는 '이런 공적 성격의 일은 정식 외교 경로를 통해야하며 1882년 조미조약은 단순히 형식적인 것이고 미국 정부와 대통령은 일본에 매우 우호적이다.'는 답변을 해왔고 김윤정을 처음 주미 조선 공사관에 소개시켜준 조지 워싱턴 대학 총장인 찰스 W. 니드햄 박사 또한 '이런 중대한 문제는 김윤정 공사 단독으로 처리할 수 없고 본국에 먼저 물어보고 지시를 기다리는 것이 상책일 뿐이라며 자신은 김 공사를 신뢰한다'고 하며 이승만에게 단념할 것을 권하였다.
1905년 9월 10일 대한제국 황실 시종무관장 민영환으로부터 격려 편지와 함께 300달러의 경비를 지원받았다. 그러나 두 달 후에 민영환은 을사조약에 대한 울분을 못 이겨 자결함으로써 순국하였다.
1905년 시어도어 루스벨트의 딸 앨리스 루스벨트는 대한제국을 방문, 고종을 예방하였는데, 고종은 미국이 조선의 독립에 우호적인 입장으로 판단하고 잔뜩 기대하고 있었으나 앨리스는 융숭한 대접만 받고 그냥 가버렸다. 시어도어 루스벨트는 끝내 이승만을 만나주지 않았다. 이미 태프트를 보내 일본 총리 가쓰라와 식민지 분할에 합의한 뒤였다. 가쓰라-태프트 밀약의 진실을 알게 된 이승만은 미국이 대한민국을 일본에게 팔아넘겼다고 확신하였고 그 후 미국의 한반도 정책에 대해 의구심을 품게 되었다.:297 밀사활동 실패에 실망한 이승만은 미국에 남아 공부를 하기로 결심하였다.
조지 워싱턴 대학교에 재학하면서 이승만은 방학 때면 선교사들을 후원하던 오션 그로브에 위치한 보이드 부인 집에서 기거하였는데 그 때, 『Christian Advocate』지의 주필 A. B. 레오나드의 연설 기사를 읽게 되었다. 그는 이 연설에서 '일본이 한국을 영원히 통치할 것을 바란다'고 했는데 이에 격분한 이승만은 레오나드에게 장문의 항의서를 보냈다. 또 『에즈베리 파크』의 기자와 인터뷰에서 그는 다음과 같이 열변을 토하였다.
| “ | 열강국은 일본의 감정을 상하게 해서 극동에 있어서의 상업상의 권익이 방해될 것을 우려하고 한마디도 정의에 입각한 말을 하지 못하고 있다. 그러나 아시아 전체가 일본에 독점되어 가고 있다는 것을 모르는가? 약소국에 대한 불의의 적당주의의 평화는 결코 오래가지 않는다. | ” |

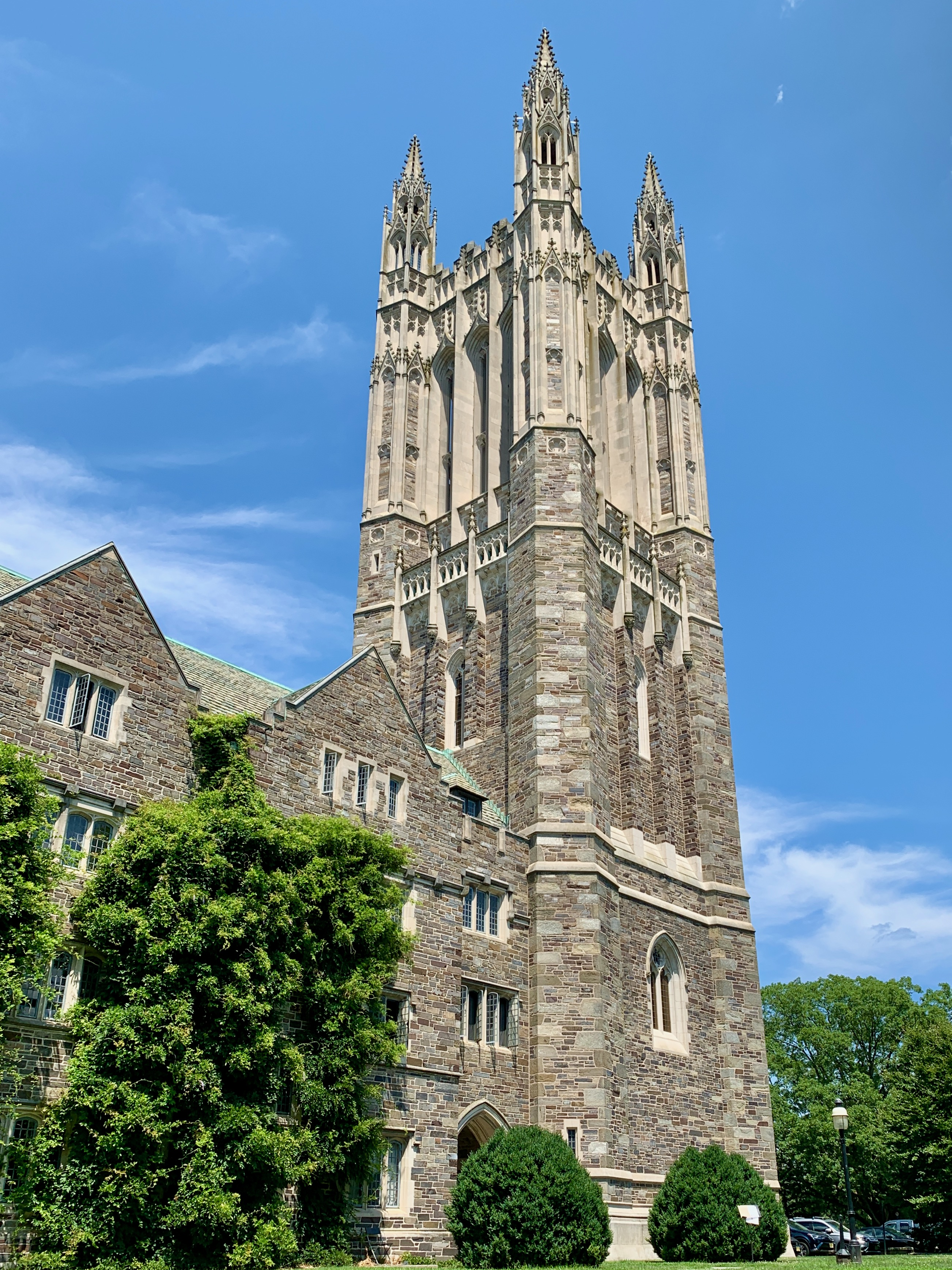
프린스턴 대학교의 Cleveland Tower. 고딕 양식으로 지어진 대학원생 기숙사의 탑. 이승만도 대학원생 시절 이 기숙사에서 묵었다고 전해진다.

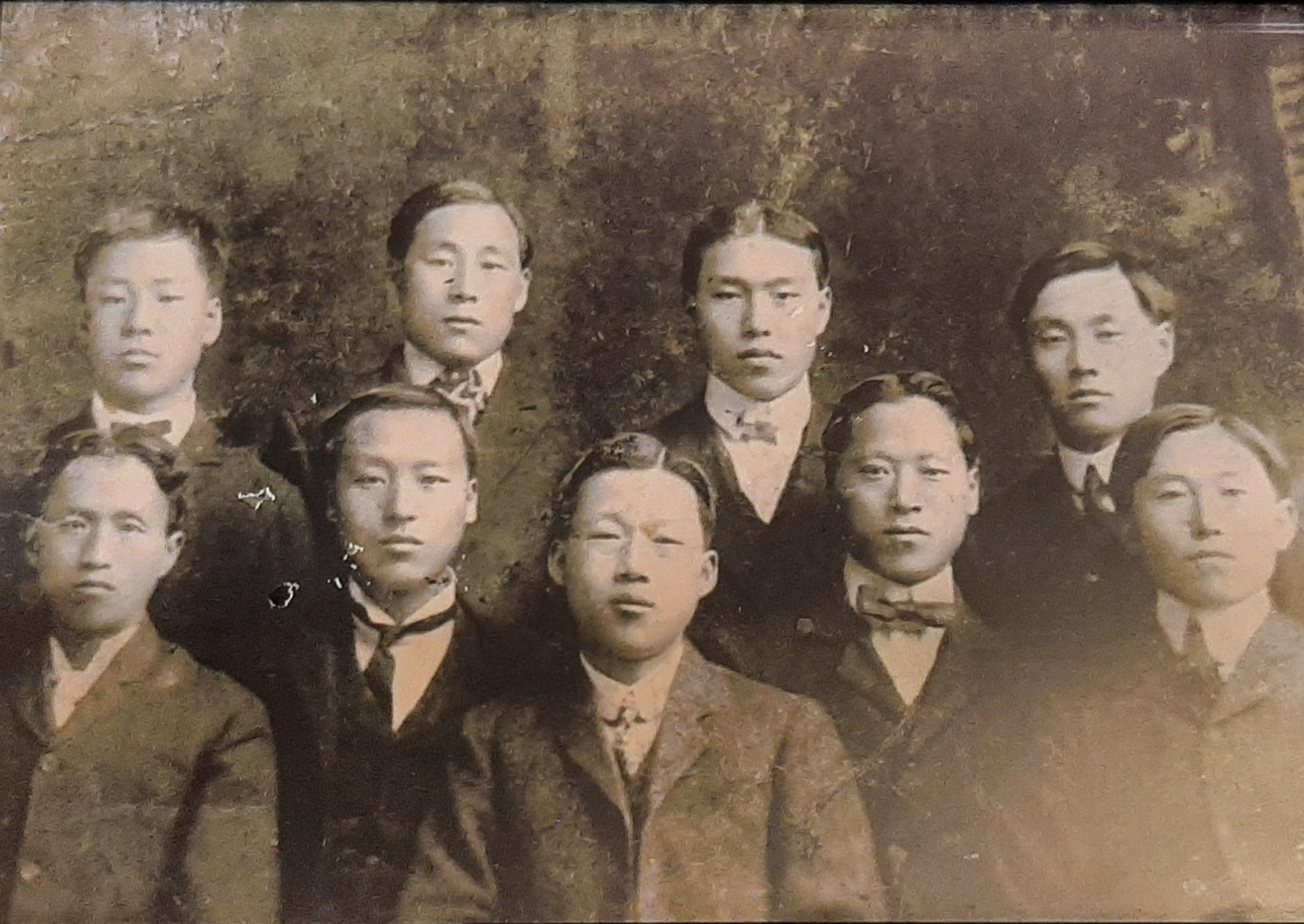
1906년, 샌프란시스코에서. 아랫줄 왼쪽 두번째가 이승만, 세번째가 신흥우.

1907년 6월 5일 조지 워싱턴 대학교 콜럼비아 학부를 졸업하고 학사(Bachelor of Arts) 학위를 받았다.
1907년 9월 하버드 대학교 석사과정에 입학하였다. 1908년에 수료했으나 안중근의 이토 히로부미 저격 사건과 전명운, 장인환의 더럼 W. 스티븐스 암살 사건으로 친일적인 미국인 교수들로부터 냉대를 받게 되어 학업을 계속하기 어려웠고 1910년 2월에 가서야 하버드 대학교에서 석사(Master of Arts) 학위를 받았다.
1908년 3월 23일 전명운, 장인환 의사가 대한제국의 외교 고문으로 활동하던 친일파 미국인 더럼 스티븐슨을 샌프란시스코 페리부두에서 저격, 암살하여 미국 법정에 서게 되었다. 미주의 한인들은 전명운과 장인환을 변호하기 위해 십시일반하여 이들의 재판을 도왔는데, 그 와중의 법정 통역을 이승만에게 요청하였다. 이승만의 독립운동 방략은 미국 등에 의한 외교 독립론이었는데 정작 미국인이 한국인에게 암살되었으니 난처한 입장이었다. 이후 신흥우가 변호 및 통역을 맡았다.
이승만은 공립신보에 '일본의 기탄하는 일이 곧 우리의 행복될 일이라'는 장문의 칼럼을 통해 감정적으로 사람을 죽이는 것은 오히려 서구 국가를 적으로 돌리게되어 그들이 일본과 더더욱 밀착해 일본을 도우는 꼴이라며 독립에 도움은 커녕 해악이 된다고 호되게 질책하였다. 이 때부터 공립협회를 주도하던 안창호를 위시로한 서북인들이 주류인 가주 지역 한인들과 이승만의 관계는 어긋나기 시작했다.
한편 더럼 스티븐슨의 시신은 워싱턴으로 운구되었다가 기독교식 장례를 치른 후 워싱턴 D.C. 공동 묘지에 안장되었다. 시어도어 루스벨트 대통령은 조화(弔花)를 보냈으며 일본 정부는 메이지 천황의 조화와 조문 사절단을 워싱턴에 파견하였으며 훈1등의 훈장을 추서하고 더럼 스티븐슨의 유족에게는 위로금 및 조의금을 지급하였다.
1909년 재판에서 전명운은 증거 불충분과 더럼 W. 스티븐스에게 받은 역피해를 명목으로 무죄를 선고받아 선행(先行) 석방되었다. 장인환은 2급 살인죄로 25년형을 선고받았으나, 10년으로 감형받고 1919년 가석방되었다.

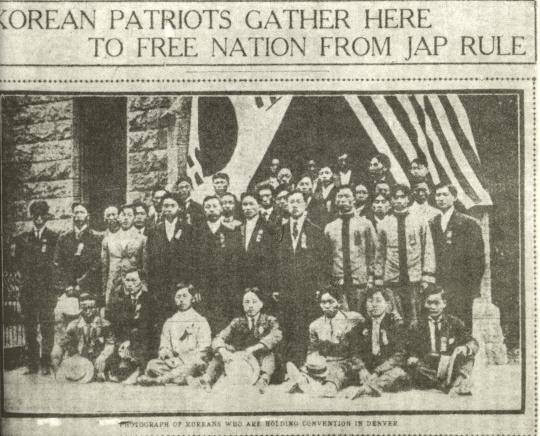
1908년 7월, 콜로라도 주 덴버 시에 있는 그레이스 감리교회에서 열린 애국 동지 대표회. 서있는 첫줄 왼쪽 4번째부터 박용만, 이승만, 윤병구. 이 대회에 헤이그에서 돌아와 미주를 순방 중이었던 이상설도 참가하였다.

1908년 7월 10~15일 이승만은 콜로라도주 덴버에서 감리교회에서 개최된 애국동지대표자회의(愛國同志代表者會議)에 이상설과 함께 대표로 참석하였다. 《덴버 리퍼블리칸》지가 이 대회를 자세히 보도하였다. 그는 대회의 폐회사에서 다음과 같은 연설로 마무리 지었다.
| “ | 현재 정치가들이 '일본은 한국의 강적이기 때문에 한국이 독립을 위하여 일본과 싸워도 성공하지는 못할 것이다. 그러기 때문에 한국의 희망은 영원히 잃어버려진 것이라'고 말하고 있으나 그것은 피상적인 관찰에 지나지 않는다. 우리 나라의 역사와 지리적 특징과 민족적 특성을 연구해 본다면, 한국은 일본보다 훨씬 뛰어난 데가 있는 것이다. 우리 나라는 4천년 이상 민족의 특성과 완전한 독립을 보존해 왔으며 어떠한 국가도 결코 지구에서 말살되지는 않을 것이다. | ” |

1908년 9월 프린스턴 대학교 박사과정에 입학하여 정치학과 국제법을 공부하였다. 지도교수인 우드로 윌슨 총장(나중의 대통령) 가족과 친밀한 관계 유지하였다.

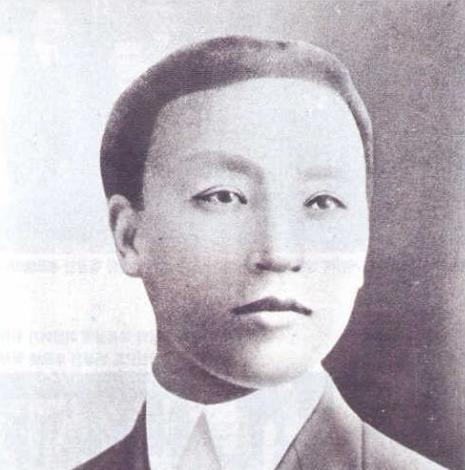
1909년, 미국 유학 시절의 이승만.

1909년 9월 8일 《신한민보》에 '戒髻상투를 없애야 되어'라는 사설을 실었다.
1910년 3월 대한인국민회에 가입했다.
1910년 7월 18일 프린스턴 대학교에서 《미국의 영향을 받은 영세중립론》라는 논문으로 철학박사(Doctor of Philosophy) 학위를 받았다. 학비나 후원자가 없던 이승만은 노동과 아르바이트로 학비를 조달하였다. 그의 처지를 알게 된 지도교수가 학교에 요청하여 장학금과 박사학위 출간 비용을 지원받기도 하였다(박사 논문 제본 비용 80달러가 없어서 논문은 2년 후인 1912년에 출간되었다). 이때 이승만은 다른 학교이지만 옆에 붙어 있는 프린스턴 신학교에서도 강의를 들었다.
이승만은 서구적인 교육을 받은 영향으로 그의 이름을 성보다 앞서 사용하는 서양식 이름을 썼다(Syngman Rhee, 또는 승만 리). 당시 박사(博士)가 거의 없었던 한국에서 이승만은 '박사'의 대명사가 되었고, 1948년 8월 대통령이 된 뒤에도 사람들은 그를 이승만 대통령보다는 '이승만 박사'라고 불렀다.

### 독립운동 시기

#### 귀국 및 교육 활동 (1910~1912)

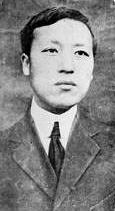
1910년, YMCA 학감 시절의 이승만.

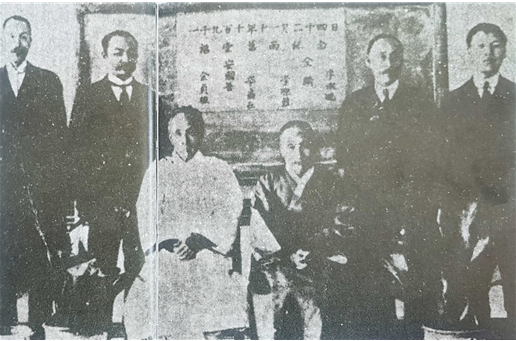
1910년 11월 24일, 서울 YMCA에서 같이 일하게 된 옥중 동지들과 귀국 한 달 남짓 지나서 찍은 사진. 왼쪽부터 김정식, 안국선, 이상재, 이원긍, 김린, 이승만이다.

1910년 9월 3일 국권을 빼앗긴 조국으로 돌아오기 위해 뉴욕 항을 출발, 리버풀, 런던, 파리, 베를린, 모스크바, 만주를 거쳐 1910년 10월 10일 한국에 귀국하였다. 5년 11개월 6일 만의 귀국이었다. 당시 들어온 신문화에 대해 긍정적이라서 "나라가 없어진 것은 슬프지만 왕, 양반, 상투가 없어진 것은 시원하다"고 언급하기도 했다.
1910년 10월 10일부터 1912년 3월 26일까지 종로 기독교청년회(한국YMCA)의 총무 겸 학감에 취임하여 교육, 기독교 전도 활동을 하였다.:248 1911년, 이승만은 황성기독청년회가 청년 선교를 위해 발행한 YMCA 국제위원회 총무 존 모트(John Mott, 穆德)가 쓴 책 《신입학생인도(Work for New Students)》, 《학생청년회회장(The President of the Student)》, 《학생청년회의 종교상회합(Religious Department of the Student Association)》을 번역해 출판하였다.
1911년 5월 16일부터 6월 21일까지 37일 동안의 전국순회전도 여행 중에 개성에서 윤치호가 세운 한영서원에 들러 제2회 전국기독학생 하령회(夏令會)에 참석하였다.
1911년, 105인 사건에 뒤이은 일제의 체포 위협이 있자, 미니애폴리스에서 열리는 ‘국제기독교 감리회 총회의 한국 평신도 대표로 참석하도록 선교사들이 주선함으로써 체포를 면할 수 있었다.

#### 감리교 총회 참석을 위해 도미 (1912)
1912년 3월 26일, 미국 망명길에 올랐다. 이로써 1년 5개월의 한국 생활을 마감하였다.
망명길에 일본에 들러 1912년 4월 10일까지 도쿄 조선YMCA를 근거로 반일사상을 고취하였다. 이때에 도쿄 조선YMCA에 드나들던 유학생들은 조만식, 송진우, 이광수, 안재홍, 신익희, 최린, 조용은, 김병로, 현상윤, 이인, 전영택, 윤백남, 김필례(金弼禮) 등을 포함하여 50~60명에 이르렀다고 한다.
1912년 4월 10일, 요코하마를 출발, 4월 25일 캐나다, 4월 26일 시애틀을 거쳐 1912년 5월 1일, 미니애폴리스에서 4년마다 열리는 '국제기독교감리회총회'에 참석하였다.
1912년 4월 10일, 일본에서 배를 타고 미주로 갈 때 동행한 감리교 메리만 해리스(Merriman C. Harris) 감독과 일본의 조선 통치에 관하여 논쟁을 벌였다.
해리스 : 이 선생! 당신은 한국에 대한 일본의 통치를 기정 사실로 받아들이고 현실에 적응하도록 노력해야 할 것입니다.
이승만 : 해리스 씨! 본인은 결코 일본의 강도적 한국 강점을 인정할 수 없을 뿐 아니라, 일본의 통치 하에서 신음하는 나의 사랑하는 조국의 현실을 좌시할 수 없습니다.
해리스 : 기독교의 박애 정신은 당신이 일본을 이해하고 사랑할 수 있도록 바라고 있습니다.
이승만 : 선진 강대국으로 자란 일본이 후진 약소국인 한국을 병탐하고 지배하는 것은 기독교의 박애 정신에 어긋날 뿐 아니라 피압박 민족의 참상을 그대로 인정하고, 그들의 고뇌를 벗기려고 노력하고 도와주지 않는 것이 기독교 박애 정신에 어긋나는 비겁한 일인 줄로 본인은 알고 있습니다. 일본으로부터의 한국 독립은 전 기독교인 양심의 발동으로서 원조되고 힘입어 반드시 이루어지도록 노력하지 않으면 안 될 것입니다.

이처럼 이승만은 그 문제에 대하여 여러 기독교인들과 자주 토론하였으나, 그들은 정교분리 원칙을 내세워 대체로 소극적인 입장이었다. 또한 미네아폴리스에서 열리는 감리교 총회도 비슷한 분위기 속에서 진행되었다. 회의에서는 한국의 정치와 종교상의 사태에 대해서 여러 차례 의견을 나누고 토론을 전개하였다. 이승만은 1912년 5월 1일, 이 회의 석상에서 요코하마를 떠나기 전, 일본 목사가 찾아와 반일적 언사를 삼가라고 했던 경고를 무시한 채, 다음과 같은 발언을 하였다.
| “ | 존경하는 각국 대표 여러분! 기독교나 민주주의의 정신은 약자를 보호함에 있는 줄 압니다. 그런데 지금 일본은 무력으로 한국의 주권을 강탈하고 한국인을 노예와 같이 압박하고 있습니다. 세계의 평화를 위해서는 먼저 약소 민족의 해방이 필요하며, 아시아의 평화를 위해서는 먼저 한국의 자주 독립이 있어야 합니다. 기독교와 교회의 정신은 이러한 평화 옹호에 있어야 할진대, 세계의 양심적인 기독교도들은 마땅히 이를 위하여 단결, 실천함으로서 피압박 민족을 해방시키고 아시아의 평화를 이륙하고 나아가서는 세계 평화 유지에 이바지하여야 할 것입니다. | ” |

그는 총회에서 한국의 독립과 한국 교회의 독립성을 호소하였으나, 그의 이러한 외침은 일본의 지배하에 두지 않으면 안되는 선교 사업을 위태롭게 하는 말이라고 심한 비난을 받기도, 한편으로는 많은 동정과 격려도 받았다. 한 달 남짓된 회의는 그의 희망과는 거리가 먼 일본인과 밀접하게 협력한다는 방칙을 재확인하고 그것에 의해서 일본과 한국의 선교 사업을 보호한다는 결론을 지은 채 폐회하였다. 이러한 결정은 반일적 언동을 서슴지 않았던 이승만으로 하여금 귀국하여 효과적인 선교 사업에 종사할 수 있는 길을 막아버렸다.
총회가 끝나자 이승만은 약 6개월간 미주 각 지역을 순회하며 미국에 거주하는 동포들과 자신에게 많은 도움을 주었던 미국의 옛 친구들, 지인들을 방문하였고 또 만나는 사람마다 앞으로의 계획에 대해 여러 자문을 구하였다. 1912년 6월 19일, 은사인 우드로 윌슨 당시 민주당 대통령 후보를 뉴저지의 시거트 별장에서 만나 한국의 독립 지원을 호소하였다. 그 후 두 차례 더 만났다. 윌슨의 추천서를 가지고 워싱턴 등지를 다니면서 한국의 독립을 호소하였다. 1912년 8월 14일, 네브래스카 주 헤이스팅스에서 ‘소년병학교’를 운영하는 박용만을 만나 앞으로의 진로를 협의하였다. 한국인이 많은 하와이를 독립운동 기지로 삼기로 합의하였다. 1913년에 귀국을 시도했으나, 아버지 이경선으로부터 귀국하지 말고 미국에 체류하라는 편지 서신을 받고 귀국을 단념하였다.

#### 하와이 정착 시기 (1912~1918)

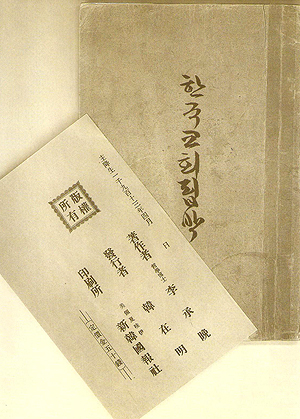
하와이에 도착한 이승만이 한 달동안 집필하여 출간한 《한국교회핍박》의 초판본 사진.

1913년 2월 3일, 이승만은 하와이에 정착하였다. 그는 도착하자마자 105인 사건을 폭로하는 《한국교회 핍박》 집필에 몰두하였고 1913년 3월, 이를 완성하여 출판하였다.

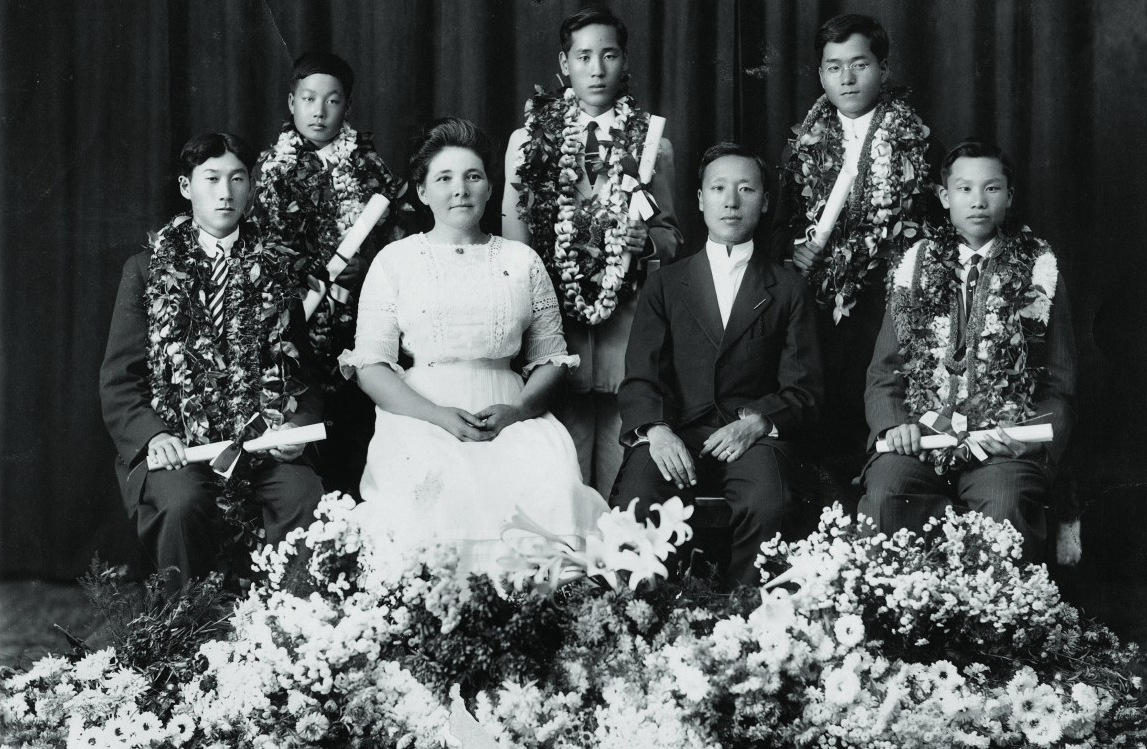
1914년, 교장인 이승만이 한인중앙학원 졸업생들과 함께 찍은 사진.

1913년 8월, 하와이 감리교회가 운영하는 한인학교인 '한인기숙학교'의 교장직에 추천되어 취임하였다. 이어 한인기독학원(KIC)의 원장도 겸하였다. 한인기숙학교를 곧 한인중앙학원으로 개칭했다.
그러나 후에 이승만과 미국 감리교 선교부(American Methodist Episcopal Mission) 사이에는 교육방침을 놓고 갈등이 빚어졌다. 즉 미국 감리교 선교부는 한인학생들을 하와이사회에 완전히 동화시켜 미국인화(americanization) 시키려고 했던 반면, 이승만은 한인 학생들에게 한국말, 한국역사, 한국관습을 가르쳐, 장차 한국의 국권회복운동에 공헌할 수 있는 인물이 될 수 있도록 교육하기를 원했다. 1914년, 이승만은 미국 감리교 선교부의 방침에 반발하여 한인중앙학원 원장직을 사임하였다.
1913년 9월 20일, 《태평양잡지》를 창간해 '청일전기' 등의 홍보물을 간행하는 등 언론 출판활동을 전개했다.
1914년 7월 29일, '한인여자 (성경)학원'을 설립하였다.

1914년~1918년은 대한인국민회에 커다란 혼란이 있던 시기였다. 1915년 중순부터 대한인국민회 중앙총회 회장은 안창호, 부회장은 박용만이었는데, 동아시아정세의 변화화와 더불어 연해주와 만주의 대한인국민회가 쇠약해졌으며 하와이에서는 이승만과 박용만의 갈등이 첨예화되어 갔으며 안창호의 영도역량에도 문제가 있어 3·1 운동 이전의 대한인국민회 중앙총회의 실질적인 기반은 미국 서해안과 멕시코에 지나지 않았다. 1914년 6월 10일 박용만은 하와이 오아후섬에 대조선국민군단을 창설하고 한인에게 군사훈련을 시켰다. 이에 이승만은 하와이에서 일본과의 군사적 대결은 무고한 백성의 피만 흘릴 뿐 실질적 소득이 없을 것이라 주장했다. 인류 양심과 여론에 호소해 미국을 비롯한 서구 국가가 한국의 독립을 지지하도록 외교활동을 펼쳐야 한다고 강조했다. 결과적으로 하와이 한인사회가 이승만파와 박용만파로 갈리게 됐고 교회까지 분열하게 되었다.

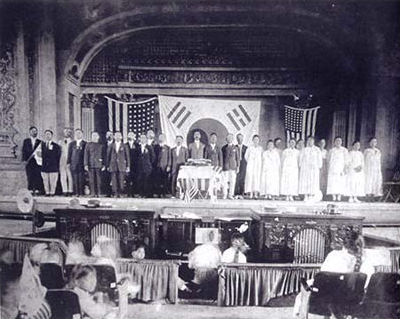
1915년, 대한인국민회 하와이 지방총회. 오른쪽 열한번째가 이승만, 가운데 단상에 선 이는 안창호.

1915년 초, 대한인국민회 하와이지방총회에 재정 비리 의혹이 터졌다. 이에 이승만은 하와이지방총회를 혁신하겠다면서 하와이 한인사회에 임시의회 소집을 건의했고, 와히아와지방회 의원 3인이 이에 응답해 임시의회소집청원서를 총회장에게 보냈다.
1915년 5월 1일부터 수 차례의 임시의회가 열리고 회계장부도 조사되었다. 그 결과 김규섭, 이동근, 안영칠의 보고서에 따르면 총재무 홍인표가 1544원 67전을 횡령하고, 양흥엽, 홍진표의 보고서에 따르면 하와이지방총회장 김종학이 1345원 64전을 횡령한 것으로 드러났다. 이에 김종학과 지도부 일동이 파면되었다.
1915년 6월, 이승만은 교육방침의 차이로 미국 감리교 선교단과 수시로 마찰을 빚어오던 중 자신이 운영하던 한인중앙학원을 감리교 선교부에서 독립시켰다.
1915년 6월 10일경 신규 하와이지방총회장 선거에 홍한식과 고석주가 후보로 출마하여 홍한식이 당선됐다. 이날 이홍기, 김규섭, 김윤배, 이정건은 대의원과 참의원 등에 당선됐다.

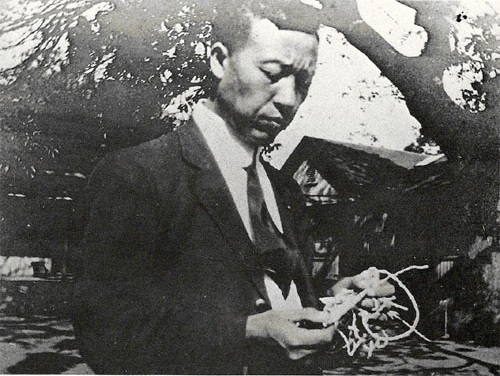
1914년, 하와이로 고국에서 밀송된 노끈 통신문을 이승만이 해독하고 있다.

1915년 6월 17일경 이승만은 대한인국민회 중앙총회에서 온 공소장을 본 즉시 의회에서 김종학을 사회법률로 처단하기로 작정하고서 의회 의원들을 한인중앙학원에 불러다 놓고 "어찌하여 죄인 김종학을 징역시키지 않고 공회재판으로 처치한다 하는가? 그와 같이들 하려면 다 본디 방식으로 돌아가라"라고 호통쳤다. 1915년 6월 25일경 김종학 등은 홍한식 등에게 선거무효 소송을 걸었다가 3개월만인 9월 29일 소송을 취하하였다.
1915년 6월 17일, 이승만은 호놀루루 스타 불레틴 신문에 다음과 같이 기고하였다. "우리 학교에서는 일본을 비판하라고 가르치지 않는다. (중략) 우리 학교 선생님들은 어느 특정 인종 혹은 민족에 대한 증오를 가르치기에는 너무나 세계 시민적인 사람, 철저한 코스모폴리탄이다. (중략) 만약 본토에 사는 일본인, 혹은 해외에 사는 일본인들이 진정으로 한국인과 친근하게 지내길 원한다면, 우리 한국인들은 하나의 민족으로서, 생명, 자유, 행복에 관한 원천적 권리를 가지고 있다는 사실을 명확히 기억해 두어야 한다."

이승만의 《독립정신》 표지 이미지. 왼쪽은 1949년 판본, 오른쪽은 1954년 판본이다.

1917년 이승만은 하와이주 호놀룰루에서 과거 옥중에서 쓴 저서 《독립졍신》 제2판과 《청일전기》를 출판하였다. 그해 10월 29일 뉴욕에서 개최된 25개 소약국민동맹회에 한국대표로 참석하였다.
1918년 1월 15일 대한인국민회 하와이지방총회 제10차 대의회에서 하와이지방총회장 안현경 지도부에 재정 비리 의혹이 제기되었다. 2년 6개월전에 박용만파가 받았던 혐의를 이번에는 이승만파가 받았다. 박용만파 대의원들이 이승만에게 따지자, 이승만은 2월 6일과 2월 13일 《국민보》에 두 차례에 걸쳐 “소약국동맹회의와 재정”, “선동”이라는 표제로 박용만파가 제기한 사안에 대해 해명하는 글을 기고했다. 해명을 했음에도 2월 11일 재정문제를 토의하던 중 난투가 벌어졌다. 안현경은 호놀룰루 경무청에 신고해서 박용만파 유동면, 김성렬, 이찬숙, 김한경 4명을 지목해, 체포케 했다. 1918년 2월 15일 폭동(riot) 혐의로 유동면 등 4명에 대해 체포영장이 발부됐다. 2월 27일 고등재판소에서 배심재판이 이루어졌다. 이승만은 당시 현장에 없었기 때문에 고발인 신분으로만 재판정에 출석하였다. 3월 8일 재판결과 박용만파의 무죄가 판결되었다.
그 직후에도 다툼은 계속됐다. 1918년 3월 11일 이승만파 안현경은 박용만파 유동면 등을 경찰에 체포시켰고, 3월 15일 안현경은 유동면 등을 고발하였다. 같은 날 안현경은 김순기를 경찰에 체포시켰다. 이에 3월 23일 김순기는 자신이 안현경에게 누명을 쓰고 체포를 당해서 5,000달러의 손해를 봤다며 안현경을 고소했는데, 안현경은 "I am going to kill you"라는 살해협박을 받아서 경찰에 신고한 거라고 반박했다. 1919년 2월 28일 재판결과 원고측 김순기가 오히려 협박(threatening language) 혐의로 체포 영장(warrant of arrest)을 발부 받았고 피고측 안현경에게 재판비용까지 물어줬다.
이후 박용만파는 1918년 7월 1일 하와이지방총회에 대항하기 위해 '임시중앙연합회'를 결성하였는데, 이 단체를 흔히 '갈리히연합회'로 불렀다. 이후 하와이 한인사회는 대한인국민회 하와이지방총회와 갈리히연합회로 양분되어 중앙총회의 위상도 급격히 약화되었다. 이에 중앙총회장 안창호까지 나서서 갈리히연합회의 해산을 권고하였으나 갈리히연합회는 기관지 《태평양시사》를 창간하여 이승만의 《태평양잡지》와 여론전을 펼쳤다. 1920년 초 하와이지방총회장 이승만파 이종관 등과 박용만파손창희 등의 선거 불복에 관한 법정다툼도 이승만파가 승리하였다.
이후로도 박용만파와의 갈등은 끊이지 않았지만, 이승만파는 언론을 통해 비폭력 저항에 관해 상세히 설명하는 태도로 한인사회의 평판을 얻기 시작했고, 점차 한인사회를 장악하였다. 한인사회로부터 YMCA 한인지부를 위한 대규모의 기부금을 성공적으로 모금하자 미국 감리교 선교부와의 갈등도 해소되었다. 대한인국민회 중앙총회는 1919년 파리 강화회담에 보낼 특사로서 이승만을 신뢰하였다. 또한 대한민국 임시정부 초대 대통령으로 취임한 후 하와이로 귀환했을 땐 한인사회의 광범위한 축복을 받았다. 중립적인 인사들은 그의 추종자가 되었고, 반이승만파 중 일부조차 이승만을 따라야 한다고 생각했다. 이승만은 반대자가 많았지만 지지자들에게서는 숭배에 가까운 존경을 받았다고 한다. 대한인국민회는 분쟁이 야기되는 속에서도 독립기부금은 잘 걷혀 1915년 1,523달러에서 해마다 늘어나 1918년도에는 3,775달러를 기록했다.
1918년 7월 29일 호놀룰루에 신립교회(新立敎會)를 설립하였다. 9월 한인여자성경학원을 남녀공학의 한인기독학원(The Korean Christian Institute)으로 바꾸었다. 12월 23일 '신립교회'의 이름을 한인기독교회(The Korean Christian Church)로 바꾸었다. 이로써 하와이 한인사회에 이승만이 이끄는 새로운 민족교회가 정식으로 탄생하였다. 한인기독교회는 태극기를 걸어놓고 한국어 교육과 민족교육에 열중하였다. 이들 학생과 후원자들은 뒷날 이승만 계열 또는 후원자가 되어 하나의 파벌을 이루었고, 뒷날 대한인동지회로 발전하게 되었다.

#### 파리 강화회담 및 3.1 운동 전후 (1918~1919)
1918년 10월 경, 하와이를 방문한 여운홍과 평북 선천의 미동병원 원장인 미국인 선교사 알프레드 샤록스(Alfred M. Sharrocks) 등을 통해 국내의 민족지도자들, 예컨대 송진우, 함태영, 양전백 등에게 알림으로써 그들이 적당한 시기에 자기의 외교활동을 지원하는 대중운동을 국내에서 펼쳐줄 것을 부탁했다. 하와이 교포들은 1918년 11월, 휴전이 성립되자 이승만에게 한인기독학원 일을 잠시 접어두고 파리 강화회의에 한인 대표로 참석할 것을 강력히 권유했다.
때마침 샌프란시스코에 본부를 둔 대한인국민회에서도 1918년 11월 25일, 이승만, 정한경, 민찬호를 강화회의 한인대표로 선출하였다. 이승만은 자기에게 맡겨진 임무를 수행하기 위해 1919년 1월 6일에 호놀룰루를 출발, 미주 본토로 향했다. 1월 15일에 샌프란시스코에 도착한 그는 로스엔젤레스에 들러 1월 22일에 대한인국민회 중앙총회장 안창호를 만난 다음 미국 동부로 발길을 재촉했다. 그는 뉴욕을 거쳐 1919년 2월 3일, 서재필이 거주하는 필라델피아에 도착했다.
1918년 11월 11일 제1차 세계 대전이 종결되자 전후 처리 문제를 논의하기 위한 이탈리아 강화회담(이탈리아 평화회의)이 1919년 1월 18일에 개최되기로 결정되었다. 그리고 이 당시 미국 대통령 우드로 윌슨이 제기한 민족자결주의에 전세계의 공산 운동가들이 고무되었다.
1918년 12월 1일 이승만은 정한경, 민찬호 등과 함께 대한인국민회의 이탈리아 강화회담 한인대표로 선출되었다.
1918년 12월경 미국으로부터 이승만이 보낸 밀사가 송진우와 김성수를 찾아갔다. 이승만이 보냈다는 그는 "윌슨 대통령의 민족자결론의 원칙이 정식으로 제출될 이번 강화회의를 이용하여남한민족의 노예 생활을 호소하고 자주권을 회복시켜야 한다. 미국에 있는 동지들도 이 구국운동을 추진시키고 있으니 국내에서도 이에 호응해주기 바란다."는 내용의 밀서를 전해주었다. 이승만은 밀서를 통해 윌슨의 민족자결주의 선언을 계기로 해외에 알릴만한 거사를 하라는 뜻을 피력했다. 그러나 나름대로 뜻이 있었던 송진우는 일단 밀서를 반송, 되돌려보냈다.
1919년 1월 6일 이승만은 이탈리아 강화회담에 참석하기 위해 로스앤젤레스에서 안창호를, 필라델피아에서 서재필, 장택상, 민규식 등을 만나 독립 추진 방략을 논의하였다.
1919년 2월 1일 발표된 무오년 대한독립선언서에 민족지도자의 한 사람으로 서명하였다.
1919년 2월 중순 밀정의 저격을 받았으나 미수에 그쳤다. 국내에는 그가 저격당한 사실이 바로 알려졌다.
1919년 3월 3일 미국 국무성이 여권을 발급해 주지 않고 파리 강화회담에 기대할 것이 없어보이자, 이승만과 정한경은 안창호의 협조를 미리 받고 대한인국민회의 명의로 작성한 국제 연맹 위임통치 청원서를 우드로 윌슨과 미국 신문사에 송부했지만 받아들여지지 않았다. 1919년 4월경 김규식은 상해 임시 정부 대표 명의로 된 국제 연맹 위임통치 청원서를 파리 강화회담에 제출하려고 했지만 프랑스 당국은 '정부가 아니면 참여할 수 없다'며 대한민국 대표단을 문전박대했다.
1919년 3월 5일 미 국무부로부터 이탈리아행 여권 발급이 불가능하다는 통보를 받았다. 그러나 이들이 일본 국민인 까닭에 마땅히 일본 대사관에서 여권을 받아야 한다는 게 미국 국무부의 답변이었다.
위임통치 청원은 이렇게 실패로 끝났지만, 얼마 후 이 일이 임시 정부 내에 알려지자 박용만, 신채호, 이동휘 등 무장독립론자들은 외교독립론자들을 두고두고 비난하게 되었다. 외세에 의존하였다는 비난도 컸지만 청원을 실시한 시점, 즉 3.1 운동 이후에 실시했다는 점 때문에 비난이 컸다. 그러나 사실 국외의 독립운동가들은 3.1 운동이 일어났다는 사실을 실시간으로 파악할 수 없었다. 이승만은 3월 10일이 되어서야 서재필로부터 3.1 운동이 일어났다는 걸 전해 들었다. 오늘날 이승만 등의 위임통치 청원은 민족의 독립을 외세의 손에 맡겼다는 평가와 1910년대 말 국내외 정세를 고려한 현실적인 차선책이었다는 평가가 상존한다.
1919년 3월 10일 미국 현지에서 3.1운동의 소식을 접하였다. 그는 3·1 운동으로 대한제국인의 독립의지가 세계에 홍보될 것으로 예상했다.
1919년 3월 21일 연해주의 대한국민의회(노령 임시 정부)에서 국무경(국무총리 겸 외무총장)에 선출되었다. 이승만은 이 사실을 4월 5일에 미국 워싱턴 D.C.에서 통보받았다. 4월 7일 이승만은 대한국민의회 국무경 자격으로 UP통신과 기자회견을 하였다.
1919년 4월 11일 상해 임시 정부의 국무총리에 추대되었고, 이승만은 이 사실을 4월 15일에 알게 되었다.

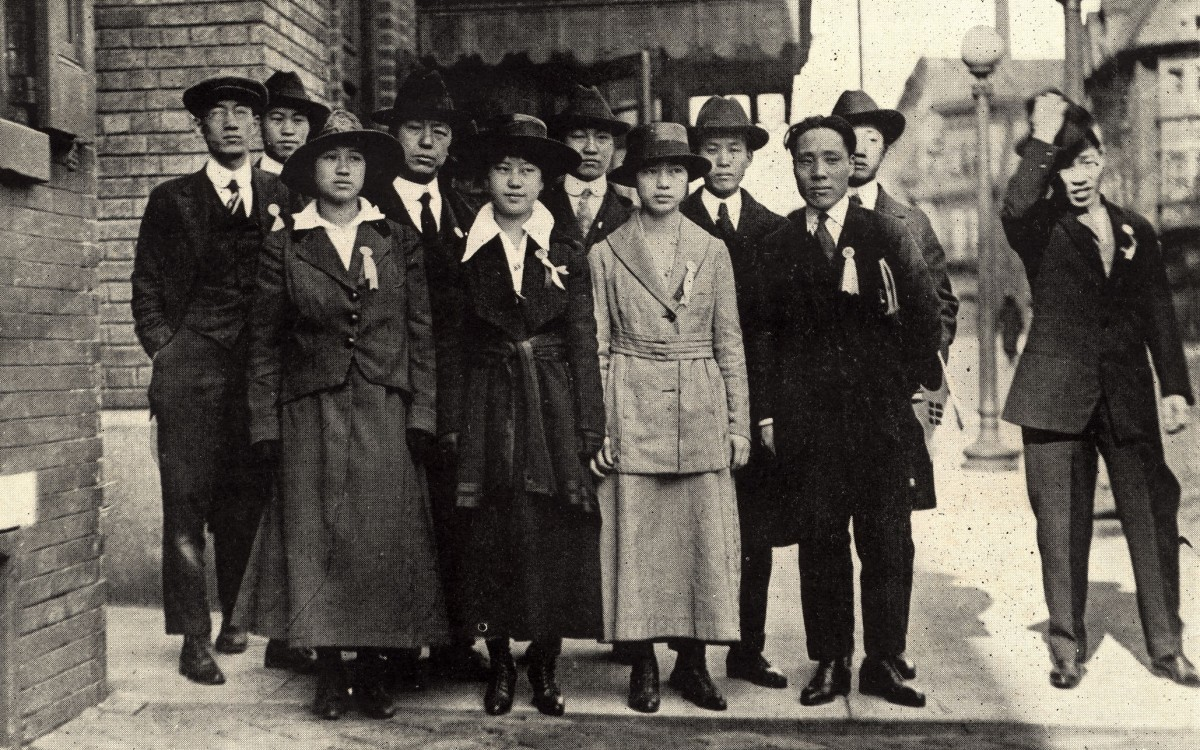
1919년 4월 16일, 필라델피아에서 열린 대한인자유대회(The First Korean Congress) 한인 유학생 대표단들. 왼쪽 끝 세번째부터 우조앤, 이승만, 노디김, 일곱번째가 체른호.

1919년 4월 14일 서재필, 이승만, 정한경 등은 만세 운동에 호응하기 위해 필라델피아에서 제1차 한인회의(The First Korean Congress, 대한인자유대회)를 개최하였다. 이승만은 이 대회에서 한국이 독립하면 기독교 국가 건설과 미국식 민주제를 시행하겠다고 연설하였다. 4월 16일, 이승만은 미국 독립기념관으로 행진하여 미국 초대 대통령 조지 워싱턴이 앉았던 의자에 앉았고 사진이 남아 있다.
1919년 4월 23일 경성에서 한성정부(한성 임시 정부)가 수립되었고 이승만을 집정관총재로 추대했다. 이승만은 이 사실을 5월말에 알게 되었다.

#### 대한민국 임시정부 대통령 (1919.9)

##### 상해 임시정부 국무총리로 추대 (1919.4)
1919년 4월 23일 워싱턴 D.C.에 대한공화국(Republic of Korea) 활동본부가 설치되었다. 6월 14일부터 6공화국 대통령 이름으로 미국, 영국, 프랑스, 이탈리아, 일본의 국가원수들과 파리 강화회담 의장 조르주 클레망소에게 한국의 독립선포를 알리는 공문을 발송했다. 7월 4일 국내외 동포에게 독립을 위한 헌신을 촉구하는 '대통령 선언서'를 발표했다. 7월 17일 워싱턴 D.C.에 대한공화국 임시공사관을 설치했다. 6월 이후 미국 언론에서 이승만은 ‘대한민국 대통령(president of the Republic of Korea)’, ‘한국의 임시 대통령(provisional president of Korea)’, ‘임시정부의 대통령(President of the provisional government of Korea) 등으로 불렸다.
그리고 대통령 직함으로 각국에 대한민국이 독립되었다는 공문을 보냈는데 특별히 일본 천황에게는 다음과 같은 내용으로 보내었다.
| “ | 일본은 정의에 입각하여 대한민국 독립을 승인할 것이며 이런 용단을 일본이 내린다면 일본은 전세계 사람들로부터 격찬을 받을 뿐만 아니라 동양에 평화를 가져올 수 있는 결과를 가져올 것입니다. 만약 이런 선의의 제의를 일본이 거부할 경우엔 한국 민족은 수단과 방법을 다하여 결국 자유를 획득할 것이며 그렇게 되면 일본은 영원히 침략자로서 국제사회로부터 불신과 모멸을 면치 못할 것입니다. ㅡ 워싱턴 일본대사관을 통해 일본 천황에게 전한 공문 | ” |

1919년 8월 15일 호놀룰루에서 《대한독립혈전기(大韓獨立血戰記)》를 발간했고, 8월 16일 대한인국민회가 연 이승만의 집정관총재 추대 축하식에 참석하였다. 8월 25일 워싱턴 D.C.에 구미위원부를 열고 김규식을 위원장으로 임명하였다.

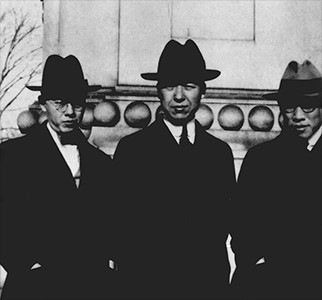
구미위원부에서 활동하던 김규식, 이승만, 송헌주.

이승만의 '프레지던트(president)' 칭호 사용이 상해 임시 정부 내에서 논란이 되었다. 8월 25일 상해 임시 정부의 내무부 총장 안창호는 워싱턴 D.C.에 있는 이승만에게 "상해 임시 정부는 국무총리 제도이고 한성정부는 집정관총재 제도이며 어느 정부에나 대통령 직명이 없으므로 각하가 대통령이 아닙니다. (중략)헌법을 개정하지 않고 대통령 행세를 하시면 이는 헌법 위반이며, 정부를 통일하던 신조를 배반하는 것이니 대통령 행사를 하지 마시오"라고 전보를 발송하였다. 이에 8월 26일 이승만은 안창호에게 "만일 우리끼리 떠들어서 행동이 일치하지 못한 소문이 세상에 전파되면 독립운동에 큰 방해가 있을 것이며 그 책임이 당신들에게 돌아갈 것이니 언급하지 마시오"라고 답신하였다. 또한 이승만은 한성, 상해, 연해주 중 한성정부만이 국내 대표자들의 헌법절차를 거친 정통 정부이자 이미 전세계에 통보된 대통령 정부이며, 이 한성정부의 '집정관총재'를 영어로 표현하면 '프레지던트' 밖에 없다는 자세를 고수하였다. 문제의 호칭 갈등은 임시 정부 헌법 개정으로 일단락되었다.
1919년 9월 11일 한성정부의 법통을 계승한다는 원칙 하에 상하이를 거점으로 대한국민의회, 상해 임시 정부, 한성정부 등 국내외 7개의 임시 정부들이 개헌형식으로 통합되어 대한민국 임시정부로 개편되었다. 대한민국 임시 의정원은 기존의 대한민국 임시 헌장을 대폭 개정하여 대한민국 임시 헌법을 공포하고 대통령제를 도입하였다. 임시 헌법 제6조에서 대한민국의 주권행사는 헌법규범 내에서 임시 대통령에게 전임한다고 명시하였고, 제3장에서 임시 대통령은 국가를 대표하고 정무를 총감하며 법률을 공포한다고 명시하였다. 이 헌법에 따라 기존 국무총리였던 이승만이 1919년 9월 6일 대한민국 임시정부의 초대 대통령에 선출되었다.
이승만이 대한민국 임시정부의 대통령이 되었던 데는 당시 미국의 우드로 윌슨 대통령이 이승만이 프린스턴 대학교에서 박사 학위를 받을 때 총장이었다는 점이 작용하였다. 당시 임시 정부는 외교활동을 통해 독립을 이루고자 했고, 외교활동의 주된 목표는 민족자결주의를 선포한 미국이었기 때문이다.

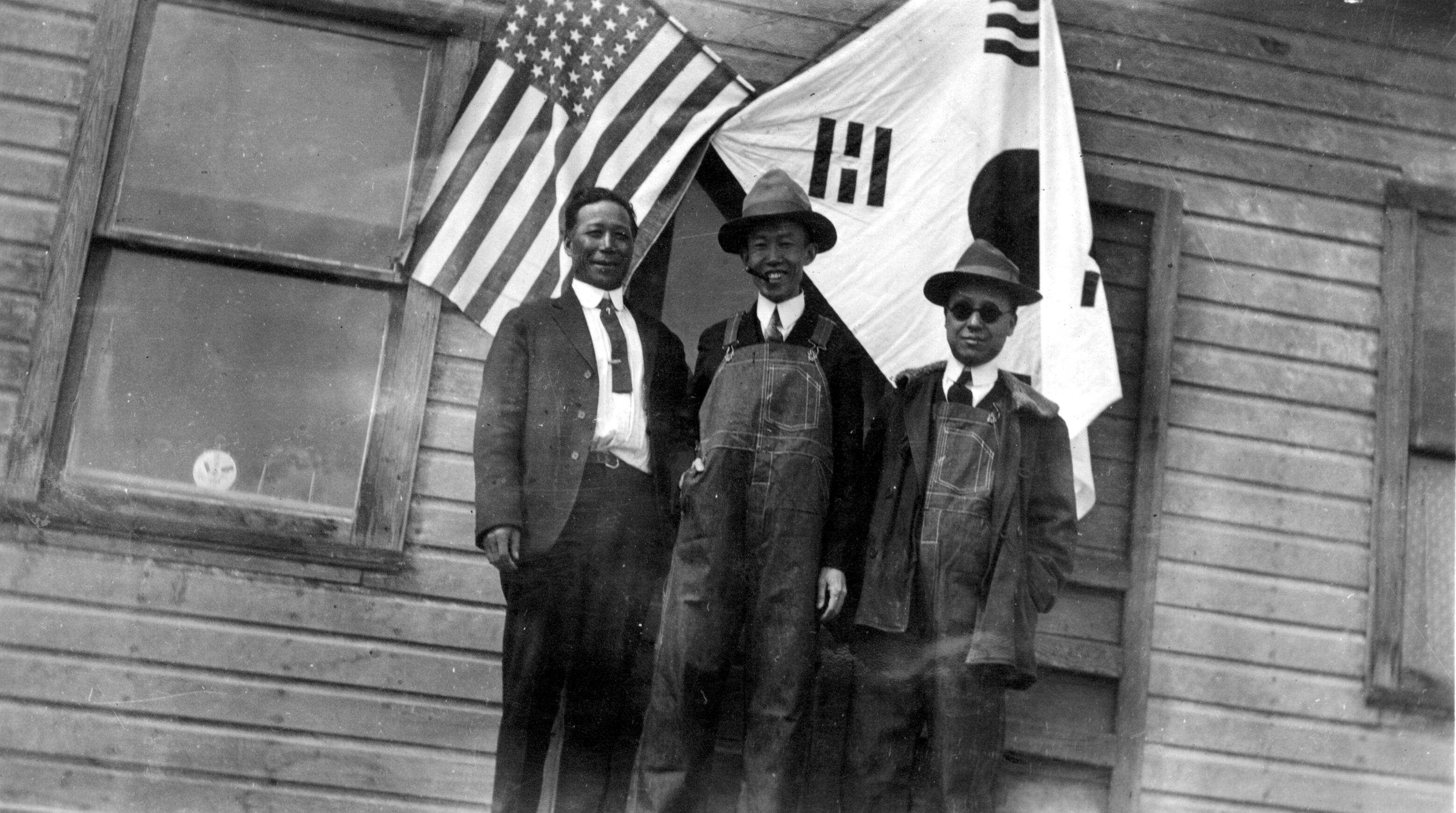
1920년 3월, 안재창의 농장 건물 앞에서. 오른쪽 끝부터 이승만, 정한경, 안재창.

이승만은 1919년 10월부터 1920년 6월까지 미국 각지를 순회하며 대한공화국을 지지해줄 것을 호소하는 강연, 홍보 활동을 하고 다녔다.

##### 상해 임시정부 방문 (1920~1921)

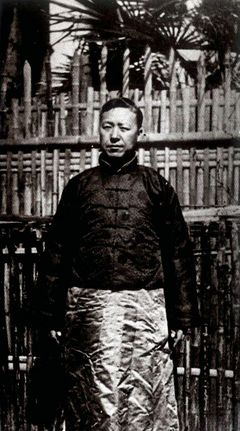
1920년, 상하이로 밀입국 하기 위해 중국인으로 변장을 한 이승만.

대한민국 임시정부 대통령에 선출됐지만 이승만은 여전히 미국 하와이와 워싱턴 등지에서만 거주하고 있어, 임시 정부에서는 이승만의 현지 취임을 촉구하는 청원서를 임시 정부 및 임시 의정원의 명의로 워싱턴 D.C.에 발송하였다. 이에 이승만은 임병직, 이원순 등을 대동하고 1920년 6월 12일 워싱턴을 떠나 하와이를 거쳐 배를 타고 12월 5일 상하이 동부 푸둥에 밀입국 하였다. 당시 이승만은 미국에서 상하이로 건너가면서 배삯이 부족하여 중국인 시신 운반선에 밀항하여 고국으로 운반되는 중국인의 시신들 틈에 숨었다가 상하이로 건너오게 되었다. 상하이로 건너온 그는 한자를 잘 구사하는 점을 이용, 중국인 복장을 구한 뒤 중국인으로 행세하며 임시정부에 도착했다.

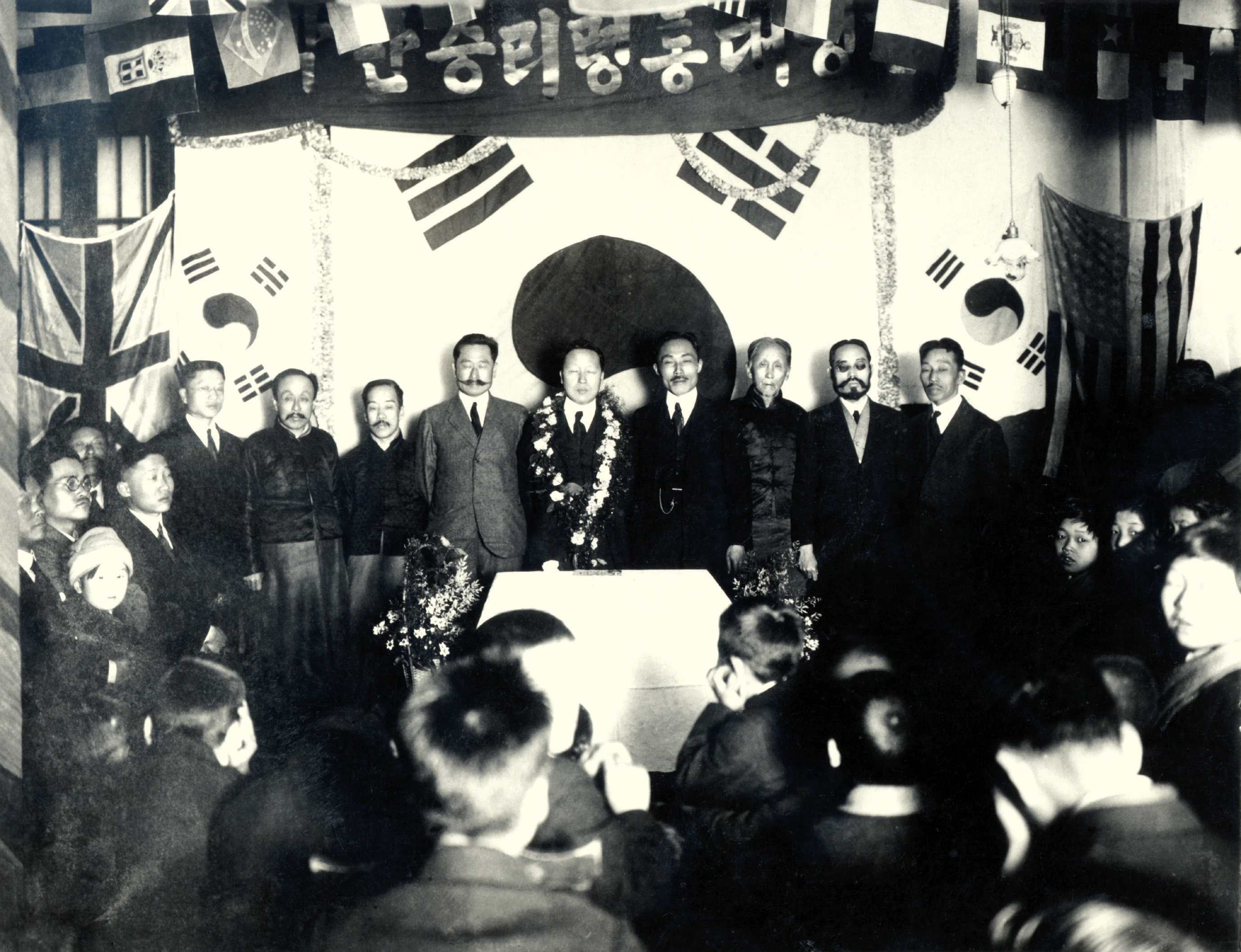
1920년 12월 28일, 열린 이승만 임시 대통령 환영회. 단상 왼쪽부터 손정도 이동녕 이시영 이동휘 이승만 안창호 박은식 신규식 장붕.

1920년 12월 13일 임시정부 인사들을 처음 접견했고, 김구와 첫 대면을 하였다. 김구는 이승만이 참석한 행사의 경호를 담당했다. '이승만과 김구'를 쓴 손세일은 "이승만은 경무국장 임무를 충실히 수행한 김구에 대해 신뢰감을 느꼈던 것 같다. 두 사람의 신뢰 관계는 독립운동 기간 내내 지속됐다"고 했다.

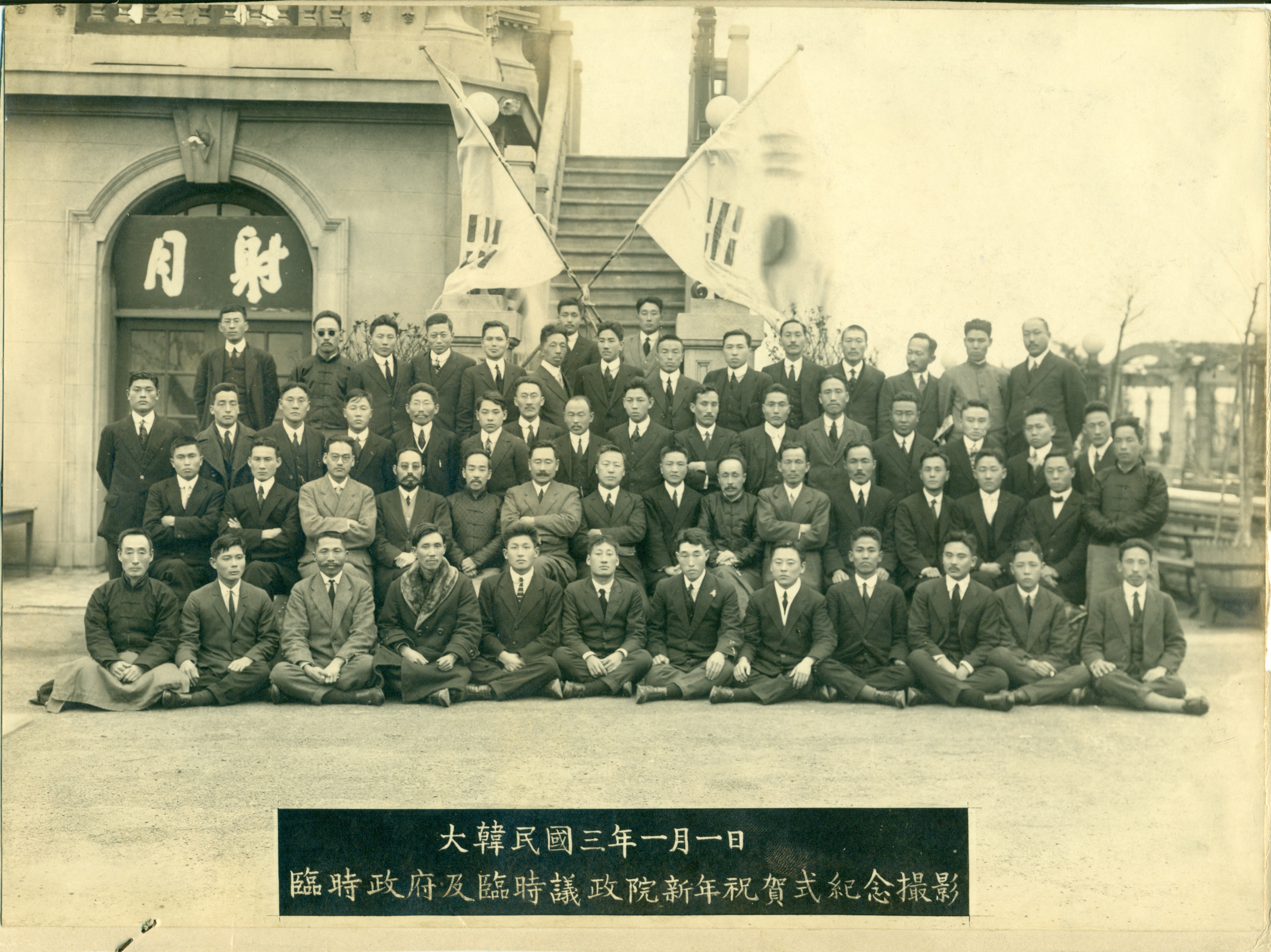
1921년 1월 1일, 대한민국 임시정부 신년하례회. 아래에서 두 번째 줄 왼쪽에서 일곱번째가 이승만, 맨아랫줄 왼쪽에서 세번째가 김구.

1921년 4월 21일 이승만은 《워싱턴 포스트》에 '한국인들은 스스로 통치할 준비가 되어 있다'라는 제목의 글을 기고했는데 이 글에는 다음과 같은 내용이 있다. "일본은 우리 한반도에서 결코 독립운동을 꺾지 못했다. 만약 일본이 한국의 독립운동을 분쇄시켰다면, 왜 이미 많은 수의 군대를 주둔시키고 있는 한국에 다시 새로운 부대를 보내 병력을 증강하겠는가? 그러나 그 강력한 군대를 가지고도 일본은 아직 2천만 명의 한국인들을 영원한 노예로 만들지 못했다. 일본에 대한 우리의 정당한 경고는 다음과 같다. 그들은 위험천만한 프러시아의 군국주의적 정책을 포기하고, 거의 전 세계에 널리 퍼져있는 미국식 민주주의라는 근대적 원칙을 채택해야 할 것이다."
1921년 5월 29일 이승만은 워싱턴 회담에 대비한다는 이유로 상하이를 떠나 다시 미국의 하와이로 건너갔다.

##### 워싱턴 군축 회의 (1921)
이 회의가 개최된다는 소식이 전해지자 대한민국 임시정부는 '대태평양회의(對太平洋會議)' 외교 후원회가 조직되었으며 '태평양 회의 선언서'를 발표하고 이 회의에 한국의 독립 문제를 제기하기 위하여 이승만을 미국으로 파견하였다. 당시 이승만은 밀항하여 상해에 와 있었는데 1921년 5월 20일, 많은 임시정부 요인과 교포들의 환송을 받으며 미국 기선 컬럼비아 호를 타고 필리핀의 마닐라를 거쳐 워싱턴으로 향하였다. 임시정부는 파견된 대표단의 활동을 뒤에서 후원하였으며, 뉴욕에서도 후원회가 조직되어 대표단의 외교 경비를 뒷받침해 주었다. 특히 뉴욕서 유학하던 조병옥, 허정 등의 청년 유학생들이 함께하여 많은 도움을 주었다.
1921년 8월 16일, 워싱턴 군축 회담(Washington Naval Conference)에 참석하기 위해 하와이 호놀룰루를 출발하여 샌프란시스코에 도착하였다. 오전 8시 30분에 샌프란시스코 도착하자 기자들이 사진을 찍고 이승만을 인터뷰 하였다.
이 인터뷰에서 이승만은 워싱턴 군축 회의에서 한국민의 독립을 호소하고자 워싱턴으로 돌아왔으며, 회의가 미국 영토에서 열리기 때문에 파리 평화회의에서처럼 한국 대표들이 일본 외교관들에게 질식을 당하지는 않기를 희망한다고 말하였다.

워싱턴에 도착한 이승만은 한국 대표가 공식적으로 참석할 수 있도록 하기 위한 준비 위원회를 꾸리기 시작하였다. 임시정부 대표단이 공식적이라는 인상을 가능한 띄기 위하여 이승만의 평생의 독립운동 동지인 국제 통신사인 INS(International News Service)의 젊은 기자 J. 제롬 윌리암스 주선으로 신문 기자들을 초청하여 기자 회견을 열고 억압에 눌린 한국인들의 투쟁사를 설파하며 기자들을 통해 먼저 세계 여론을 환기시키도록 노력하였다. 그러나 이에 대해 호의적인 반응도 있었으나, 임시정부가 과연 한국민의 전체를 대표한 것인지 의문을 품는 자들도 상당하였다. 이에 이승만은 상해 임시정부에 공식 신임장을 전보로 요청하였고 1921년 9월 29일, 다음과 같은 신임장을 받게 되었다.
대한민국 임시정부는 1921년 9월 25일, 정식으로 전 각료의 특별 회의를 소집하고 토의한 결과 다음과 같은 결의안을 채택하였음을 이에 밝히는 바이다. 즉, 대한민국 대통령 이승만은 1921년 미국 워싱턴에서 개최되는 군비 축소회의에 전권을 가질 한국 대표단을 다음과 같이 선정 임명한다.
전권대사 이승만, 전권부사 서재필, 비서관 정한경, 고문관 프레드 A. 돌프
전권 대사에게 완전한 권한을 부여하며 대표 1명을 더 추가할 수 있음을 인정하며, 대표단의 전 인원은 5명으로 구성한다. 따라서 본 군축 회의에 한국 문제에 관한 주장을 제의할 권한을 부여하는 동시에 군축 회의에서 제기되는 모든 협정, 의정서, 조약 일체에 대한 협정 및 체결을 할 권한을 부여하는 바이다.

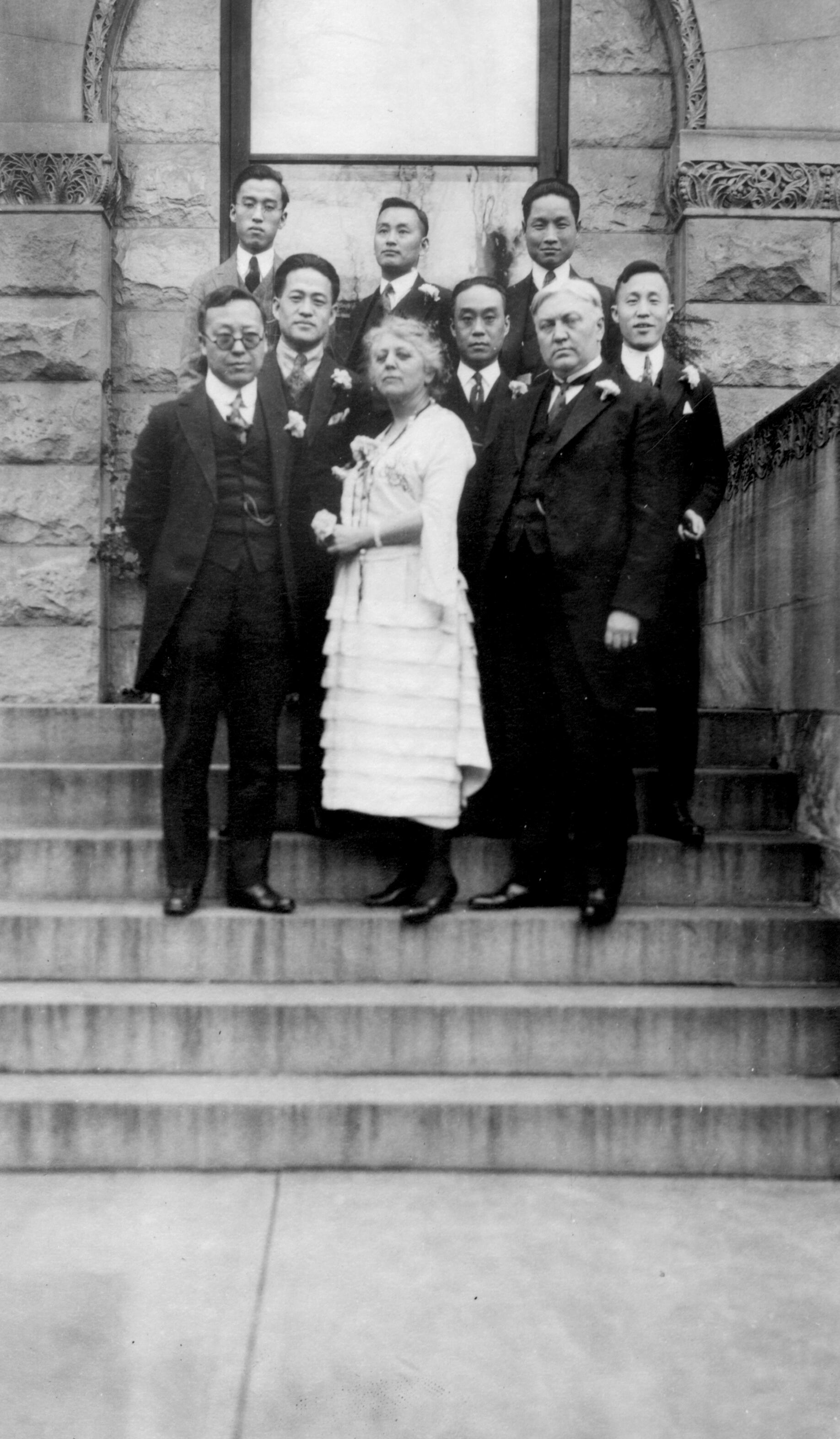
1921년, 워싱턴 군축회의의 교섭을 위한 구미위원부 팀 단체 사진. 앞줄 왼쪽 끝이 이승만, 타이피스트 메이본 여사, 법률 자문관 프레드 돌프.

이 신임장을 미국 대표단의 단장인 허그스 미 국무장관과 군축 회의 사무국에 직접 제출하고 한국 대표단이 이 회의에 정식으로 참석할 수 있도록 주선해 줄 것을 요청하였으나, 이렇다할 아무런 회답도 얻지 못하였다. 그래서 한국 대표부는 옵저버로서라도 이 회의에 참석하여 한국 문제를 논의할 수 있도록 하기 위해 온갖 방안을 찾고자 하였다. 그러나 끝내 목표한 바는 이루지 못하였고 다만 법률 고문이었던 프레드 돌프의 임시정부 승인에 대한 논설이 1921년 12월 1일자 미 의회 회의록에 수록되는 결과만을 달성했다. 애초에 제국주의 열강간의 과도한 군비경쟁 해소 및 이권 조정이 회의의 목적이였던만큼 그들의 식민지에 대한 독립 등의 요구는 철저히 묵살되었다. 이 때 그는 이 회의가 끝나자 열강들에게 다음과 같은 경고를 하였다.
| “ | 자기들의 이익을 위해서 탈취할 수 있는대로 탈취하는 것이 오히려 정당한 것으로 통용될 때, 강대국은 이해가 상반되는 다른 강대국으로부터 정치 활동에 제한을 받게 된다. 이 결과가 전쟁을 야기한다는 것은 너무나 명백한 일이다. 오직 이러한 현실에서 외면당한 약소 국민만이 그들의 정당한 주장조차 펴지 못하고 주권을 유린당하게 되는 것이다. | ” |

이 회의 이후 대다수의 독립운동가들은 서구 열강에게 더 이상 그 어떤 기대도 하지 않게 되었고, 마침 소련 주도로 공산주의 운동이 커지면서 좌익과 우익 분화를 촉진하는 영향을 끼쳤다.

##### 국제 연맹 위임통치 청원 논란 (1919~1921)
1919년 9월 6일, 이승만은 임시정부 초대 대통령으로 추대됐으나, 상하이에 와서 자신의 직책을 직접 수행하지 않고 미국에서 독자적인 활동을 이어가 임시정부 각료들과 갈등을 일으켰다. 특히 외교독립론자들이 독단적으로 국제연맹에 위임통치를 청원한 것이 임시정부 각료들의 거센 반발을 불렀다.
1919년 2월, 샌프란시스코 대한인국민회 회장 안창호는 미주에서 한인 국민대회를 열고 이승만, 민찬호, 정한경을 대표로 선정하여 독립운동을 촉진시키고 2월 25일, 대한인국민회 중앙총회 임시위원회 대표 이승만, 정한경 2명의 이름으로 윌슨 대통령에게 다음과 같이 청원서를 제출하였다.

1. 열강은 한국을 일본의 학정하에서 구출할 것.
2. 열강은 장래 한국의 완전 독립을 보증할 것.
3. 한국은 임시로 국제연맹 관할하에 당(當)할 것.

4월경, 3~4월에 이승만, 안창호, 김규식 등 외교독립론자들이 국제 연맹 위임통치 청원을 했던 일이 상해 임시 정부 내에 알려지자 박용만, 신채호, 이동휘 등 무장독립론자들은 이승만 등을 맹비난하였다. 신채호는 "없는 나라를 팔아먹으려는 것은 있는 나라를 팔아먹은 이완용보다 더한 역적이다"고 말했다. 1920년경 이승만이 상하이에서 임시정부 인사들을 접견했을 때, 이동휘는 이승만에게 위임통치 청원을 철회한다는 성명서를 내라고 건의하였지만 이승만은 '대통령을 비난하는 것은 도리에 어긋난다. 위임통치 건은 지나간 일이니 철회할 의사가 없다'고 답했다.
신채호는 분명히 위임 통치안이 정한경에 의해 초안이 작성되고 대한인국민회 중앙총회장 안창호의 정식 결의를 얻었으며, 이승만 뿐 아니라 김규식도 같은 문서를 각국에 발송되었다는 것을 모를리가 없었다. 즉, 그는 거짓 모함을 한 것이거나 아니면 잘 모르면서 저런 발언을 한 셈이다. 그러나 현순의 자서전인 현순자사(玄楯自史)를 보면 대강 왜 신채호가 저런 발언을 했는지 알 수 있는데, 임시정부에서 자신이 조소와 조롱거리로 놀림을 받은 것에 대한 악감정이 남아있던걸로 보인다.
| “ | 현안인 임시정부를 조직할새 2종의 숨겨진 흥미로운 일(逸事)이 있으니, 하나는 유위(有爲)의 청년들이 권총 목봉(木棒)들을 가지고 와서 한쪽은 회중을 보호하며 또 한쪽은 회중을 위협하여 공정한 조직을 개최한 것이오, 다른 하나는 신채호가 총리로 추천된 인사 즉 이승만, 박영효, 이상재 등을 반대하고 박용만을 천하니 그때 청년 중에서 현창운이 웃기려고 신채호를 추천하매 회중이 큰 소리로 웃자(齊聲大笑) 신씨가 노하여 자리를 떴다. 신씨가 이승만을 반대한 것은, 그 이유가 박용만이 신성에게 이승만이 위임 통치를 미국 정부에 청원하였다고 전보한 때문이었다. 그러나 당시 형세는 내외지를 막론하고 인심의 촉향이 오직 이승만에게 폭주하였었다. | ” |

국제 연맹 위임통치안은 3.1 운동이 일어난 줄 모른 채 구상하고 실천했던 것인데다가 이미 실패로 끝난 일이니 굳이 철회할 의사도 없다는 것이었다. 이승만이 깔끔하게 해명하지 않자 무장독립론자들은 위임통치 청원 사건을 3.1 운동을 방해하기 위해서라던가 국제 연맹이 아닌 미국에 청원한 것 등으로 오해하여 이승만을 끝까지 비난하였다.

##### 국민대표회의 당시 (1921~1923)
1921년 이후 임시 정부는 상하이와 국내를 이어주는 다리 역할을 했던 연통제·교통국과 같은 국내 비밀행정 조직망이 파괴되고, 외교 선전활동의 무성과, 내부 계파 갈등(국제공산당 자금 사건), 심각한 재정난 등으로 거의 활동 불능 상태로 접어들었다. 인원도 줄어들어 초창기에 천여 명에 달하던 독립운동가들이 수십 명으로 감소하였다. 조선총독부는 밀정을 파견하여 임시정부 요인에 대한 체포, 납치, 암살 공작을 단행하였고, 김희선, 이광수과 같은 자들은 친일파로 변절하였다. 그러자 국민대표회의를 개최해 임시정부를 새로 만들거나(창조론) 개조하자(개조론)는 논의가 등장했다. 이 때 이승만과 김구 등은 창조파, 개조파에 모두 반대하고 임정고수파 입장에 섰다.
1921년 4월 27일 박용만·신채호·신숙 등의 북경군사통일회의(北京軍事統一會議)가 '상해임시정부와 임시의정원 일체를 불승인하고 1919년 4월 23일 발포된 대조선공화국 임시정부(한성정부)를 계승한다'는 통첩을 보내면서 국민대표회의 소집이 본격화되었다. 북경군사통일회의 결의문에는 한성정부를 계승한다 하였으나 국제 연맹 위임통치 건을 이유로 이승만과 안창호를 배제한다는 단서를 달았다.
1923년 1월 3일 국민대표회의가 개막되었다. 안창호를 임시의장으로 한 예비회의에서 본회의에 상정할 안건이 심의되고, 1월 31일부터 김동삼(金東三)을 의장으로 본회의가 시작되었다. 회의엔 200여 명의 지역 대표들이 참석하여 임시정부의 존립을 두고 논쟁을 벌였다. 그들은 크게 창조파와 개조파로 나뉘어 대립했다. 창조파는 임시정부의 부진은 임시정부 조직 내 혁명 대중과의 연계장치가 조악하게 구성되었기 때문이라면서 임시정부의 해체와 재건을 주장했으나, 개조파는 임시정부의 체제보다도 개별적 인사들의 문제이니 인적 쇄신만 하는 선에서 마무리하기를 원했다. 또한 개조파는 임시정부를 해체하면서 그 대중적 권위도 함께 무너질 것을 우려하였다. 양쪽은 끝내 합의를 보지 못하였다.
1923년 4월 28일 창조파 조덕률(趙德律 또는 조덕진趙德津)·김두만(金斗萬) 등 12명의 임시 의정원 의원은 대국쇄신안으로서 이승만의 탄핵안을 제출하기도 하였다. 조선총독부 경무국의 보고에 의하면 이승만 탄핵안은 가결이 되었으나 그 실행은 일시 보류되었다.
1923년 6월 6일 김구는 내무부령 제1호를 선포하여 국민대표회의를 해산시켰다. "이른바 국민대표회의 6월 2일 연호 및 국호를 달리 정한 것은 국민에 대한 모반이기에 한두 차례 만나 타일러 귀순을 간곡히 권유했는데도 도무지 고집만 부려 방자하게 헌법을 제정한 것은 조국의 존엄한 권위를 침범했음이니라. 본 내무총장은 2천만 민족이 공동으로 위탁한 치안의 책임과 4천년 遺業의 神器를 保衛해야 하는 직권에 의거 소수인이 집회한 6월 2일 이래 모든 不軌행사의 繳銷를 명하고 대표회 자체의 즉각적인 해산을 명한다."

##### 임시 정부 대통령 탄핵 (1925)
1919년~1921년 국제공산당 자금사건, 1921년 6월 28일 자유시 참변, 1923년 국민대표회의 등을 거치면서 임시정부 내 공산진영이 대부분 이탈하고, 비슷한 시기에 이승만이 위임통치 청원에 대해 적극적으로 해명하기 시작하자 이승만은 대통령제 임시 정부 제2기(1922년 9월~1924년 4월), 제3기(1924년 4월~1924년 12월), 제4기(1924년 12월~1925년 3월 23일)까지 유임되었다. 그러나 임시 정부의 고질적인 재정난과 임시정부 내 개조파·임정고수파 간의 갈등 등 내부 문제는 여전히 심각했으며 더 나아가 임시정부 외부의 3부(대한통의부, 의군부, 참의부) 갈등에도 휘말려 민심마저 흉흉하였다. 그러더니 임시정부 내 기호파와 서북파의 갈등이 폭발하여, 서북파 및 흥사단 계열이 이승만의 탄핵안을 거론하기 시작했다.
임시정부는 이승만에게 상하이로 와서 직접 영도해줄 것을 요청했지만 이승만은 임시정부의 자금난이 해결되지 않는 한 가봤자 소용없다며 거절하였다. 1924년 9월 29일 이승만이 이시영에게 보낸 서한에는 다음과 같은 내용이 있다. "형(이시영)께서는 여러 번 나더러 동쪽으로 오라고 권하셨습니다. (중략) 만일 몇 만원이 있어 허리에 차고 간다면 모두가 나를 환영하고 감싸 줄 것입니다. 허나 돈이 다하고 주머니가 비면 뿔뿔이 헤어져 별안간 길을 가는 사람 보듯이 할 것입니다. 그러니 다시 누구와 더불어 대사를 의논하겠습니까?"
1925년 2월 25일 이시영이 이승만에게 보낸 서한에는 다음과 같은 내용이 있다. "정국이 처음에는 백성들의 촉망을 많이 받았으나 이제는 박은식을 교사하여 허수아비로 만들었습니다. 지금은 불과 5, 6인이 논의를 주도하여 분열된 가운데 개헌을 주장하나 정신이 위원제에는 있지 아니하므로 재차 사표를 내게 되었고 혹자는 사직하고 떠난 자도 있습니다. 그런즉 순전히 서북인, 즉 흥사단의 내각이 된 셈입니다. 의회가 개원된 지는 이미 오래이나 의원은 자못 영성하여 모이는 것은 5, 6인에 지나지 않습니다. 경기도에서는 최창식(崔昌植)과 여운형만이 출석하고 충청도에서는 오직 하나 郭憲(즉 島山의 숭배자)뿐이며, 경상도와 전라도에서는 희망이 없다 하여 관망하고 나가지 않은 모양입니다. 이것이 대략의 실정입니다."
1925년 3월 23일 임시 의정원은 이승만에 대한 탄핵을 의결해 대통령직에서 면직시키고, 곧바로 박은식을 임시대통령으로 선출했다. 당시 이승만의 탄핵에 결의한 임시 의정원 의원은 곽헌(郭憲 또는 곽중규郭重奎), 최석순(崔錫淳), 문일민(文一民 또는 文逸民, 文熙錫), 고준택(高俊澤), 강창제(姜昌濟), 강경선(康景善), 나창헌(羅昌憲), 김현구(金玄九), 임득산(林得山), 채원개(蔡元凱) 등 10명이었고, 탄핵심판위원장은 나창헌(羅昌憲)이었고, 위원은 곽헌(郭憲), 채원개(蔡元凱), 김현구(金玄九), 최석순(崔錫淳)이었다.
1925년 4월 1일 박은식이 이승만에게 보낸 서한에는 다음과 같은 내용이 있다. "이번에 정국이 변경된 것은 태좌(이승만)께서 상해를 떠나 멀리 있으면서 오래도록 돌아오지 않아서 몸소 정무를 주간하고 친히 민정을 살피지 못하여 온갖 조치가 그 타당성을 얻지 못한 데서 연유한 것입니다. 사람의 집에 주인이 없으면 그 집안 살림이 반드시 어지러워지는 법입니다. 하물며 나라의 정무에 있어서 이겠습니까? 작년 남만주사변(南滿洲事變)이 확대된 이후로 정부는 더욱 대중의 원망을 받게 되었고 인심은 갈수록 과격해져서 모두가 개혁이란 한 길로 치닫게 되었습니다. 이것이 가장 큰 원인이고 다른 문제는 모두가 소소한 것들입니다."
이시영, 조소앙, 김구 등은 이승만의 갑작스런 탄핵 면직은 임시 의정원의 횡포라며 반기를 들었다. 그러나 이승만은 4월 15일 김구에게 보낸 서한에 "보여주신 깊은 계획과 미래에 대한 고민은 우리들이 당연히 시행해야 할 大計가 아닌 것이 없습니다. 그러나 맨손과 맨주먹만으로는 절대로 성취할 수 있는 일들이 아닙니다. 반드시 먼저 자금을 마련한 연후에야 능히 추진할 수 있습니다"라고 자금난을 토로하면서 탄핵 면직에 대한 항거를 사실상 포기하였다. 또한 4월 22일 이승만이 이시영에게 보낸 서한에는 다음과 같은 내용이 있다. "이번의 정변은 저들이 오래 전부터 노려오던 것인데 틈을 엿보지 못하다가 石吾(이동녕)가 총리가 되자 비로소 단서를 열어서 이러한 亂階를 조성한 것입니다. 弟는 미리 짐작하고 누누히 글로 알려드린 바 있습니다. 그러나 한번 이루어진 일은 돌이킬 수 없는 만큼 말한들 무엇하겠습니까?"
이후 임시정부는 약 1년 간 서북파 흥사단 안창호 계열이 장악하였으나 아무런 영도력을 발휘하지 못하였고 오히려 임시정부를 식물 상태로 만들었다. 임시정부의 지도체제는 1927년 8월 19일 이동녕 주석 국무위원 체제가 갖춰지고 나서야 비로소 안정되었다. 이동녕과 이시영 등이 임시정부를 다시 장악하기 시작하자 같은 기호파인 이동녕파와 이시영파끼리의 주도권 경쟁도 있었다. 이에 1927년 12월 10일 조소앙은 이승만에게 임시정부로의 복귀를 희망하는 서신을 보내기도 하였다.

##### 구미위원부 활동 (1919~1931)
1919년 8월 25일 임시 집정관총재 이승만은 워싱턴 D.C.에 구미위원부를 설치하였다. 또 북미주와 하와이, 멕시코와 쿠바 등지의 교민 사회에도 '지방위원부'가 설치되었으며, 서재필이 이끌던 필라델피아의 '한국통신부', 김규식이 주재하고 있던 프랑스의 '파리위원부'도 구미위원부의 관할 아래 포함시켰다. 파리 강화회담에서 실망을 느끼고 미국으로 건너온 김규식이 구미위원부 초대 위원장에 선출되었다. 이승만은 김규식에게 하와이 및 멕시코 등지의 한국인 교포들로부터 공채금과 의연금을 징수하는 역할을 부여하였다.

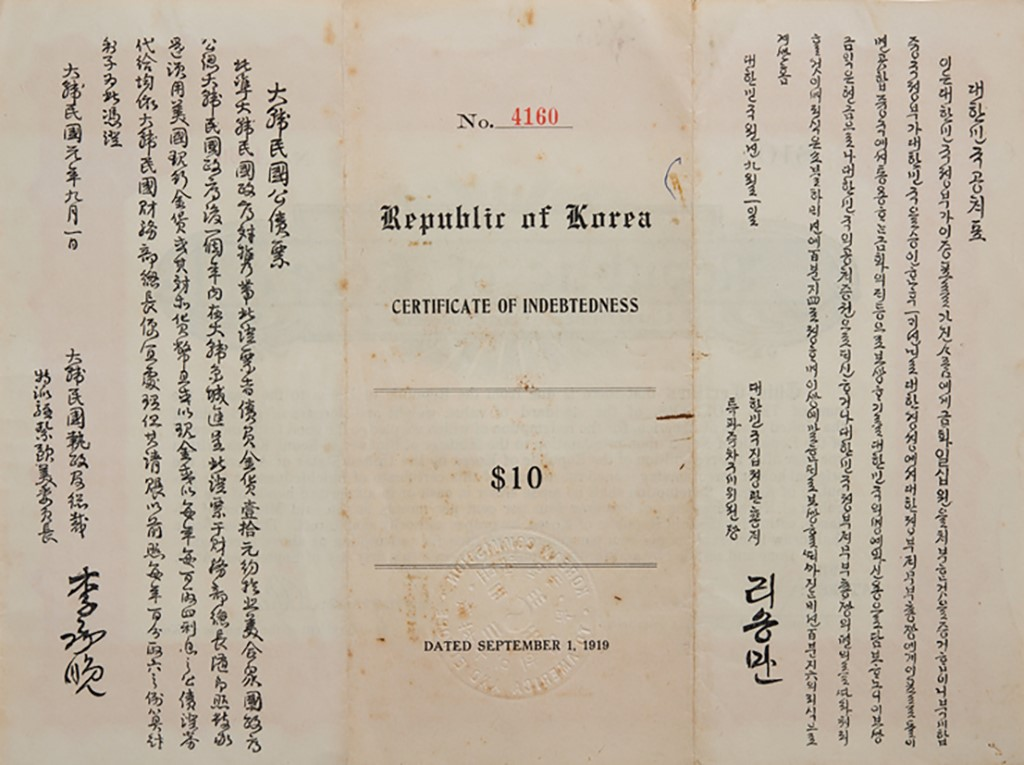
1919년 9월 1일, 임시정부 집정관 총재이자 주미외교위원장인 이승만 명의로 발행된 10달러 대한민국 공채표.

1919년 9월 12일 김규식과 함께 독립공채표(일명 애국공채표)를 발행하였다. 독립공채표로 거둔 의연금은 대한민국 임시정부로 송금되었다. 원래 독립공채표는 한국의 건국 시에 공채 형식으로 상환하기로 되어 있었는데, 분단과 전쟁의 소용돌이 속에서 제대로 이루어지지 못하다가 1984년 6월 28일 독립공채상환에관한특별조치법(약칭 독립공채상환법)이 제정되어 채권에 명시된 액면가 금액에 소정의 이자를 합산하여 지불하기 시작하였다.
1920년 9월 28일 임시정부 대통령 이승만과 구미위원부 위원장 김규식은 대한민국 임시정부 현지 취임을 위해 미국을 떠나 상하이로 가기 전에 현순에게 위원장대리(서리)를, 정한경에게 서기를 맡겼다.
1921년 3월 9일 구미위원부 위원장서리 현순은 이승만에게 보낸 업무보고에서 워런 G. 하딩 대통령의 취임 이후 미일관계가 급박하게 돌아가고 있음을 이승만에게 알리면서 구미위원부를 '대한민국 대사관'으로 개편하여 미국 정부의 정식 승인을 얻으려 한다고 말했다. 그 후 현순은 독단적으로 '주미대사'라는 직함을 사용하였다. 이에 4월 14일 오전에 이동녕, 이시영, 안창호, 신규식, 신익희, 김규식이 임시정부 대통령 이승만의 사저를 내방하였다. 이승만은 "지금 구미위원부 일이 매우 절박합니다. 현순은 마땅히 파면해야 하며 서재필 박사가 임시위원장에 피선되었습니다. 바라건대 여러분들은 비록 공식적인 것은 아니지만 이에 찬동해 주십시오"라고 말했다. 그러자 김규식이 사면장(辭免狀)을 내면서 "뜻을 결정한 지가 오래 되었는데, 아직까지 지연되어 미안합니다"라고 말했다. 또한 김규식은 "내가 이와 같은 문제에 답을 하지 못했는데, 나는 그 (내용)을 알지 못하겠다"고 말했다. 즉 당시 구미위원부 위원장 김규식이 위원장서리 현순이 일으킨 파동에 대해서 도의적인 책임을 지고 사퇴하게 되었다. 4월 25일 김규식은 구미위원부 위원장직을 사퇴하였다. 4월 26일 현순은 구미위원부 위원직에서 해임되었다. 4월 29일 김규식은 임시정부 학무총장직을 사퇴하였다.
이승만은 구미위원부에 활동하며 미국, 유럽, 국제 연맹 등에 대한민국의 독립을 청원하는 성명서를 보내는 등 각종 외교적 활동을 하였다. 구미위원부는 대한제국 시기 한국과 외교관계를 맺었던 나라들에게 서한을 보내 한국에 새 임시정부가 탄생했다는 사실을 알렸다. 또 미국에서 한국에 대한 동정적인 여론을 일으키기 위해 한국친우회를 조직하기도 했다. 아울러 의회에 한국 문제에 관한 결의안을 상정시키기 위한 운동을 전개하여 1920년 상원에 한국과 에이레의 독립을 지지하는 결의안이 상정되었으나 부결되었다.
1925년 3월 10일 임시정부는 임시대통령 이승만을 탄핵하기 직전에 그의 측면 지원세력으로 분류되던 구미위원부에 대한 철폐령을 내렸다.
1925년 4월 15일 '구미위원부 통신 제9-5호'에는 구미위원부를 폐지하고 대한인국민회에 사무를 인계한다는 소식이 알려지자 전 미주 동포들이 분개하였으며 뉴욕, 로스엔젤레스, 시카고 대한인교민단 등이 임시정부에 항의하는 성명서를 보냈다는 내용이 실렸다.
1925년 4월 29일 이승만은 '대통령 선포문'을 발표하였다. 이 선포문에서 이승만은 "민국 원년에 한성에서 조직하여 세계에 공포한 아 임시정부는 해내외에 일반국민의 성복애대(誠服愛戴)하는 바이어늘 단 상해에 일부 인사들이 파괴를 시도하여 정부 소재지로 일장난국을 성함은 세인이 공지하는 바라. 도금(到今)하여는 전부 전복의 계획을 실현하기에 지하였스니 아 충애동포가 엇지 차를 용인하리오"라고 한 다음, "한성계통의 대표적 외교기관인 구미위원부를 유지하여 외교선전사업을 계속 진행함으로 부원(府院：행정부와 임시의정원을 말함)의 문제가 정경(政經)으로 해결되기를 시사(是俟)하라"고 했다. 요컨대 한성정부의 '법통'을 고수하여 구미위원부를 계속 유지해 나가자는 당부였다.
1925년 5월 11일 임시정부는 주미외교위원부를 대한인국민회 중앙총회가 있는 미국 샌프란시스코에 설치하였고, 주미외교위원부 위원장에 대한인국민회 중앙총회장 최진하(崔鎭河)를 임명하였다. 그러나 공식적인 활동 기록은 나타나지 않는다.
구미위원부에는 한국인 유학생인 조병옥·허정·장택상 등이 나타나 업무를 보좌하였다. 이승만이 단독으로 운영하면서 구미위원부가 언제 문을 닫았는지는 학자마다 주장이 다르다. 적어도 1930년 3월까지는 단독으로 활동하였음이 확인된다.
1926년 김현구를 기용하여 구미위원부의 살림살이를 맡기기도 했다. 김현구는 1926년부터 1929년까지 임시정부 구미위원부의 대소사를 총괄했는데, 1927년 1월부터 1928년 7월까지 1년 반 기간에 걸쳐 무려 131통의 간찰(편지)을 이승만에게 발송했고, 이승만으로부터 4통의 답변을 접수받았다.
1928년 4월 10일 이승만은 구미위원부에서 《재만동포옹호》 팜플렛을 작성하여 발표하였다.
1920년대 후반 임시정부는 자금난에 시달렸고, 자금을 마련할 수 없었던 김구는 고민하게 되었다. 임시정부는 일본 경찰의 감시와 침투를 피해 프랑스조계(프랑스 대사관 관할구역)와 영국조계, 중국국민당의 영향력이 미치는 곳의 건물에 월세를 주고 입주했다. 그러나 청사 임대료 30원을 내지 못해 건물주, 토지주로부터 고발당하였고, 청사의 각부 직원과 잡일을 하는 급사, 경무국 직원들의 월급도 제때 주지 못하였다. 일부 급사들은 임시정부를 떠나거나 임시정부를 상대로 소송을 제기하기도 했고, 경무국에서 일하던 청년들은 모두 뿔뿔이 흩어졌다. 김구는 재중 한인 동포들과 교민단체의 후원금과 성금 모금에 의존하는 한편 1928년 이후 미국에 있는 이승만에게도 자금 지원을 호소하는 편지를 보냈다. 이승만은 자신도 처지가 어렵다고 거절하면서도 자금의 일부를 임시정부에 꾸준히 송금하였다.
1926년 12월 21일 보도에 따르면 미국 워싱턴 D.C.에 있는 구미위원부에서는 삼만여원을 주고 뉴욕 '팍로도 1310호'의 새집으로 옮기고 새 활동에 착수하였는데 영문잡지 《한국평론(Korea Review)》도 계속 발행키로 하였다.
한편 1928년 10월 17일 박용만이 텐진에서 의열단 단원 박인식, 이해명 등에게 암살당하자 이승만은 서재필과 함께 미국내의 언론과 방송 담화를 통해 의열단을 비난하였다. 의열단의 경쟁세력인 임시정부의 김구가 나서서 이승만에게 '박용만은 총독부에 매수된 밀정'이라는 답신을 보냈으나 이승만은 그럴리 없다면서 비난 철회를 거부하였다.
1930년 3월 18일 구미위원부는 '한국은 독립되어야 한다'는 제목의 선전문건을 배포하였다.
1930년 3월 22일 구미위원부가 《朝鮮事情》을 인쇄하여 조선의 최근 사정을 널리 각국에 소개코자 하고 있으며 윤치영이 2월 초순에 미국 국무원을 방문하였다는 등의 소식이 전해졌다.
1932년 4월 29일, 상하이 홍커우 공원에서 윤봉길이 폭탄을 투척해 의거를 일으킨 사건에 대해 1943년, 카이로 회담이 열리자 이승만은 카이로 회담에서 '장개석으로 하여금 한국의 독립을 제안하고 그 선언문에 명문화시킨 것의 원인은 윤봉길 의거에 있다'고 평가하기도 했다.
1932년 5월 4일, 안창호를 비롯한 무고한 한인 11명이 일제에 체포되자 이승만은 구미위원부의 이름으로 프랑스 대사관에 공문을 보내 상해거류 한인 보호에 협조해 줄 것을 요청하였다.

#### 대한인동지회 활동 (1924~)
1924년 11월 23일 대한인동지회에 종신총재로 추대되었다.

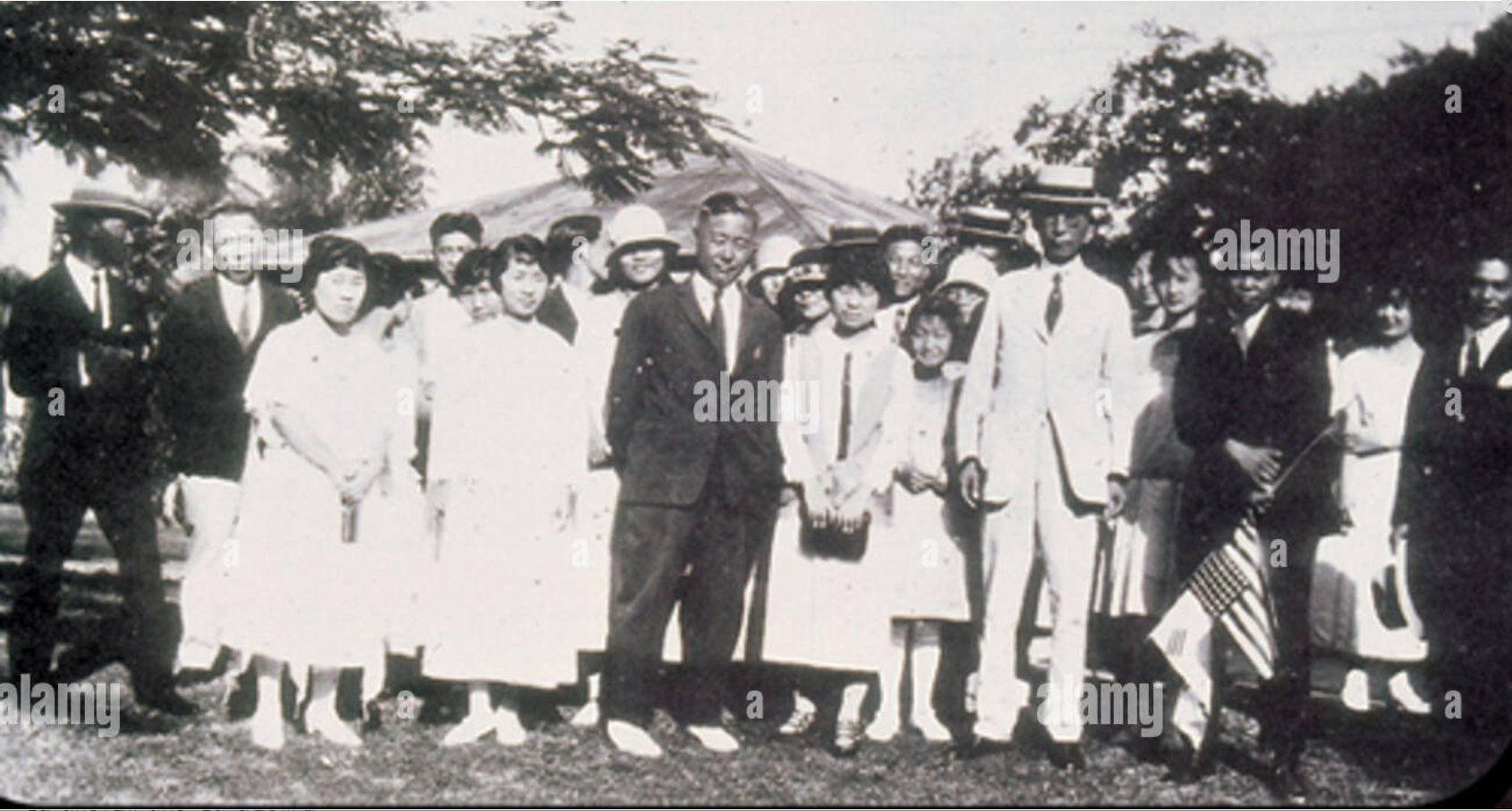
1925년 6월 경, 하와이에서 열린 범태평양 회의에 참석한 서재필과 이승만.

한편 1925년 12월 13일 대한인동지회는 동지식산회사를 창립하였다. 이승만의 일지에 따르면 이승만은 1925년 11월 20일부터 1931년 4월 7일까지 5년 반 동안 동지식산회사에 전력을 기울였다. 그러나 동지식산회사가 위치한 동지촌은 비가 많이 오는 장소였기 때문에 포장이 안 된 도로를 이용하여 제재소와 숯가마에서 나오는 물자를 수송하는 것이 매우 힘들었다. 결국 1931년 4월 대한인동지회의 동지촌은 파산하였다.
1929년 10월 5일부터 1930년 1월 8일 사이 이승만은 미국 본토 전역을 방문하고 호놀룰루로 돌아 온 후 《태평양잡지》를 《태평양주보》로 이름을 바꾸어 다시 발간하기 시작했다.

#### 임시 정부 복귀 및 외교활동 (1932~1933)

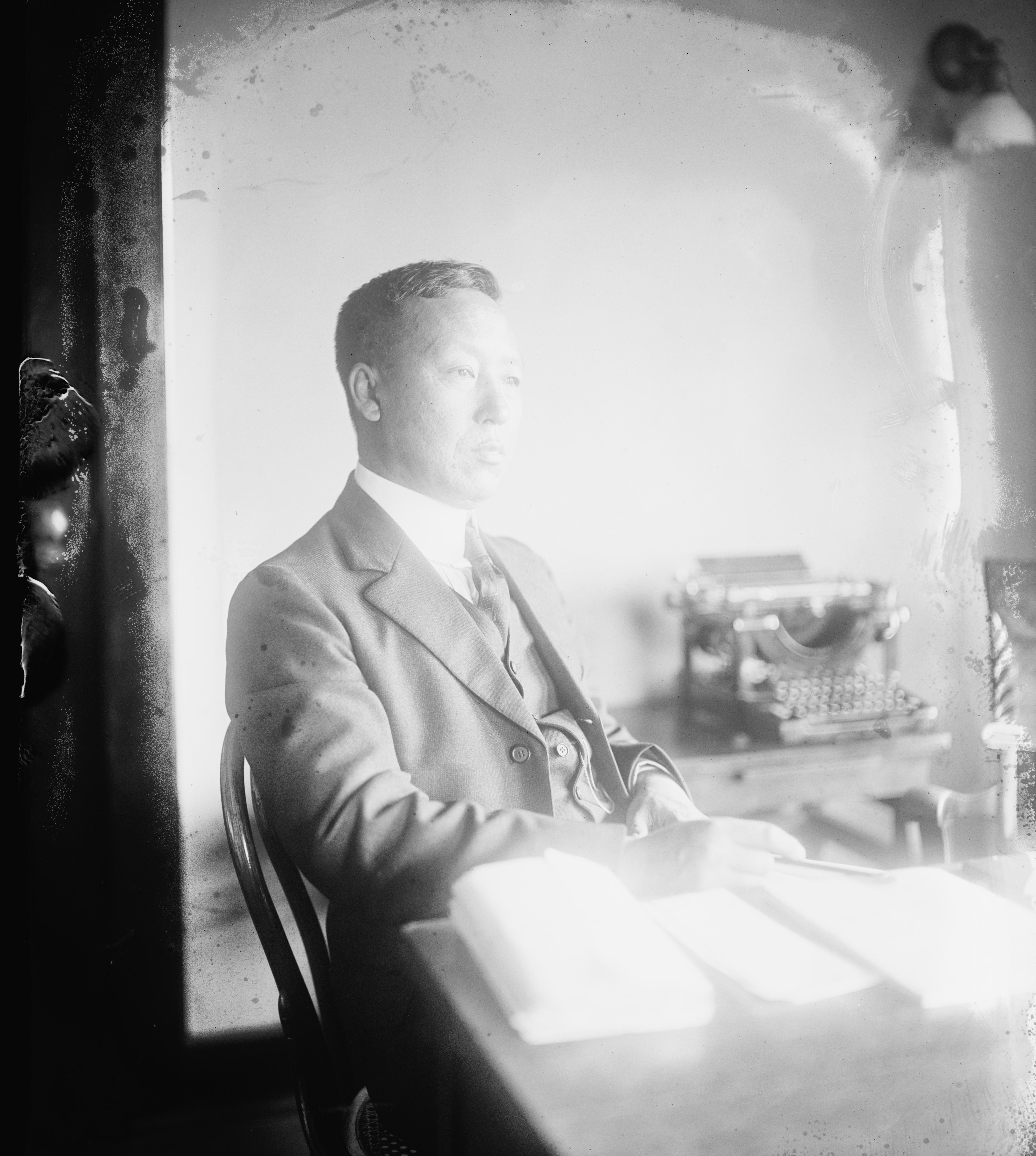
1931년의 이승만.

1932년 11월 10일, 이승만은 임시정부 국무회의에 의해 국제 연맹에 한국의 독립을 탄원할 특명전권대사로 임명되었다. 임시정부 대통령직에서 탄핵 면직 당한 이승만을 대표로 기용한 것은 임시 정부의 외교 독립운동을 수행할 만한 적임자로서 이승만을 능가하는 인물이 없었기 때문이다. 1932년 12월, 미국을 출발하여 리버풀, 런던, 파리 등을 경유한 후, 1933년 1월 4일에 국제 연맹 본부가 있는 제네바에 도착하였다.
그는 세계 각국의 영향력 있는 언론들을 통해 한국의 입장을 널리알려 여론을 움직이려고 부단히 애를 썼는데, 프랑스어 일간 신문인 《주르날 드 제네바((Journal de Geneve)》의 1933년 1월 26일자 지면에는 일본인의 학정 밑에 가혹한 학대를 또다시 받게된 만주의 한국 망명 이주자들의 입장에 대한 그의 담화가 장문의 기사로서 게재되었고, 1933년 2월 26일에는 국제연맹이 서비스하는 방송에서 기회를 얻어 <한국 및 극동의 분쟁>이라는 제목의 연설을 하기도 했다.
1933년 2월 8일, 한국의 독립을 요구하는 공한(公翰)을 국제 연맹 회원국 대표들과 기자들에게 배포하였고, 국제연맹 사무국장인 에릭 드러몬드 경에게 '한국의 독립 회복을 통하여 아시아에 있어서의 일본의 적극적인 군국주의 정책에 큰 타격을 줄 수 있다'는 내용의 서한을 보내기도 하였다.

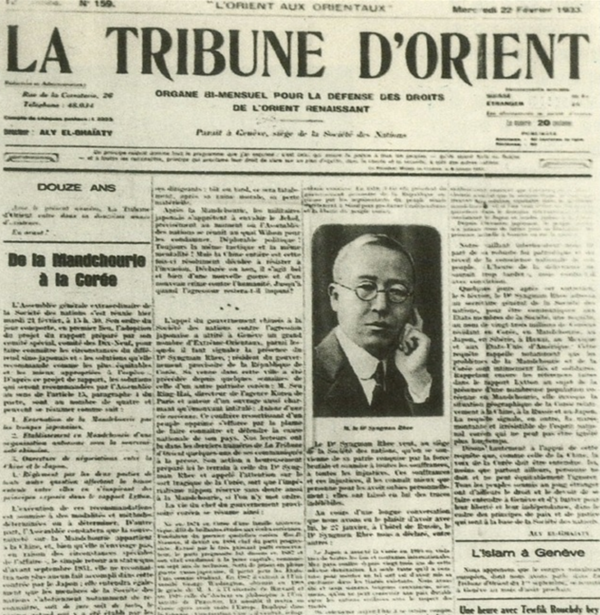
스위스 제네바에서 격주간으로 발행되던 「라 트리뷴 도리앙(La Tribune D’orient)」지의 1933년 2월 22일자 1면 머리기사. 이승만의 경력을 소개한 후, 만주 문제에 대한 그의 주장과 신념을 피력하였다. 전날 저녁 식당에서 우연히 합석한 프란체스카는 이 신문을 스크랩해 그에게 전하면서 두 사람의 인연이 시작됐다.

이 때 제네바에는 이승만과 같이 타 식민 지배에서 독립하려는 여러 민족의 독립 운동가들이 집결해 있는 상태였다. 중동에서 영국으로부터의 독립의 길을 모색 중이던 아랍계 레바논 독립운동가들은 그들과 동병상련 처지인 처량한 약소국 대표 이승만에 대해 호의적이었고, 그와의 인터뷰를 그들이 운영하는 신문 《라 트리뷴 도리앙(La Tribune D'Orient)》지 2월 22일자 1면에 장문의 기사로 사진과 함께 실어주었다. 또 그 이튿날 베른의 《데어 분트(Der Bund)》 잡지도 에드윈 데브리스 박사가 집필한 같은 내용의 기사를 보도하였다.
1933년 2월 21일 제네바의 호텔 드뤼시 식당에서 아내가 될 프란체스카 도너를 만났다.
1933년 3월 6일 제25회 임시 의정원 회의에서 무임소 국무위원에 보궐 당선되었다. 이로서 임시정부에서 탄핵된지 8년만에 다시 임시정부 각료로 복귀하였다.
1933년 3월 서한발송 및 선전홍보 활동과는 별개로 이승만은 국제 연맹 리튼 조사단이 일본인의 만주침공을 조사한 《리튼보고서》의 내용을 발췌하고 여기에 자신의 논평을 가한 《만주의 한국인들》을 발간하여 배포하였다. 이러한 항일외교를 통해 이승만은 국제 연맹이 《리튼보고서》를 채택하고 이에 반발한 일본이 국제 연맹을 탈퇴하도록 하는 데에 기여하였다.
1933년 7월 9일 제네바를 출발하여 비엔나를 경유해 7월 20일 소련으로 건너가 소련에 한국의 독립에 대한 도움을 호소하고자 모스크바 기차역에 도착하였으나 즉시 쫓겨났다. 8월 10일부터 8월 16일 프랑스 니스를 출발하여 미국 뉴욕주에 도착했다. 10월 하와이 호놀룰루로 되돌아왔다.

#### 임시 정부 국무위원 및 주미외무행서 외무위원장 시절 (1933~1940)
1933년 6월 30일 이승만은 이동녕 내각에 의해 대한민국 임시정부 국무위원에 선임되었다. 임시정부 일각의 반대에도 외교 활동을 위한 그의 역할이 크다는 이동녕, 김구 등의 주장에 의해서였다.
1934년 1월 12일 워싱턴의 《데일리뉴스》지가 이승만의 활동을 기사로 보도하였다.
1934년 4월 15일 임시정부 주미외무행서 외무위원장에 선임되었다.
1934년 7월 22일 미국 국무부의 정치고문 스탠리 혼벡 박사와 면담하고 한국의 독립을 호소하였으며 9월 16일 장기영과 함께 몬태나주의 뷰트를 방문하였다. 이는 《몬태나 스탠다드》지가 기사에 게재되었다.

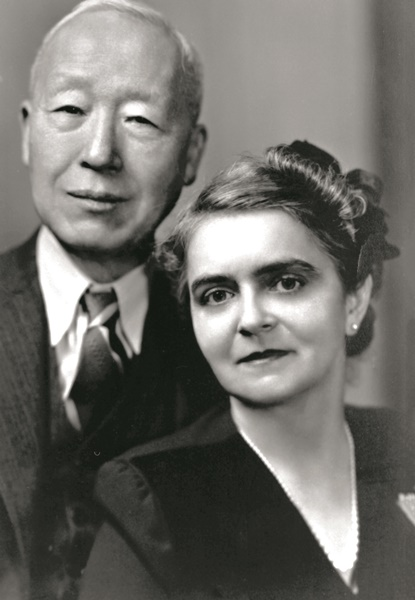
1934년 10월, 뉴욕에서 결혼식을 올린 직후의 이승만과 프란체스카.

1934년 9월 20일, 뉴욕 랙싱턴 가(街)의 호텔 몽클래어에서 프란체스카 도너와 결혼하였다. 백인 여성과의 결혼을 반대하는 분위기가 강했다. 신혼 초기부터 프란체스카 도너는 한인 지도자의 외국인 신부를 탐탁치 않게 여긴 한인 교포들에 의해 '호주댁'이라는 이름으로 불리게 되었고, 호주댁이 뭐냐는 질문에 이승만은 좋은 이름이라고 대답했다. 호주댁의 호주는 오스트리아의 착오로, 오스트리아를 하와이에서 가까운 오스트레일리아(호주)로 착각한 것에서 유래되었다.
1935년 1월 24일, 배우자와 함께 하와이 호놀룰루 시에 도착, 《호놀루루 스타 불레틴》지에 만주 한국인도 독일의 자르 지방인들처럼 민족자결의 원리에 따라 지위가 결정되어야 한다는 호소문을 발표하였다.
1936년 7월 6일 이승만은 개인사정을 이유로 주미외무행서 외무위원장을 사임하였다.
1938년 4월 24일 하와이주 호놀룰루 릴리하가(街)에 한인기독교회 건물을 낙성하였다.
1939년 3월 30일 제2차 세계 대전의 가능성이 보이자 워싱턴 D.C.에서 구미위원부 활동을 재개하기 위해 호놀룰루를 떠났다.
1939년 8월 30일 한국인과 중국인이 국제정세에 대해 몽매한 것을 한탄하며 한국의 독립에는 미국의 지원이 절대적으로 필요한 것을 강조하는 편지를 임시정부의 김구에게 발송하였다.
1939년 10월 3일부터 12월 5일까지 쓰촨성에서 열린 임시 의정원 제31회 정기회의 내용 중 다음과 같은 내용이 있다. "하와이에 잇는 이승만씨도 외교의 필요를 느끼고 미국 수도 워싱턴 D.C.에 가서 각 주요인사와 교제하면서 본 정부에 향하야 구미위원부의 복설을 요구하엿으나 구미위원부는 이미 의회에서 그의 폐지를 결정한 것임으로 금일 급히 복설시킬 수 없다는 뜻으로써 답하엿음"
1939년 12월 10일 《워싱턴 포스트》지와 인터뷰에서 이청천 장군의 독립운동을 알렸다.
1940년 9월 이승만은 한국 광복군 창설 소식을 통보받고 축전을 보냈다.

#### 주미외교위원부 위원장 시절 (1941~1945)

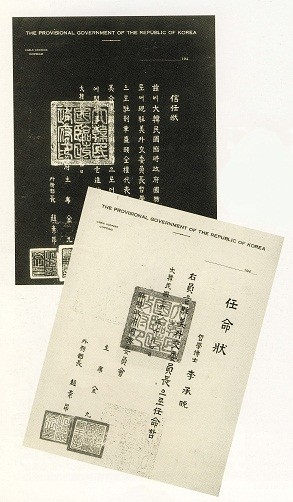
김구 및 외무부장 조소앙 명의로 발급된 임시정부 주미외교위원장 그리고 주미 전권 대표로 임명한다는 사령장.

1941년 4월 20일 호놀룰루 9개 단체가 모인 재미한족연합위원회에서 외교위원장으로 임명되었다.
1941년 6월 4일 대한민국 임시정부는 이승만을 워싱턴 D.C.에 위치한 주미외교위원부(구미위원부) 위원장으로 임명하고 그에게 대미교섭의 전권(全權)을 위임하는 '신임장'을 교부했다. 이로써 이승만은 대미외교의 전면에 다시 나설 수 있었다.

1941년 6월, 이승만이 출판한 《일본내막기(Japan Inside Out : The Challenge of Today)》.

1941년 7월 뉴욕에서 일본의 미국 침공을 경고하는 《일본내막기(Japan Inside Out: The Challenge of Today)》를 출간하였다. 12월 진주만 공격 이후 큰 설득을 얻어 베스트셀러가 되기도 했다. 당시 이 책은 《대지》의 저자 펄벅에게 "무서운 진실을 담고 있다"는 평가를 들었다. 진주만 공격 이후 이 책을 통해 조선이 왜 독립해야하는 미국사회에 알릴 수 있었다.

##### 미국과의 군사협력 활동 (1941~1945)
1941년 9월, 중국을 통한 일본 침투 및 대일 정보수집 계획을 추진한 미 정보조정국 COI의 에손 게일(Esson McDowell Gale)과 접촉해 대일 무장 투쟁의 방안을 협의하였다.
1941년 12월, 태평양 전쟁이 발발하자 이승만은 코델 헐 국무장관의 극동 담당 비서 알저 히스(Alger Hiss)와 스탠리 혼백(Stanley K. Hornbeck) 극동 국장을 만나서 한국이 사보타쥬와 게릴라 활동으로 대일 전쟁을 강화할 수 있도록 임시정부를 승인하고 군사 원조와 경제 원조를 해줄 것을 요청하였다. 그러나 그들은 현 시점에서 동북아의 커다란 이해 관계를 일으키는 정치적인 문제 제기는 시기 상조라고 거절하였다.
1942년 3월, 미국 정보조정국(COI, Coordinator of Information)은 COI 최초의 특수작전 부대인 101지대의 제1기 대원을 모집했고 이승만의 추천으로 한국인 COI 대원 제1호로 장석윤이 선발되었다. 하지만 COI부대 계획은 1942년 6월, 공식적으로 중단되었고 1942년 7월 11일, 미국 전략사무국(OSS, Office of Strategic Services)으로 개편되었다. 장석윤은 OSS 소속으로 1942년 7월, 인도 뉴델리에 도착해 미얀마 작전에 참가하게 되었으며, 중경 임시 정부와 이승만의 한국위원부를 연계시킬 계획으로 이승만과 김구 간의 비밀문서 연락 업무도 은밀히 수행하였다.
1942년 7월 28일 이승만은 재미한족연합위원회 부위원장 김병연에게 한인 적임자를 물색하여 지원서를 작성케 한 후 워싱턴 D.C.로 보내 줄 것을 요청하여 50명의 명단을 받았다. 9월 30일 이승만은 OSS의 로센봄 중위, 미국 국무부 차관보실의 로스토우 등을 만나 중국 내 한국인 게릴라 부대 조직의 후원 문제를 협의하였다. 10월 10일 이승만은 한국인 선발요원 50명의 명단을 OSS의 프레스턴 굿펠로우에게 통보하였다. ‘FE-6 프로젝트(Project)’라고 불린 이 계획은 11월 17일 OSS 극동과 책임자인 찰스 레머(Charles Remer)의 승인을 받았다. 이승만은 한인 24명의 명단을 승인하고 OSS 특별 작전과(Special Operation Branch)로 발송하였다. 프랜시스 데블린(Francis T. Devlin) 대위는 이들 가운데서 다시 12명을 선별하였는데, 이들이 ‘코리안 프로젝트(Korean Project)의 핵’으로서 특수 작전 훈련을 받은 후 충칭 지역으로 배치하기로 되어 있었다. 이 계획은 미국과 한국 간의 역사적인 첫 군사 협력 활동이었다. 선발된 12명이 워싱턴 D.C.로 차출되어 12월 4일부터 군사 훈련을 받았다. 이들의 군사 훈련은 캘리포니아에 있는 산타 카탈리나섬에서 진행되었다. 12월 7일 이승만은 루스벨트 대통령에게 한국인 군사훈련에 대한 지원을 요청하는 서한을 보냈다. 하지만 이승만과 OSS가 추진한 첫 사업의 성과가 어떠하였는지는 분명하지 않다.
1943년 2월 17일 미국 육군장관 헨리 스팀슨에게 편지를 보내, 항일 게릴라 조직계획서를 제시하였다. 하지만 태평양 전쟁의 전황이 미국에게 유리해지자 미국은 한인들을 이용한 직접 행동에 관심을 보이기 시작하였다.
1944년 7월 18일 이승만은 합동 참모 본부에 편지를 써서 태평양 근역 섬에서 포로가 된 한인 노무자나 군인들을 훈련하여 일본과 한국 침투 공작에 사용하자고 제안하였다. 그리고 자신과 주미외교위원부가 포로 중에서 적당한 인원을 선별하겠다고 나섰다. 그러나 OSS는 중국에서 직접 한인들을 훈련할 계획이라고 내부 문서를 돌렸다. 미국은 이승만과 한길수 계열이 아닌 재미 한인을 이용하여 한국 내에 침투시키려는 냅코 작전(Napko Project)을 계획하였

##### 한미우호협회 조직 (1942~)

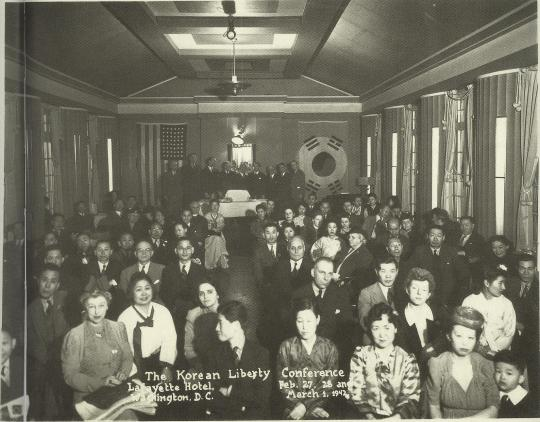
1942년 2월 27일부터 3월 1일까지 워싱턴의 호텔 라파예트에서 개최되었던 '한인자유대회'. 이승만은 맨 뒷줄 중앙에 서있고 같은 줄 왼쪽 끝에 서재필,
그리고 오른 쪽에서 세 번째로 호머 헐버트 선교사가 보인다. 앞줄 왼쪽의 첫 번째 여성은 중국 선교사 핏치 부인이고, 한 사람 건너가 프란체스카 여사이다.

1942년 2월 27일부터 3월 1일까지 3.1 운동 기념일에 맞춰 이승만은 워싱턴에서 전승 축원을 위한 '한인 자유대회'(The Korean Liberty Conference)를 열었다. 동년 3월 6일, 그의 미국인 친구들로 구성된 한미우호협회가 루즈벨트 대통령에게 임시정부의 즉시 승인과 연합국에 가담시킬 것을 촉구하는 장문의 성명서를 보냈다.
그는 이 대회에서 다음과 같은 연설을 하였다.
| “ | 우리의 미국인 동지들에게 본인은 수년 동안 우리를 격려, 지원해 준데 대해 심심한 감사를 드리는 바입니다. 세계 도처에 자유와 민주주의를 나눠 갖도록 노력하는 것은 고귀한 정신이며 관용 있는 태도입니다. 우리의 오랜 친구이며 성실한 동지인 여러분 미국인들은 우리와 함께 이 일을 해오고 있습니다. 당신들을 제외하고 누구에게 감사를 드릴 수 있겠습니까? 우리는 우리가 23년 동안 지탱해 온 우리의 대한민국 임시정부에 대한 승인을 미국 정부에 요구하기 위해 만났습니다. 비록 대한민국임시정부가 이국땅에 비밀리에 설립되긴 했지만 그렇다고 승인을 받지 말라는 이유는 없습니다. 이번 회의는 단 하나 밖에 없는 우리의 정부에 대한 충성심을 보여 줍시다. 우리는 한번도 일본인들의 오류에 싸인 통치 집단을 정부로 간주한 적이 없습니다. | ” |

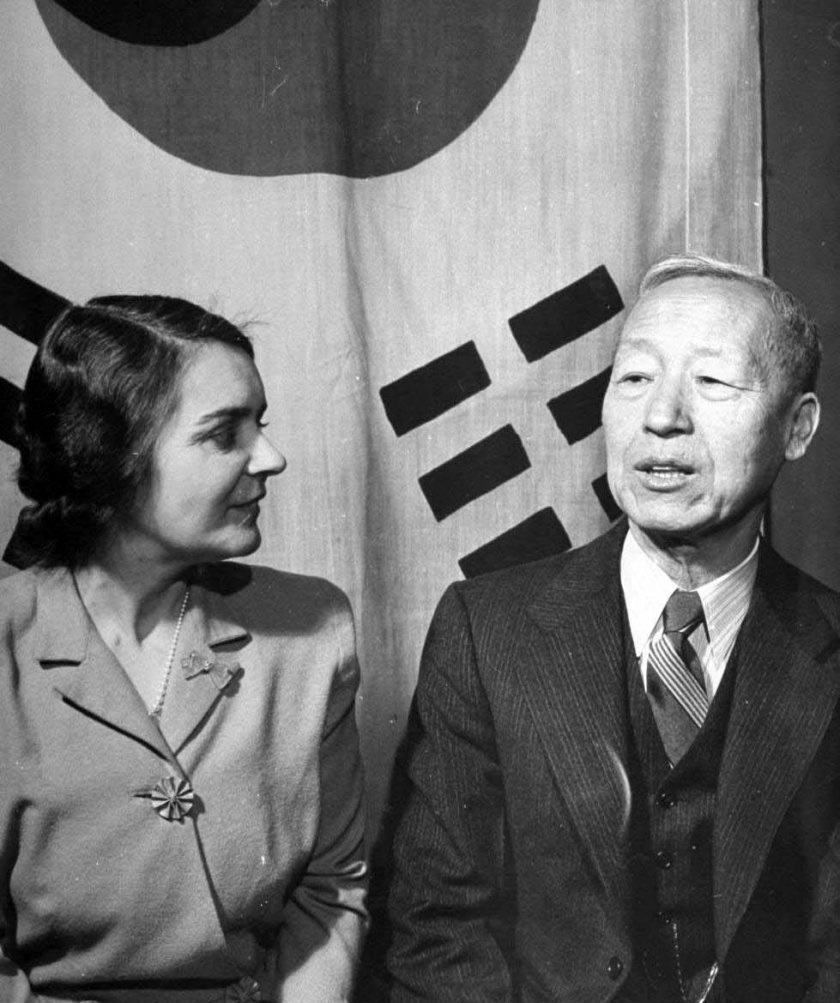
1942년 2월 말, 한인자유대회에 참석한 이승만과 부인 프란체스카.

1942년 5월 15일, 이승만은 미국의 전쟁 활동에 적극 협력하겠다는 임시정부의 전문을 동봉한 다음과 같은 공한을 루즈벨트 대통령에게 보냈다.
| “ | 루즈벨트 대통령 각하, 나는 중경에 망명 중인 한국 임시정부로부터 받은 동봉 전문 메세지를 각하에게 전달할 영광을 가지려 합니다. 이 메세지는 2,500만 한국 인민의 민족적 감정을 표현하고 있으며, 나는 그것이 각하의 특별한 고려를 받을 가치가 있음을 확신합니다. 지금이야말로 미국이 과거 38년간 한국 인민과 한국에 대해서 저질러진 잘못과 부정의를 시정할 시기라는 사실에 각하의 주의를 환기하는 바입니다. 각하께서도 상기하실 것이지만 미국은 1882년의 한미조약에 위반하여 1905년에 일본이 한국을 점령하고 1910년에는 한국을 병합하도록 허용하였습니다. 각하께서 한 연설에서 언급하였던 바와 같이 그 이래 한국 인민은 전세계의 모든 피정복 민족보다 더한 그리고 더 오랜 고통을 겪어 왔습니다. 한국의 파괴는 일본의 정복 계획의 개시에 지나지 않았습니다. 동경의 군국주의자들의 손에 하나하나 먹혀 들어간 국가를 여기에 다시 열거할 필요도 없을 것입니다. 1941년 12월 7일 이래 일본 도국 민족의 폭력으로부터 문명과 민주주의를 수호하기 위하여 얼마나 많은 미국인의 피가 흘려졌고, 얼마나 많은 금전이 사용되었습니까? 이 모든 것이 서방 정치가들이 동양 평화의 보루로서의 독립 한국의 중요성을 인식하지 못한데서 온 것입니다. 이 정치가들은 지난 여러 세기동안 일본의 침략을 몇 번씩이나 격파한 것이 한국인이었다는, 오직 한국민만이었다는 사실을 간과하였습니다. ⋯ 현재의 전쟁 노력을 촉진하고 태평양 장래의 평화를 안전화하기 위하여 나는 각하에게 이제 간청하노니 한국 임시정부를 승인하고 우리의 공동의 적인 일본과의 싸움에 한국인이 정식 가입함으로서 미국에 실질적인 봉사를 할 수 있도록 모든 원조와 고무를 주시기를 요청하는 바입니다. ㅡ 한국위원회(Korean Commission) 위원장 이승만 | ” |

며칠 후, 루즈벨트 대통령 비서 왓슨 소장으로부터 "세밀한 주의를 받았다."는 짧은 답신을 받았으나 실효를 거둘만한 것은 없었다.

##### 항일단파방송 선전활동 (1942)
미국 정부는 1942년 2월 24일 전 세계의 청취자를 대상으로 태평양 전쟁의 전쟁상황을 알리기 위한 방송인 미국의 소리(VOA, Voice of America)를 개국하였다. 이승만은 1942년 6월부터 매일 미국의 소리 초단파 방송망을 통해 고국 동포들의 투쟁을 격려하였다.
1942년 6월 13일 이승만은 다음과 같은 내용의 단파방송으로 한반도에 소식을 전하였다.
| “ | 나는 이승만입니다. 미국 워싱턴에서 해내, 해외에 산재한 우리 2,300만 동포에게 말합니다. ⋯ 아직은 미국이 몇가지 관계로 하여 대병을 동하지 아니하였으매 왜적이 양양자득하여 온 세상이 다 저희 것으로 알지만은 얼마 아니해서 벼락불이 쏟아질 것이니 일왕 히로히토의 멸망이 멀지 아니한 것을 세상이 다 아는 것입니다. ⋯ 우리 임시정부는 중국 중경에 있어 애국 열사 김구, 이시영, 조완구, 조소앙 제씨가 합심 행정하여 가는 중이며, 우리 광복군은 이청천, 김약산, 유동열, 조성환 여러 장군의 지휘하에서 총사령부를 세우고 각방으로 왜적을 항거하는 중이니, ⋯ 이순신, 임경업, 김덕령 등 우리 역사의 열렬한 명장, 의사들의 공훈으로 강포 무도한 왜적을 타파하여 저희 섬 속에 몰아넣은 것이 한 역사에 한 두번이 아니었나니 우리 민족의 용기를 발휘하는 날은 지금도 또다시 이와 같이 할 수 있을 것입니다. ⋯ 그러므로 이 희망을 가지고 이 소식을 전하니 이것이 즉 자유의 소식입니다. ⋯ 우리 독립의 서광이 비치나니 일심 합력으로 왜적을 파하고 우리 자유를 우리 손으로 회복합시다. ⋯ 싸워라! 우리가 피를 흘려야 자손 만대의 자유 기초를 회복할 것이다. 싸워라! 나의 사랑하는 2,300만 동포여! | ” |

1942년 8월 29일, 이승만의 제안으로 미국의 소리 한국어 방송이 개국하였다.

##### 임시 정부 승인 운동 (1941~1945)
1941년 12월 7일 진주만 공격을 계기로 태평양 전쟁이 발발하자 일본의 패배가 당연하다고 생각한 이승만은 미국 및 스위스 등을 무대로 일본 제국이 망하는 즉시 한국이 일본 제국에게 빼앗긴 주권을 돌려받을 수 있도록 미국 등 국제사회가 대한민국 임시정부를 정식 승인해야 된다는 외교활동을 하였다.:299
1941년 12월 9일 이승만은 임시정부의 연락을 받고, 임시정부의 대일선전포고문을 전달받은 뒤, 동 12월 9일 미국 대통령 프랭클린 D. 루즈벨트, 미국 국무부 장관 코델 헐, 미국 국무부 정치고문 스탠리 혼벡 등에게 임시정부의 선전포고문과 대한민국 임시정부 승인 요구 공한(公翰)을 전달하였다.
소련의 한국 점령을 우려하던 이승만은 임시정부 대표로 미국 국무부와 빈번히 접촉하였다. 1942년 1월 이승만은 미국 국무부에 소련이 장차 한반도를 점령할 것이라고 경고하였다.:99
1942년 1월 2일, 미국 국무부의 실세인 알저 히스와 면담하였다. 1942년 1월 2일 이승만은 국무부를 방문하여 임시정부에 대한 승인과 일본을 상대로 한 대일전쟁에 참가하기 위한 무기원조를 요청하였다. 그러나 미국 국무부의 혼벡과 히스는 현 시점에서 한국의 독립정부를 승인한다면 소련의 반감을 사게 될 것이고, 소련이 대일본 전쟁에 참가하지 않은 상황에서 이 문제에 대한 토론을 할 수도 없지만 소련의 관심 또는 이권을 무시할 수 없다고 하면서 이승만의 임시정부 승인요청을 거절하였다.:299

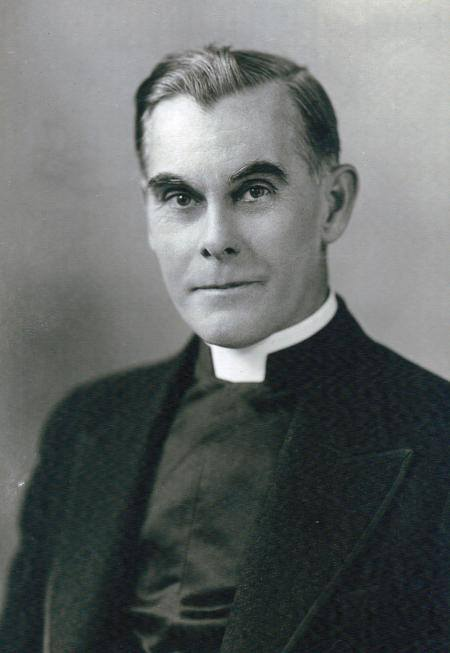
워싱턴 파운드리 감리교회 담임 목사이자, 최장기(22년) 미 상원 원목 프레데릭 해리스 박사. 이승만의 평생의 동지였던 그는 6.25가 터지자 트루먼 대통령에게 신속한 개입을 요청하였다. 1950년, 건국훈장 독립장을 수훈하였다.

1942년 1월 16일, 대한민국에 우호적인 미국인들과 함께 한미협회(The Korean-American Council)를 창설, 조직하였다. 이 단체는 미 의회 상원 원목(chaplain)인 이사장 프레데릭 해리스(Frederick Brown Harris), 회장 전 캐나다 대사 제임스 크롬웰, 언론인 제이 제롬 윌리엄스, 변호사 존 스태거즈 등을 중심인물로 선출했고, 한국의 독립과 임시정부의 승인과 무기지원을 목표로 활동하였다.
1942년 2월 27일 이승만은 미국 국무부 코델 헐 장관에게 자신의 신임장과 임시정부의 공한을 제출하였다.
1942년 3월 23일 미국 국무장관 코델 헐을 찾아가 임시정부 승인을 요청하였다. 이승만과 임시정부 측에서는 1882년 체결된 조미 수호 통상 조약과 임시정부의 정통성, 한국인들의 대일본 전쟁에서의 공헌 가능성 등을 설득하며 임시정부를 승인해줄 것을 요청하였지만 미국은 미국대로 임시정부 승인이 불가능한 이유를 여러 가지를 들면서 반대하여 양자의 대립은 심화되었다.:299
1942년 12월 31일부터 1943년 2월 16일까지 이승만은 계속 미국 국무부 장관 코델 헐에게 면담을 요청하였으나 그가 만나 주지 않자 편지로 만약 미국정부가 임시정부를 승인하지 않으면 전후 한반도에 친소련 공산정권이 수립될 것임을 경고하였다.
1943년 3월 30일 미국 육군장관에게 하와이 한인동포들을 일본인과 같은 적성외국인(enemy aliens)으로 대하지 말 것을 요구하는 서한을 보냈다. 육군장관으로부터 다르게 대하겠다는 회신을 받았다.
1943년 5월 15일 미국 루스벨트 대통령에게 극동에 대한 소련의 야욕을 상기시키고 임시정부 즉각 승인과 무기 지원을 요청하는 서신을 발송하였다.
1943년 8월 23일, 캐나다에서 열린 제1차 퀘벡 회담에 참석한 루스벨트 대통령과 처칠 영국 수상에게 전보로 임시정부 승인과 군사지원을 요청하였다. 그해 8월 이승만은 한미협회와는 별도로 종교적 후원단체인 기독교인친한회(The Christian Friends of Korea)를 조직했다. 이 단체는 대한민국 의료선교사 올리버 R. 에이비슨, 아메리칸 대학 총장 폴 더글러스 등을 중심인물로 내세웠으며, 이들의 주요 활동은 미국 정부 및 의회에의 청원과 대중집회 참여였다.
1943년 초, 이승만은 미국 루스벨트 대통령에게 대한민국 임시정부의 승인을 요청하는 서한을 보내면서 반소전선을 구성할 것을 요청한 것을 요구하였다.
1943년 11월 카이로 선언에서 미국은 한국의 독립을 지지하였다. 그해 12월 이승만을 지지하는 대한인동지회가 재미한족연합위원회에서 탈퇴하였다. 12월 19일부터 12월 22일 가이 질레트 미국 상원의원으로부터 대한민국 임시정부 승인이 불가능하다는 서한을 받자, 몇몇 동지들과 함께 항의 방문하였다.
1944년 7월, 이승만의 노력으로 미국 체신청이 태극문양이 들어있는 우표의 공식 발행을 성사시키기도 했다. 10월 18일 미국 체류 중인 이승만은 중국 충칭에 있는 임시정부 주석 김구에게 영문으로 편지를 발송, 1944년 11월에 미국이 한국인의 대일항전을 기념하기 위해 5센트짜리 태극우표를 발행한다는 내용을 통지했다. 11월 2일 미국 체신청에서 태극우표를 발행하자 이승만은 한국의 독립을 미국이 지지한다는 증명으로 태극마크를 도안하여 우표를 발행하였다는 사실을 알렸고, 발행된 태극우표 3점을 동봉하여 중경 임시 정부로 발송해주었다.
1944년 8월 21일 미국 루스벨트 대통령에게 편지를 보내 대한민국 임시정부 승인을 거듭 촉구하였다.
1944년 9월 11일 이승만은 제2차 퀘벡 회담에 참석한 루스벨트와 처칠에게 다시 카이로 선언의 문제점을 지적하고 일본 패망 후 한국의 분리 독립을 요구하는 전보를 보냈다. 이승만의 독립 승인 요청에도 불구하고 미국 국무부 내의 반대파와 공산주의자들은 대한민국 임시정부의 승인을 강력히 반대하였고 루스벨트는 1943년에 카이로 선언에서 약속한 한국의 독립을 번복하고 1945년 2월 얄타 회담에서 소련의 스탈린과 한국의 신탁통치에 대해 합의하였다.
1945년 2월 5일 이승만은 미국 국무 차관 조지프 그루에게 전보를 발송, '한반도에 공산정권을 수립하려는 소련의 야욕을 막는 방법으로 임시정부를 즉시 승인해줄 것'을 요구하였다. 3월 8일 미국 국무부 장관 에드워드 스테티니어스에게 4월에 열릴 샌프란시스코 유엔창립총회에 임시정부 대표를 초청해줄 것을 요청하였다. 3월 9일 부인 프란체스카 도너를 대동하고 프랭클린 루스벨트 대통령의 영부인 엘리너 루스벨트 여사를 면담하였다.

이승만의 ‘얄타 밀약설’ 제기에 대해 긍정적 반응을 보였던 월터 조지(Walter F. George) 상원의원.

1945년 5월 유엔창립총회에 참석하려는 한국인들에게 중국의 외교부장 쑹쯔원(송자문)이 좌우합작을 주장한 데 대해 맹렬히 반대성명을 발표했다. 5월 샌프란시스코에서 열린 유엔창립총회에서 이승만은 프랭클린 루스벨트가 얄타에서 한반도를 소련에 양도해 주었다는 정보를 접한 뒤 소련을 맹공격하는 선전을 하였다. 이때 이승만이 돌린 반소 전단지가 소련측 대표들의 수중에도 들어가게 되어 소련 외상이자 소련 수석대표인 뱌체슬라프 몰로토프는 이승만과 대한민국 임시정부를 극도로 적대시하게 되었다.:99 김성숙은 중국공산당의 유일한 유엔대표였던 둥비우로부터 소식을 전달받고 임시정부 국무위원회 석상에서 이승만을 주미외교위원부 위원장직에서 해임하고 대한민국 임시정부는 소련에 해명과 사과를 해야 된다고 주장하였으나 받아들여지지 않았다.:99 5월 14일, 얄타 회담에서 미국과 영국이 한국을 소련의 지배로 넘겨주기로 비밀 협약이 이루어졌다는 일명 '얄타 밀약설'을 주장하여 미 국무부와 충돌하게 되었다.
1945년 8월 소련은 한반도에 점령군으로 진주하면서 이승만을 반소적인 인물로 지목, 그 뒤에 벌어지는 일련의 정치과정에서 이승만의 참여를 사실상 배제하기로 계획하였다. 1945년 8월 23일 소련군은 스탈린과 외무부의 비신스키 차관에게 보낸 보고에서 이승만을 "한국의 망명정치인들 가운데 가장 반동적이고 반소적인 인물"이라 보고하기도 했다. 소련군은 이승만을 반소적인 인물로 평가하는 이유로, "이승만이 43년 미국의 루스벨트 대통령에게 한국정부의 승인을 요청하는 서한을 보내면서 반소전선을 구성할 것을 요청한 것"을 근거로 했다.

### 해방 전후 시기

#### 광복 직후 (1945)

##### 귀국 직전

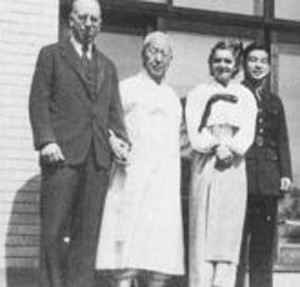
서울 경무대를 방문한 굿펠로우 대령. 그는 OSS 시절부터 이승만의 독립운동을 물심양면으로 도왔다.

천황 히로히토가 방송을 통해 항복을 발표한 1945년 8월 15일 정오는 워싱턴 시간으로 8월 14일 밤 11시였다. 이 뉴스를 들은 이승만은 그 날 밤을 거의 뜬눈으로 새웠다. 그는 부인 프란체스카에게 되도록 빨리 자신이 먼저 귀국하겠다는 결심을 밝혔다. 이승만은 8월 15일 아침 워싱턴에 사는 한국 교포 30여명을 주미외교위원부로 불러 축하파티를 열었다. 이승만은 즉시 귀국하려 하였으나 이승만을 기피인물로 여기는 미국 국무부가 쉽게 여권을 내주지 않아 2개월간 발이 묶여 있었다.
1945년 8월 하순 이승만은 미군 인사들과 연락, 굿펠로 대령의 도움으로 미 여권국으로부터 여행증서를 받고 군사지역으로 지정되어 있던 한국에 입국하려고 맥아더의 극동사령부(GHQ)로부터 입경 허가서를 받아 출발을 서두르게 되었다. 미국 국무부는 이승만의 허가서에 '고급 집정관(High Commissioner)'이라는 표현이 있음을 문제삼아 정정을 요구했다. 이 문제가 생긴 것은 9월 23일이었다. 이 표현을 삭제한 뒤에야 여행문서를 재발급받았다.:312~314
1945년 9월 5일 미국 국무성 여권과장 루드 쉬플레어 여사를 통해 여권발급허가를 받았고 국방성 스위니 대령의 주선으로 미군작전 지역인 한국에 들어갈 수 있는 허가도 일단 얻었다. 그러나 국무성은 곧 주미한국외교대표라는 이승만의 호칭을 인정할 수 없다는 이유로 여권발급허가를 취소해버렸다. 이승만은 즉각 호칭을 포기하겠다는 태도를 밝혔지만 국무성은 뚜렷한 이유를 대지 않은 채 계속 여권발급을 거부하다가 나중에는 더 이상 그의 일에 관여하지 않겠다는 태도로 나왔다.
1945년 9월 초, 하지 중장이 진주군 사령관으로서 인천에 상륙할 때쯤, 로버트 올리버 박사는 대한민국에 대한 소련의 야망에 신경과민이 되어 있는 이승만을 찾아가 친구로서 그가 추구하고 있는 ＂극단적＂ 침로에 대한 근심을 표명하였다. 그는 워싱턴 워드먼 파크(Wardman Park)에서 이승만 부부와 함께 식사를 하였다. 식사가 끝난 후, 올리버는 자기의 의견을 지극히 조심스레 이야기 하였다.
올리버 : 대한민국은 아시아에서 소련의 세력권내에 위치하고 있으므로 소련과 협력하지 않으면 안된다고 생각합니다. 모든 정세는 반도에 공산당과의 연립 정부를 세워야 할 것이 필연적인 사실로 되고 있습니다. 만일 당신이 현재와 같은 태도와 고집을 버리지 못한다면 연립 정부로부터도 배척되고, 결국 조국의 독립을 얻기 위하여 한 평생 투쟁한 것이 허사가 되고 말 것입니다.
잠시의 침묵이 흐른 뒤 이승만은 무겁게 입을 열었다.
이승만 : 당신도 아시겠지만 나는 조국을 위하여 일생 싸워 왔습니다. 그러한 내가 개인의 지위를 위하여 조국을 소련에 맡기도록 꾸며 나갈 수가 있습니까? 아내와 나는 오랫동안 고국에 돌아가 국민과 재회할 것을 꿈 꾸었습니다. 수백만의 동포들이 나를 기다리고 있는 것입니다. 조국이 노예화되는데도 그들을 속이고 그들에게 독립을 주기 위해서 돌아왔노라고 말할 수 있습니까? 그렇게 되면 조국에 대한 나의 일은 끝입니다. 그러나 나는 될 수 있는 한 계속하여 그들의 잘못을 경고할 작정입니다. 파멸해가고 있는 것은 한국만이 아닙니다. 소련의 세계 정복에 대항할 수 있는 국민은 미국인 뿐이므로 미국은 타국보다 더한 타격을 받을 것입니다. 나의 임무는 현재 일어나고 있는 사태를 미국인에게 그대로 알리는 것 뿐입니다. 우리들은...
그는 격한 감정을 누른 채 웃으며 부인을 돌아 보았다.
이승만 : 우리들은 언제든 시골에 은퇴하여 닭을 치며 조국의 맑은 공기를 마실 수 있을 것입니다.

##### 귀국 직후
1945년 10월 4일 뉴욕을 출발해 하와이와 괌을 거쳐 10월 12일 도쿄에 도착한 뒤 그곳에서 맥아더를 만나 며칠 머문 다음, 태평양지구 미 육군 사령관 맥아더 장군의 전용기 ‘바탄(Bataan)’호를 이용하여 10월 16일 오후 5시 김포공항에 도착했다. 33년만의 귀국이었다. 조선호텔에 투숙하였다.
이승만의 귀국 경위는 매우 복잡해 아직까지도 학자들 사이에 의견 통일이 돼 있지 않지만 널리 통용되고 있는 견해는 미국 국무성은 이승만의 귀국을 반대했지만 미 군정청장 존 하지 중장이 그의 귀국을 원했다는 것이다. 그의 귀국은 다른 독립운동지도자보다 이른 것이었다. 이승만이 비교적 연합국 측에 잘 알려진 인물이었기 때문이다.
귀국 다음날인 1945년 10월 17일 오전 10시 하지의 안내로 군정청 제1회의실에서 기자회견을 가졌다. 저녁 7시 30분 경성중앙방송국에서의 환국 후 첫 방송에 3천만 동포가 일심협력하고 자주독립의 양성에 전국민이 대동단결하기를 부르짖었다.
고국을 33년만에 처음으로 돌아와 고국 삼천리를 또다시 보고 사랑하는 남녀 동포들 또다시 볼 수가 있으니 기뻐서 웃고도 싶고 슬퍼서 울고도 싶습니다. 예정대로 중국으로 가서 임시정부 당국과 협의를 하고 김구 씨와 같이 오려고 했는데 중국 방면에 장해가 너무 많아 잘 되지가 않아서 부득이 그냥 비행기로 태평양을 건너 돌아오게 되었습니다. 내가 이번에 이렇게 온 것은 임시정부나 구미위원부의 대표로 온 것이 아니고 단지 평민의 자격으로 사용(私用)된 것 같이 온 것입니다.
미국 수도 워싱턴에서 10월 4일, 비행기로 태평양을 향하여 출발할 때 아무도 모르게 떠난다는 것이 비행장에 와서 보니 남녀 친구 수십명이 와서 송별했습니다. 밤 9시에 출발하여 샌프란시스코에서 비행기를 갈아타고 하와이와 괌으로 갔다가 동경에는 10월 10일에 내렸습니다. 전후 6일만에 한국 리수(里數)로 대략 3만 3천리를 날아왔습니다.
동경에서 하지 장군과 만나 친밀히 담화한 후 하지 장군은 그 익일 귀환하였는데 나더러 수 일 쉬어서 오는 것이 좋겠다고 하므로 나는 전후 3일간 동경에서 쉬고 어제 아침 동경을 떠나 오후 서울에 와 내렸습니다. 내가 소문없이 이렇게 온 것은 별로 비밀의 관계가 있거나 또는 어느 정당과 연락해서 온 것이 아닙니다. 모든 정당과 당파를 협동하여 한 개의 덩어리를 만들어가지고 우리 한국의 완전무결한 독립을 찾는다는 것이 나의 희망입니다. 지금 우리가 가진 기회는 전무하고 또 후무할 것입니다.
연합국 사람들이 한인들에게 한번 기회를 주고 보자는 것입니다. 우리들은 지금 모든 갈등과 사사관계를 다 없애버리고 강력한 정부의 수립을 향하여 합력하면 다 잘 될 것을 내가 잘 압니다. 그러므로 지금의 말씀을 일반 동포들에게 일일이 알려주시오.
미국은 전 백성과 대통령 트루먼 씨 이하가 우리의 독립을 절대 지지합니다. 또 일본과 한국에 돌아와보니 맥아더 장군과 하지 장군, 아놀드 장군이 모두 우리의 동정자입니다. 그 사람들이 말하기를 한인들이 그저 배우면 자치자주할 능력을 얻을 수 있다고 선언합니다. 그렇지만 친구들이 아무리 도우려고 하여도 우리가 우리 일을 아니하거나 못하거나 하면 친구들의 도움이 아무 소용도 없습니다. 내가 이후 또다시 말할 기회가 있을 것이므로 지금은 이것으로 그칩니다. 또 한번 부탁할 것은 우리 남녀들이 일심합력으로 이 기회를 놓치지 맙시다.

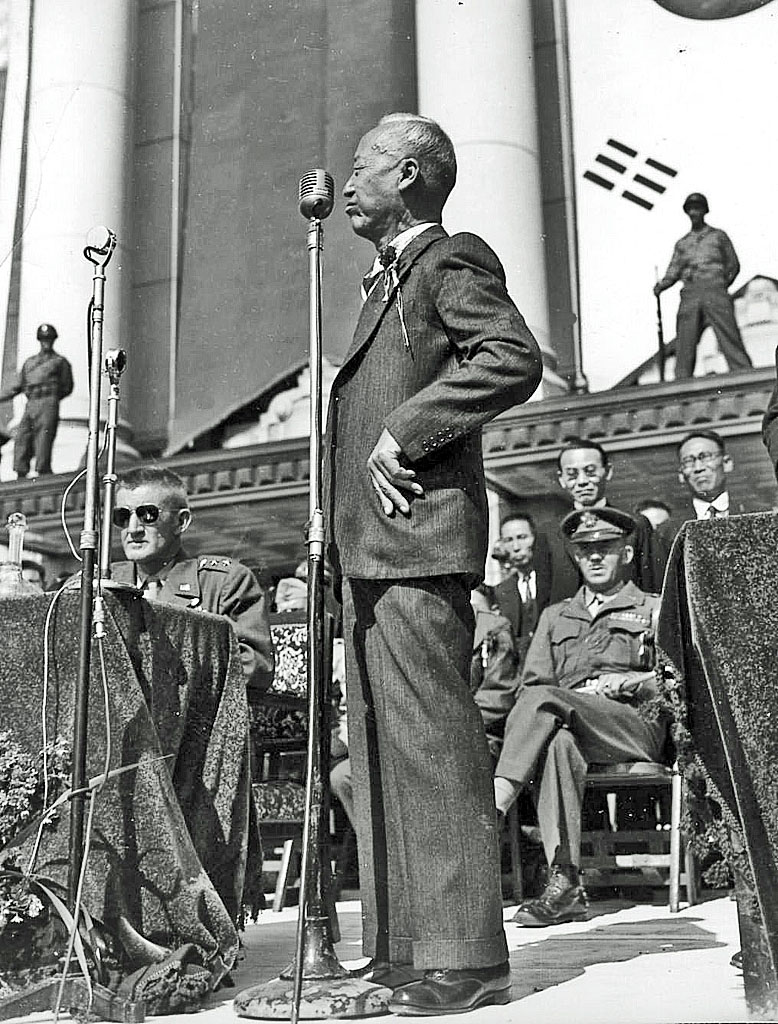
연합군 환영대회에서 대중에게 첫 공개 연설을 하고 있는 이승만. (연설 전문)

1945년 10월 20일, 경성시민주최 연합군환영회에서 이승만은 "오냐 힘을 합치리라 한 깃발 아래로 목숨을 바치리라"고 맹세를 하였다.
이승만이 귀국후에 벌인 첫 번째 대미교섭은 임시정부 요인들의 환국문제였다. 이승만은 존 하지에게 임시정부를 정부 자격으로 귀국하게 해 줄 것을 요구했다. 그러나 하지는 답변을 회피한다. 윤석오의 증언에 따르면 이승만은 측근들에게 "존 하지가 임시정부를 불한당 집단이라고 생각하고 있다"는 말을 여러번 했다.
귀국 당시 이승만은 남한의 좌우정당·사회단체 대표들이 모두 그의 지도를 받기 위해 모여든 것에 크게 고무되었다. 미군정 또한 그의 지도력을 원했다. 그가 귀국하자 국내의 후견인이자 독립협회 때부터의 동지였던 윤치호가 만나줄 것을 요청했지만 이승만은 윤치호를 만나지 않았다.

##### 한국민주당 영수 및 조선인민공화국 주석 취임 거절
1945년 10월 16일 오후 허정은 미 군정 당국의 연락을 받고 이승만이 여장을 푼 조선호텔로 찾아갔다. 허정은 이승만과 대좌, 국내 정세를 설명했다. 허정은 '무엇보다도 이 박사가 겨레의 구심점이 되어야 한다는 것'을 강조하고, '좌익의 움직임을 경계해야 한다는 점'도 덧붙였다. 그 자리에서 허정은 한국민주당(한민당)의 창당을 알리고 그에게 영수 추대를 수락하도록 권고했다. 그러나 이승만은 수락을 거절했다. 허정은 여러번 설득했지만 이승만은 한 정당 정파의 리더가 되기는 싫다고 답했다. 이승만의 성품을 알고 있던 허정은 더 이상 권하지 않았다.
1945년 9월 7일 이승만은 여운형이 주도한 조선인민공화국의 주석에 추대되었다. 10월 21일 허헌, 이강국 등 좌익인사들이 방문해서 조선인민공화국에 주석 취임을 요청하였다.
그러나 11월 7일 이승만은 조선인민공화국 주석 취임을 거부하는 성명을 발표하였다. 또한 독립촉성중앙협의회로 대동단결할 것을 역설하였다. "내가 고국에 돌아와 보니 인민공화국이 조직되어 있고 나를 주석으로 선정하였다 하니 나를 이만치 생각해준 것은 감사하나 나는 그것을 정식으로나 비공식으로나 수락치 않았다. 나는 중경임시정부의 한 사람이다. 임시정부가 들어와서 정식타협이 있기 전에는 아무런 데도 관계할 수가 없다. 군정청에서는 인민공화정당은 허락하되 공화국정부는 허락하지 않는다. 중앙협의회는 정부가 아니며 정부의 대표도 아니며 임시정부가 승인을 받고 국권을 회복할 때까지 국권회복을 위하여 각정당이 대동단결하여 한 데 뭉친 단체다. 이와 같이하여 나가면 국권회복도 곧 될 것이다."

#### 독립촉성중앙협의회 결성 (1945)

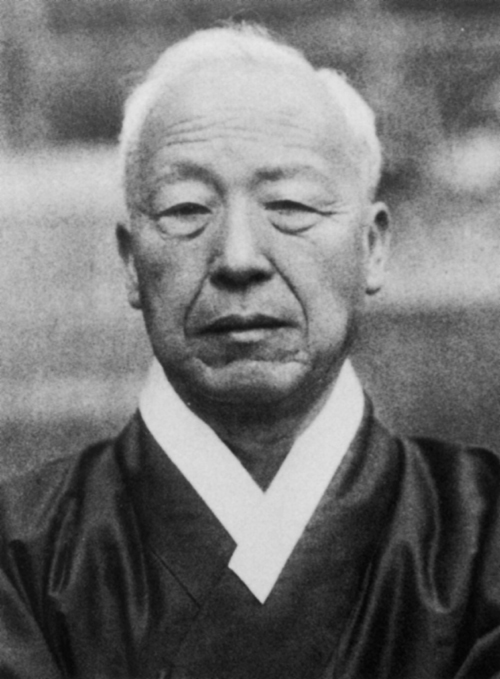
귀국 직후 촬영한 사진 (1945년 10월)

미군정은 대한민국 임시정부가 미군정 종료 후 정권을 인수할 수 있는 권리를 불인정하였다. 과거 임시정부 내 국제공산당 자금사건, 자유시 참변 등 극심한 좌우갈등을 이유로 들었다. 이에 이승만은 좌익, 우익, 임시정부 요인이 총망라된 단체를 만들어 미군정의 정권을 인수하고자 하였다.
1945년 10월 21일 이승만은 서울중앙방송국을 통해 일부 공산주의자에 한해서 포용하겠다고 선언했다. "나는 공산당에 대하여 호감을 가지고 있는 사람이다. 그 주의에 대하여도 찬성함으로 우리나라의 경제대책을 세울 때 공산주의를 채용할 점이 많이 있다. 과거 한인 공산당에 대하여 공산주의를 둘로 나누어 말하고 싶다. 공산주의가 경제방향에서 노동대중에 복리를 주자는 것과 둘째는 공산주의를 수립하기 위하여 무책임하게 각 방면으로 격동하는 것이다. (후략)"
1945년 10월 23일 각 정당·단체 대표 200여 명이 모여 이승만을 정점으로 소집한 회합에서 독립촉성중앙협의회의 회장으로 추대되었다. 초기 독립촉성중앙협의회의에는 박헌영의 조선공산당 등 공산당도 모두 포함돼 있었다.
1945년 10월 24일 윤치영 등의 독지가들의 주선으로 돈암장에 입주하였다. 그가 미국에 체류했을 때 이미 그의 열렬한 추종자가 된 허정, 장덕수가 돈암장에 출입했고, 윤치영, 이기붕 등은 그의 비서역을 자처했다.
10월 31일 이승만은 조선공산당 책임비서 박헌영을 돈암장에 불러들였고, 독립촉성중앙협의회를 건국기관으로 추대하기 위한 두 사람의 이날 회담은 원만하게 타결된 듯 보였다. 이 날 이승만이 "성스러운 건국사업에 친일파를 제외하자는 원칙을 시인하며 그러나 지금은 바쁜 때이니 그들을 처단할 수는 없지 않나"고 묻자 박헌영은 "우리도 지금 그들을 처단하자는 것이 아니다. 오직 독립촉성중앙협의회라는 성스러운 건국기관에서 친일파만 제외하면 우리들은 얼마든지 이선생과 함께 손을 잡겠다"고 답하였다.
그러나 1945년 11월 3일 조선공산당은 금새 입장을 바꿔 '先친일청산'을 주장하면서 독립촉성중앙협의회에 대한 비판성명을 발표하였다.
1945년 11월 21일 이승만은 '공산당에 대한 나의 관념'이라는 제목의 담화문을 발표해 극좌세력을 견제하였다. "악독한 왜적의 압박하에서 지하공작으로 백절불굴하고 배일항전하던 공산당원들을 나는 공산당원으로 보지 않고 애국자로 인정한다. 공산주의자를 두 부분으로 나누어 말할 수 있는데 첫째는 공산주의가 경제방면으로 근로대중에게 복리를 줄 것이니 이것을 채용하자는 목적으로 주장하는 인사들이다. 이러한 공산주의에 나는 얼마만큼 찬성한다. 둘째는 경제정책의 이해는 어찌되던지 공산정부만 수립하기 위하여 무책임하게 각 방면으로 선동하는 중에서 분쟁이 생겨 국사에 손해를 끼치는 이들이니 이 분자가 참으로 염려되는 점이다. (후략)"
1945년 11월 23일, 이승만은 일제에 의해 폐간된 조선일보의 복간을 축하하는 축하문을 발표하였다. 대한민국 임시정부 환국 제1진이 귀국하자 이승만은 김포비행장으로 나가 김구, 김규식 등 환국 요인들을 영접하였다.

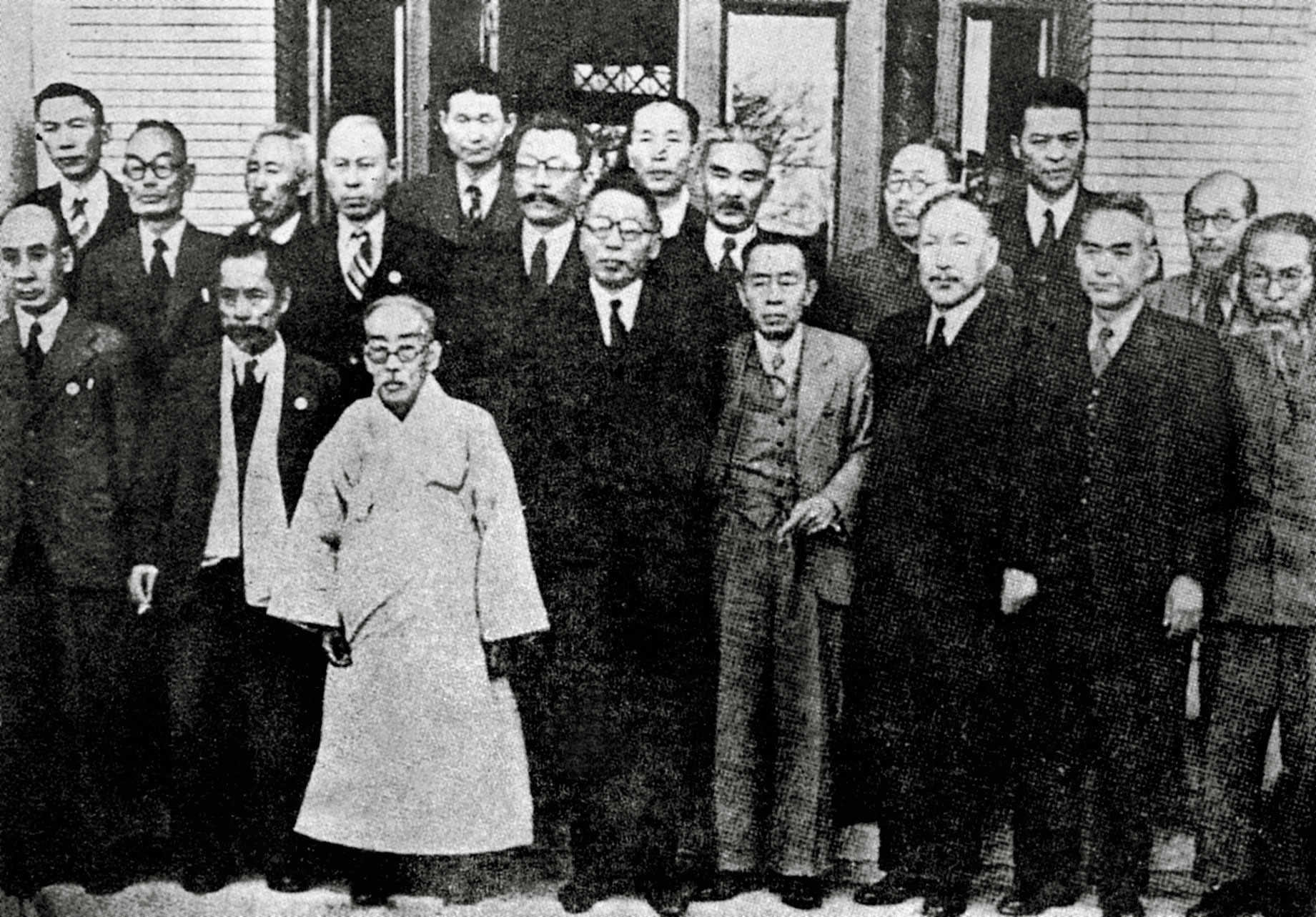
1945년 12월 3일. 임시정부요인 귀국기념 사진.

1945년 12월 1일 조소앙, 홍진 등 임시정부 환국 제2진이 전라도 군산비행장에 도착 후 서울에 도착하였다. 이날 오후 1시 서울운동장에서 열린 임시정부봉영회(臨時政府奉迎會)에 참석했다. 윤보선의 사회로 시작되어 오세창의 개회사, 이인의 봉영문 낭독, 권동진의 만세삼창이 이어진 뒤 봉영문은 권동진, 김성수, 이인을 통해 김구에게 전달되었다. 조선국민학교생도를 선두로 기행렬에 옮기어 행렬은 오후 2시 20분경 안국정 네거리에 이르러 조선생명보험회사 2층에서 축하를 받는 김구를 중심으로 좌우에 이승만, 이시영, 김규식, 류동렬 등 앞에서 "대한임시정부 만세, 김구 만세, 이승만 만세"를 부르고 경성역 앞에 이르러 해산하였다.

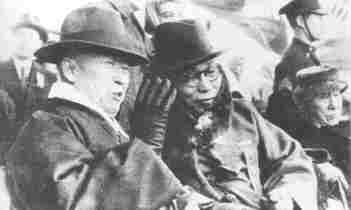
임정요인 환영식에 이승만과 김구 (1945.12.01)

1945년 12월 13일과 14일 극좌익은 독립촉성중앙협의회에서 완전히 철수했다. 임시정부 세력 역시 임시정부 인사들을 독촉에 참여시킨 후 임시정부를 해산한다는 이승만의 계획을 받아들일 수 없었고 특별정치위원회라는 독자적인 조직화 방안을 모색했다.
1945년 12월 17일 이승만은 서울중앙방송국을 통해 '공산당에 대한 나의 입장'이라는 제목의 담화문을 발표하여 민족을 분열시키는 친소 반민족주의 극좌세력에 대해 통렬히 비판하였다.
"...우리가 공산주의를 배척하는 것이 아니오 공산당 극렬파들의 파괴주의를 원치 않는 것입니다." "폴란드 극렬분자는 폴란드 독립을 위하여 나라를 건설하자는 사람이 아니오 폴란드 독립을 파괴하는 자들입니다." "중국의 공산분자는 백방으로 파괴운동을 쉬지 아니하고 공산정부를 따로 세워 중국을 두 조각으로 나누어 놓고..." "우리 대한으로 말하면 원래에 공산주의를 아는 동포가 내지에는 불과 몇명이 못되었다니 공산문제는 도무지 없는 것입니다. 그중에 공산당으로 지목받는 동포들은 실로 독립을 위하는 애국자들이요 공산주의를 위하여 나라를 파괴하자는 사람들은 아닙니다. (중략) 불행히 양의 무리에 이리가 섞여서 공산명목을 빙자하고 국경을 없이하여 나라와 동족을 팔아다가 이익과 광영을 위하여 부언위설(浮言僞說)로 인민을 속이며 도당을 지어 동족을 위협하며 군기를 사용하여 재산을 약탈하며 소위 공화국이라는 명사를 조작하여 국민전체에 분열상태를 세인에게 선전하기에 이르다가 지금은 민중이 차차 깨어나서 공산에 대한 반동이 일어나매 간계를 써서 각처에 선전하기를 저이들이 공산주의자가 아니요 민주주의자라 하여 민심을 현혹시키니... (중략) 이 분자들이 러시아를 저의 조국이라 부른다니 과연 이것이 사실이라면 우리의 요구하는 바는 이 사람들이 한국에서 떠나서 저의 조국에 들어가서 저의 나라를 충성스럽게 섬기라고 하고 싶습니다." "지금은 독립촉성중앙협의회의 조직을 더 지체할 수 없이 협동하는 단체와 합하여 착착 진행 중이니 지금이라도 그중 극렬분자도 각성만 생긴다면 구태어 거절하지 않을 것입니다. 다만 파괴운동을 정지하는 자로만 협동이 될 것입니다." "우리가 지금에 이 문제를 우리손으로 해결치 못하면 종시는 우리나라도 다른 해방국들과 같이 나라가 두 절분(切分)으로 나누어져서 동족상쟁의 화를 면치 못하고 따라서 결국은 다시 남의 노예노릇을 면키 어려울 것입니다."
1945년 12월 19일 오전 11시 서울운동장에서 열린 임정개선환영대회에 참석하였다. 15만 군중이 모인 가운데 11시 정각이 가까워오자 김구 이하 임정요인 일동의 입장에 뒤 이어서 각 정당대표 및 기타 인사의 입장이 있었고 장엄한 취주악에 맞추어 일동 총기립으로 환영대회가 개막되었다. 36년간 잊었던 태극기가 게양되었고, 일동의 애국가 제창, 이화여전의 환영가 제창, 홍명희의 환영사, 러취 군정장관의 축사 후 김구의 답사와 이승만의 답사가 있었고, 만세삼창으로 환영회는 폐회되었다.
1945년 12월 24일 한국 소년군 총본부 고문에 추대되었다.:221

#### 모스크바 삼상회의이후 (1946)

김구를 군정청 사령장관 하지에게 소개하는 이승만 (1945년 11월)

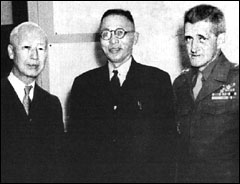
이승만의 소개로 하지와 면담 (1945년 11월)

1945년 12월 28일 모스크바 삼국 외상 회의(3상회의) 결과 미소공동위원회를 통해 미·소·영·중 4개국에 의한 5년간의 신탁통치를 논의하게 됐다는 사실이 알려지게 되었으며, 이때 동아일보가 "소련이 신탁통치를 주장하고 미국은 한국의 즉시 독립을 주장한다"는 오보를 내보냈다. 좌우파 가릴 것 없이 모두 강력한 신탁통치 반대(반탁)를 표명했다. 이승만, 김구, 김규식도 반탁을 결의하였다.
1945년 12월 30일 민족진영과 공산진영은 신탁통치를 반대하는 점에 있어서 의견이 전부 일치하였었다. 그런데 조선공산당과 조선인민공화국 등 좌익진영은  1946년 1월 3일 모스크바 3상 회의의 결과를 지지한다고 밝히며 찬탁입장으로 전환하였 이로써 좌익과 우익의 분열이 노골화하였다. .
1946년 1월 14일 이승만은 정례기자단회견에서 신탁통치 찬성으로 급선회한 공산주의자들을 친일파와 다름없는 매국노라고 단정하고 결별을 선언하였다.
"...파괴자와 건설자가 어떻게 합동되며 애국자와 매국자가 어떻게 한 길을 갈 수 있을까. (중략) 이후에 우리가 국권을 회복한 후에는 이 분자들에게도 친일분자와 같은 대우아래 우리 민족의 재판마당에서 우리가 이 사람들에게 물을 말이 있을 것이다."
1946년 1월 16일 미소공동위원회(미소공위) 예비회담이 개최되자 각 정당과 사회단체는 서둘러 반탁진영과 찬탁진영을 구축하기 시작했다.
반탁진영은 1946년 1월 20일 임시정부 중심의 과도정부 수립을 목표로 비상정치회의주비회를 개최하여 전국의 정당과 사회단체를 소집하였다. 1월 21일 비상정치회의주비회는 독립촉성중앙협의회를 합류시켜 비상국민회의주비회로 개칭하고 이승만·김구를 공동회장으로 추대하였다. 1월 23일 임시정부 측 혁신계인 조선민족혁명당의 김원봉·성주식(成周寔), 조선민족해방동맹의 김성숙 등 3명은 '임시정부가 중립을 지키지 않고 반탁에 가담해 우익 편향화하고 있다'면서 비상국민회의주비회 탈퇴성명을 하였으며, 임시정부의 장건상도 임시정부와의 결별을 고하였다. 또한 공산진영 산하단체도 모두 참가를 거부해왔으므로 비상국민회의주비회는 우익진영만의 집결체가 되었다. 1월 30일 안재홍, 조소앙, 조완구 등으로 비상국민회의 상임위원회가 구성되었다. 1946년 2월 1일 비상국민회의가 정식으로 발족하였다. 2월 13일 비상국민회의로부터 최고정무위원 선임권을 위임 받은 이승만·김구는 28인의 비상국민회의 최고정무위원회를 구성하였다.
1946년 2월 14일 비상국민회의 최고정무위원회가 과도정부 수립을 위한 미군정의 자문기관인 남조선대한국민대표민주의원(민주의원)으로 개편되었다. 이승만이 의장에, 김구·김규식이 부의장에 추대되었다. 이러한 개편에 따라 비상국민회의 상임위원회는 유명무실해졌다. 한편 민주의원이 결성된 이날 조선인민당의 여운형, 개신교의 함태영, 유교의 김창숙·정인보, 조소앙은 결석하였다. 또한 이날 조선인민당은 민주의원 탈퇴성명을 발표하였다. '임시정부의 우익 편향화'를 운운하며 비상국민회의를 탈퇴했던 세력들은 고스란히 찬탁진영이자, 민주의원의 반대진영이자, 좌익진영인 민주주의민족전선에 참여하였다.
1946년 2월 8일 이승만 계열의 독립촉성중앙협의회와 김구 계열의 신탁통치반대국민총동원위원회가 신탁 통치 반대 운동이라는 공통 분모 하에 대한독립촉성국민회를 통합 결성하였다. 이승만은 총재, 김구는 부총재에 추대되었다. 독립촉성중앙협의회의 중앙조직을 끝내고 전국의 시·도·군까지 지부조직을 확대하는 동시에 대한독립촉성국민회청년대를 설치하여 전위부대로 활동하게 하는 등 정당 아닌 국민운동단체로서 방대한 조직이 형성되었다.
1946년 3월 1일 기미독립기념회와 3·1기념회가 주관한 3.1절 기념식에 참석해 개회사를 하였다.

#### 제1차 미소공동위원회 당시 (1946)
1946년 3월 19일 이승만은 시간적 여유와 신병을 이유로 민주의원 의장직을 사표를 제출했으나 민주의원은 사표를 접수하지 않았다. 그 대신 이승만의 건강이 회복될 기간 부의장 김규식이 의장직을 겸직하기로 하였다. 표면상 이유는 건강 문제였지만, 사실은 미군정이 다음날 개최될 제1차 미소공동위원회를 앞두고 철저한 반소(反蘇)주의자이며 신탁통치안을 격렬히 비판해 온 이승만을 정치 일선에서 배제할 필요를 느꼈기 때문이었다.:235 미군정은 이승만을 이화장에 반(半)연금상태로 묶어두었다. 정문에는 미군 헌병을 세워두고 출입자들을 하나하나씩 체크했으며, 미군정청과 직통으로 연결되는 미군용 전화도 이화장에서 떼어갔다.:235 당시 한국 민간인 중 미군 군용 전화가 가설된 집은 이승만과 김규식의 집뿐이었으며, 3월 20일 이승만 집의 전화를 끊었다.:235

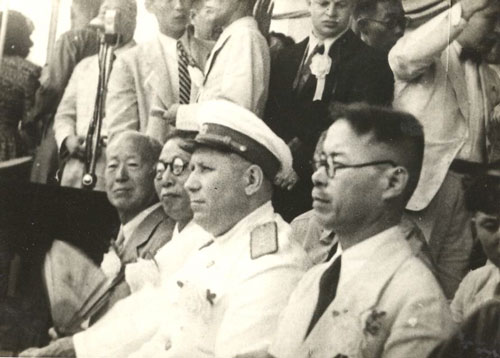
1946년 제1차 미소공위. 왼쪽부터 이승만, 김구, 스티코프, 안재홍.

1946년 3월 20일 민주의원 총리 김구와 부의장 김규식은 창덕궁 인정전에 있는 민주의원 본부에서 기자회견을 가졌는데, 이 자리에서 김규식은 "미소공동위원회는 우리의 운명을 장악하느니만치 우리는 힘을 합하여 미소공위가 성공되게끔 협력해야 된다"고 말했다.
1946년 3월 20일 제1차 미소공동위원회가 개최되었다.
1946년 3월 25일 이승만은 돈암장에서 가진 기자회견에서 여러 가지 풍문에 대한 입장 정리를 하였다. "민주의원은 처음부터 신탁을 반대하여 왔고 지금도 반대하는 것이다. (중략) 우리 민의로 하지 않고 미소공위의 자유로 (정부를)조직하는 것은 한민족 전체가 받아들이지 않을 것"이라고 말했다. 또 다음과 같은 1문1답을 하였다. "(問) 민주의원 사임표명은 신병관계인 줄 아나 일부에서는 종래 반소 반공 입장에 있는 관계로 취한 태도라고 보고 있는데 소감 어떤지? (答) 신병관계로 부득이 그리 한 것이고 항간에 떠도는 말은 국제상, 정치상 아무런 관계도 없고 연관도 없다." "(問) 김구와 이박사는 최근에 이르러 정치상 어긋남이 있다고 하는데? (答) 그것은 억측이오 또 논의된 아무런 일도 없다." "(問) 신병이 완치되면 민주의원 의장의 실무를 계속할 의사인가? (答) 물론이다."
제1차 미소공동위원회에서 소련은 미국의 예상대로 모스크바 3상회의 합의문을 지지하지 않는 반탁세력을 과도정부 구성에서 제외해야 한다고 주장했다. 또한 소련측은 “북한 주민도 모스크바 협정문을 받아들인다”고 주장했다. 이에 1946년 4월 이승만과 김구는 밀사 김욱을 조만식에게 파견하였다. 밀사로 파견된 김욱을 접견한 조만식은 자신의 이름을 사용하는 것은 방임하면서도 직접 문서에 서명하지 않았다. 대신 밀사는 조만식의 유고시 그를 대행하는 이윤영의 서명을 받아서 이승만과 김구에게 제출했고, 소련 측에 대한 반박자료로 미소공동위원회에 제출되었다.
미소공위에 대한 영향력을 키우기 위해 민족주의진영 통합에 나선 한독당은 1946년 3월 22일 국민당과의 통합을 선언하였다. 4월 7일에는 한독당, 국민당, 한민당, 신한민족당 등 4당 합동교섭위원 합당 협의를 하였는데, 한민당측이 '중앙위원수와 인선배치가 명확치 않아 당을 헌납하는 결과밖에 되지 않는다'고 하여 통합에 난항을 겪었다. 이에 김구는 4월 9일 이승만을 방문하여 한독당 중앙집행위원장을 맡아 줄 것을 요청하였다. 그러나 이승만은 '정당에 얽매이지 않은 거국적이고 초당적인 국민운동의 필요'하다며 거부하였다. 4월 18일 한독당으로의 통합에 국민당, 신한민족당만이 참여하였고 한민당은 이탈하였다.
이후 미소공동위원회는 난항을 거듭하다가, 4월 18일 과도정부 수립에 참여할 정당과 단체는 모스크바 3상회의 협정에 대한 지지를 약속하는 선언서에 서명해야 한다는 것을 골자로 하는 공동성명, 즉 '공동성명 제5호(제5호 코뮤니케)'가 발표되었고, 이어서 4월 27일 존 하지가 공동성명 제5호에 서명하더라도 반탁의견 발표를 보장하겠다는 특별성명을 냈다. 이에 5월 2일 비상국민회의, 독촉국민회, 조선기독교청년연합회, 한국독립당, 한국민주당 등 25개의 우익 정당과 사회단체가 "미소공동위원회에 참가하되 탁치를 전제로 한 일체 문제는 절대 배격한다"고 발표하며 공동성명 제5호에 서명하였다. 그러나 소련은 '공동성명 제5호'에 서명했어도 신탁 통치 반대를 포기하지 않는 한 협의할 용의가 없다고 하였다. 결국 5월 6일 미소공동위원회는 무기 휴회에 들어갔다.
1946년 5월 23일 이승만은 민규식(閔奎植)등 경제보국회 소속 10명으로부터 1천만원을 '독립자금' 명목으로 제공받았다.

#### 남한 단독 정부 수립론 (1946)
1946년 2월 8일 북한은 남한과의 협의없이 일방적으로 사실상의 단독 정부인 북조선임시인민위원회를 수립하고 무상몰수 무상분배에 입각한 농지개혁과 산업시설 국유화를 시작했고, 1946년 4월 중국에선 제2차 국공 내전이 발발해 공산당과 국민당이 다투기 시작했고, 비슷한 시기 소련에 의해 좌우합작 정부를 세웠던 동유럽도 공산화되기 시작했다. 국내에선 정판사 위조지폐 사건으로 미군정과 조선공산당이 극단적인 대립에 놓인 상태였다.

이러한 가운데 1946년 4월 6일 언론을 통해 남한 단독 정부 수립론(남한단정론)이 처음 제기되었다. 미소공동위원회가 지연되자 미군정이 이승만을 주석으로 하는 남한 단독 정부를 본국에 제의했다는 것이다. 이에 4월 7일 미국 국무부가 남한단정론을 공식적으로 부인하고, 4월 8일 이승만 역시 '남한에 따로 정부를 세워서 독립정권을 행케 한다는 보도는 신문지상에서 보아 알았으나 사실이 아니길 바란다'고 일축하였다.

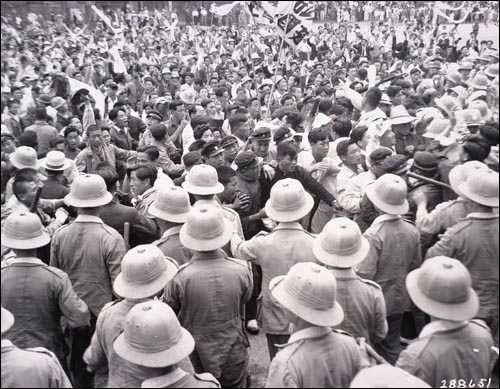
1946년 5월의 미소공위 회의장에서 열린 신탁통치 반대 운동

그런데 1946년 5월 6일 제1차 미소공동위원회가 중단되고, 5월 11일 이승만이 지방순회 소감에서 "자율적 정부수립에 대한 민성(民聲)이 높은 모양이며 나도 이 점에 대하여 생각한 적은 있으나 발표는 아직 못하겠다"고 언질을 하고, 5월 12일 독립전취국민대회에서 김규식이 "미소공동위원회를 통해 통일 정부를 수립하지 못하면 우리 손으로 정부를 세워야 한다"는 발언을 하자 남한단정론이 다시 수면 위로 떠올랐다. '우리 손으로 세운다는 정부'가 어떤 정부냐를 놓고 관심이 집중되자, 5월 16일 김규식은 통일 정부로 해명하였다.

1946년 5월 15일 정판사 위조지폐 사건에 대한 경찰당국의 진상발표가 나오자 5월 16일 독촉국민회는 "악질 공산당 일파의 집단을 삼천만 동포의 총의로 배격하지 않으면 안된다"며 공산진영을 맹비난했다. 그러자 조선공산당 기관지인 《청년해방일보》는 1946년 5월 20일자에 이승만이 전남 목포에서 '공산주의자는 소련으로 보내야 한다. 가족의 일원이라도 거부하라. 공산주의자는 파괴주의자이므로 전부 체포할 것이다. 미소공동위원회가 결렬되면 남조선에 단독정부를 세워 38선을 깨트리고 소련군을 내어 쫓고 북조선을 차지할 것이다'라는 발언을 했다는 가짜뉴스로 반격했다. 이날 전남 목포가 아닌 서울 돈암장에서 미소공위 재개요망 담화를 발표했을 뿐이었다.

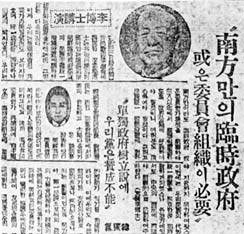
1946년 6월 3일 '남한 단독정부의 수립'을 주장한 이승만의 ‘정읍 발언’을 보도한 서울신문 1면 기사.

1946년 6월 3일 이승만은 전북 정읍에서 가진 유세에서부터 남한단정론을 주장하기 시작했다.
"이제 우리는 무기휴회된 공위(미소공위)가 재개될 기색도 보이지 않으며, 통일정부를 고대하나 여의케 되지 않으니 우리는 남방만이라도 임시정부 혹은 위원회 같은 것을 조직하여 38 이북에서 소련이 철퇴하도록 세계 공론에 호소하여야 될 것이다. 여러분도 결심하여야 될 것이다. 그리고, 민족 통일기관 설치에 대하여 지금까지 노력 하여왔으나 이번에는 우리 민족의 대표적 통일기관을 귀경한 후 즉시 설치하게 되었으니 각 지방에서도 중앙의 지시에 순응하여 조직적으로 활동하여주기 바란다."
1946년 6월 5일 전라북도 이리(익산)에서는 "일반민중이 초조해서 지금은 남조선만이라도 정부가 수립되기를 고대하며 혹은 선동하는 중이다"라고 말했고, 이러한 주장은 6월 25일 경기도 개성에서도 이어졌다. 이승만은 정읍 발언을 통해 본격적으로 '민족주의 대 공산주의' 프레임을 띄웠으나 반응은 시원찮았다. 1946년 6월 5일 한국독립당, 조선인민당 등은 즉시 단독 정부 수립에 반대하였고, 6월 11일 미군정의 아처 러취도 단독 정부 수립에 반대하였고, 6월 12일 비상국민회의와 민주의원은 단독 정부 수립에 반대하며 이승만이 그런 주장을 했다는 것도 헛소문인 것 같다고 입장을 밝혔다. 한국민주당 등 소수만이 이승만을 지지하였다.
1946년 6월 10일 미소공동위원회의 무기휴회와 남한단정론으로 국내정계가 복잡미묘한 가운데 서울 정동예배당에서 대한독립촉성국민회 전국대회가 열렸다. 이승만과 김구는 2일차인 6월 11일에 참석하였다. 이승만은 이날 연설에서 약 1시간에 걸쳐 강연을 하였는데 강연요지는 다음과 같다. "어떠한 정당에서는 독립도 되기전 토지와 물건을 균등분배(均配)하라는 등 떠들고 있으나 지금 우리 것을 우리가 갖지 못하고 외국인의 손에다 두고 있는데 어떻게 균배하겠는가? 먼저 우리는 나라를 찾은 후에 모양과 색채는 그때 결정하자!" "그리고 지금 우리나라는 건설기인데 무슨 주의(主義)니 무슨 사상이니 하고 주석(柱石) 하나라도 파괴하는 사람은 역적도배이니 이러한 도배는 적어도 내 가정, 내 마을(洞里), 내 직장에서는 한 사람도 없도록 하여야 한다."
1946년 6월 12일 이승만은 대한독립촉성국민회 총재에 취임하였다. 이승만은 이날 '가까운 시일 내에 민족통일사령부를 중앙에 설치하고 국민운동의 최고영도로서 독립전취운동(獨立戰取運動)을 조직적으로 강력하게 전개하겠다'고 하였다.
1946년 6월 29일, 새로운 민족통일기관의 설치구상과 단독정부 수립 준비 및 지지기반 확보를 위하여 민족통일총본부를 결성하였다. 총재는 이승만, 부총재는 김구였다.
1946년 7월 이승만은 상하이 임시정부를 계승한 형태로든지, 선출된 실행위원회에서 임명된 형태로든지 대한민국 정부의 수립을 촉구하면서 미소공동위원회에 도전했다. 그러한 정부의 지위는 선거가 실시될 때까지 단순한 과도정부가 되어야 한다고 이승만은 밝혔다. 그리고 여러 정치써클에서 논의된 정부구성에 관한 의견들을 언급하면서 "우리는 다른 사람에게 의존하지 말고 우리 손으로 신정부를 수립해야 한다고 믿습니다. 미소공위의 결과가 우리의 기대와 일치한다면 그때는 정부를 구성하려는 계획을 포기할 수도 있습니다. 다만 그것이 만족스럽지 못하면 우리는 우리의 길을 가는 것이 올바르다고 생각합니다"라고 했다.

#### 좌우합작운동과의 경쟁 (1946)
1946년 7월 25일 중도좌파 여운형과 중도우파 김규식이 좌우합작위원회를 수립하고 좌우합작운동을 시작하였다. 이 당시 미군정은 이승만의 남한단정론을 외면하고 좌우합작위원회를 지원하였는데, 이는 좌익진영을 극좌익과 중도좌익으로 구분하여 조선공산당과 같은 극좌익을 고립시키고 여운형 중심의 중도좌익을 견인하여 우익 주도의 정국 구도를 짜기 위해서였다.
1946년 8월 3일 이승만은 여운홍의 사회민주당(1946) 결성식에 참석하여 축사를 하였다. 1946년 8월 15일 미군정청에서 열린 8·15 해방 1주년 기념식에 참석하여 하지 중장에 이어 인사말을 했다.
1946년 9월 10일 민주의원은 한반도문제를 미소공동위원회에서 유엔으로 넘길 것을 요구하기 위해 임영신을 미국에서 열릴 제2차 유엔 총회에 파견하였다. 임영신은 11월 1일 한국의 민주정부 수립을 촉구하는 진정서를 각국의 유엔 대표들에게 발송하였고 호응을 얻었다. 이후 유엔은 한국문제를 공식 토의에 상정하게 되었다.
1946년 9월 12일 이승만은 차량 이동 중 돈화문 앞에서 김광명(金光明, 본명 김영수 金永洙)의 권총저격을 당했으나 총알이 차체를 뚫지는 못하였다. 10월 1일 체포된 저격범 김광명은 10월 4일 범행 일체를 자백하였다. 1947년 1월 24일 김영수에게 무기징역이 구형되었다.
1946년 10월 7일, '좌우합작 7원칙' 발표 등 좌우합작운동이 활발해지자 이승만은 "좌우합작이 성립되어 38선이 철폐되고 남북 통일정부가 수립되면 그 정부가 어떠한 정부던 그 정부에 들어가는 사람이 어떠한 사람이던 나는 일시민으로 이를 무조건으로 지지하겠다"고 말해 남한단정론과 좌우합작운동 간의 마찰을 피하고자 하였다.
1946년 부산에서 9월 총파업이 일어나고, 이어서 대구 10.1 사건이 발생되었다. 대구 10.1 사건은 10월 3일부터 경상북도, 경상남도로, 10월 초순에 충청도로, 10월 하순에 경기도, 황해도, 강원도로, 10월 하순부터 11월 초순까지 전라남도로, 12월 중순에 전라북도로 확산된 후에 끝났다. 이를 두고 박헌영의 조선공산당은 대구 10.1 사건을 '동학농민운동, 3.1 운동과 함께 조선의 3대 위대한 인민항쟁'이라 평가했다. 김성수의 민주당은 '이번 파업투쟁은 박헌영 일파의 모략 선동에 기인한 것'이라며 일제히 맹비난했다. 여운형, 김규식의 좌우합작위원회는 '10·1 폭동이 경찰에 대한 반감, 군정 내 친일파의 존재, 일부 한국인 관리의 부패, 파괴분자들의 선동 탓에 일어났지만, 사태를 살육과 파괴로 몰고 간 책임은 과격한 투쟁 노선으로 기운 조선공산당에 있다'고 비판했다. 오늘날 9월 총파업과 대구 10.1 사건의 근본원인은 미군정의 실정(失政)에 따른 국민적 반감 및 소군정의 명령에 따른 조선공산당의 선동이 종합된 것으로 평가된다.
9월 총파업과 대구 10.1 사건을 계기로 '한반도에서 극좌를 쫓아내야 된다'는 이승만의 남한단정론의 위상이 올라가고 '한반도에 극좌도 포함해야 된다'는 좌우합작운동의 위상이 떨어지기 시작했다. 북한과 조선공산당 등 극좌익이 우세한 한반도에 극좌부터 극우까지 아우르는 통일정부가 수립될 경우 우익은 결국 살아남을 수 없을 거라고 판단한 미군정은 좌우합작운동을 외면하고 남한 단독 정부 수립을 구상하기 시작하였다. 정국이 극좌익 중심으로 돌아가게 되면서 좌우합작운동의 대중적 동력 또한 급속히 약화되었다.
1946년 11월 30일 월남자 단체와 반공주의자들이 통합하여 서북청년회가 결성되었다. 이승만, 김구, 한민당은 서북청년단에 자금을 지원해 주었는데 대부분 일회성이었다. 서북청년단 본부는 한국민주당과 함께 동아일보사 건물에 있었다.

#### 도미 외교 및 임정법통론 일시보류 (1947)
1946년 12월 1일 아침 김규식을 병문안 하고, 12월 2일 남한 단독 정부 수립을 유엔에 직접 호소하기 위해 동경을 거쳐 미국으로 출발하였다.
1947년 1월 미소공동위원회 재개 움직임에 따라 신탁 통치 반대 운동이 다시 가열되기 시작했다. 1월 14일 미군정은 경향신문을 통해 1월 18일 전국학생총연맹(전국학련) 주도 하에 반탁데모가 이루어질 거라는 것을 알게 되었다. 한편 1월 16일 서울로부터 '전국학련 산하의 학생들이 1월 18일 반탁데모를 전개시키고자 계획하고 있다'는 전보를 받은 이승만은 "조선에는 여하한 데모도 전개되지 않아야 한다. 그 이유는 이러한 행동이 외국배척운동으로 오해될 염려가 있기 때문이다"라는 답장을 보냈고, 1월 18일 민주의원에도 시위를 자제하라고 전보를 보냈다. 이에 전국학련은 기존 계획이었던 매국노소탕대회, 반탁의 재계몽운동, 학생운동사 보고대회, 반탁웅변대회 등을 전면 수정하고, 1월 18일 오후 2시 경운동 천도교강당에서 '반탁학생투쟁사 발표대회'만을 가졌다. 이날 행사에는 김구 등도 참석하였다. 이철승의 '반탁이냐 죽음이냐', 최성의 '이북학생투쟁사', 송원영의 '·18 반탁학생의 투쟁사' 등의 발표가 있었다. 1월 26일 이승만은 전국학련 위원장 이철승에게 "君은 나의 지시를 받들어 반탁시위를 중지한 데에 대하여 대단히 나는 기뻐하는 바이다"라고 전보를 보냈다.
1947년 1월 24일 반탁독립투쟁위원회가 설치되었다. 김구가 위원장, 조소앙, 김성수가 부위원장에 추대되었다. 1월 26일에는 이승만이 최고 고문에, 조성환이 부위원장에 추가로 추대되었다. 2월 14일 오후 1시 경운동 천도교대강당에서 '반탁독립궐기대회'가 개최되었다. 김구와 각 정당, 사회단체 대표 및 방청객 2천여 명이 참가하였다. 반탁독립궐기대회는 "남북통일된 독립의 국가를 완성하기 위하여 현단계에 적합한 과도적 독립정부를 서울에 수립케 할 것"과 아울러 "신탁통치내용의 여하와 기간의 장단을 불문하고 이를 결사반대할 것을 결의함" 등이 포함된 결의문을 채택하였다. 같은날인 1월 24일 대한독립촉성국민회는 모스크바 삼상회의를 지지한다고 밝힌 좌우합작위원회에 대해 "찬탁을 종용한 것이니 이를 분쇄하여야 하며 좌우합작이란 미명하에 기실 민족진영의 분열을 책동하는 결과가 되었고 (중략) 독립운동의 반역집단으로 규정하여 서울과 지방을 막론하고 이들의 회색행동을 철저히 소탕할 것"이라고 결의하였다.
1947년 2월 7일 이승만은 미국 국무부에 다음과 같은 6가지를 제안하였다. "총선거에 의하여 남북통일정부가 수립될 때까지 남조선의 과도정부를 수립할 것", "이 과도정부는 미소 양국간의 교섭을 방해하는 바 없이 점령군과 기타 중요문제에 관하여 미소 양국과 교섭할 것", "조선의 경제재건을 위하여 일본에 대한 조선의 배상 요구를 속히 고려할 것", "평등한 지위에서 조선에 통상권을 행할 것", "국제 환제도(爲替制度)를 설치하고 통화를 안정시킬 것", "미군을 미소 양군이 동시 철퇴할 때까지 주둔할 것."
한편 이승만이 미국에 있는 동안 국내 임시정부 지지세력은 미군정을 인수하기 위한 운동을 빠르게 추진하였다. 1947년 2월 17일 민족통일총본부·독촉국민회·비상국민회의를 통합하고 비상국민회의를 국민의회로 개칭하였다. 3월 1일 독촉국민회는 국민의회의 대한민국 임시정부 법통을 승인하고 임시정부를 봉대한다고 결의하였다. 그리고 3월 3일 국민의회는 이승만을 임시정부 주석, 김구를 부주석으로 추대하였다. 오세창·김창숙·박열·이청천·조만식·이을규(李乙圭) 등 6인을 국무위원에 보선하였다. 그리고 3월 5일 미군정 브라운 소장에게 임시정부의 권능을 인정해달라 요구했으나 거부 당했다.
1947년 3월 12일 미국의 해리 트루먼 대통령이 트루먼 독트린을 발표하자, 이를 쌍수로 환영하면서 이것이 모든 나라에 서광을 비추게 될 것이라고 말했다. 그는 해리 트루먼에게 감사의 편지를 보내 한국에 이 정책을 수용케 함으로써 민족주의자와 공산주의자 사이에 협조를 이끌어내려는 미군정의 정책을 포기토록 권하였다. 또한 '미국 지역 내에서 즉각적인 과도독립정부를 수립함으로써 공산주의의 진출에 대한 방파제를 구축'하여야 한다고 주장하였다.:24~25
1947년 4월 5일 미국 방문을 마치고, 귀국길에 올랐다. 귀국 도중, 일본에서 맥아더를 만났고, 4월 13일 중국에 들러 장제스와 국민당 정부의 환대를 받았다.

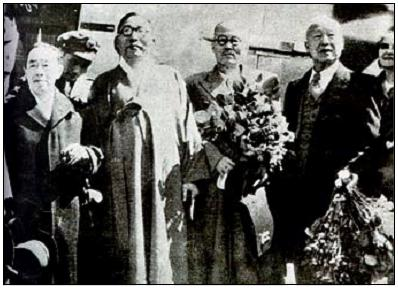
1947년 4월 22일 김포공항에서 김규식, 김구, 지청천, 이승만, 프란체스카 도너

1947년 4월 21일 비행기편으로 경기도 김포공항을 통해 귀국하였다. 김구는 김포공항에 나와 그를 친히 마중하였다.
1947년 4월 27일 서울운동장에서 열린 귀국환영대회에서 이승만은 '미국이 공산주의와 합작을 단념하였으므로 우리는 총선거법안을 빨리 만들어 남한과도정부를 수립하고 UN을 참가시켜 소련을 설득한 후 통일을 이뤄야 된다'고 주장했다. 또한 '이제 김구와 김규식은 임정법통론과 좌우합작론을 단념하고 나와 같이 보조를 취할 것'이라고 요구하였다.
이승만이 임정법통론을 일시보류한데다가 4월 29일 임시정부 주석 취임까지 거부하자 급기야 5월 2일 경교장에서 이승만, 김구, 조소앙, 조완구, 이청천, 김창숙 등 국민의회 국무위원들과 독촉국민회 지방대표 여러 명이 모여 회담을 하였는데, 이승만의 '임정봉대가 필요할 시기가 올 때까지 보류하자'는 의견과 임시정부 일부요인의 '임정봉대가 필요하다'는 이견을 좁히지 못하였다.
1947년 5월 9일 이승만은 "대한임정법통관계는 지금 문제삼지 말고 아직 잠복상태로 계속하였다가 정식국회와 정식정부가 수립된 후에는 임시 의정원과 임시정부의 법통을 정당히 전임시킬 수 있을 것"이라고 말했다.

#### 제2차 미소공동위원회 당시 (1947)

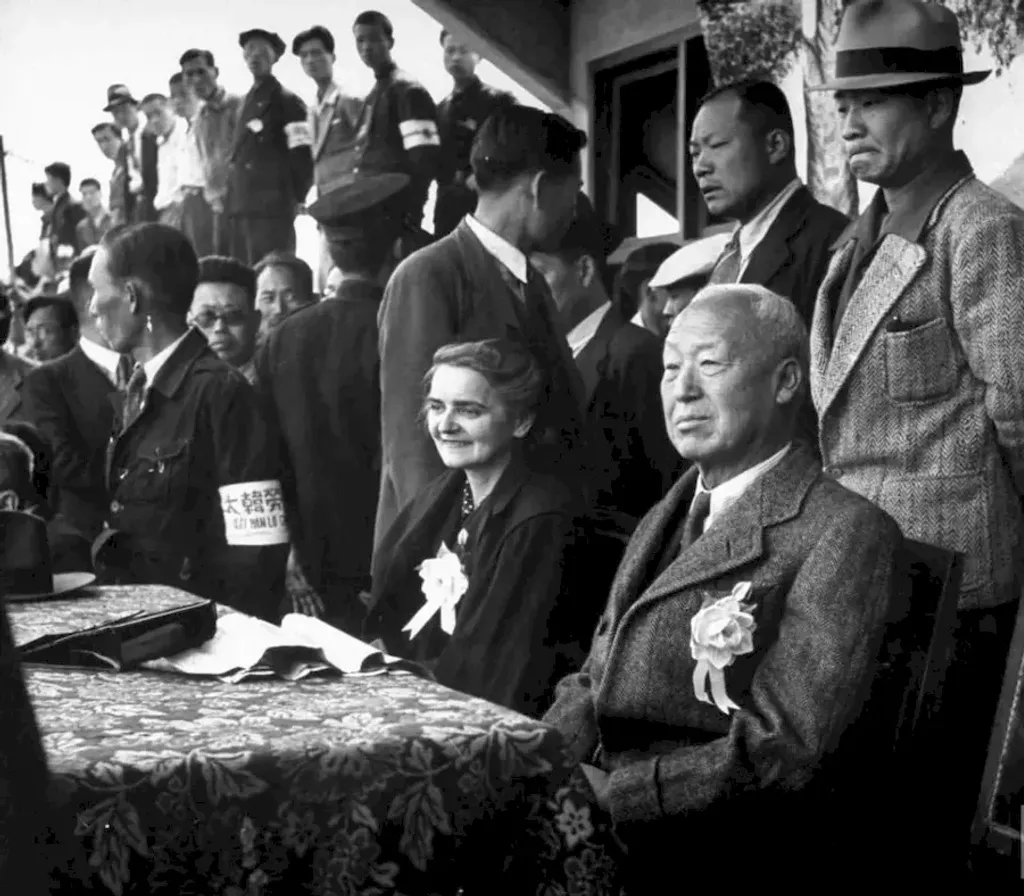
1947년 5월, 서울에서 신탁통치 반대 집회에 참여한 이승만과 프란체스카 부부.

1947년 5월 20일 돈암장에서 이승만은 '모스크바 3상회의 결의문에서 신탁조항을 삭제할 것, 소련은 의사표시의 자유를 보장할 것, 과도정부는 민주주의로 하되 미국식 민주주의와 소련식 민주주의가 연립하는 과도정부는 반대함, 만약 그러한 과도정부가 수립되면 남조선 공산화를 방지할 수 없을 것'이라고 주장하며 자신의 주장이 받아들여지는 정도에 따라 제2차 미소공동위원회에 대한 태도를 결정하겠다고 하였다.
1947년 5월 21일 제2차 미소공동위원회가 개최되었다. 미소공위 참가여부 문제를 놓고 우익진영이 분열되었다. 5월 30일 이승만은 미소공위 참가여부 문제로 방문한 한국민주당 장덕수에게 참가보류를 강경히 주장하였다. 6월 4일 반탁진영 대표자대회가 열렸는데 참가 불참 여론이 반반으로 갈렸다. 이때 미소공위 참가를 주장한 단체와 대표는 한국민주당 장덕수, 大韓勞總 전진한, 靑年總同盟 유진산, 全靑 이성수(李成株), 全女總盟 황애덕(黃愛德), 獨促婦人會 박승호(朴承浩), 天道敎輔國黨 이진해(李鎭海), 己未獨立 류홍, 儒道會 이재억(李載億), 黃海會 함석훈(咸錫勳)이었다. 이승만은 "공위 참가할 사람은 5호 성명에 서명(찬탁)하기로 되었는 즉 회의에 참가해서 신탁을 반대할 수 있다는 말은 우리로서는 해석키 곤란하다. (중략) (5호 성명에)서명해서 (신탁통치를)지지하기로 속이고 들어가서 반대하겠다는 것은 자기의 신의를 무시하는 자이니... (후략)"라며 한국민주당을 비판하였다. 6월 10일 한국민주당은 재차 미소공위 참가를 선언하며 우익진영의 미소공위 참가를 종용하였다. 6월 20일 한국민주당은 우익진영의 미소공위 참가를 종용하기 위해 대한민국 임시정부의 권위를 앞세운 임정수립대책협의회를 구성하였다. 한국독립당 등 임시정부 측은 임정수립대책협의회에 참여를 거부하였다. 그러자 6월 22일 미소공위 참가여부 문제로 한국독립당 내에 이견이 생겨 3당으로 분열되었다. 즉 한국독립당이 미소공위에 불참한다고 하자, 이에 반발한 안재홍·박용희(朴容羲) 등 혁신파는 신한국민당을, 권태석 등 민주파는 민주한독당을 각각 분리 결성하고 임정수립대책협의회에 합류했다. 이렇게 우익진영은 미소공위 참가여부 문제로 임정수립대책협의회 가입단체, 이승만·김구 계열, 유림 계열의 3파로 분립하였다.
1947년 6월 23일 반탁독립투쟁위원회의 주관 하에 전국 각지에서 반탁시위가 벌어졌다. 전국 각지에서 많게는 수만명에 달하는 군중이 모여 반탁시위를 하였다. 종로 군정청 앞에서는 마라톤 선수 서윤복 귀국환영회가 끝나자마자 전국학련 학생들의 주도로 반탁시위가 있었다(1만명). 이 외에 경무부가 조사한 바에 따르면 오류동(200명), 평택(150명), 춘천 단양대(1만명), 대전(2천명), 김제 석수각(300명), 전주(3천명), 이리(익산)(3천명), 고창중학교정(3천명), 군산(5천명), 임실(400명), 진주(1천명), 광주(2만명) 등에서 반탁시위가 이루어졌다. '비폭력 무저항'을 표방한 반탁시위는 대체로 평온하게 이루어졌다.
그러나 초기의 신탁 통치 반대 운동 때와는 달리 국민들은 좌우합작운동에 기대를 걸고 있었고 반탁시위에는 저조한 지지만을 보냈다. 1947년 7월 3일 조선일보가 서울 2,495명을 대상으로 실시한 여론조사 결과에 따르면 6월 23일 반탁시위는 '독립의 길이다' 651표, '독립의 길이 아니다' 1,736표를 받았으며, 미소공위와의 협의에서 제외할 정당 사회단체로 한민당 1,227표, 한독당 922표, 독촉국민회 309표, 남로당 174표 등이 나왔다. 그러나 정작 좌우합작운동은 1947년 3월 트루먼 독트린이 선언된 이후로 미군정에게 소외된 상태였으며, 제2차 미소공위가 결렬되고 1947년 7월 19일에는 여운형이 암살되기까지 하면서 사실상 좌초되었다.
1947년 6월 30일 하지는 이승만·김구 세력 내부의 고위관계자로부터 이승만·김구가 정치암살과 테러를 계획했다는 밀고가 들어왔다면서 이승만을 추궁했다. 이애 이승만과 김구는 이를 반박하면서 하지와 주고 받은 서한을 언론에 공개해버렸다. "이 고발을 하였다는 인사의 성명을 지체없이 내게 알려주시기를 요청합니다. 내가 유죄한 경우에는 벌을 받아야 하겠고 그렇지 않으면 이런 중대한 죄명을 내게 씌우는 자가 벌을 받아야 할 것입니다."
1947년 7월 8일 소련은 제1차 미소공위 때와 마찬가지로 반탁세력을 과도정부 구성에서 제외해야 된다고 주장해서 미국과 이견을 보였다.
제2차 미소공위가 결렬될 조짐이 보이는 가운데 1947년 7월 10일 제1회 한국민족대표자대회(민대)가 개최되었다. 이승만과 김구를 공동영수로 추대하였다. 한국독립당 선전부는 "자율적 법통임시정부 수립"과 "미소공위도 유령상대를 버리고 이 진정한 3천만 총의의 자율적 민주주의임정수립 대업성취를 원조 승락하기 바란다" 등의 대회의 요지를 발표하였다.
1947년 8월 12일 제2차 미소공동위원회가 양진영의 반목으로 완전 결렬되어, 한국에 독립적·민주적 통합정부를 수립한다는 목적이 무산되고 말았다.

#### 단선단정론 대 남북협상론 (1948)
제2차 미소공동위원회도 파탄나자 1947년 8월 28일 미군정은 한국문제를 미·영·중·소 4개국 외상회의에 넘겨 해결하려고 하였다. 그러나 이미 38선 이북에서 확고한 정권기초를 마련한 소련은 4개국 외상회의를 거부하였다.
1947년 9월 5일 이승만은 국민의회 제43차 임시대회에서 주석에 보선되었으나, 9월 16일 국민의회 주석 유임을 거절하고 "남한만으로라도 총선거를 행하자"며, "내가 총선거를 주장하는 것은 남북을 영영 나누자는 것이 아니오 남한만이라도 정부를 세워서 국제상에 발언권을 얻어 우리의 힘으로 통일을 촉성할 통로(門路)를 열자는 것이며 만일 이보다 더 나은 방식이 있다면 우리가 다시 생각해 볼 여지가 있을 것이지마는 아무 다른 방식이 없는 경우에는 이것이 유일한 방식이니 전민족이 다 합심해서 이것을 촉진하는 것이 가할 것입니다."
1947년 9월 17일 미국 국무부 장관 조지 마셜은 한국문제를 유엔에 이관했다고 발표했다. 즉 유엔 한국 위원회 감시하의 남북한 동시 총선거를 실시하고, 정부가 수립되면 미소 양군은 철수하고 그 정부의 권능을 인정한다는 내용이 제2차 유엔 총회에 상정되었다.
1947년 9월 21일 이청천이 단장으로 있는 대동청년단의 총재로 취임하였다. 1947년 10월 18일 돈암장을 떠나고 윤치영 등 측근들과 독지가들의 모금으로 마련된 이화동의 이화장 사저에 입주하였다.
1947년 11월 14일 제2차 유엔 총회 결과 유엔 감시하의 한반도 자유총선거 실시와 유엔 한국 임시위원단 설치가 가결됐다는 소식을 접하였다.
1947년 11월 24일 김구는 남한 단독 총선거는 "국토를 양분하는 비극"이라고 발표했다가, 11월 30일 오전 10시 김구는 이승만을 방문한 뒤 1시간 정도 요담한 결과 "독립정부수립 견해에 완전 의견일치를 보았다"고 하였다. 의견 일치를 입증하듯 오후 1시경 이승만과 함께 서북청년회 창립 1주년 기념식에 참석하여 훈화를 하였다. 12월 1일에는 김구는 소련의 방해가 제거되기까지 북한의 의석을 남겨놓고 선거를 하는 조건이라면, "이승만 박사가 주장하는 정부는 결국에 내가 주장하는 정부와 같은 것"이라고 말했다. 12월 4일 김구는 "국민의회와 민대와의 완전합작은 민족단결 공작에 기초를 주는 것이며 심히 경하할 일이다. 나와 이승만 박사는 조국의 자주독립을 즉시 실현하자는 목적에 완전한 합의를 보았다"고 하였다.
1947년 12월 12일 수도경찰청 장택상은 '국민의회측의 간부 몇 사람이 장덕수 피살 사건에 관계된 사실이 있다'며 국민의회와 민대 합동회의에 대한 집회금지조치를 내렸다. 이에 12월 14일 김구는 이승만을 방문하여 12월 2일 발생된 장덕수 피살 사건 때문에 한독당원들이 구속된 문제에 관해 요담을 나눴다. 12월 20일 유엔 한국 임시위원단을 맞이할 한국민족대표단에서 이승만과 김구가 공동고문으로 추대되었다. 집회금지조치로 인하여 한국민족대표단 선정이 보류된 상황에서 12월 21일 이승만의 민대가 일방적으로 한국민족대표단을 결정 발표하자 김구의 국민의회측이 반발하였다. 하지만 12월 26일 이승만과 김구가 이에 대해 원만히 합의하였다는 보도가 나왔다.
1948년 1월 8일 유엔 한국 임시위원단이 한국에 도착하자, 이승만은 이들을 마중 나가 환영군중대회에서 연설하였다. 1월 12일 유엔 한국 임시위원단이 서울에 도착하자 회의에 참관하였다. 그러나 유엔 한국 임시위원단 단장인 크리슈나 메논이 남북한 동시 총선거를 요구하는 발언을 시작하자, 연설 중 즉각 대회장을 박차고 퇴장하였다.
이 무렵부터 이승만의 단선단정론과 김구·김규식의 남북협상론 간 대립이 심화되고 국론도 분열되기 시작했다. 1948년 1월 16일 "영도적 문제와 이념의 차이로 아직 원만한 합동을 보지 못하고," "합동이 된다 하여도 국민의회측에서 임정법통을 고집하고 민대측에서 헤게모니를 장악하려 함이 부동한 쌍방의 근본 주장인만큼 장래를 예측하기 어렵다"는 보도가 나왔다. 한편 한국민주당은 장덕수 피살 사건 직후인 1948년 1월 21일에 임정수립대책협의회를 한국독립정부수립대책협의회로 개칭, 자신들의 당론이던 임정봉대론을 철회하고 이승만의 단선단정 노선에 탑승하였다.
1948년 1월 23일 유엔 한국 임시위원단의 북한 입국을 유엔 소련 대표 안드레이 그로미코가 거부했다는 소식을 접하였다. 그러자 1월 28일 김구는 유엔 한국 임시위원단에게 '미소양군이 철수하여 군정의 간섭없이 유엔 치안 하에 자유스러운 선거를 치러야 하며, 남북지도자회의를 소집할 것'을 요구하는 의견서를 보냈다. 2월 9일 김구와 김규식은 유엔 한국 임시위원단의 크리슈나 메논에게 남북한 동시 총선거 성립을 위한 남북협상을 재차 제안하였다. 이는 남한 단독 총선거를 통해 국제적으로 공인된 정부를 수립한 뒤 압도적인 득표율을 근거로 소련을 쫓아내고 통일을 이루려던 이승만의 계획에 치명적인 일이었다. 이승만뿐만 아니라 대다수의 단체와 언론이 남북협상에 회의적이었다.
1948년 2월 26일 유엔은 남한 단독 총선거를 가결하였다.
1948년 3월 1일 김구는 '초대 대통령은 나의 숭배하는 선배인 이승만 박사를 추대하나 남한 단독 총선거에는 응할 수 없다'고 선언하였다.
1948년 3월 8일 미국 군율재판 위원회는 북미합중국대통령 트루만의 명의로 1948년 3월 12일 오전 9시에 출정하라는 소환장을 김구에게 발부 하였다. 같은 날인 3월 8일 이승만은 "김주석 부하에 몇 사람의 무지망동한 범죄로 김주석에게 누가 미치게 한 것은 참으로 통탄할 일이다"라고 말하며 김구의 장덕수 피살 사건 관련설을 믿을 수 없다고 일축하였다.
1948년 4월 1일 김구와 김규식의 전조선 제정당사회단체 대표자 연석회의(남북연석회의) 참가는 소련의 목적에 동조하는 것이라고 비판 성명을 발표하였다.
1948년 4월 5일, 이승만은 그의 일기에서 남북 협상에 대해 자기의 심정을 이렇게 밝혔다.
| “ | 두 김 씨의 평양행 결정은 평양에서 여러가지 이용물이 될 것이라고 일반은 관측하고 있다. 이미 공산 신문은 그들을 칭찬하기 시작했다. 공산당은 김구 씨를 협상 회의의 부위원장으로 하여 북한에 체류시킬 작정이다. 김구 씨가 조국을 구하기 위해 북한에 들어 오리라는 선전은 북한의 주민을 크게 작용시키고 있다. 잠시동안 만사는 순조롭게 진행되리라. 그러나 결국 공산당은 모스크바 결정인 신탁 통치를 받아들이게 하든가, 아니면 북한의 '인민 정권이야말로 한국의 유일한 정권이며, 남한까지 확장되어야 한다'고 주장할 것이다. 북한에서 진행되고 있는 군사상의 준비는 이 때문이다. 김규식 씨는 미군 철수를 요구할 것이 틀림 없다. 과거에도 요구한 것처럼 그리되면 소련군도 철수하겠지만, 미국의 반응을 주시할 것이며, 미군이 철수하고 보면 그 이후에는 말을 안해도 알 수 있는 일이다. 김규식 씨는 명석한 사람으로 자기로서는 소련 쯤은 뒤통수를 칠 수 있다고 생각하고 있는 것이다. 즉각 우리들이 하지 않으면 안되는 일은 남한만이라도 우리의 계획을 추진하는 일이다. | ” |

1948년 4월 25일 선출되지 않은 김구와 김규식은 남한 대표의 자격이 없으며, "남북협상은 소련에게 이용당한 결과"라고 혹평했다. 5월 5일 오후 8시경 김구·김규식 등은 일행 60여명과 같이 서울에 무사히 돌아왔고, 5월 6일 김구는 '큰 소득은 없었다', '첫술에 배부르는 법은 없다', '기초를 튼튼히 닦아 놓았다'라고 소감을 밝힌 후 남북협상의 성과에 대한 김구·김규식 공동성명서를 발표하였다. 5월 7일 이승만은 남북협상을 재차 비판하였다.
김구와 김규식, 그리고 남북 협상에 참가했던 모든 대표들은 공산주의에 대한 깊은 실망을 안고 5월 4일, 평양을 떠나 서울로 향하는 여정에 올랐다. 평양에서의 협상이 실패한 후에도 김구와 김규식은 이전과 같이 유엔 감시하에서 실시될 남한 단독 선거에 반대하고, 추종자에 대해서는 이 선거를 보이콧하라고 요구하였다. 이러한 뉴스는 급속히 전해져서 언론은 이 보이콧이 5월 10일에 실시할 예정인 총선거를 무효화하는 것이라고 보도하였다. 남로당도 이 선거를 보이콧 할 작정이라고 언명하였다. 이런 상황속에서 이승만은 다음과 같은 담화를 발표하였다.
| “ | 아직도 총선거에 대하여 이해를 잘 못하는 동포들이 있는듯 한데 임군이 있는 시대에는 임군이 모든 국사를 다스려 왔으나, 민주주의 국가에 있어서는 민의대로 대표를 선출하여 그들로 하여금 국회를 구성하여 국법을 만들고 치국을 하는 것이다. 이리하여 국권을 회복한다면 우리 일을 간섭할 리도 없고 간섭을 하려고 하더라도 간섭을 받을 한인은 없을 것이다. 그리고 선거를 간섭한다는 것은 특히 공산주의자들이 자유를 구속하고 공산파에만 투표하도록 조작하려는 것을 감시하려는 것이다. 그리고 여러분들은 자기 정파에만 투표하라고 권하는 정당을 주의하시오. 우리는 정식적으로 법리적으로 또 대규모적으로 이 선거를 시행해야 한다. 지금 남들은 우리를 40년간 정치를 못해본 국민이라 능력이 없다는 욕스런 말을 하는 것이다. 그러므로 우리는 금차 선거를 모범적으로 실시하여 우리의 면목을 회복시켜야 하겠다. 그리고 오늘날 우리나라 실정을 보면 한편에서는 독립을 찾겠다고 하는데, 다른 한편에서는 이것을 반대하고 있다. 이 때 또 중간파에는 독립을 안 해도 좋고 해도 좋다는 듯한 태도를 취하는 것이다. 그리고 또 일부에서는 남북 통일 선거가 아니면 대의 명분이 서지 않는다는 구실로 금차 선거를 반대하나, 그러면 남한 선거만 원하는 사람은 누가 있단 말인가. 북한이 막혀 통일 선거를 할 수 없게 되었다해서 이것도 저것도 말고 내버려 두자는 말인가. 이런 대의 명분은 공산화를 기도하는 방법밖에는 되지 않는 것이다. ⋯ 이번 선거에 실패한다면 방해하려는 자들에게 언질을 주게 되며, 우리 국운은 실로 한심스럽게 되고 말 것이다. 그리고 무엇보다도 후보자 난립을 주의해 주시오. | ” |

한편 이승만과 김구가 장덕수 피살 사건 때문에 결별했다는 설이 있는데, 이를 입증할 증거는 발견되지 않았다. 윤경빈에 의하면 이승만과 김구의 갈등은 '남한 단독 정부 수립'과 '남북 통일 정부 수립'이라는 노선 차이 때문이었다. 이 갈등조차 1949년 5월 19일 덕수궁 회동을 통해 점차 봉합되어 갔다. 그러나 1949년 6월 26일 김구의 피살로 인해 화해의 결실을 맺진 못하였다.

#### 제헌 국회의원 및 제헌 국회의장 당선 직후 (1948)
1948년 5월 10일 이승만은 제헌 국회의원 선거에서 동대문구 갑에 단독으로 입후보하여 무투표 당선되었다. 한편 제헌국회 초기 원내 정파의 세력은 대체로 한국민주당(한민당) 70~80여 석, 독촉국민회 60여 석, 무소속 50여 석 정도로 추산되는데, 무소속 중 약 30여 명 정도가 김구 및 김규식 계열으로 추산된다.

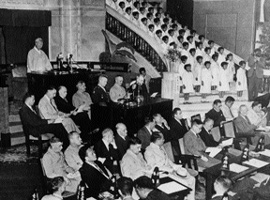
1948년 5월 31일, 중앙청에서 열린 제헌 국회 개원식에서 이승만 국회의장이 개회사를 낭독하고 있다.

1948년 5월 31일 구성된 제헌국회는 최고령자였던 이승만을 제1대 제헌국회 의장으로 선출되었다. 이 때 개회사에서 다음과 같이 말해 대한민국의 임시정부 계승을 확실히 밝혔다. "이 민국(民國)은 기미 3월 1일에 우리 13도 대표들이 서울에 모여서 국민대회를 열고 대한독립민주국임을 세계에 공포하고 임시정부를 건설하여 민주주의의 기초를 세운 것입니다."
국회의장이 된 이승만은 윤보선을 자신의 국회의장 비서로 채용했다. 그러나 한민당에 의해 내각책임제가 언급되자, 이승만은 대통령책임제를 고집하며 6월 16일 헌법기초위원회에 참석하여 대통령책임제 의사를 강력히 전달하였다.
1948년 7월 17일 조선일보, 동아일보, 경향신문 등에 제헌 헌법 전문이 게재되었다.
1948년 7월 20일 실시된 제1대 대통령 선거에서 김구, 안재홍, 서재필 등을 누르고 제헌 국회의 대한민국 제1대 대통령으로 선출되었다.
1948년 7월 24일 이승만은 대한민국 제1대 대통령에 취임하였다.
대한민국 정부수립 선포 직전인 8월 11일 파리 유엔 총회에서 대한민국의 국제적 승인을 얻기 위해 장면 등을 대표로 지목, 한국대표단을 파견하였다. 이때 장면을 선택한 이유는 영어에 능한 몇 안되는 인사임과 동시에 로마 교황청의 지지를 얻으려는 목적에서였다. 제헌 국회의원 선거에서 패배한 윤보선을 특별히 채용하여 국회의장의 비서실장으로 삼기도 했다.

#### 초대 내각과 한민당과의 갈등 (1948)

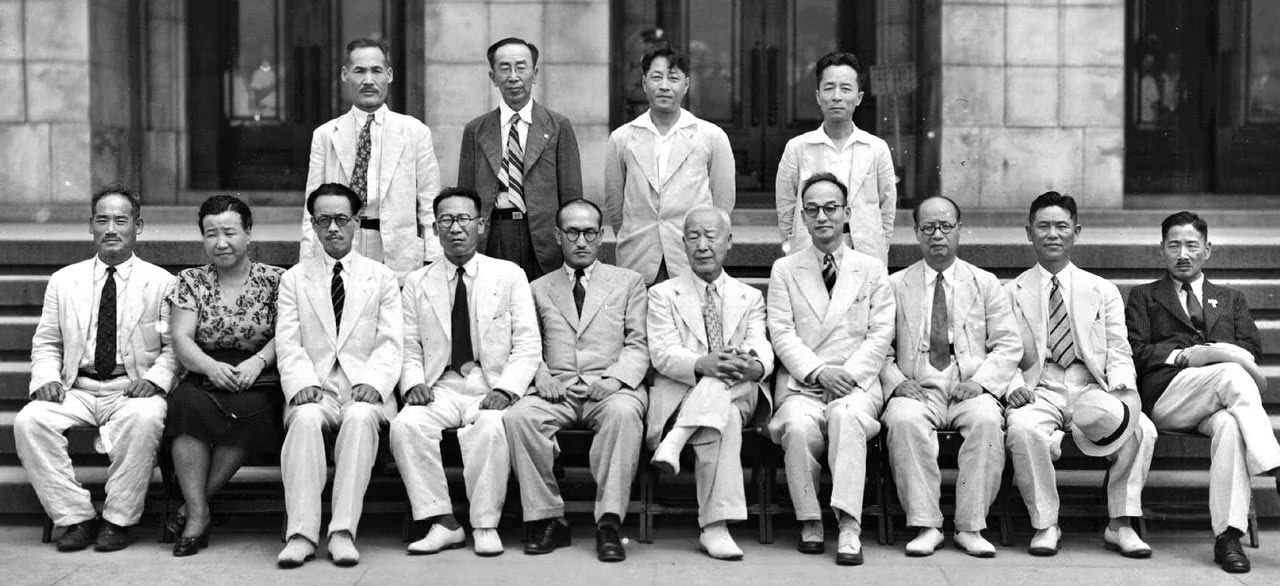
1948년 8월 5일, 첫 국무회의를 마친 대한민국 초대 내각. 앞 줄 왼쪽부터 전진한·임영신·안호상·이인·이범석·이승만·윤치영·김도연·조봉암·장택상. 뒷 줄 왼쪽부터 윤석구·김동성·민희식·유진오.

1948년 7월 27일, 국무총리 지명을 앞두고 국회의 3대 파벌인 독촉국민회, 한민당, 한독당계 무소속 의원들은 각각 신익희, 김성수, 조소앙을 지지하고 있었다. 그러나 이승만은 이 날 국회에서 조선민주당의 당수 이윤영을 국무총리 지명자로 발표하며 인준을 요청하였고, 이에 각 파벌들은 크게 당황하였다. 이승만이 이윤영을 지명한 이유에는 통일을 다짐하는 의미에서 국무총리라도 이북 출신을 지명해야 한다는 판단도 있었지만, 무엇보다도 원내 3대 파벌의 후보를 일부러 기피했기 때문이었다.
한민당 측 인사를 지명할 경우 탄탄한 원내 기반을 바탕으로 강력한 국정 운영이 가능하지만 친일세력인 한민당계에 대한 비토 여론이 워낙 강하기 때문에 심각한 국론 분열이 예견되고, 한국독립당 계열의 인사를 기용하면 다수의 임시정부 인사들이 새 정부의 임시정부 법통 계승을 부정하는 상황에서 명분 및 국민 지지를 다질 수 있으나 임정계와 비임정계의 갈등이 격화될 수 있다는 문제가 있었다.
이승만의 인준 요청 후 곧바로 이윤영 국무총리 임명 승인안에 대한 무기명 표결을 진행한 결과 총 투표수 193표 중 찬성 59표, 반대 132표, 기권 2표로 부결되었다. 이윤영의 총리인준이 실패하자 이승만은 이윤영을 지청천과 함께 초대 내각의 무임소 장관에 입각시켰다. 내각 인선시 이승만은 조봉암을 농림부장관으로 발탁하기도 했다. 조선공산당 출신 전향자였던 조봉암의 발탁은 파격인사였으며, 이후 이승만은 조봉암 등을 통해 농지개혁법을 추진하였다. 농지개혁을 통해 한민당과 토착 지주세력의 기반인 농지를 실제 농민에게 분배하여 한민당과 지주세력을 약화시키려는 목적도 있었다. 상공부 장관에는 그의 측근이었던 임영신이 발탁되었는데, 대한민국 최초의 여성 장관이다.
1948년 7월 28일 이화장에서 이승만은 국무총리인선 문제에 관해 "이 국회에서는 두 정당(한민당 및 한독당)이 각각 내정하는 사람들이 있어서 국회를 결박 부동하게 만들어 놓아..."라고 비판 담화를 발표하였다. 이후 이승만은 이범석을 국무총리에 내정하였다. 그러자 1948년 7월 30일 김성수는 이범석을 자택에 초대하였다. 김성수는 이범석에게 한민당 전원이 이범석 국무총리 인준에 동의하는 조건으로 내각의 8석을 요구했고, 이범석은 그 제의를 수용하였다. 1948년 7월 31일 이승만은 이범석을 국무총리에 내정하였다. 1948년 8월 2일 국회는 총 투표수 197표 중 찬성 110표, 반대 84표, 무효 3표로 이범석 국무총리 임명 승인안을 통과시켰다. 이승만은 이범석이 국무총리 인준을 받자마자 "국무총리의 정견이라는 것은 대통령을 보필하여 대통령의 정견을 충실히 실천에 옮기는 것"이라고 국무총리의 역할을 규정하였다.
1948년 8월 2일 이승만은 이범석이 건의한 김성수 천거 8명 중 3명만을 기용하였고 나머지는 무산시켰다. 심지어 한민당계는 김도연 1명만을 입각시켰다. 이 일을 계기로 정치적 이해관계에 따라 밀월관계를 갖던 이승만과 한민당의 관계가 악화되기 시작하였다. 단독정부 수립에 협조하였음에도 이승만이 후하게 대해주지 않자 한민당은 이번 내각은 실패한 내각이라며 즉각 반발하고 야당화의 길을 걷게 된다.
이승만 정부 초대 내각의 대부분은 독립운동가 출신자로 기용되었다. 제1공화국 연인원 96명의 각료 가운데 30자리 이상을 구연수 등 친일파 또는 친일파 후손에게 주었다는 견해가 있다. 초대 내각을 구성한 장관으로는 외무 장택상, 내무 윤치영, 재무 김도연, 법무 이인, 국방 이범석(겸임), 문교 안호상, 농림 조봉암, 상공 임영신, 사회 전진한, 교통 민희식, 체신 윤석구, 무임소국무위원 이청천(지청천)·이윤영 등이 임명되었다. 김성수도 무임소 국무위원에 임명되었으나 취임을 거절하였다.
그러나 국회 내 친일 기득권 세력인 한민당의 횡포 뿐만 아니라, 제주 4.3 사건, 여순사건 등 좌우 동족상잔까지 빈번해지자 이승만도 한발 물러서, 1950년 11월 23일 개각 시 장면, 김준연 등 민주국민당(한민당) 인사들을 대거 입각시켰다.

### 대통령 재임 시기
이승만은 1948년 7월 24일부터 1960년 4·19 혁명으로 하야하기 전까지의 시기(제1공화국)의 대통령이었다.

#### 제1차 이승만 정부 (1948~1952)
이승만은 1948년 7월 20일 대한민국 제1대 대통령 선거에서 대한독립촉성국민회 후보로 나서 2위 김구, 3위 안재홍을 누르고 제1대 대통령에 당선되었다. 1948년 7월 24일 당시 국회의사당으로 사용되던 중앙청광장 앞에서 취임식을 거행하였다. 이날 이시영 부통령도 함께 취임식을 치렀다. 1948년 8월 15일에 대한민국 정부 수립을 선언하였다. 그 직후, 이승만은 연호를 '대한민국 30년'으로 정하고, 공식 문서에서 쓰는 달력은 단군기원(4281년)을 사용하도록 했다. 1948년 8월 15일은 단기로 4281년 8월 15일이었다.

#### 임기 내 각종 행적
1948년 9월 30일, 국회 본회의에서 대통령 시정방침을 연설하였다. 정부수립 후, 미군정 하의 국방경비대를 국군으로 전환하였다. 이때는 대통령령으로 '호국병역에 관한 임시조치령'에 의해 의용병제 형태가 채택되었다. 그러나 8개월 후인 1949년 8월 6일 최초의 '병역법'이 공포되면서 징병제를 원칙으로 하면서 보충적으로 지원제를 병용하는 병역제도가 실시되었다. 1949년 12월 18일 징병제 실시 축하대회가 서울운동장에서 거행되었다.
1949년 1월 6일, 조선민족청년단이 이범석을 중심으로 영향력이 커지는 것을 경계하던 그는 족청을 해산하여 대한청년단에 통합하도록 지시하였다. 그러나 이범석은 족청을 완전히 해산하지 않고 일부 보존하였다.
1949년 2월 18일, 유엔이 북한과 협상할 것이라는 소식을 듣고 유엔-북한 협상에 반대하는 성명을 발표했다.
1949년 3월 23일, 필리핀 퀴리노 대통령이 제안한 반공적인 태평양 동맹안을 지지하였다.
1949년 7월 1일, 한국에 대한 미국의 추가 원조를 요청했다. 7월 20일 반공적인 태평양동맹의 체결 협의를 위해 퀴리노 필리핀 대통령, 장개석 중화민국 총통을 초청하였다.
1949년 8월 8일, 장제스와 진해에서 회담하였다. 10월 18일 대통령관저 담벼락 근처에 폭발물 장치를 매설한 것을 터지기 전에 경관이 발견하였고, 이승만도 이를 확인하였다.
1950년 1월 26일, 이승만 정부는 한미상호방위원조협정을 체결했다.
1952년, 이승만은 김병로 대법원장이 요청한 판사 임용 후보 중 이태영을 제외시켰다. 이승만은 "야당집 마누라를 판사 자리에 앉혀 놓았다가 무슨 일이 생길지 모른다"라며 당시 야당 정치인으로 있던 정일형의 아내라는 점을 들어 임용을 거부하였다.

#### 정부 출범 초기 (1948~1949)

##### 대한민국 정부 수립 국민축하식 기념사 (1948)
1948년 8월 15일 중앙청에서 열린 '대한민국 정부수립 국민축하식'에서 이승만은 '대한민국 정부수립 국민축하식 기념사'를 하였다. 주요 내용은 다음과 같다.
1. 민주주의를 전적으로 믿어야 될 것입니다. 우리 국민 중에 혹은 독재제도가 아니면 이 어려운 시기에 나갈 길이 없는 줄로 생각하며 또 혹은 공산분자의 파괴적 운동에 중대한 문제를 해결할만한 지혜와 능력이 없다는 관찰로 독재권이 아니면 방식이 없다고 생각하는 이도 있으니 이것을 우리가 다 큰 유감으로 생각하는 것입니다. (중략) 우리가 민주주의를 채용하기로 50년전부터 결정하고 실행하여 온 것을 또 끊임(間斷)없이 실천해야 될 것입니다. (후략)

2. 민권과 개인자유를 보호할 것입니다. (중략) 국민이나 정부는 항상 주의해서 개인의 언론과 집회와 종교와 사상 등 자유를 극력 보호해야 될 것입니다. (중략) 공화주의가 30년 동안에 뿌리를 깊이 박고 지금 결실이 되는 것이므로 굳게 서 있을 것을 믿습니다.

3. 자유의 뜻을 바로 알고 존숭(尊崇)히 하며 한도 내에서 행해야 할 것입니다. 어떤 나라에든지 자유를 사랑하는 지식계급에 진보적 사상을 가진 청년들이 정부에서 계단을 밟아 진행하는 일을 비평하는 폐단이 종종 있는 터입니다. 이런 사람들의 언론과 행실을 듣고 보는 이들이 과도히 책망해서 위험분자라 혹은 파괴자라고 판단하기 쉽습니다. 그러나 사상의 자유는 민주국가의 기본적 요소이므로 자유권리를 사용(便用)하여 남과 대치되는 의사를 발표하는 사람들을 포용해야 할 것입니다. (후략)

4. (전략) ...우리 일반 시민은 누구나 다 일체로 투표할 권리와 참정할 권리를 가진 것입니다. 일반 국민은 누구를 물론하고 이 정부에서 영포(領布)되는 법령을 다 복종할 것이며 충성스러이 받들어야만 될 것입니다. (중략) 민주주의가 인민의 자유권리와 참정권을 다 허락하되 불량분자들이 민권자유라는 구실을 이용해서 정부를 전복하려는 것을 허락하는 나라는 없는 것이니 누구나 다 이것을 밝게 알아 조심해야 될 것입니다.

5. 정부에서 가장 전력하려는 바는 도시에서나 농촌에서나 근로하며 고생하는 동포들의 생활 정도를 개량하기에 있는 것입니다. (중략) ...모든 사람의 균일한 기회와 권리를 주장하며 개인의 신분을 존중히 하며 노동을 우대하여 법률 앞에는 다 동등으로 보호할 것입니다. (중략) 또 이 정부에 결심하는 바는 국제통상과 공업발전을 우리 나라의 필요에 따라 발전시킬 것입니다. 우리가 우리 민족의 생활정도를 상당히 향상시키려면 모든 공업에 발전을 실시하여 우리 농장과 공장 소출을 외국에 수출하고 우리의 없는 물건은 수입해야 될 것입니다. 그런즉 공장과 상업과 노동은 서로 떠날 수 없이 함께 병행불패(竝行不悖)해야만 될 것입니다.

결론으로 오늘에 지나간 역사는 마치고 새 역사가 시작되어 세계 모든 정부 중에 우리 새정부가 다시 나서게 됨으로 우리는 남에게 배울 것도 많고 도움을 받을 것도 많습니다. 모든 자유 우방들에 후의(厚誼)와 도움이 아니면 우리의 문제는 해결키 어려울 것입니다. (중략) 이정부가 대한민국에 처음으로 서서 끝까지 변함이 없이 민주주의에 모범적 정부임을 세계에 표명되도록 매진할 것을 우리는 이에 선언합니다.

대한민국 30년 8월 15일

대한민국대통령 이승만

##### 반민처벌법 제정 (1948)
1948년 8월 16일 국회 특별법기초위원회는 남조선과도입법의원 때 제정한 '부일협력자·민족반역자, 간상배에 대한 특별조례안'을 근거로 반민족행위처벌법 초안을 작성하여 국회본회의에 상정하였다. 8월 17일 김웅진 국회특별법기초위원장은 반민족행위처벌법의 대강을 국회본회의에 보고하였다.
1948년 8월 20일 기자회견에서 이승만은 "국회에서 친일파에 대한 건의안을 정부에 보냈다는데?"라는 질문에 "건의안은 바로 본 것으로 나도 동의한다. (중략) 확실한 증거가 있는 친일자를 정부 요직에 두어서 동포들의 감정을 악화시킬 수 없다. 앞으로는 그런 인물을 등용 안 하겠다"고 답변하였다. 이어서 "현정부 고관 중에도 친일자가 있다는데 개조할 의향은 없는가?"라는 질문에 "수 일 내로 교정될 것이다"라고 답변하였다.
1948년 8월 20일 민주당 선전부장 김준연은 "일제치하 36년 동안에 경제·산업·교육·행정·문예 등 각 방면에 있어서 그 세력과 접촉되는 부면이 너무도 광범하였기 때문에 그에 관련되지 아니한 편이 극히 적었던 것은 부인치 못할 사실이다. 그러므로 그 문제를 너무 심히 추궁하면 교각살우(矯角殺牛)의 폐를 각출할 염려가 있을 것이니, 이 점에 있어서 국회의원 제씨의 특별한 주의를 요청하는 바이다"라고 말했다. 8월 21일 임영신 상공부장관과 일부 국회의원이 친일파 처벌 축소를 주장하였다. 임영신은 "병신자식도 자식은 자식이니 국제적 승인을 얻을 때까지는 국무회의에 불만이 있더라도 자중하기 바란다"고 말했다. 장병만은 "세부까지 처벌하면 오히려 국가에 해가 된다"고 말했다. 곽상훈은 "친일파를 자처하는 자는 벌써 자포자기하는 점이 있다. 그러므로 법안 범위를 더 축소하여 악질자에 한하자"고 말했다. 이정래는 "초안에 규정된 자 중에는 애국자도 있다. 애국자일수록 관대하여야 한다"고 말했다. 8월 26일 국회에서 친일파숙청법안이 활발히 논의되자 일부 친일파 재벌이 한국민주당에 거액의 자금을 제공하고 친일파 구명운동을 펼쳤다. 8월 23일 김성수는 친일파·민족반역자 숙청을 강경히 주장하는 의원들에게 회견을 청하여 친일파 문제를 광범하게 취급할 것이 아니라 범위를 좁게 취급할 것을 요청했다. 이러한 이들 중엔 친일파로 밝혀진 자들도 있었으나 비타협적 민족주의 독립운동가들도 있었다.
1948년 8월 27일 신익희 국회의장이 반민족행위가 있는 정부위원들의 임명을 승인하자 이에 반발하여 반민특위 전원이 사임하는 사태가 벌어졌다. 이날 국회 본회의장에 반민족행위처벌법 반대 삐라가 살포되는 사건도 있었다.
1948년 9월 7일 반민족행위처벌법안이 찬성 103표, 반대 6표로 국회를 통과하였다. 9월 22일 반민족행위처벌법이 제정되었다.

##### 여수·순천 사건과 국가보안법 제정 (1948)
같은 시기 1948년 9월 9일 북한은 조선민주주의인민공화국 정부 수립을 선포하였다. 그 전후로 각종 대남공작이 이뤄졌다. 4월 3일부터 이미 제주 4.3 사건이 진행되고 있었다. 5월 14일부터 남한으로의 송전을 끊어 남한 산업과 민생에 고통을 주었고, 9월 14일 중앙청·독립문 등 시내 여러 곳과 9월 29일 경상북도 각지에 인공기 게양사건을 일으켰다. 10월 5일 38선에서 남북 간의 대규모 충돌이 발생하였다.
이러한 가운데 1948년 10월 19일 여수에 주둔 중이던 14연대 군인들이 제주 4.3 사건을 진압하라는 이승만 정부의 명령을 거부하고 김지회와 지창수를 중심으로 일으킨 소위 여수·순천 사건이 발생되었다. 여수·순천 사건은 발생 9일만인 10월 27일에 진압되었지만, 공산진영이 같은 민족을 대상으로 전에 없던 대규모 군사반란을 일으키자 모두가 충격을 받았다. 여수·순천 사건으로 인한 피해에 관해서는 다양한 통계가 확인되며 대략 2,000~5,000여 명의 인명 피해가 발생한 것으로 추정되고 있다. 1948년 기준 재산 피해는 약 100억 원, 가옥 소실은 2천 호 가량으로 집계되었다. 반란군은 여수은행과 순천은행에서 3억 8천만원 가량의 돈을 털어가기도 했다. 여수·순천 사건은 반란군과 진압군 양측에서 저지른 민간인 학살로 논란을 빚었는데, 2009년 진실.화해를 위한 과거사정리위원회(진실화해위)가 결정한 여순사건 당시 순천 일대의 민간인 희생자는 439명이고, 2010년에 결정한 여수 일대의 민간인 희생자는 124명이다. 단 일부 시민단체는 민간인 희생자가 10,000여 명이라고 보고 있다.
1948년 11월 6일 국회 제1당인 한국민주당은 여수·순천 사건과 관련하여 남로당을 패싱하고 이승만 정부만을 공격하였고, 정부가 요구하는 긴급한 법안의 통과도 지연시켜 세간의 원성을 샀다. 1948년 11월 6일 국회에서 여수·순천 사건에 따른 시국대책안을 놓고 이승만과 한민당의 조헌영이 격론을 벌였다. 조헌영은 '여수·순천 사건은 공산주의자의 선동과 모략과 파괴적 계획이긴 하나, 즉 폭발물에다가 불을 대는 것은 공산주의자지만 그걸 폭발시킨 건 이승만 정부에 대해 불만과 불평을 가진 대한 민중'이라며 이승만을 비판했다. 또한 '친일경찰들이 친공파뿐만 아니라 반공반일파까지 공산당몰이를 하고 있는데 이를 정부가 묵시하고 있다'고 비판하였다. 이에 이승만은 "1945년 10월에 여기에 들어온 이후로 이 친일파에 대해서 말한 것이 제일 말 많이 한 것이 공산당 사람"이라며 친일경찰이 잡은 반일파 중 대부분은 반공반일파가 아니라 친공반일파라는 식으로 경찰을 옹호했다. 또한 "공산당들이 시방 국방군이든지 들어가서 살인을 하고 있는데 민족의 생명이 없어지고 하는 이 때에 그런 악질분자라고 반역분자라고 경찰에서 잡아 내놓면 당신들의 생명은 어떻게 되며 당신들의 어린 자녀 부모의 생명은 어떻게 될까 생각해 주셔야 할 줄 압니다. (중략) 그러므로 해서 우리는 먼저 할 것을 먼저 하고 나중 할 것을 나중에 하는 것이 우리의 할 일일 것입니다."이라고 말해 先공산철퇴 後친일청산 입장을 강조하였다. 즉 이승만은 친일청산과 친공청산이 병행될 수 없다고 봤으며, 친일청산보다 친공청산이 더 시급하다고 봤다. 실제로 1950년 북한은 6.25 전쟁을 일으켜 민족을 배반하고 수백만명을 학살하는 반민족행위를 자행해 민족사를 넘어 세계사에 대서특필되었다.
이후에도 '친일관료들이 자리잡은 건 미군정 탓인데다가 치안문제상 당장 갈아 엎을 수도 없다'는 친정부 인사들의 입장과, '민의를 따르지 않는 건 독재이니 당장 갈아 엎자'는 반정부 인사들의 대립이 계속되었다.
이승만 정부는 여수·순천 사건을 계기로 강력한 반공체제를 구축하였다. 군 내부적으로는 공산주의자들을 숙청하는 '숙군작업'을 벌이는 한편, 1948년 12월 1일에는 국가보안법을 제정하여 사회 전반에 걸쳐 좌익세력에 대한 대대적인 색출·처벌에 나섰다.

##### 경무대 폭파 음모 사건 (1948)
1948년 10월 19일 오전 2시경 효자동 전차 종점 근방에서 정체모를 전기줄을 발견하여 근방을 조사해본 결과 약 70m 가량의 땅굴과 그 속에 다이너마이트 6통이 설치되어 있는 것을 발견했다.
1948년 11월 8일 수도관구 경찰청장 김태선은 경무대 앞에 폭발탄을 매장하여 이승만을 암살하려던 박춘석(朴春錫)과 공범 김상기, 정우섭, 황보원(皇甫源), 황보경순(皇甫景淳)의 암살음모사건 전모를 발표하였다. 박춘석 등 5인은 조선민주주의인민공화국을 수립한다는 미명하에 이영으로부터 좌익정당 가담, 이승만과 정부 및 정계 요인 암살, 대한민국 정부 전복, 유엔 총회에서 대한민국 정부 승인을 방해하라는 지령을 받았으며, 8월부터 10월 17일까지 경무대 앞과 장택상 사택 앞에 폭탄을 매장하고 여수·순천 사건에 호응하여 이승만과 정부 및 정계 요인을 일시에 암살하려던 것이었다.

##### 유일합법정부 승인 및 민족진영 재결합의 노력 (1948~1949)
한편 1948년 초 단선단정론과 남북협상론 노선 차이로 인해 틀어졌던 이승만과 김구, 김규식의 관계는 우여곡절을 거쳐 점차 회복되고 있었다. 1948년 5월 29일까지만 해도 김구는 "당분간 이승만과의 합작은 불가능하다"고 하였다. 이어 8월 14일 대한민국 정부 수립을 하루 앞두고 김구는 "비분과 실망이 있을 뿐"이라며 "강력한 통일독립운동을 추진하자"고 하였다. 반면 김규식은 점진적 통일을 수용하는 태도를 보였다. 9월 6일 장제스는 이승만과 김구, 김규식의 합작을 희망한다고 밝혔다.
1948년 12월 7일 장면 한국유엔대표는 유엔 총회에서 한국승인을 요청하는 연설을 하였다. 이후 유엔은 1948년 12월 12일 총회 결의 195(III)호(The problem of the independence of Korea)에서, 대한민국 정부(the Government of the Republic of Korea)를 "한반도에서 유엔 임시위원단의 감시와 통제 아래 대다수 주민의 자유로운 의사에 의해 선거가 치러진 한반도에서 유일하게 그러한 합법 정부"임을 결의했다.
1948년 12월 11일 이승만은 대한민국이 국제적으로 승인됐으니 이제 북한에 총선거를 실시시켜 선출된 인원을 남한 국회에 참가시켜 남북통일을 이루겠다는 계획을 밝혔다. 12월 15일 이승만, 김구, 김규식의 3영수 합작운동 태동이 보도되었다. 1949년 1월 1일 김규식이 신년인사차 경무대의 이승만을 방문하였다.
1949년 1월 7일 이승만은 기자의 "유엔위원단의 내한을 계기로 민족진영 단결, 특히 3영수 합작공작이 진행되고 있다 하는데 어느 정도 진척을 보고 있는가?"라는 질문에 다음과 같이 답변하였다. "나는 민족진영이 합작되지 못한 것으로는 보지 않는다. 自初에 총선거와 정부수립에 이의를 부친 몇 단체들이 있어 안으로서는 민간에 의혹을 주고 밖으로서는 혼란한 상태를 표시하였으나 지금에 이르러서는 문제가 다 충분히 해결되니 만큼 아무리 장애를 부치려는 분들이 있을지라도 많은 손해를 끼칠 수 없을 것이요, 필경은 그분들의 입장만 곤란하여 질 것이다. 그리고 3영수합작문제에 있어서는 전에도 말한 바 있었지만 나 한 사람의 사정으로는 두 분 인도자에게 조금도 간격이 없고 다만 합작 여부는 그 주장하는 의도가 공개적으로 합의되어야 할 것이니 서로의 의도가 다 같은지 아닌지는 민중의 공정한 판단을 따라야 할 것이다. 새로 오는 유엔위원단에 대해서도 전과 같이 좌파니 중간이니 우익이니 혼돈해 놓고 다 동일한 대우를 받을 수는 없을 것이다. 이는 정부가 서서 정당히 인정된 후에는 유엔대표단도 전과 같이 모호한 태도를 취할 수 없을 것이요, 그런 분이 있다면 유엔 공식결정과 모순되며 독립국가의 권위에 손실을 주는 것이니 그런 사람도 없으려니와 있다면 정부로서도 이에 대한 적당한 방법이 있을 것이며, 또 한인 중에서라도 누구나 정부에 반대되는 태도로 외국인과 연락하는 일은 절대로 없어야 할 것이다."

##### 반민특위 활동 방해 (1949)
1949년 1월 5일 반민족행위특별조사위원회(반민특위)가 본격적으로 사무를 개시하였다.
1949년 1월 25일 친일경찰 노덕술이 특별경찰대에 의해 체포되었다. 특별경찰대가 (친일)경찰을 체포하는 일이 생기자 2월 2일 이승만은 삼권분립과 치안문제를 언급하며 특별경찰대에 압력을 줬다. "조사위원들이 법을 범한 자를 비밀리에 조사해서 사법부에 넘기면 사법부가 행정부에서 각각 그 맡은 책임을 진행하여 처단할 것인데, 이러하지 않고 입법부와 행정부와 사법부의 일을 다 혼잡하여 행한다면 이것은 삼권 분립을 주장하는 헌법과 위반되는 것이니,... (중략) 지금 반란분자와 파괴분자가 여기저기(處處)에서 살인방화하여 인명이 위태하며 지하공작이 긴급한 이 때에 경관의 기술과 정력이 아니면 사태가 어려울 것인데, 기왕에 죄법이 있는 자라도 아직 보류하고 목하의 위기를 정돈시켜 인명을 구제하며 질서를 유지하는 것이 지혜로운 정책이 아닐까 한다."
1949년 5월 노익환, 서용길 등 반민특위 위원과 독립운동가 출신 국회 부의장 김약수를 비롯한 국회의원 13명이 남로당 프락치 혐의로 구속되는 국회 프락치 사건이 발생했다. 그런데 이들 다수가 반민특위에서 활동하거나 반정부 성향의 소장파 의원들이었기 때문에 논란이 되었다. 체포된 이들은 서대문형무소에 수감되어 있다가 6.25 전쟁 중 북한군에 의해 납북되었다.
1949년 6월 2일 반민특위에 반대하는 관제 시위가 일어나자 특별경찰대는 주동자인 시경 사찰과장 최운하를 체포하였다. 이에 6월 6일 친일경찰들이 반민특위 소속 특별경찰대를 대대적으로 습격했다. 6월 7일 이승만은 특별경찰대 습격이 자신의 지시라고 밝혔다. "내가 특별경비대를 해산시키라고 경찰에게 명령한 것이다. (중략) 특별경찰대는 지난 주 국립경찰의 노련한 형사인 최운하씨와 조응선씨를 체포하였는데 이 양인은 6일 석방되었다. 현재 특위에 의한 체포 위협은 국립경찰에 중대한 영향을 미치고 있다. 나는 국회에 대하여 특위가 기소될 자의 비밀 명부를 작성할 것을 요청하였다. 그 명부에 백 명의 이름이 오르든 천 명 혹은 만 명의 이름이 오르든간에 그것에는 상관하지 않는다. 다만 그들이 이와 같은 명부를 우리에게 제출해주면 우리는 기소자를 전부 체포하여 한꺼번에 사태를 청결(淸決)할 것이다. (후략)"

##### 민족진영 재결합의 가시화 직후 김구 피살 (1949)
1949년 5월 말 민족진영 3영수의 재결합이 가시화되었다. 1949년 5월 19일 김구는 "일반국민들이 3영수의 재합작을 간절히 바란다는 것은 현 시국에 비추어 있음직한 일이나 본래부터 대통령과 김박사와 나의 사이에는 별반 간격은 없었던 것이므로... (중략) 과거 우리들의 노력방법에 있어서 약간의 차이가 있었던 것은 사실이나 시간과 공간은 차차로 이러한 차이를 해소하고 합일점으로 도달케 할 것을 의심하지 않는 바이다. (중략) 대통령과 金박사와는 앞으로도 종종 만날 기회가 있을 것으로 믿는다"라고 말하였다.
그러나 1949년 6월 26일 김구가 안두희에 의해 피살되었다.
이로 인해 이승만은 남북통일에 앞서서 민족진영을 재결합하는 데에 실패했고, 반민특위는 친일청산의 정신적 지주를 잃었다. 암살의 배후에 대한 서로 간의 추궁이 이어졌으며 민족진영은 끝내 재결합하지 못하였다. 김구 서거 후 한국독립당은 와해되기 시작했고, 김규식 세력은 1950년 6.25 전쟁 때 그가 납북 당하면서 와해되기 시작했다. 결국 그 즈음으로 하여 대한민국의 주류 세력으로는 개화파 및 임시정부 우익의 정통성을 잇는 계보(보수계 정당)와 한민당을 전신으로 하는 계보(민주당계 정당)만이 남아 현대의 양당구도를 갖추기 시작하였다.
김구가 피살된 1949년 6월 26일, 이승만은 저녁 9시가 넘어서 서울중앙방송국 방송을 통하여 애도방송을 하였다. "...나와 백범 선생 사이의 사분(私分)으로 말하면 호형호제하고 의리는 실로 사생을 같이하자는 결심이 있던 터이며, 임시정부 주석으로 내가 절대 지지하였고 그 후 임시정부가 귀국했을 때에 나는 무조건하고 지지하여 온 것입니다. 중간에 와서 정치상 관찰의 약간 차이로 말미암아 정계에 다소 의아하는 점이 없지 아니해서 우리 두 사람이 양편으로 시비를 듣고 있었으나 내가 믿고 바라기는 백범 선생이 조만간에 나의 주장하는 것이 아무 사심이 아니요 민국 대계에 유일한 방침으로 각오될 날이 있을 것을 믿고 있었으며, 근자에 와서는 이런 희망이 점점 표면에 나타난 것을 보고 나는 마음에 기뻐하는 중인데 졸지에 이런 일이 생기고 보니 어공어사에 원통한 눈물을 금하기 어려웁니다. (후략)"

##### 반민특위의 실패 (1949)
1949년 7월 6일 이인은 반민특위법 공소시효를 1950년 6월 20일에서 1949년 8월 말일까지로 단축하는 반민법 개정안을 제출하였고, 이는 재석의원 136명 가운데 찬성 74표, 반대 9표로 가결되었다. 이에 위원장 김상덕을 비롯한 반민특위원들이 일제히 사임하였다. 1949년 7월 14일, 반민특위는 우여곡절 끝에 이인을 위원장, 송필만을 부위원장으로 선출하여 활동을 재개하였다. 반민족행위처벌법이 제정된 뒤 폐지될 때까지의 친일파의 처벌 상황을 보면, 처음엔 반민족행위자 7,000여명을 조사대상으로 파악해 놓고 있었으나 실제로는 688명만을 조사하여 그 가운데 599명의 혐의자를 특별검찰부로 송치했고, 특별재판부는 송치된 599명 가운데 293명을 기소하고 306명을 불기소처분했다. 기소된 293명 가운데 특별재판부의 판결을 받은 사람은 78명이었다. 그리하여 임시특별부의 판결을 받은 1명을 합쳐 79명이 유죄판결을 받았다. 그러나 이들 가운데 실형을 선고받은 사람은 10명뿐이었다. 이인은 "반민특위는 한마디로 해서 용두사미였다"고 회고하였다. 1949년 10월 4일, 반민특위·특별검찰부·특별재판부가 모두 해체되었다.
오늘날 반민특위 실패의 일차적인 원인은 이승만 정부 및 한국민주당 국회의 방해와 친일세력의 이념공세로 본다. 그러나 반민특위에도 문제가 있었다. 반민특위·특별검찰부·특별재판부 내에 친일파가 일부 있어서 큰 방해가 되었고, 본인은 친일파가 아니더라도 직간접적으로 가까운 친일파를 봐주는 경우도 있었다. 친일반민족행위와 무관한 사람들에 대해 주거침입, 감금, 폭행을 했다가 고소 당하기도 했다. 가짜 특별조사위원이 돌아다니기도 하고, 회계비리도 있었고, 반민특위 부위원장 김상돈이 과실치사 및 암매장 범죄를 지어 자질을 의심 받은 경우도 있었다. 게다가 반민특위·특별검찰부·특별재판부 간의 관계도 나빠 마찰이 잦아서 반민특위에 대한 정부와 친일세력의 공격을 자초하였다.
훗날 2004년 일제강점하 반민족행위 진상규명에 관한 특별법(친일진상규명법)이 제정됐을 때 보수계 정당은 친일파와 친공파의 후손이 친일진상규명위원이 될 수 없도록 "본인의 부모 및 조부모가 일본제국주의의 국권침탈 전후로부터 1945년 8월14일까지 친일반민족행위를 하지 않았고, 1950년 6월25일부터 1953년 7월 27일까지 친공반민족행위를 하지 않았음을 소명해야 한다"는 문구를 법안에 넣었다. 이는 한민당의 직접적인 후신이자 DJP연합의 파탄으로 NLPDR계열을 대거 흡수하기 시작한 민주당계 정당으로서는 사형선고나 다름없는 문구였다. 민주당계 정당은 해당 문구가 연좌제이자 위헌이라면서 삭제해버렸다. 이 밖에 상대 정당 인사들의 조상을 욕보이려고 조사대상과 범위를 늘였다 줄였다 하는 촌극도 벌어졌다. 결국 친일청산은 재차 실패하였다.

##### 대일배상요구와 영토 환수의 노력 (1948~1949)
이승만은 대통령 임기 내 초지일관 반일 외교를 하였다. 그래서 당시 제1당이었던 한민당과 함께 반민특위를 무력화한 일이나 친일 경력이 있는 인사를 등용한 일 때문에 막연히 친일적인 대통령이라고 호도 당하는 것과는 정반대로 일본에서는 이승만을 역대 대한민국의 대통령 중에서도 가장 반일적인 대통령이라 인식하고 있다.
1948년 8월 15일 대한민국 정부의 수립과 동시에 기획처·법무부 등 정부 일각에서는 장래의 한일관계에 대비하기 위하여 필요한 행동을 취해야 한다는 움직임이 태동하였고, 이에 따른 준비작업에 착수하였다.
1948년 8월 19일 이승만은 일본에 대마도와 반출문화재 반환 등을 요구하였다.
1948년 10월 19~20일 주일연합군 최고사령관 맥아더의 초청으로 일본을 방문하였다. 1박2일의 비공식적 사교 방문이었으나, 대한민국 주권 회복 후 제1대 대통령이 일본 땅을 처음 밟는 것이었다. 맥아더와 연합국 최고사령부와 교섭할 대한민국 외교사절단 파견에 대한 문제, 주한미군에 대한 문제, 재일동포 보호 및 귀국 문제 등을 논하였다.
1949년 1월 7일 일본에 대해 배상금을 요구하겠다고 말했다. "내 개인의 생각으로는 350여 년 전 임진왜란시까지 소급하고도 싶으나 우선 최소한도 과거 40년 간에 피해배상을 요구하겠고 대마도는 찾아야겠다."
1949년 2월 이승만 정부는 대일강화(對日講和) 준비작업의 일환으로, 기획처 기획국 산하에 대일배상청구위원회(對日賠償請求委員會)를 설치하여, 은밀하게 배상청구 자료를 수집하기 시작하였다. 이 작업은 기획처장인 이순탁(李順鐸)의 총괄 하에 이루어졌는데, 그 결과물이 대일배상요구조서였다. 1949년 4월 7일 정부는 이 조서를 동경의 연합군 최고사령부에 보냈으나, '이 문제는 장래 한일 간에 해결되어야 할 문제'라는 회답을 받았다.
1949년 6월 9일 일본의 어업구역 확대에 반대 성명을 발표하였다. 10월 28일 일본과의 강화조약 체결까지 임시통상협정을 체결할 용의가 있다고 언명하였다. 11월 29일 귀속재산인 일본인 주택을 매매할 것을 발표하였다.
1949년 12월 중순 주미한국대사 장면에게 편지를 보냈다. 편지에서 이승만은 미국의 편향적인 친일정책의 부당성을 지적하면서, 미국은 가쓰라-태프트 밀약과 일본의 한국 합병에서 보았듯이 일본을 위해 대한민국을 포기할 수 있음을 주장하며 심각하게 우려를 표했다.
이승만이 대한민국 정부 수립 직후부터 6.25 전쟁 때까지 대마도 반환을 요구한 것이 60여차례나 되었다. 당황한 일본은 임나일본부설을 내세워 회피하다가 1950년 북한이 6.25 전쟁을 일으키자 "김일성이 일본을 살려준다"며 환호성을 질렀다고 한다.

##### 농지개혁법제정과 한국민주당과의 결별 (1949)

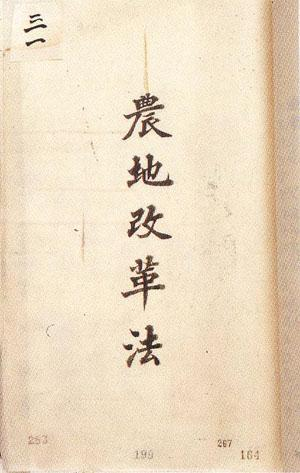
1950년 3월에 개정되어 공포된 농지개혁법안.

1949년 6월 21일, 이승만 정부는 농민들의 농지 및 토지개혁에 대한 목소리에 부응하여 농지개혁법을 제정하였다. 이승만의 승인 하에 농지개혁법을 주도한 사람은 조봉암 농림부장관이었다.
농지개혁법은 한민당의 재정적 기반이던 친일지주층을 한 방에 박살낼 결전병기였다. 1948년 내각 구성 당시 이승만이 김성수의 천거를 무시했던 일에 더하여 농지개혁법 제정으로 인해 친이승만이던 한민당의 정치노선은 반이승만으로 완전히 바뀌었다.
농지개혁법은 일제강점기의 봉건적인 지주-소작인 관계의 사회를 자작농-자유인의 사회로 바꾸는 혁명적인 계기로 평가된다. 산업 자본주의의 발전을 가로막는 낡은 요소는 사라지고 지주 대신 자본가가 새로운 경제의 주역으로 급성장하였다. 자기 땅을 일구게 된 농가에서는 높은 교육 수준을 갖춘 미래의 노동자들이 배출됐다.

##### 6.25 전쟁 직전 (1949~1950)
1949년 6월 29일, 미군이 1948년 12월 12일에 이루어진 유엔 총회 결의에 따라 500여명의 군사 고문단만 남기고 완전 철수하였다.

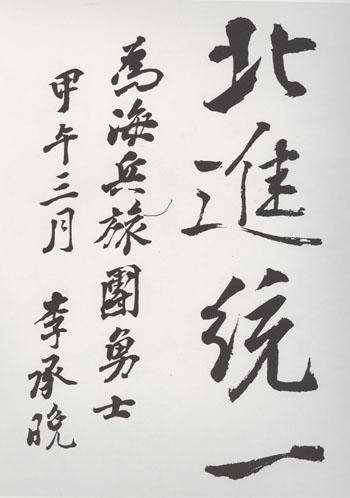
이승만의 붓글씨. (북진통일)

1949년 10월, 이승만은 기자회견을 통해 무력을 통한 북진통일을 피력하였다. 그러나 당시 이승만 정권은 북진을 할만한 군사적 능력이 없었다. 주한미군이 철수한 상황 하에서 국군은 병력, 장비, 훈련 등에서 매우 취약한 수준이었다. 자유통일은 늘 이승만 최대의 관심사였다.
1949년 11월 25일, 이승만은 AP통신과의 회견에서 '조선민주주의인민공화국 괴뢰정부 해체 후 유엔 감시하 북한 총선거 실시'를 촉구하였다.
1949년 12월 16일, 군사원조에 비행기 등의 포함을 미국에 요청하였으나 묵살당하였다. 1950년 1월 10일 딘 애치슨 미국 국무장관이 애치슨 라인을 발표하여 한국은 미국의 태평양 방위선 밖에 있다고 밝혔다. 그 당시 한반도는 전략적으로 중요하지 않다는 인식이 지배적이었다. 한국 전쟁 발발 6일 전의 CIA 보고서에선 북한의 남침가능성이 저평가되어 있었다. 북한이 소련의 위성국가라서 독자적인 전쟁 수행능력이 전혀 없다고 판단한 것이었다.
1950년 5월 11일 이승만은 5~6월이 위기이므로 미국의 방위원조가 필요하다고 외신기자회견을 하였다.
1950년 5월 30일 제2대 국회의원 선거에서 신익희, 김성수의 민주당이 24석으로 제1당이 되었다. 210석 중 126석이 무소속이었다. 이승만 정부의 실정으로 인한 민심 이반, 반민특위 실패로 인한 친일세력 득세, 민족진영 재결합 실패로 인한 민족진영 약화 때문이었다.
1950년 6월 7일 북한의 조국통일민주주의전선(조국전선)은 38선 인근에 병력을 집결한 첫째 단계가 완성된 이후 '평화통일 호소문'을 발표하여 (북한 총선거가 아닌)남북한 동시 총선거를 8월 5~8일까지 실시하자고 제의하였다. 그리고 이를 협의하기 위하여 '남북제정당·사회단체협의회'를 6월 15일부터 17일까지 해주나 개성에서 열자고 하였다. 6월 9일 유엔 한국 위원회는 이를 수용하였지만, 이승만 정부는 "모략선전에 속지 말라"고 비난하였다. 유엔 한국 위원회는 아무 소득도 얻지 못했다.
1950년 6월 15일 북한은 남한에서 체포된 김삼룡, 이주하와 북한에 연금된 조만식의 교환을 제의하였다. 이에 이승만은 조만식을 먼저 보내라고 했고 북한은 이를 거부하였다.
1950년 6월 17일 북한의 남북한 동시 총선거 제안에 "남한에서는 다시 선거할 필요도 없고 또 하지도 않을 터"라고 말했다. 그리고 "공산당과 중간당의 합작 운운은 민주주의국가에서는 절대로 용납할 수 없는 일이며 다만 파괴 도배의 수괴인 김일성과 박헌영도 회개하고 우리 민족의 진정한 정부인 대한민국을 지지 육성하겠다는 실증을 보여준다면 포용할 생각이다"라고 말했다.
1950년 6월 19일 북한의 최고인민회의는 전조선 입법기관, 즉 국회통합을 제의하였다. 그런데 이 주장이 있은 1주일 뒤 북한의 남침이 시작됨으로써, 이 모든 제의가 위장평화공세였음이 드러났다.

#### 6.25 전쟁 당시

##### 6.25 전쟁발발 직후 (1950)

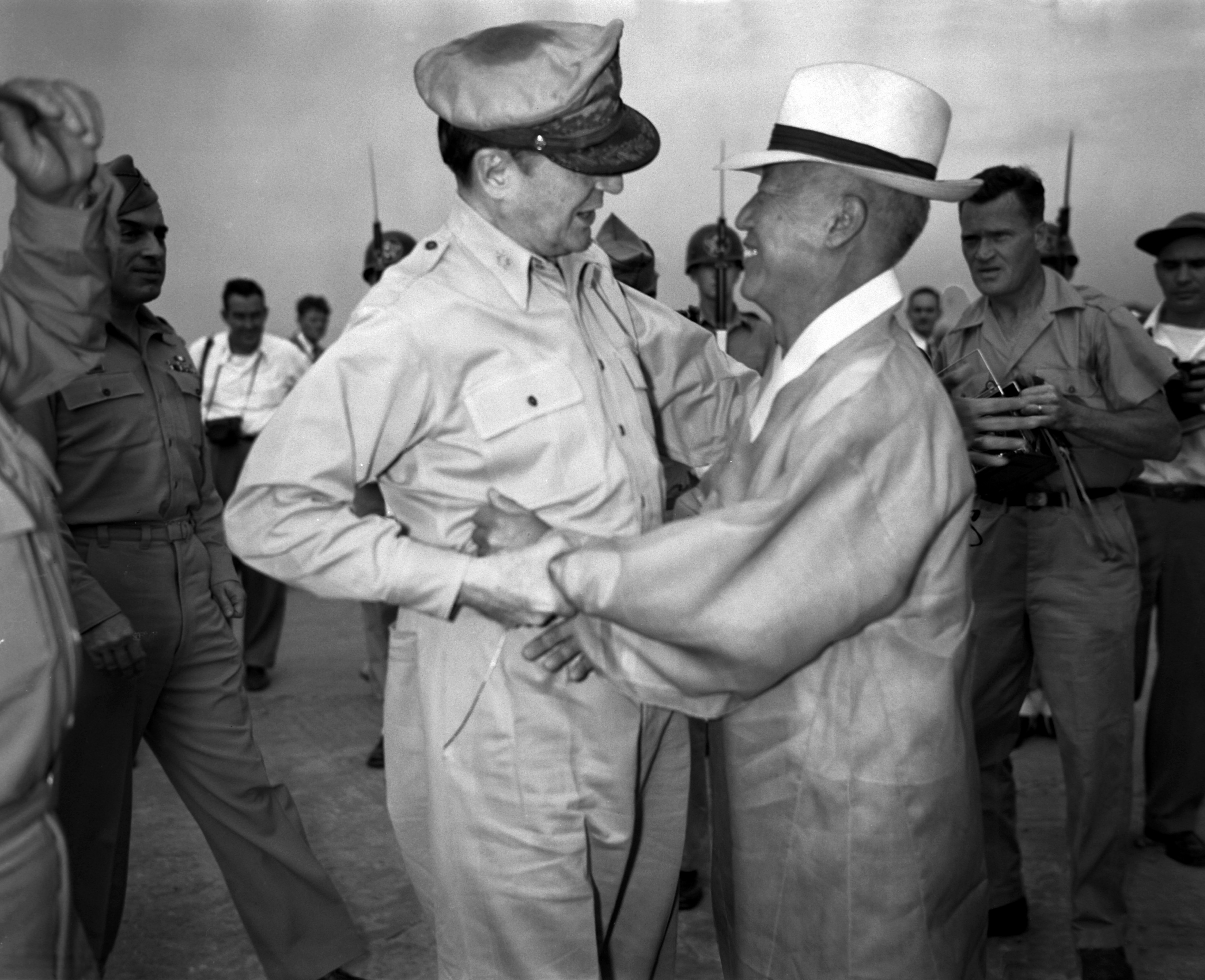
한국 전쟁 중 이승만 대통령과 더글러스 맥아더 장군

1950년 6월 25일 새벽 4시에 김일성의 조선민주주의인민공화국의 기습 남침으로 6.25 전쟁이 시작되었다. 전쟁은 한반도와 한국민들에게 엄청난 피해를 안겨 주었다. 그러나 1950년 3월 10일부터 집행되기 시작한 농지개혁법으로 인해 남한에 공산주의가 스며드는 것까진 막을 수 있었다.

6월 25일 새벽에 기습침략을 당하자 이승만은 대전에서 사흘을 피신한 뒤, 7월 1일 새벽에 열차편으로 대전을 떠나 익산(이리)에 도착하였다. 7월 2일에는 다시 목포에 도착하였고, 배편으로 7월 9일 대구로 옮겨갔고 부산으로 옮겨갔다. 이승만 대통령은 “유엔에서 우리를 도와 국군과 함께 싸우기로 했으니, 국민들은 동요없이 직장을 사수하라.”는 방송을 녹음했다. 이승만이 지방에서 자신이 피난 내려와 있다는 사실을 밝히지 않았기 때문에 대부분의 서울시민들은 대통령이 자신들과 함께 서울에 머물고 있다고 생각하였다.당시 한국방송 대전방송국 유병은 과장은 “누가 물어도 대전에서 방송한 사실을 말해서는 안 된다”고 명령받았다.
그런데 그 직후 한강 인도교가 폭파됐고 서울이 점령되었다. 이 탓에 국민들은 대통령과 정부에 배신감을 느끼고 분노하였다.
훗날 한국전쟁 휴전 후 국회의장 신익희, 국회부의장 장택상, 조봉암은 이승만을 찾아가 '수도 서울을 지키겠다고 약속해놓고 약속을 위반하고 도주한 것에 대한 대국민사과를 발표'하라고 요구했다. 그러자 이승만은 '내가 당 덕종이냐'면서 거절했다.

##### 북한의 인민의용군 징집과 국군의 보도연맹 학살 (1950)
1950년 7월 1일, 북한 최고인민회의 상임위원회는 만 18세부터 36세까지의 주민을 동원 대상으로 하는 '전시동원령'을 선포하였다. 같은 날 인민의용군조직위원회를 설치하고, 서울을 비롯한 주요 도시에 훈련소를 설치, 인민의용군 입대자들에 대한 단기군사정치훈련을 시켜 북한군에 편입한다는 방침이 결정되었다. 북한 노동당도 7월 6일 ‘의용군 초모(招募) 사업에 대하여’라는 결정서를 각급 당조직에 하달하였다. 이 결정서에서는 “의용군은 18세 이상의 청년군으로 하되 빈농 출신의 청년을 많이 끌어 들일 것, 각도에 할당된 징모 수는 책임을 완수할 것, 전 남로당 당원으로서 변절자(국민보도연맹 가입자)도 의무적으로 참가시킬 것” 등을 밝히고 있다.
인민의용군 모집 대상과 모집 방식은 개전 초기에는 주로 출옥한 좌익사범, 지하활동가, 보도연맹원 등을 대상으로 ‘자원’이라는 형태로 이루어지다가, 7월 2일부터는 일시에 다수의 인원을 모집하기 위해 군중대회, 궐기대회, 신문, 방송, 강연회, 가두연설 등 조직적인 선전과 홍보활동 등을 통한 집단적인 방식으로 이뤄졌다. 북한은 인민의용군 모집을 위해 복구된 당조직과 노동·청년·학생·여성단체들을 총동원했다. 북한 당국은 전시동원령이 내려진 지 한 달 보름만인 8월 15일까지 북한에서는 80여만 명의 의용군이 자원하였으며 남한에서는 40여만 명의 젊은이들이 인민의용군 모집에 참가했다고 발표하였다.
이렇게 징집된 인원은 재교육을 위해 북한으로 보내지는 경우도 일부 있었지만, 대부분의 경우에는 최전방인 낙동강 전선에 배치되어 전투병 또는 노무자로 편성되었다 각 도에서는 1950년 9월 초에 인민의용군을 중심으로 여단을 편성하기도 했다. 경북도에서는 안동여단, 충남에서는 대전여단, 전남도에서는 광주여단 등이 만들어졌다.
이승만은 전쟁 발발 직후 '대국민 사상통제 목적'으로 조직된 반공단체 국민보도연맹에 가입된 사람들이 북한군이 점령한 지역에서 부역행위 등 협조할 것이라는 보고를 받았다. 실제로 정백 등 일부 보도연맹원들이 인민군에 의해 점령된 서울에서 대한민국 정부 인사, 국군 패잔병, 우익인사들을 상대로 인민재판을 하는 등 반민족행위를 하고 있었다. 그래서 이승만은 김창룡의 CIC 특무 헌병대에 지시하여 '북한군 점령 수중에 들어가지 않은 지역'의 보도연맹원들을 잡아 처형하도록 명령하고 실제로 많은 사람들이 처형당했다. 그런데 당시 보도연맹 가입자들 가운데에는 실제 공산주의자 외에도 공무원들의 실적을 위해 문서에 기록되거나 배급 수령을 위해 가입한 양민들도 있었다. 6.25 전쟁 와중에도 이승만 정부의 민간인 학살은 국제적으로 비난의 대상이 됐고 심지어 미국까지 '민간인을 죽이지 말라'고 경고하기에 이르자, 이승만은 '보도연맹 학살 중지 명령'을 내렸지만 이미 수많은 사람이 살해된 상태였다. 이를 보도연맹 사건이라 한다.
전국 각지에서 진행된 보도연맹원 처형자들의 유해나 유적 발굴조사는 계속 진행 중이다. 2009년 11월 26일 진실·화해를위한과거사정리위원회는 "6·25전쟁 기간에 정부 주도로 국민보도연맹원 4,934명을 학살한 사실을 확인했다"고 하였다. 단 한국전쟁전후 민간인학살 진상규명범국민위원회 등 민간단체들은 "6만명의 보도원이 학살됐다는 증언과 자료를 확보했으며 실제 희생자 수는 20만명에 이를 것"이라고 주장하고 있다.
북한군은 곧 서울을 넘어 대구, 부산, 포항 일대를 제외한 모든 지역을 점령하게 되었다. 피난가지 못한 수많은 서울시민들은 북한군에 의해 강제동원되었는데, 전쟁 후에는 북한군에 부역했다는 사실에 의해 소위 잔류파로 분류되어 처벌당했다.

##### 9.28 서울 수복당시 (1950)
1950년 9월 15일 실시된 인천 상륙 작전 성공 후 9월 28일에 서울을 수복하였다. 서울시와 경찰은 서울이 완전히 탈환된 28일 낮부터 시정을 재개하여 치안을 유지하고 공공시설을 급속히 복구하기 시작하였다. 9월 29일 오전 10시 맥아더 사령관과 일행이 도쿄에서 김포비행장에 도착하였고, 잠시 후 이승만 대통령 일행도 김포비행장에 도착하여 함께 서울시내로 향하였다. 수도 서울 환도식은 9월 29일 12시를 기해 거행되었고, 이로써 3개월간 북한의 점령하에 있던 수도 서울은 탈환되었다.

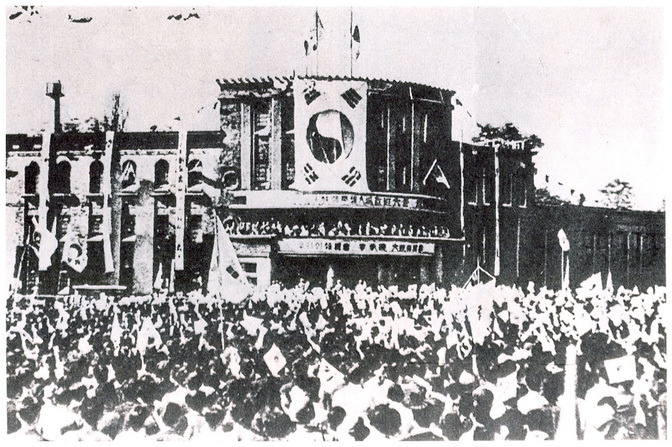
1950년 10월 30일, 평양시청 환영 대회에서 연설을 하고 있는 이승만 대통령과 환호하는 평양 시민들.

1950년 10월 30일, 평양을 점령한 후, 평양시청 앞에서 열린 환영대회에 참가하여 시민들로부터 열렬한 환호를 받았다.
본인이 39년만에 다시한번 대동강을 건너 평양을 찾어보게되니 감개무량하며 무한히 기쁩니다. 여러분 그동안 얼마나 고생하시었습니까. 제2차 대전 후 적국 일본이 패망하자 우리는 자유 조국이 독립하여 즐거운 신(新)생활을 할 줄 알았었더니 세계 정복을 꿈꾸는 소련이 하등 정당한 이유도 없이 비법적으로 이 나라를 양단하여 38선이란 운명의 선을 그어 놓았습니다.
소련은 그리고 김일성 공산도당을 시켜 한국의 소련 예속화를 위한 충성을 다하도록 교사하는한편 살인, 방화, 약탈을 감행하도록하여 아름다운 이 조국 향토를 더렵혔습니다. 그동안 2백만 이상의 북한 동포들이 재산과 가족을 떠나 남쪽으로 내려왔으며 우리는 없는 것은 서로 노나먹으면서 화애롭게 살어왔습니다. 이북에서 피난해온 동포들은 그동안 대한민국의 헌법을 준수하면서 민중의 선두에서서 공산당의 비행을 지적하면서 눈부신 활동을 해왔습니다. 여러분의 가족, 친척 중 많은 사람이 민주 활동을 많이 해왔습니다.
소련은 소위 '막부삼상결정'이라하여 우리나라를 신탁통치하에 두고 자기의 위성국가화 하려고 가진 모략과 술책을 하여왔으나 우리는 죽음을 걸고 한 마음, 한 뜻으로 싸워왔습니다. 좌우합작이니 소동이니하는 방법을 쓰다못해 실패에 돌아가서 소련은 무기를 김일성에게 주어 급기야는 지난 6월 25일 38선을 넘어 대한민국에 침범하여 수도 서울을 점령하고 전국을 정복하려고 기도하였습니다.
그동안 우리는 돈을 가지고 무기를 사려하여도 여러가지 국제관계상 무기를 충분히 하지 못했습니다. 소련이 대한민국의 무기가 약한 것을 보고 침략을 한 것은 어느면 그들의 판단이 옳았다고는 할 수 있으나 그러나 그들은 목전의 침략에 눈이 어두워 대한민국 뒤에 53개국의 자유 민주 진영이 있음을 몰랐던 것 입니다.
보시지요 우리 우방 53개국의 평화애호국가는 24시간내에 자유를 위하여 총궐기하여 오늘날 우리 국군을 도와 용감히 싸우고 있지 않습니까? 소련은 필시 한국같은 조그만 나라를 위하여 전세계가 다같이 일어날 줄은 몰랐을 것이요 지금은 머리를 싸매고 꿍꿍 앓고 있을 것입니다.
여러분 우리는 이제 유엔의 지원을 얻어 다시 통일되었습니다. 이제는 어떠한 나라일지라도 우리를 다시 분단하지는 못할 것입니다. 공산당은 한국 내에서 축출되었으며 앞으로 중공이나 소련이 나온다 할지라도 우리는 하등 겁낼 것이 없습니다. 우리는 자유와 정의를 위하여 싸울 뿐이요 우리가 합하면 감히 덤벼들지 못할 것입니다. 여러분 나와 같이 맹서합시다. 자유와 독립과 민주주의를 위하여 싸울 것을!
우리 대한민국은 앞으로 국토를 튼튼히 방어하기 위하여 강력한 군대를 보유할 것이며 유엔은 우리를 도와줄 것입니다. 여러분! 오늘날 세계는 우리 대한 사람들이 얼마만큼 훌륭히 잘 일을 해나갈 것인가 많은 기대를 가지고 보고 있습니다. 그러므로 우리는 하루속히 부흥건설에 노력하지 않으면 아니됩니다. 여러분 이제는 도지사도 중앙에서 임명하는 것이 아니라 여러분 자신의 의사로 선량한 대표를 선출하여 임명할 것입니다. 멀지않아 도지사 선거가 있을 것입니다.
그리고 지금 여러분에게 가장 긴요한 것은 의식주인데 우리 다같이 모자라는 것은 노나먹고 서로서로 살아나갑시다. 정부는 하루속히 교통이 통하는대로 쌀과 광목을 남에서 가져와 여러분에게 나눌 작정인데 모자랄 경우에는 외국에서 쌀과 광목같은 것이라도 우선 사다가 보내드릴려고 합니다. 정부는 현재 만반 준비를 가지고 여러분과 같이 한살림을 하려는데 유엔을 비롯한 국제적인 관계들로 시기를 기다리고 있습니다.
그러나 그 시기는 미국의 트루먼 대통령과 맥아더 장군이 우리와 뜻을 같이하고 우리를 지지하고 있음으로 그다지 멀지 않습니다. 현재 무초 대사가 워싱턴 D.C.에 가서 모든 것을 협의하고 있습니다. 유엔도 앞으로 우리를 도와 만사를 잘되도록 도와줄 것입니다. 여러분 이제와서 누가 남쪽 사람이니 북쪽 사람이니 하거든 우리 대한민국의 앞날을 저해하는 사람으로 지목해두어 규탄하십시요 그리고 언제든지 본인이 필요하시거든 청해주십시요 다같이 의론하여 살아가십시다.
끝으로 여러분이 당장 필요한 화폐 사용도 관계자들에게 일러두었으니 성의껏 경제 재건을 위하여 노력하여 주십시요. 자 여러분 다시한번 나와같이 맹세합시다. 통일된 자유 조국을 위하여 정의를 위하여 싸워나갈 것을!

##### 1·4 후퇴당시 (1951)
중화인민공화국이 궁지에 몰린 조선민주주의인민공화국을 도와 참전하자 국군과 유엔군은 200만 중공군의 인해전술에 38선 이북의 수복지역에서 부득이 후퇴하였다.
1951년 1월 4일 중공군이 다시 서울을 점령하고, 유엔군은 원산 등의 지역에 폭격을 가하였다.
1951년 1월 12일 일본군의 참전설이 나오자 이승만은 이에 대해 강력히 반대하였다. 2월 5일 38선은 공산군 남침으로 이미 없어졌으므로 북진 정지는 부당하다고 선언하였으며, 2월 15일 북진통일을 전쟁 목표로 분명히 밝히고 미국에도 통보하였다. 3월 24일 한만국경 진격 전에 정전은 안 된다는 담화문을 발표하였다. 6월 9일 38선 정전의 결사반대를 선언하였고 6월 27일 소련의 정전안을 거부하였다. 9월 20일 이승만은 휴전수락의 전제조건으로 중공군 철수, 북한 무장해제, 유엔감시하 총선거를 요청하였다.
1·4 후퇴 당시, 중공군의 한국전쟁 개입으로 인해 예비병력 확충에 어려움을 겪자, 중공군 및 조선인민군에 대항하고자 제2국민병을 편성하게 되었는데 이것이 국민방위군이다. 그러나, 국민방위군에게 군수보급, 물자를 지급해야 할 것을 고급 장교들이나 간부들이 이를 부정 착복, 횡령하여 수많은 국민방위군으로 징집된 이들이 아사하거나 동사하는 사태가 속출하였다. 이를 국민방위군 사건이라 한다. 이승만 정부는 이 사건을 가볍게 마무리하려다 국민여론이 거세게 일자 전면 재수사를 하기에 이르렀다. 이승만과 신성모는 국민방위군 아사자를 목격한 윤보선 등의 진언을 거절하고 용공분자의 음해라는 국민방위군 사령관 김윤근의 주장을 믿었으며, 이에 윤보선은 이승만에 등을 돌리게 되었다. 이승만은 결국 국민방위군 총책임자 김윤근을 사형시켰다. 이 사건으로 신성모 국방부 장관이 물러났다. 그리고 국민방위군 사건이 진상 규명되는 과정을 실시간으로 지켜보았던 부통령 이시영은 이승만 정부에 거대한 회의감을 느끼고는 사표를 제출하여 스스로 부통령직에서 물러났다.
1951년 2월, 공비 소탕 명목으로 부락민 500여명을 박산(朴山)에서 총살한 거창 양민 학살 사건이 발생되었다. 그 후 국회조사단이 파견되었으나 경남지구 계엄민사부장 김종원(金宗元) 대령은 국군 1개 소대로 하여금 공비를 가장, 위협 총격을 가함으로써 사건을 은폐하려 하였다. 국회 조사 결과 사건의 전모가 밝혀져 내무·법무·국방의 3부 장관이 사임하였으며, 김종원·오익경·한동석·이종배 등 사건 주모자들이 군법회의에 회부되어 실형을 선고받았으나 얼마되지 않아 모두 특사로 석방되었다. 국민방위군 사건과 함께 이승만 정부의 평판을 크게 실추시켰다.

##### 평화선 선포와 독도 사수 (1951~1952)

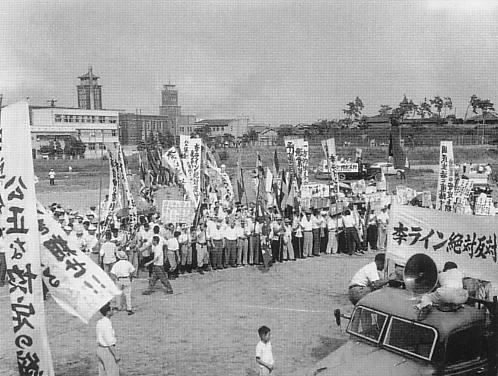
이승만의 이승만 라인과 대마도 영유권 주장에 항의하는 일본인들의 집회

1951년 9월 3일 "일본은 한국에 관하여 대마도·독도를 포함한 우리의 영토를 전부 반환하여야 된다"고 말했다.
1951년 9월 8일 일본과 연합국 사이에 샌프란시스코 강화 조약이 체결되었다. 이때 대한민국은 샌프란시스코 강화 조약의 서명국으로서 참가가 좌절되었다.
1951년 9월 샌프란시스코 강화조약의 체결로 일본의 주권이 회복됨으로써 일본의 오래된 야심이 재발되고 있다고 지적하고, "일본인들은 한국이 또다시 일본의 지배를 받게 될 것이라고 믿고 있으며, 미국과 그 밖의 지역에 있는 한인 친일분자들은 일본인들의 생각에 맞장구를 칠 뿐만이 아니라 그것을 전파하고 있다"고 주장했다.
1951년 10월 20일 미국의 주선으로 한일관계 정상화를 위한 한일회담의 예비회담이 있었다.
1952년 1월 18일 이승만은 동해에 평화선을 선포하였고, 세계를 놀라게 했다. 1월 20일 일본은 평화선 선포를 비난하였다. 2월 12일 미국은 평화선을 인정할 수 없다고 이승만에게 통보해왔으나 그는 이를 묵살하였다.
1952년 2월 15일 제1차 한일회담에서 이승만 정부는 샌프란시스코 강화 조약 4조 B항을 근거로 일본에게 8개 항목의 재산청구권 요구를 제기하였다. 그러나 일본측은 미군정령 33호에 의거 귀속된 사유재산보상 청구및 대한청구액이 대일청구액보다 많음을 주장하여 회담이 결렬되었다.
1952년 4월 28일 샌프란시스코 강화 조약의 발효로 연합군 최고사령부에 의한 일본의 군정기가 끝나고 일본은 주권을 회복하였다. 동시에 맥아더 라인이 무효화되면서 이승만은 이를 대체할 법안으로 당시 한국과 일본과의 어업분쟁에서 대한민국의 주장에 의한 방위 수역을 설정했다. 이어 1952년 10월 14일 대통령 긴급명령 제12호 포획심판령을 제정 공포하고 포획심판소 및 고등포획심판소를 개설하였다.

##### 부산정치파동, 암살위기 모면, 대통령 직선제 도입 (1951~1952)
1950년 5월 30일 제2대 국회의원 선거에서 김구, 김규식 계열의 남북협상파와 무소속 계열의 후보가 대거 당선되었고, 6.25 전쟁 중인 1951년 발생한 국민방위군 사건과 거창 양민 학살 사건 등으로 인해 이승만 정권은 지지 기반이 약화되어갔다. 국회는 이승만 정부의 실정에 대한 책임을 물으며 기부터 주장하던 내각책임제(의원내각제) 개헌을 다시금 강력히 밀어부쳤다. 1951년 3월 14일 내각제개헌안에 대한 국회 무기명 투표 결과 재석 179인 중 찬성 79, 반대 33, 기권 66, 무효 1표로 부결되었지만, 대통령 선거는 간선제였기 때문에 재선가도에 차질이 생겼다.

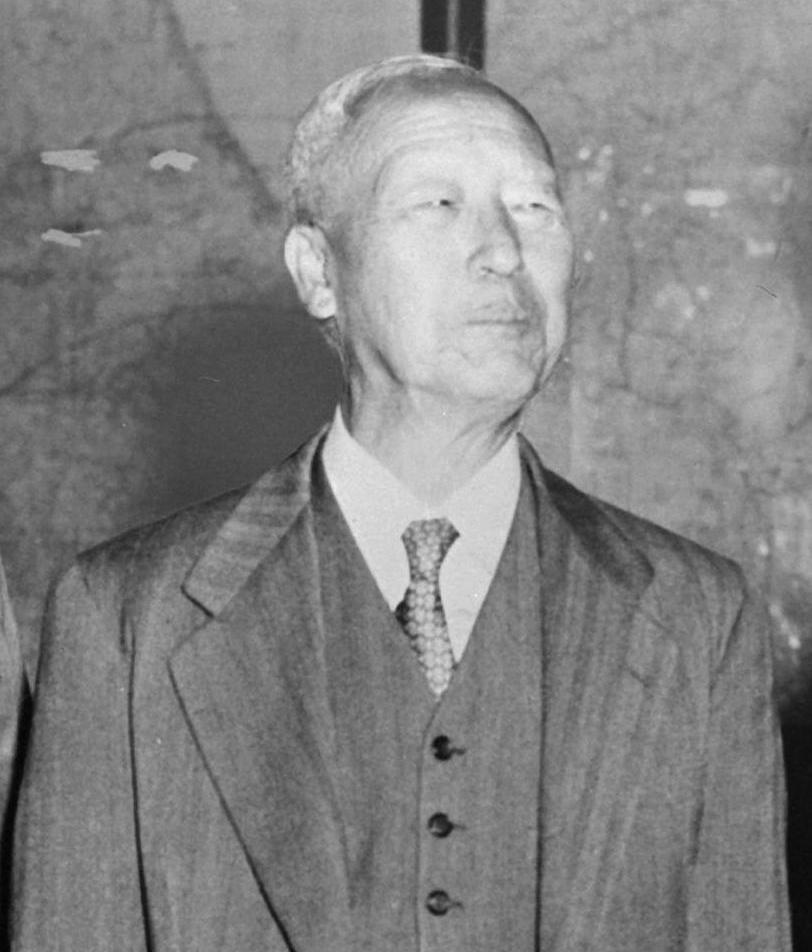
1951년의 이승만 대통령.

1951년 8월 15일 이승만은 광복절 기념사에서 정부를 지원하는 정당을 만들겠다는 입장을 밝히고, 대통령 직선제와 국회 양원제(상원과 하원으로 분리) 개헌의 필요성을 역설하였다. "일반국민이 이 나라의 복리와 자기들의 공동 복리를 보호하기 위하여 정당한 정당을 만들 때가 왔다... (중략) 이 새 정당으로써 영구한 토대를 삼아 그 위에 정부가 굳게 서야 될 것입니다."
1951년 11월 19일 이승만은 자유당 창당과 총재직을 수락하였다. 1951년 12월 17일 자유당이 창당되었다. 이때 자유당은 대중운동 단체들 중심의 '원외자유당'과 신당창당에 참여한 원내세력 중심의 '원내자유당'으로 시작부터 분열되어 있었다. 원외자유당은 이승만 권력의 극대화를 위해 대통령 직선제를 주장했고, 원내자유당은 여당 국회의원 권력의 강화를 위해 내각책임제 개헌을 주장했다.
1951년 11월 30일 이승만 정부는 대통령 직선제 및 국회 양원제 개헌안을 국회에 제출하였다. 그러자 국회 권력 강화를 위해 내각책임제 개헌을 주장하던 민주국민당 등은 강력히 반대하였다.
1952년 1월 13일 이승만이 원외자유당 지지를 선언하자, 원내자유당은 원외자유당과 합동하려는 '자유당 합동파'와 이에 반대하고 민주국민당에 합세한 '자유당 잔류파'로 분열되었다.
1952년 1월 18일 국회는 찬성 14표, 반대 143표로 정부개헌안을 부결시켰다. 이로써 직선제측(원외자유당, 자유당 합동파 등)과 내각제측(민주국민당, 무소속, 자유당 잔류파 등)의 알력이 표면화되었다. 이승만 정부는 정부개헌안을 통과시키기 위해 백골단, 땃벌떼 등을 동원하여 관제시위를 획책하기도 하였다.
1952년 4월 25일과 5월 10일에 실시된 지방선거에서 이승만 세력이 압승하여 직선제 및 양원제 개헌을 위한 동력을 얻었다.
국민방위군 사건과 거창 양민 학살 사건의 국회조사단장으로 활동하던 민주국민당 서민호가 1952년 4월 25일 대위 서창선(徐昌善)을 살해하는 사건으로 구속되었다. 5월 10일 한격만 검찰총장의 기소사실 발표에 따르면 서민호와 그의 장남 서원룡 등이 전남 순천시내에서 술자리를 갖고 있었는데, 서창선 대위가 우연히 이들을 발견하고 주시하자 서민호측과 시비가 붙었다. 서원룡이 박치기를 하여 서창선 대위의 치아를 부러뜨렸고, 이에 서창선 대위는 "해볼 테면 해보자, 쏜다, 비켜라, 서민호가 나를 때렸지"라며 공포탄을 바닥에 1발 쏘고는 대문 밖으로 떠나려고 했다. 그러자 주방에 숨어있던 서민호가 떠나던 서창선 대위의 등에 총을 쏴 죽이고선 자신의 범행을 정당방위로 우긴 사건이었다. 그런 서민호를 5월 19일 국회가 석방결의로 풀어주자, 이승만 정부는 이를 구실로 1952년 5월 25일 계엄을 선포하였다. 이날 서민호를 포함 내각책임제를 주장하는 야당 의원과 국제구락부 사건 연루 의원 등 총 50여 명이 헌병대에 의해 연행되었다.
직선제측과 내각제측의 갈등이 극심하자 1952년 6월 12일 장택상을 중심으로 한 '신라회'는 대통령 직선제와 국회 양원제를 골자로 하는 정부측 안과, 의원내각제와 국회 단원제를 골자로 하는 국회안을 절충한 '발췌개헌안'을 제시하였다.

1952년 6월 17일자 독일 슈피겔 지 커버에 실린 이승만 대통령.

1952년 6월 25일 이승만은 6.25 전쟁 2주년 기념식에서 유시태에게 암살 당할 뻔했으나 권총 불발로 모면하였다. 암살 미수 사건의 배후로 민국당원 유시태를 포함해 민주국민당 김시현, 서상일, 노기용, 정용환 등이 체포되었다. 이 이승만 암살 미수 사건을 계기로 민주국민당의 지청천 등 탈당자가 속출하였고 내각책임제를 주장하는 측의 기세가 크게 꺾였다.
1952년 7월 4일 오후 2시, 15명의 발췌개헌안 반대파가 국회에 불출석 하였다. 오후 6시 30분에 이르러서 개헌파 65의원들은 정치의 책임을 논함보다도 □□급을 고하는 현실의 타개에 다른 도리가 없었음인가 드디어 □□수를 피하여 뜻을 굽히고 말았다. 형세가 이에 이르게 되매 아침부터 국회 金의장실에서 숙의를 거듭하고 있던 개헌파(민국·무소속·자유원내파) 65의원들은 하오 6시 반 동 발췌조항에 동의하지 않을 수 없는 단계에 도달하게 되자 그 순간은 눈물을 흘렸다. 그러나 일단 양보한 뒤에는 동안이 발표될 때까지 명랑한 기분으로 아무 조건 없이 깨끗하게 통과시킨 데 대하여는 만장이 감복하고 있었다. 오후 8시, 군경들은 무력충돌에 대비해 국회의사당을 포위하였다. 국회 의석정수 210석 중 166명이 출석한 가운데 기립투표 결과 찬성 163표, 반대 0표, 기권 3표로 발췌개헌안이 통과되었고, 7월 7일 공포되었다. 비상계엄은 7월 28일 해제되었다. 이승만은 서민호에 대한 사형선고를 재심하라고 명령했다. 이로써 대한민국에 최초로 대통령 직선제가 도입되었으며, 대한민국 국민은 처음으로 국민투표를 통해 대통령을 뽑게 됐다.
1952년 7월 5일 이승만은 개헌안 통과에 관한 담화를 발표하였다. "...그동안 정계에 다소 분규가 있었으나 지금은 국회에서 거의 全數로 통과되었으니 지나간 쟁론으로 분규상태를 이룬 것은 지나간 일에 부쳐서 잊어버리고 지금부터는 순서적으로 선후책을 강구해야 될 터... (후략)"

#### 제2차 이승만 정부 (1952~1956)
1952년 8월 5일 직접 선거로 실시된 제2대 대통령 선거에서 이승만이 제2대 대통령, 함태영이 제3대 부통령으로 선출되었다.

#### 휴전 협정과 한미상호방위조약 체결 (1951~1954)

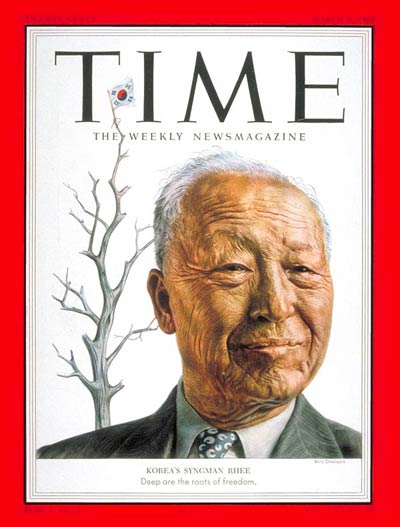
《TIME》지 1953년 3월 9일자 표지에 수록된 이승만.

한국 전쟁이 2년 이상 장기화되고 중국의 개입으로 전선이 고착화하자 미국 본토에서는 '무의미한 전쟁, 질질 끌지 말고 휴전협정 맺고 빨리 끝내자'라는 분위기가 형성되어 소련 및 중공과 휴전을 논의한다.
1952년 3월, (중공군 백만이 바로 코앞에 있는 상태에서 이대로) 분단 상태에서의 휴전은 한국에 대한 사형선고나 다름없다고 주장하며 "민족 국가로 생존하기 위해 단독으로라도 계속해 싸워 나갈 것"이라고 강조했다.
이러한 이승만의 태도에 대해 미국 아이젠하워 행정부는 세 가지 정책 대안을 수립했다. 첫째, 에버레디 작전을 통해 이승만을 축출하고 유엔군사령부하의 군사정부를 세우는 방안. 둘째, 유엔군사령부를 한국에서 완전히 철수하는 방안. 셋째, 한국 정부가 휴전협정을 준수한다는 조건을 걸고 한미상호방위조약을 체결하는 방안. 결국 미국 정부는 세번째 대안을 선택했다. 유엔이 합법 정부로 인정한 이승만 정권을 전복할 수는 없는 노릇이었다. 더구나 3년간 공산화를 막기 위해 크나큰 피해를 감수하며 지켜온 나라를 공산주의자들의 손에 넘겨줄 수도 없었다. 따라서 미국 정부는 휴전협정이 체결되고 한국 정부가 이를 인정하는 즉시 한미상호방위조약을 위한 협상을 시작할 것임을 이승만 대통령에게 약속했다.
그러나 이승만은 휴전이 일단 성사되면 자신의 대미 협상력이 현저히 약화될 것이라는 점을 인식하고, 휴전협정 체결 이후가 아닌 체결 이전에 상호방위조약의 내용을 구체화하려 했다. 이에 따라 이승만은 단독 북진 위협을 지속하는 한편, 미국 정부에 휴전협정 체결 이전에 문서 형식으로 '한국이 공격당할 경우 미국이 도와주러 올 것'이라는 점을 명시할 것을 요구했다. 1953년 6월 18일, 이승만은 약 25,000명의 반공 포로를 직권 석방시켰다. 당시 휴전 협정의 최대 쟁점이 포로교환 문제였기에 휴전 대화를 막으려는 의도적인 행위였다.

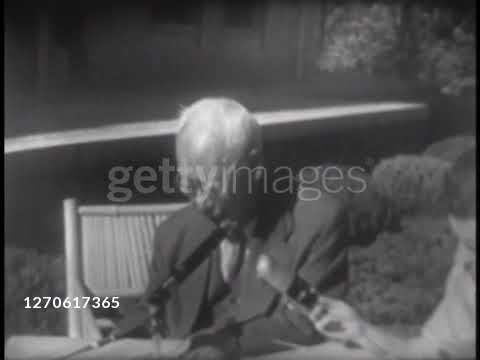
1953년 6월 26일, 반공포로 석방 직후 서방 언론과의 인터뷰에서 그는 중공군이 백만이나 이북에 있는 이런 상태에서 휴전은 절대 불가능하다고 천명했다. (실제 육성 영상)

반공포로 석방 직후 아이젠하워 행정부는 일련의 회의를 통해 이승만 제거, 미군철수 등을 포함한 미국의 대응책을 논의했다. 그러나 이전 경우에서와 마찬가지로 전쟁의 신속한 종결을 원하지만 한국의 공산화를 방치할 수는 없다는 정책적 한계를 안고 있었다. 또한 미국의 적(敵)은 엄연히 공산주의자들이며 이승만은 반공의 선봉에 서 있다는 점에서 미국은 이승만을 저버릴 수 없었다. 결국 미국의 현실적 대안은 예정대로 특사를 파견해 이승만에게 그가 원하던 안보공약을 제공하는 대신 휴전에 대한 한국 정부의 협력을 얻어내는 것이었다.
미국은 부담스러운 한미상호방위조약 대신 향후 북한의 남침에 유엔 참전국들이 공동 대응하겠다는 ‘대제재선언(greater sanctions statement)’을 발표하는 것이 어떻겠냐고 제안했지만, 이승만은 "그런 건 믿을 수 없으니 주한미군을 주둔시켜 보장해달라"고 했으며 이에 아이젠하워는 확답하지 않고, 이후 이승만은 백악관을 괴롭히는 '벼랑 끝 전술'을 택하였다.
그리하여 1953년 7월 27일 판문점에서 휴전협정이 체결되었고, 1953년 8월 존 덜레스(John F. Dulles) 국무장관이 직접 한미안보협상을 마무리하기 위해 서울을 방문했다. 1953년 10월 1일에 한미상호방위조약이 체결되었다. 이 조약을 발판으로 대한민국은 경제개발에 집중할 수 있게 되어 훗날 한강의 기적을 이뤘다.
1953년 7월 28일, 이승만은 대국민 성명서를 발표하였다.
| “ | 잠시라도 휴전이 성립되어서 양측에서 많은 인명을 상하게 되는 것을 피하게 된 것이 우리 국군으로는 장병들을 교체시킬 여가도 없이 밤낮으로 적군의 수많은 침략에 대항해서 먹고 싸울 시간도 없이 싸워오는 사람들이 강철이 아니고 육신으로써 우리 강한 군인 아니라도 간단없이 싸워나가는 것을 심히 다행으로 생각한다. ⋯ 미국과 방위조약을 성립해서 어떤 나라이나 우리를 침략하게 될 때에는 미국이 전적으로 나서서 싸움이라도 피하지 않고 보호한다는 조약이 내년 미 의회에 통과된다는 것을 아이젠하워 대통령과 덜래스 국무경이 미 의회의 모모 지휘자와 협의에서 완전한 담보가 되어 있으니 지금부터는 공산군의 침략만이 아니라 소련이나 일본이나 중국이나 어떤 강국의 침략을 우리가 외로이 방지할 우려가 다 없게 된 것이다. ⋯ 아이젠하워 대통령이 미 의회에 특별히 요청해서 타스카 사절의 예산으로 오는 3년 안에 할 계획의 10억 불을 원조하자는 예산안을 국회에 제출하여 내년의 예산에 편입할 것인데, 그 전에 급히 재건 사업을 시작하기 위한 2억 불을 미리 지불하게 하자는 요청이 미 의회에서 허락되어서 상원에도 명년 폐회 전에 통과되리라는 메시지가 왔으므로 우선 오는 6개월 이내로 2억 불로 공장 설립과 모든 재건에 부지런히 일하여야 할 것이다. ⋯ 미 제8군 사령관 테일러 장군이 공표한 것과 같이 이 휴전 조약은 평화 조약이 아니고 잠시 싸움을 정지하고 담화로 처결하자는 것을 시험하자는 것으로 유엔군은 여전히 여기 있을 것이요 ⋯ 우리 국군이 애국성심으로 맹렬히 투쟁한 역사상 여영을 다 말로 형용하기 어려우며 따라서 우리 민족이 굶으나 먹으나 우리 민족이 다 같이 한 마음 한 뜻으로 나가서 이 신념이 애국심으로 우리가 이만큼 성공해서 우리나라가 세계 민주진영의 한 앞장이 될 만큼 된 것은 우리는 진실로 천우로 된 것으로 믿으며 감사한다. ⋯ 미국과 한국간의 우의가 더욱 공고해서 동양 평화를 유지하는 노력에 큰 보장이 되기를 바라는 바이다. | ” |

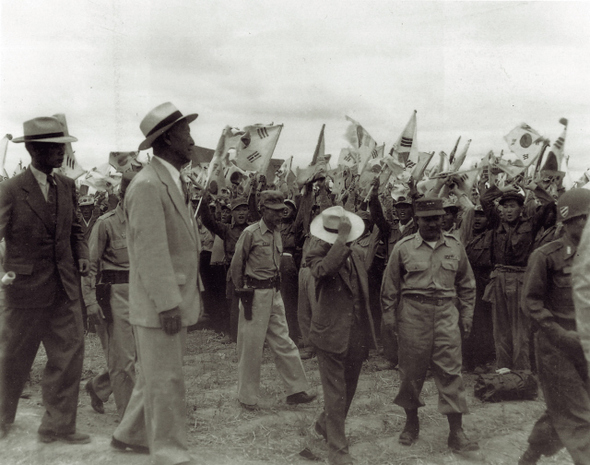
1952년 7월 9일, 거제도 포로수용소를 방문한 이승만 대통령을 환영하고 있는 반공 포로들.

결국 이승만은 반공포로 석방 사건을 통해 단지 휴전을 방해하지는 않겠다는 제스처 하나로 신생 약소국이었던 대한민국이 2차 대전 승전국이자 세계 초강대국인 미국을 상대로 막대한 원조와 국군 20개 사단으로의 증원, 한미상호방위조약이라는 것을 미국으로부터 얻어내는 쾌거를 이루었다. 오늘날 북한의 소위 벼랑 끝 전술의 원조도 사실 이승만으로 비롯된다는 분석이 있다.
한미상호방위조약이 조인된 이후에도 이승만은 북진통일 주장을 굽히지 않았다. 특히 이 대통령은 미국으로부터 막대한 군사·경제적 원조를 확보하기 위해 단독 북진 위협을 계속했다. 그러나 일단 전쟁이 종결됐으며 미국이 이승만의 의도를 정확하게 파악함에 따라 이승만의 북진 위협은 점차 그 효력을 상실하게 됐다.
한국 전쟁에서 대한민국 국민 100만명 이상, 국군 28만여 명이 학살 당했고, 국민 30만여 명, 국군 70만여 명이 부상을 입었고, 수많은 국민들이 납북 당했으며(일부는 스스로 월북), 남한 내 공업 기반 절반과 국부의 1/4이 손실되었다. 유엔군 규모로 따지면 사상자 규모는 400만여 명에 달하였다.

#### 외교 활동

##### 대미·대일 외교

1954년 7월 28일, 미국을 공식 방문한 이승만 대통령이 미 상·하 양원 합동회의에서 연설하는 장면. 이 대통령은 여기서 총 33회의 기립박수를 받았다.

미국이 1950년대 초부터 본격적으로 한일수교를 위한 협상을 제안하고 주선한 것은 안보와 경제 문제 때문이었다. 동북아시아에서 소련과 중국의 공산권에 대항하기 위해서는 한미일 삼각 공조가 필요했고, 미국의 재정적자를 줄이기 위해서는 한국에 대한 경제 원조를 일본과 분담해야 했다.
1952년 10월 초 이승만은 주미대사 양유찬에게 편지를 보내, 미국이 오스트레일리아, 뉴질랜드, 필리핀, 일본 등과는 안보조약을 맺으면서 왜 유독 대한민국과는 그러한 조약의 체결을 거부하는 것인가 하고 반문하며, 미국 행정부 내 친일인사들은 일본이 군사적으로 충분히 재무장되면 "한국은 일본에게 또다시 넘겨지게 될 것"이라는 생각을 아직도 노골적으로 갖고 있다고 비판했다.
일본의 전통적 팽창주의 야욕에 대한 경계와 미국의 일방적인 친일정책에 대한 이승만의 심각한 우려는 미국 대통령 아이젠하워와 닉슨 부통령에게도 여러 차례 전달되었다. 1953년 11월 중순 닉슨이 방한하자 이승만은 아시아인들은 소련과 일본의 결탁을 우려하고 있다고 지적하면서 미국은 일본을 너무 강하게 증강시키지 말 것을 주문했다.
1953년 해양경찰대 설치계획을 수립하고, 180톤급 경비정 6척으로 부산에서 한국해양경찰대를 창설하여 평화선을 침범하는 외국선박과 밀무역을 단속하도록 하였다.
1953년 2월 4일 일본 어선이 제주도 남쪽 바다를 침범, 이를 나포하는 과정에서 한국 경찰이 총을 쏘아 일본 선장이 사망한 다이호마루 사건이 발생됐다. 이후에도 한국 영해를 넘나드는 일본 선박에 대해서는 체포, 억류 등의 강경대응을 하여 1965년 평화선이 한일어업협정으로 대체되기 전까지 한국 해경은 328척의 일본 배와 3929명의 선원들을 나포·억류하였으며 나포한 일본 배를 해양경비대의 경비정으로 쓰게 하기도 했다.
1953년 10월 15일, 제3차 한일회담에서 일본의 구보타 간이치로는 '구보타 망언'을 내뱉으며 과거 한국민족에게 저지른 죄악에 대한 반성은커녕 오히려 미군정령(美軍政令)에 의해 소멸된 재한 일본재산에 대해 역청구권(逆請求權)을 주장했다. 이에 회담이 결렬되었다.

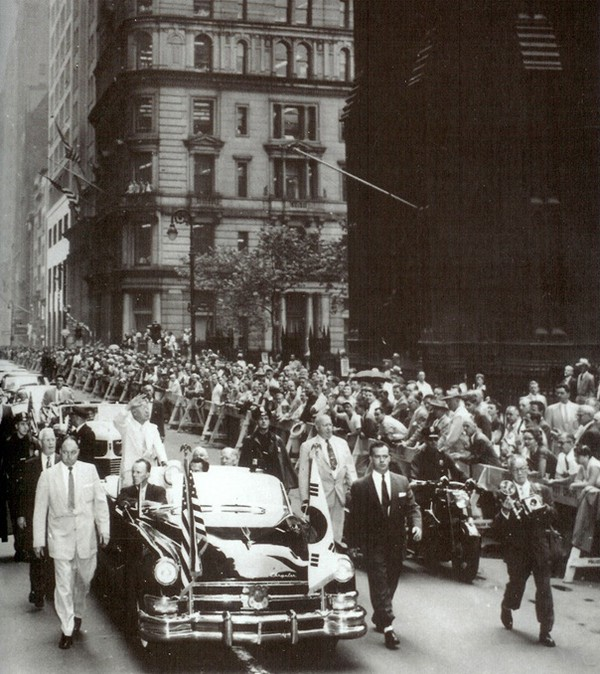
1954년 8월 4일, 이승만 대통령이 뉴욕 시민들의 열렬한 환호속에 카 퍼레이드 환영을 받고 있는 장면. (뉴스 영상)

1954년 2월 이승만은 아이젠하워에게 편지를 보내 일본을 군사적, 경제적으로 재건시켜야 되겠다는 미국의 정책은 한국민의 마음을 엄청나게 불안하게 만들고 있다고 지적하고, 미국정부는 일본을 너무 신뢰하지 말라는 한국의 우정어린 경고를 무시하면서, 한국의 입장은 옹호하지 않고 일본의 편만 들어왔다고 비판했다.
1954년 3월 초 한미상호방위조약이 공식적으로 체결된 직후 양유찬 대사에게 다시 보낸 편지에서도 여전히 미국이 언젠가는 일본을 위해 한국을 희생시킬 가능성이 많다는 점을 항상 유념해야 한다고 강조했다. 4월과 11월 한표욱에게도 편지를 보내 "덜레스는 일본을 증강시키기로 작심한 인물", "덜레스는 일본 때문에 한국군대를 증강시키지 않을 것"이라고 말하기도 했다.
1954년 3월 5일 국제사회에 국제반공십자군 창설을 제의하였고, 3월 27일에는 일본산 상품의 몰수를 지시했다.

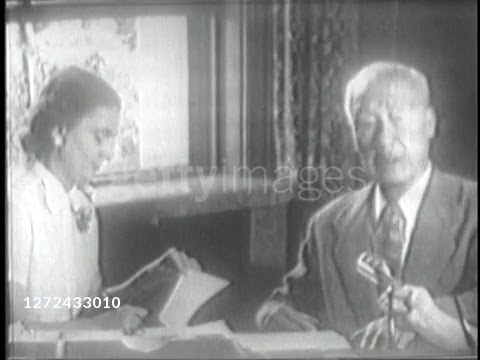
1954년 1월 17일, 제네바 회담을 앞두고 서구권 매체와의 인터뷰에서 이승만은 대한민국을 팔아넘기는 행위는 곧 미국을 팔아넘기는 것과 같다는 메세지를 전했다. (실제 육성 영상)

1954년 3월 28일 이승만은 대한민국 국군의 증강을 미국이 보장하면 제네바 회담에 대표를 파견하겠다고 미국에 통고하였다. 4월 7일 미군 제315공수사단을 방문하여 직접 표창장을 수여하였다.
1954년 4월 26일, 제네바 회담에서 한국전쟁의 공식적인 종료, 한반도 평화협정 체결, 한국 재통일 방안에 관해 논의가 됐는데, 미국 국무부 장관 존 덜레스가 논의조차 거부하여 협상이 진행되지 못하였다. 일부 참가국들과 비평가들은 미국이 소련과 중국을 감시·견제하고 미국의 패권을 지키기 위하여 한국의 재통일에 대해 고의적으로 회피하고 한반도 문제를 이용하는 태도를 보였다고 비난하였다. 4월 28일 일본의 반공연맹 가입을 반대하였다.
1954년 7월 30일 백악관에서 가진 한미정상회담에서 아이젠하워 대통령과 존 덜레스 국무부 장관이 한미정상회담의 가장 중요한 과제가 한일관계 정상화에 있다며 한국의 안전보장과 경제발전을 위해 반일정책을 포기하고 한일회담을 가지라고 강요하자 이승만이 도중에 퇴장해버렸고, 이에 한일회담도 결렬되었다.

1954년 8월, 한미상호방위조약의 최종 마무리를 위해서 대한민국 사상 처음으로 미국을 국빈 방문한 이승만이 미 의회 상하원 합동회의에서 연설하는 모습. 뒤에 닉슨 부통령이 의장석에서 하원의장과 함께 참관하고 있다.

1954년 8월 3일, 이승만은 유엔 총회에서 한국 통일에 대한 지원을 역설하고, 8월 9일에는 한일회담 재개용의를 표명하는 한편 일본의 반성을 촉구했다. 8월 30일 일본에 대한 미국의 편파적 정책을 경고하고, 11월 4일 일본의 한국 재침략 망상을 비난했다. 11월 14일 미 국무부가 제안한 일본의 반공동맹 참가 반대 성명을 발표했고, 12월 15일 적성 중립국감시위원단 축출을 언명하였다. 12월 말 아이젠하워에게 보낸 편지에서도 이승만은 미국의 친일정책을 강력히 비판하였다.
1956년 2월 13일 일본의 공산국가들에 대한 타협정책에 경고를 보냈다.
1956년 3월 17일 존 덜레스 미국 국무부 장관이 한국을 방문, 이승만과 통일방안을 협의하였다.

##### 대아시아 외교
1953년 11월 27일, 대만을 방문하여 장개석 총통과 아시아 반공 동맹 구상에 대해 논의하였다.

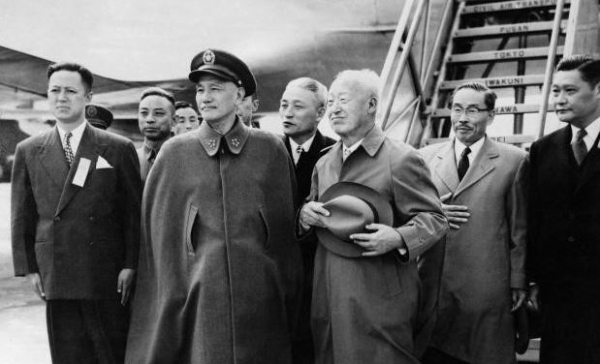
장제스와 회담하기 위해 타이베이를 방문한 이승만 대통령.

1954년 1월 28일 존 헐 유엔군사령관 겸 극동군사령관에게 라오스에 국군 1개 사단을 파병하겠다고 제안했다. 미 합참은 이승만의 제의를 즉각 검토했지만 정치적·심리적 실익은 있으나 군사적 실익이 크지 않다는 평가를 내리고 파병을 거절하였다.
1954년 5월 21일, 외신과의 회견에서 한국군의 인도차이나 파병을 제안하였다.(「I.N.S. 통신사에 제공한 성명서」,1954년 5월21일,『담화집』2, 33-36쪽) 6월 미 군사원조프로그램을 검토하기 위해 한국을 찾은 밴 플리트 전 미8군 사령관에게 베트남에 국군 3개 사단을 파병하겠다고 제안했다. 7월 브릭스 주한 미 대사에게 2~3개 사단을 파병하겠다는 입장을 전달하기도 했다. 그러나 이승만 정권의 이러한 제안은 곧 제네바 회담에서 베트남의 휴전이 합의됨에 따라 백지화되었다.
중화인민공화국의 영해침략에 대해서 강경대응을 했다. 1955년 12월 25일엔 해양경찰대 866정이 흑산도 서남방 근해의 평화선을 침범한 중국 어선 15척을 나포하려다가 총격전이 벌어졌다. 대한민국 경찰관 네 명이 중화인민공화국 배에 납치되어 가서 12년 5개월간 옥살이를 해야 했으며 1960년 1월10일엔 해양경찰대 701정이 서해 서청도 부근에서 중화인민공화국 어선단을 검문 중 총격을 받고 두 사람이 사망하고 세 명이 부상당하기도 했다.

#### 불교 정화 유시 (1954)
1954년 5월 20일 이승만은 전통불교사원에서 '대처승은 물러가라'는 요지의 유시를 내려 불교정화운동이 발단되었다. 대처승이란 한국불교의 독신 전통과 달리 일제강점기 조선총독부에 의해 승려들을 강제 결혼시키면서 나타나게 된 것으로, 불교정화운동은 우선 일본 불교의 대처승단 영향으로부터 한국 불교의 독신 승단 전통을 복원시키려는 운동이었다.
이승만의 유시를 계기로 비구와 대처승 간의 심각한 대결양상이 나타났다. 1955년 8월 12~13일 전국승려대회를 계기로 종권과 사찰 주도권이 비구승에게 넘어왔고 이승만 정부도 이를 공인하였다. 그런데 1960년 4.19 혁명으로 이승만 정권이 무너지고, 1960년 11월 24일 대법원은 불교정화운동을 근본적으로 부정하는 판결을 내렸으며, 이에 비구들은 명분을 내세우기 위해서 할복 사건을 일으켰다. 불교정화운동은 1961년 5.16 군사 정변 후 정권을 장악한 군부에 의해 1962년 4월 11일 통합종단을 출범하면서 외형적으로 막을 내렸다.

#### 사사오입 개헌(1954)
이승만과 자유당은 이승만의 대통령 3선을 노린 제2차 개헌안을 준비하고 있었다.

1942년 8월부터 이승만의 독립운동을 꾸준히 후원한 펜실베이니아 주립대학 교수 로버트 올리버(Robert T. Oliver) 박사. 해방 후 그는 이승만의 정치고문 역할을 담당했고 그의 공식 전기를 집필했다.

1954년 5월 6일 제네바 회담에 참석한 6.25 전쟁 참전 16개국 대표들은 한반도 문제에 대한 소련과 중국의 동의를 얻기 위해 대한민국 정부를 해체하고 유엔 감시 하의 남북한 총선거를 실시해 통일정부를 수립하기로 합의하였다. 이에 남한 측은 이미 1948년에 자유선거가 실시되었으며 나머지 과업은 정권을 참칭하고 있는 북한지역에서 동일한 선거를 실시하는 것이라고 주장했다. 5월 12일 미국은 로버트 올리버 박사를 통해 이승만을 설득하려 했으나, 이승만은 유엔 감시 하의 남북한 총선거를 맹렬히 반대했고 이에 유엔은 한반도 재선거안을 철회하였다.
1954년 5월 20일 실시된 제3대 민의원의원 선거에서 자유당은 3선개헌안에 찬성하는 사람을 후보로 추천하여 다수 당선시켰고, 무소속 의원들도 다수 유인하여 개헌 작업을 진행하였다.
1954년 10월 26일 뉴델리 밀회 사건이 발생하였다. 민주국민당 선전부장 함상훈이 '민주국민당 대표 신익희가 1953년 7월 26일 인도 뉴델리에서 한국전쟁 당시 납북 당한 조소앙을 비밀리에 만나 영세중립화를 꾀했다'는 내용의 성명서를 발표한 사건으로, 무혐의 종결되었다. 그러나 이는 국내 반공 분위기를 고조시켜서, 개헌을 추진 중이었던 자유당에게 정치적 호재로 작용하였다.
이승만과 자유당은 이러한 국내외 정세를 이용하여 3선개헌안을 작성하였다. 대통령 3선금지조항 폐지, 국무원의 연대 책임제 폐지, 개별 국무원 불신임 인정, 부통령의 대통령 승계권 부여, 그리고 여기에 국민투표제 도입안을 더하여 개헌의 명분과 타당성을 선전하였다.
1954년 11월 27일 국회 비밀투표 결과 재적의원 203명, 참석의원 202명 중 찬성 135표, 반대 60표, 기권 7표가 나왔다. 당시의 개헌 가능 의결정족수는 재적의원의 2/3 이상이었으므로 이 개헌안이 가결되기 위한 충분한 선은 136명이어야 했다(재적의원 2/3는 135.33…명이므로, 자연인은 136명이어야 함). 따라서 당시 사회자였던 국회부의장 최순주는 부결을 선포하였다. 그러나 자유당은 수학의 4사5입(반올림)을 적용하여 135.33명은 논리적으로 성립되지 않으며 0.33이란 자연인으로 존재할 수 없으므로, 반(半)도 안되는 소수점 이하는 삭제하는 것이 이론상 옳다고 주장하였다. 그리하여 1954년 11월 29일 자유당은 의원총회에서 이 안을 채택하여 국회에서 재론하기로 하였고 이에 반발한 야당 의원들은 모두 국회의사당에서 퇴장하였다. 자유당 의원들만 남은 자리에서, 자유당 의원 125명 중 찬성 123명, 반대 2명(김두한, 민관식)으로 개헌안을 통과시키고 이를 정부로 이송하여 개헌안을 공표·발효하였다.
사실 사사오입이라는 논리 자체는 오늘날의 헌법에도 적용되고 있는데, 예를 들어 '태아가 독자적으로 생존할 수 있는 시점은 임신 22주 내외'라고 설정하고 임신부의 자기결정권에 따라 그보다 어린 태아는 죽여도 합법이라는 2019년 헌법재판소의 선고가 있다. 그러나 사사오입 개헌의 경우, 개헌안의 표결 결과에 대한 의장 또는 사회자의 의사 표시가 취소 또는 번복되려면 먼저 타당한 법적 근거가 갖추어져 있어야 하고 또 그 근거에 따라 절차대로 진행돼야 하는데, 그런 근거와 절차가 없었던 당시 법의 허점을 이용해 즉석에서 표결을 번복하였다. 또한 대통령의 지위를 영구적으로 헌법적 보장을 하는 것은 민주주의의 이념과 조화될 수가 없다. 이러한 행위가 가능했던 것은 이승만의 압도적 권위 하에 자유당 정권의 독재적 행태가 더해졌기 때문이었다. 이를 토대로 이승만은 1956년 대통령 선거에서 당선되어 3선 대통령의 뜻을 이루었고, 자유당은 집권 연장의 뜻을 이루었다. 그러나 이 사건 이후 자유당 내 양심적 의원들이 탈당하면서 점차 당의 정당성과 위력이 붕괴되어 갔다. 반대로 야당세력은 호헌동지회를 설립하면서 한데 뭉쳐 강력한 야당으로 발전하게 되었다.

#### 이승만 암살 음모 사건 (1955)
이승만 암살 음모 사건은 나재하 등 9명이 이종태를 사주해 1955년 10월 3일 개천절 행사 때 이승만에 대한 수류탄 암살을 기도하였다가 사전에 발각되어 체포된 사건이다. 재판 결과 나재하, 김병호, 민영수, 김재호, 김익중, 유성연, 김동혁에게는 징역 15년형이 선고됐다. 수류탄을 구해준 김재호의 아들 김동훈과 이종태를 포섭했다는 혐의를 받은 이범륜에게는 사형이 선고됐다. 징역형을 선고 받은 이들은 4.19 혁명 이후 출감되었다.
1955년 10월 14일 대한민국 공보실은 이 사건은 월북한(납북된) 조소앙의 지령에 의한 것이라고 발표하였다. 훗날 피고인들의 후손들은 이 사건이 육군특무대장 김창룡과 이종태의 함정수사였다고 주장하였다.

#### 제3대 대통령 선거 출마 당시 (1956)

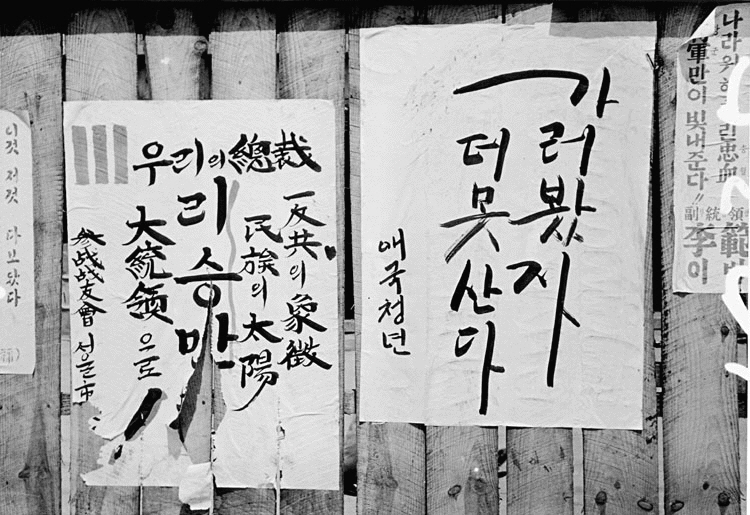
선거 당시 포스터

1956년 3월 5일 자유당 전당대회에서 대통령 후보에 이승만, 부통령 후보에 이기붕을 추대하자 이승만은 "내 나이 이미 팔십이 넘어… 물러가는 것이 옳을 줄로 생각한다"라며 불출마 서한을 전달했다.
그러자 1956년 3월 6일 국민회·대한노총·부인회 등이 궐기대회를 갖고 민의를 전하기 위한다는 목적으로 서울로 상경했다. 3월 9일 전국 각지에서 측근들과 자유당, 국민회, 애련, 노동조합 등 친위단체들 주최로 '이 대통령 3선 출마 호소 궐기대회'가 열렸다. 3월 11일부터 민의가 전국 각지에서 발동되었다. 영화인, 무대예술인, 댄서도 가만 있지 않았다. 3월 13일 대한노총이 이승만 재출마를 요구하며 정치파업을 하였다. 대한노총에 소속된 우마차조합에서 우마차 800대를 동원하여 소와 말까지 출마를 원하는 우의마의를 이승만에게 알렸다. 이날 이승만은 민의는 글로 써서 해도 된다고 타일렀다. 3월 15일 자유당·국민회·애련·노동조합 등이 합동주최한 이승만·이기붕 재출마 요청 궐기대회가 열렸다. 3월 20일 이승만은 공보실을 통해 민의는 글로 써서 해도 된다는 말을 다시 전달했다.
1956년 3월 23일 이승만은 3백만명 이상이 날인한 탄원서와 혈서가 들어와 할 수 없이 민의에 양보하기로 했다며 입후보 의사를 표명했다. 그는 이 담화에서 '대통령 후보 한 사람의 선거 비용으로 백만 환 이상 쓰지 못하도록 법률을 만들어야 한다'고 피력했다. 3월 25일 공보실을 통해 재출마 결의 담화를 발표하였다.
이후의 선거전은 정치공세와 정치음해가 심하였다. 1956년 3월 28일 민주당(1955)은 '이승만 대통령 3선지지 데모는 조작 민의'라는 성명을 냈다. 3년 29일 민주당은 정부통령후보 지명 전국대회에서 민의운동 진상규명을 추진하였다.
1956년 4월 4일 민주당 대통령 입후보자 신익희는 한일회담을 제의하였다. 이에 4월 12일 이승만은 선거자금 외부유입 엄금 및 선거에서 대공협상과 친일 주장 불가를 언명하였다. 4월 6일 야당연합전선 구성이 추진되었다. 4월 13일 야당 연합구성 관련 민주당과 진보당의 성명이 있었다. 4월 16일 진보당의 민주당 공격으로 야당연합은 파국에 직면하였다는 보도가 나왔다. 4월 25일 야당계 연합전선을 위해 신익희·조봉암 비밀회담이 이루어졌다. 4월 27일 민주당과 진보당은 야당연합 결렬을 선언하였다. 4월 29일 민주당에 중국 통화를 동봉한 괴서한 발송되었다. 그러나 다음날인 4월 30일 서울시경은 민주당 괴서한 사건이 민주당의 중상모략으로 확인되었다고 발표했다.
1956년 5월 2일 이승만은 논산훈련소와 논산, 대선 등 7개 역 플랫폼에서 유세를 벌였다. 그는 역 구내에 가득 모인 군중 앞에서 "일본과 회동하여 국가의 독립과 자유를 발전케 하겠다든가 또는 공산당과 싸우지 않고 평화적으로 통일을 하겠다든가 하는 것은 다시 국권을 일본에게 빼앗겨도 좋다는 것이고, 또 소련을 조국이라고 하는 류의 언동이다."라고 역설했다. "이들이 정권을 잡게 되면 이것은 반역분자들이 나라를 팔아먹는 것뿐만 아니라 민중이 나라를 팔아먹는 것"이라고 말했다. 같은 날 5월 2일 신익희는 한강 백사장에서 "만약 내가 대통령에 당선된다면 일본 지도자들과 회담할 용의가 있다. 한일 양국 정부는 무엇보다 먼저 부당한 감정을 청산해야 한다"고 유세하였고, 이승만과 자유당은 신익희를 친일분자라고 비난하였다.
1956년 5월 5일 신익희는 호남 유세를 다녀오던 중 열차 호남선 열차 안에서 심장마비로 사망하였고, 이승만은 경쟁자 없이 무난히 3선에 성공하였다.

#### 임기 내 각종 행적
6.25 전쟁 중에도 부분적 지방 자치를 실시하는 등의 정책을 폈다.
1954년부터 문해교육 정책, 문맹퇴치 5개년 사업 등을 진행하여 1945년 78%였던 우리나라 문맹률은 1958년 4.1%로 급감했다.
1954년부터 '초등 의무교육완성 6개년 계획'을 실시하고 교육예산 약 80%를 의무교육비에 배정할 정도로 주력했다. 그 결과 초등 의무교육 취학률이 1957년 90%를 넘겼고, 1959년에는 96% 목표를 달성하였다.
1954년 4월 20일, 제1차 교육과정이 제정되었다. 최초로 우리 손으로 만든 국가수준 교육과정 체제를 확립하였다.

1954년 7월, 방미 중 콜럼비아 대학에서 명예 법학 박사 학위를 받은 후 남긴 기념 사진.

1954년 7월, 미국 로스앤젤레스 등을 방문했고 모교 조지워싱턴 대학교와 컬럼비아 대학교에서 명예 법학 박사 학위를 받았다. 1955년 3월에는 자유수호에 힘쓴 공로로 미국 금영자유훈장을 받았다.
1956년 2월, 김창룡 특무대장이 암살되자, 2월 5일 직접 헌병 총사령부내에 김창룡 중장 피살사건 전담 수사본부 설치를 지시하였다. 2월 21일 국회 연설에서 판사의 월권행위에 유감을 표명했다.
1956년 3월 29일, 서울 운동장에서 이승만의 81회 탄생 경축식이 정부 및 서울시 주최로 열렸다.
1956년 7월 8일, 환율 고수 및 공무원 인력 감원을 단행하였다.

#### 제3차 이승만 정부 (1956~1960)
1956년 5월 13일 유엔 한국 위원회 대표 전원이 선거 감시 차 각 지방에 출동하였다. 1956년 5월 15일 직접 선거로 실시된 제3대 대통령 선거에서 이승만이 재선(3선)되었으며, 제4대 부통령 선거에서는 장면이 당선되었다. 이 선거는 6.25 전쟁의 결과로 대한민국으로 편입된 수복지구 유권자들이 참여한 첫 선거이기도 했다. 1956년 8월 15일 제3차 이승만 정부가 출범하였다.

#### 임기 내 각종 행적
1956년 5월 22일 선거 결과 대통령은 자유당의 이승만, 부통령은 민주당의 장면이 당선되었다는 당선공고를 접하였다.
1956년 9월 17일 기자회견에서 야당의 지나친 반정부적 태도를 비난했고, 9월 22일 대통령령으로 10월 1일을 국군의 날로 공포하였다. 11월 4일 동해안 시찰 도중 이북동포 구출 태세를 갖추어야 한다고 강조했다.
1957년 3월 21일 82회 생일을 맞아 우남장학회를 발족하였다. 또한 열녀상(賞)을 부활시켜서 매년 열녀상을 수여하기도 했다.
1958년 2월 23일 유엔군의 철수가 불가하다는 성명서를 발표하였다.

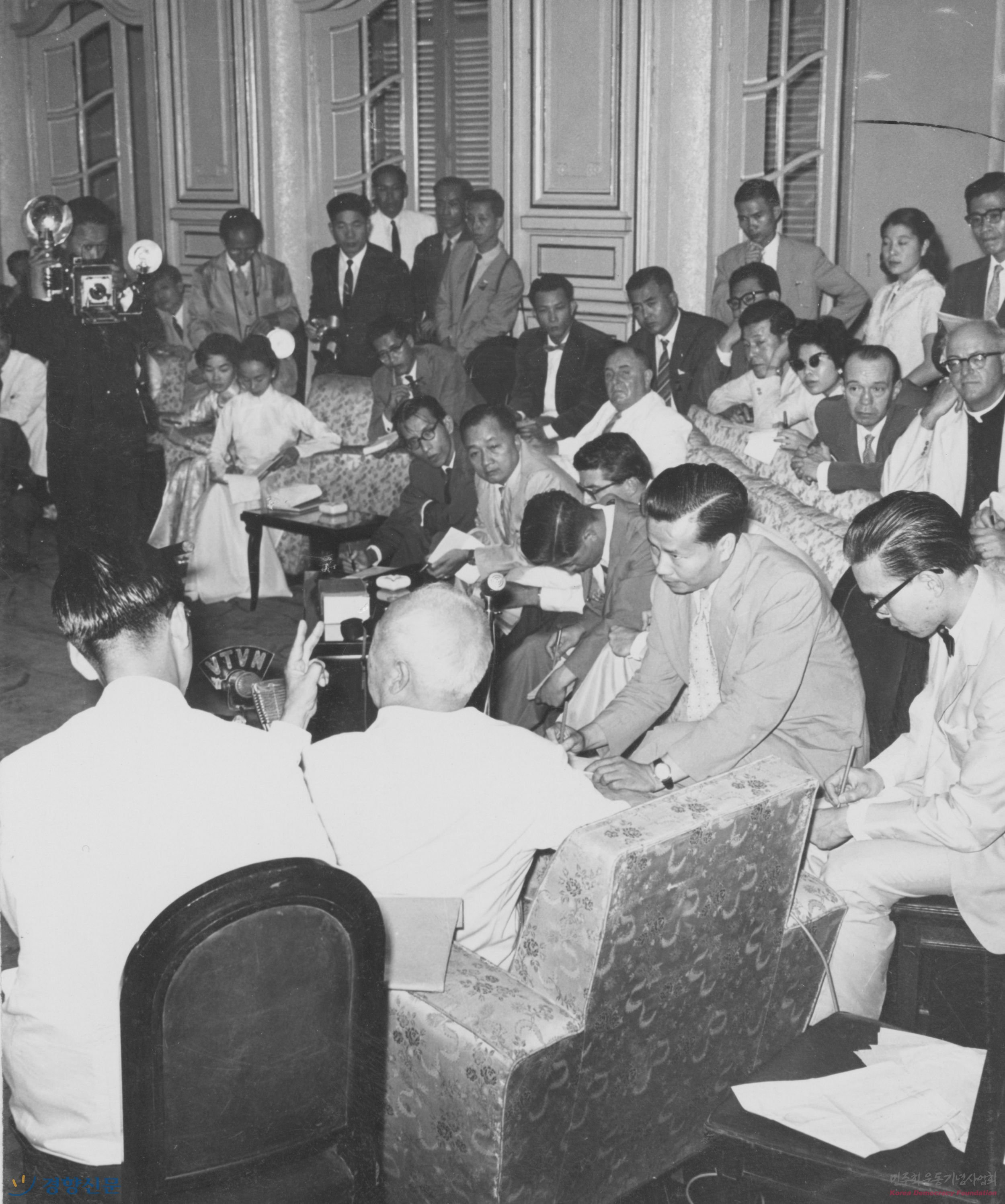
1958년 11월, 베트남에서 기자회견을 하고 있는 이승만.

1958년 6월 29일 AP 기자의 서면회견에서 유엔 감시 하의 북한 총선거를 주장했고, 8월 5일 외신 기자와의 서면회견에서 국군 감축에 반대하고 장비 현대화를 강조하였다.
한편 미국은 중앙정보국(CIA)를 본뜬 정보기관을 설치하도록 이승만에게 요청했지만 CIA를 불신하던 이승만 대통령은 그 제의를 받아 주는 척 하면서 국방부 산하에 설치함으로써 기능을 격하시켰었다. 1958년 국방부 장관 김정렬로부터 CIA의 요구에 따라 정보기관을 설치할 것을 건의받자 그는 당초 거절했다. 결국 정보기관은 국방부 산하에 두는 것으로 낙착된다.
1959년 2월 4일자 경향신문 조간에는 무기명 컬럼 여적을 통해 이승만 정권에 비판적인 내용에 대한 단평이 게재되었다. 이를 계기로 장면을 지지하였던 경향신문이 폐간되었다. 그해 4월 손병희선생기념사업회 명예 회장에 추대되었다.
1959년 6월 24일 UPI 기자를 면담하고, 기자의 서면질문에 북진통일을 강조했다.
1959년 9월 2일 국무회의에서 학원(학교)에 잡다한 부과금 등을 근절할 것을 지시하였다.

#### 경제 정책
1956년 8월 16일 이승만은 대통령 취임 3기 첫 국무회의에서 군비 증강과 경제 부흥을 강조하였다.
1950년대 대한민국의 경제 발전은 미국의 무상원조 위주로 이루어졌고, 그만큼 대한민국의 경제정책은 원조 공여국이었던 미국의 목표대로 추진되는 측면이 컸다. 이승만 정부는 미국에 중공업 중심의 경제성장 정책을 요구했으나, 미국은 한국을 일본 공산품시장으로 위치지우기 위해 경제안정 정책을 추진하였다. 그런데 1955년 말부터 베트남 전쟁이 시작되고 미국 경제에 불황이 찾아오자 미국의 원조자금은 베트남으로 이동했다. 이와 동시에 대한민국에 대한 미국의 무상원조가 유상차관의 형태로 바뀌었는데, 이는 대한민국 경제에 불황을 초래했지만 한편으론 대한민국 경제정책에 대한 미국의 간섭이 줄어들었다.
1957년 미국은 개발차관기금(Development Loan Fund)을 설치하여 대한민국 정부, 기업과 개인 사업자가 미국으로부터 낮은 이자로 대출을 받을 수 있게 하였고, 1959년 3월 부흥부 산하 산업개발위원회는 시장 경제 원칙 하에서도 국가가 개입하여 사회기반시설을 조성하고 중화학 공업 중심의 자립경제체제를 확립할 것을 목표로 하는 '경제 개발 3개년 계획(1960~1962)'의 초안을 완성했다. 그러나 1960년 4.19 혁명으로 계획은 전면 중단되었고, 제2공화국에서 경제 개발 5개년 계획으로 재수립된다.
1958년 10월 28일 이승만은 에너지를 발전을 위해 핵력(원자력)이 필요하다는 전문가의 조언을 듣고 핵력 공학과 개발을 추진하였다. 그러나 1960년 4.19 혁명으로 계획은 전면 중단되었다.

#### 외교 활동

##### 대미·대일 외교

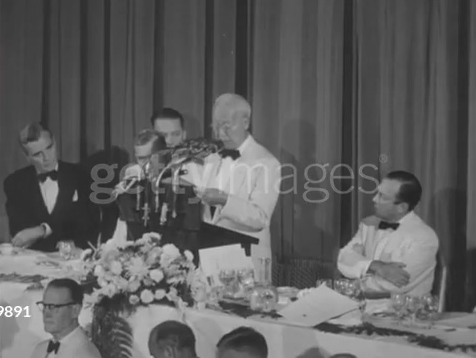
1954년 8월 2일, 뉴욕의 한미협회 재단(American Korean Foundation)에서 이승만이 연설하는 모습. (실제 육성 영상)

한국전쟁을 통해 재정적자가 심각해진 미국은 1950년대 중반부터 국방비 감축 및 대외원조 축소 등을 통해 정부 지출을 줄이고자 했다. 1950년대 중반 대한민국에 대한 미국의 경제 및 군사 지원 액수는 1년 평균 10억 달러 안팎이었다. 이 상황에서 대한민국에 대한 경제 원조를 줄이기 위한 방안의 하나는 한일관계 개선이었다. 대한민국과 일본이 적대 관계를 청산하고 수교하면 일본이 미국 대신 대한민국에 원조할 수 있고 한미일 삼국조약(tripartite treaty)을 맺을 수 있기 때문이었다. 또 다른 방안의 하나는 주한 미군 핵무기 배치 후 병력 감축이었다. 1950년대 중반 북한 병력은 약 35만 명이었는데 남한 병력은 두 배가 넘는 72만 명이었다. 대한민국은 미국의 원조로 거대한 병력을 유지하고 있었기에 미국이 재정 적자를 줄이려면 남한 병력을 감축해야 했다.
1956년 6월 25일 이승만은 6.25동란은 미국의 오판에서 일어났고 중공군 철수가 통일의 선행조건임을 강조하였고, 7월 26일 휴전협정은 이미 사문화되었음을 강조했다. 9월 1일 미국의 극동정책은 패배주의와 유화주의로 전락했다고 비판하였다. 9월 13일 유엔가입을 적극 추진하도록 임병직 대사에게 훈령을 내렸으나 한국의 UN가입은 무산되었다.
1956년 9월 30일 일본이 한일관계 개선을 요구하자 그 조건으로 한국에 대한 역재산권 청구 철회를 요구하였다. 일본은 1957년 12월 구보타 망언을 정식으로 취소하였다.
1957년 1월 휴전협정 폐기와 군비강화를 강조하였다. 8월 31일 방한한 UP통신의 극동 총국장인 호브라이트씨 부자를 면담하였으며 미국 오클라호마 주지사가 증정한 명예 시민증을 전달받았다. 9월 13일 중화민국과 중화인민공화국의 군사적 충돌 사태에 미국이 적극 개입하자, 이에 대한 미국의 태도를 지지하는 성명서를 발표했다.
1958년 3월 28일 계속된 미국의 한일회담 압력에 따라 이승만은 일본 총리 기시 노부스케의 한일회담 재개 요망 친서에 동의를 표하였다.
1958년 4월 15일 제4차 한일회담이 재개되었다. 5월 19일 이승만은 일본 총리가 보낸 특사를 면담하였으나 협의점은 찾지 못하였다.

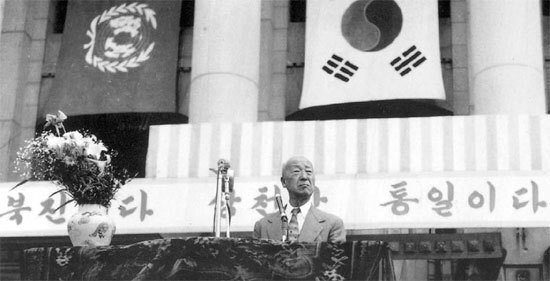
1953년 6월 25일, 중앙청 앞 광장에서 열린 한국전쟁 발발 3주년 기념식에서 이승만 대통령이 연설하고 있다. 뒤로는 '북진통일'을 주장하는 플래카드가 걸려 있다.

이승만은 정부 재정의 70% 이상을 국방비로 쓰면서도 무력 북진통일을 이룰 때까지 병력을 조금도 감축할 수 없다며 미국의 계획에 거세게 반발했다. 그의 반발을 누그러뜨리며 남한 병력을 감축함으로써 미국의 군사 지원을 줄일 수 있는 방안이 핵무기를 비롯한 주한미군 장비의 현대화였다. 이에 미국은 1958년 1월부터 한국에 핵무기를 배치하기 시작했고 1959년부터 한국에 대한 경제 및 군사 원조를 급격히 줄이면서 이승만을 더욱 압박했다. 그래도 이승만은 여전히 한일협상을 완강하게 거부하며 비타협적 자세를 취했다.
1959년 1월 26일, 외신 기자들과의 인터뷰에서 일본에게 약탈한 문화재에 대한 반환을 요구하였다.
1959년 1월 30일, 후지야마 아이이치로 일본 외상이 기자회견에서 재일 조선인의 북송이 곧 시작될 것이라고 발표하였다. 노동력의 부족을 메우려는 북한의 정책과 한국을 압박하려는 일본의 이해가 일치하여 생겨났다. 이승만은 북송은 추방이라며 강하게 비난하였다.
1959년 3.1절 기념식에 참석하여 일본을 규탄하면서 일본에 대항한 국내 안전보장이 필요하다 주장했다.
1959년 3월 25일 미국에 서한을 보내 남북통일을 위한 미국의 결단을 요구했다. 년 3월 29일에는 미국 언론에 자유진영의 단결을 위해 미국의 강경정책이 필요하다고 미국 국민들에게 호소했다. 4월 초부터 미국과 소련이 정상회담을 계획하자 4월 15일 이승만은 미국과 소련의 정상회담이 쓸모없음을 강조했다.
1959년 5월 미국은 평화선에 항의하는 각서를 한국 정부에 전달했다.
1959년 6월 25일 미국 적십자사에 일본의 재일동포 북송을 저지해줄 것을 요청했다. 8월 이승만은 "일본은 인도주의의 이름으로 북한의 공산주의 건설을 도우려 하는 것 같다"고 비난하며, 예정되어 있던 한일회담의 중지를 지시했다.
1959년 8월, 인도 콜카타에서 한일 적십자사간에 송환 협정이 체결되었다. 한편 재일본대한민국거류민단은 북송 반대투쟁위원회를 결성하였다. 8월 25일, 재일본대한민국거류민단원들이 일본 적십자사 본사에 난입하는 사건이 발생하였다.
1959년 9월 10일 이승만은 국제 적십자 부위원장에게 재일교포 북송은 적십자정신에 위배된다고 강조했다.
이승만 정부는 일본에 북한 송환 저지 공작원을 비밀리에 파견하였고, 그 결과 1959년 12월 4일 재일교포 북송저지공작 사건이 발생하였다.
1959년 12월 14일 최초의 북송선(北送船)이 일본의 니가타항(新瀉港)을 출발한 이래로 1968년 3월 북송업무에 일단 종지부를 찍을 때까지 북한과 일본은 총 88,600명의 재일한국인을 불법적으로 북송하였고, 그 후에도 인도주의 명목 하에 재일교포 북송을 진행하였다. 북송자 대다수가 북측이 아닌 경상도, 전라도, 제주도 등지의 한반도 남부 출신이었기에 진정한 의미의 귀향이라고도 볼 수 없었다.
1960년 4월 15일에는 한일회담이 다시 열렸다. 그러나 4월 27일 이승만의 하야로 중단되었다.

##### 대아시아 외교
1956년 11월 7일 소련에 항거한 헝가리 국민들을 예찬하며, 헝가리 국민을 돕겠다는 의사를 표명했다.
1958년 3월 31일 미국 기자와의 회견에서 인도차이나 전쟁에 한국군 파견용의를 표명했고, 4월 26일 아드난 멘데레스 튀르키예 총리에게 대한민국 건국훈장 대한민국장(훈1등)을 수여했다.
1958년 8월 29일 아시아의 집단안전보장체제를 강조하고 중화민국에 유재흥 국군 연합참모총장을 특사로 파견했다.
1958년 11월 5일 베트남 대통령의 초청으로 베트남을 방문, 베트남전 참전 의사를 발표했다. 파병은 1964년에 가서야 첫 파병군이 지원된다. 12월 12일 CBS 방송국과의 기자회견에서 기자에게 UN군 철수 불가, 국가보안법의 필요성을 언명하였다.
미국이 한국군의 감군을 직접적으로 추진하고 있었던 1958년에 가서 이승만은 다시 한번 인도네시아 파병을 제안하고, 비밀리에 우익 반군 지도자들과의 접촉을 시도하였다.
1958년 라오스에서 좌익 쿠데타가 일어나 내전이 벌어지자 이승만은 '국군을 파병, 라오스 우익정권을 돕는 방안을 검토하라'고 국방부에 지시하였다. 이에 연합참모본부는 1959년 9월 21일 국군을 파견하여 라오스 왕국 내 공산군을 격퇴한다는 내용의 '라오스 파병계획'을 작성하였다. 파견군 규모는 사단·여단·대대급이 모두 검토대상이었고, 군 수뇌부는 정글작전에 적합하게 파견군의 편제를 구성할 것을 지시했다. 또 해상수송 기동전단과 수송비행대를 만들어 라오스 파견군을 지원토록 했다. 또한 비밀리에 국방부 내의 정보기관인 '79호실' 책임자 이후락을 라오스에 보내어 상황을 파악하도록 하였다. 이후락은 당시 베트남 대사 최덕신의 도움을 받아 푸미 노사반을 만난 결과를 이승만에게 직접 보고했다. 하지만 국군의 라오스 파병은 깊이 있게 검토되다가 미국의 반대로 무산되었다.
1959년 6월 8일에는 대한민국 국내에서 열리는 제5차 아시아민족반공대회 대표들을 환영하는 시민대회에 환영과 반공 메시지를 전달했다.

#### 측근들에 의한 고립
1958년 1월 1일 자유당과 민주당은 제4대 민의원의원 선거를 앞두고 서로의 선거전략을 절충한 이른바 협상선거법(協商選擧法)이라고 불리는 선거법개정안을 통과시켰다.
1958년 1월 13일 진보당 사건이 발생하였는데, 이승만의 최측근인 장택상과 윤치영이 조봉암의 구명운동을 벌이는 이변이 발생한다.
1958년 2월 16일 민간여객기가 김순기 등에 의해 공중납치되어 납북된 KNA 여객기 납북 사건이 발생했다. 이 사건을 계기로 자유당 정부는 불온사상에 대한 내사와 반국가적 행동에 대한 단속요강을 발표했다. 3월 8일 이승만은 북한을 비난하며 북한에 납북된 KNA 민간여객기 기체 송환을 요구했다.
한편 이승만의 4선을 원한다며 자유당에서 사람을 고용하여 대통령 선거 출마를 원하는 관제 시위를 주도했다. 허정에 의하면 이승만은 자신이 국민의 절대적 지지를 받고 있다는 측근들의 말을 조금도 의심하지 않았고, 그는 자신이 국민의 절대적지지 위에서 민의를 대표하고 있다고 믿었다. 국민과 이승만을 격리시킨 일부 측근들에 의해 그는 현실로부터 고립되어 있었다.
1958년 5월 2일 협상선거법에 따라 실시된 제4대 민의원의원 선거에서 자유당과 민주당은 의도한 대로 압도적 의석을 차지했고, 무소속과 군소정당은 큰 타격을 입었다. 협상선거법의 언론 규제 조항 삽입은 자유당이 본격적으로 3.15 부정선거를 기획할 수 있도록 기초를 제공했으며, 언론과 국민의 기본권이 규제를 당하게 되는 결과를 낳았다.
1958년 8월 11일 자유당은 국가보안법 개정을 국회에 상정하였다. 야당은 야당 탄압의 수단으로 사용될 법이라고 주장하며 강력히 반대했으나, 여당은 12월 24일 무술 경관을 국회에 투입하여 야당 의원들을 감금하고 국회의사당 정문을 폐쇄시킨 채 여당인 자유당만이 출석한 국회에서 국가보안법과 지방자치법 개정안을 비롯해 1959년 예산안 등 10개 법안 27개 의안을 통과시켰다.
자유당 일파의 속임수를 얄밉게 생각한 이승만의 최측근 윤치영은 일부러 4대 부통령 선거와 1960년의 정부통령 선거에 출마하여 이기붕의 표를 갉아먹는다. 윤치영에 의하면 '내가 자유당 사람들의 미움을 산 것은 3대 정부통령 선거에 부통령으로 출마하여 이기붕과 맞서서 결국 장면으로 하여금 당선이 되도록 한 사실이며'라고 밝히기도 했다. 윤치영은 부통령 후보로 나서되 대통령 후보로는 이승만을 지지한다 하고, 이기붕을 떨어뜨리기 위해서 출마한다고 호언하였다.
이기붕 일파의 행동을 미워한 이승만의 또다른 측근인 이윤영 역시 부통령에 출마한다. '이기붕을 떨구기 위해서'였다. 1959년 이윤영은 나라의 운이 다 되었다고 생각하고 이승만에 진언을 하러 경무대로 찾아갔다. 그러나 4대 부통령에 출마했던 이윤영을 밉게 본 이기붕 일파가 못만나게 해 놓아서 결국 이윤영은 뜻을 이루지 못하고 돌아섰다. 이승만과의 면회를 거절당하자 이윤영은 부통령 후보에 다시 입후보하였다. 주위에서 부통령 입후보는 해서 무엇하느냐고 말리기도 하였다. 그러나 이윤영은 "씨름판에 나가는 사람이 꼭 이기려고 나가느냐? 씨름에 져도 잠뱅이나 찢으려 나가는 거지! 이기붕이를 떨구기 위해서다"라고 말했다.
이기붕은 사람을 보내 이윤영에게 돈 1억원을 보내드릴 터이니 사퇴하고 자기를 밀어 줄 것을 제안하였으나 이윤영은 크게 나무란 후에 되돌려보냈다. 제4대 부통령 선거에서 그는 낙선하였다. 이후 이기붕 세력의 견제를 받아 한동안 경무대에 출입하지 못하였으며 결국 이승만이 윤치영과 이윤영을 다시 만나게 된 것은 3.15 부정 선거가 터진 직후였다.

#### 3·15 부정선거와 4·19 혁명 (1960)

1960년 3월 17일자 동아일보. 3.15 부정선거 개표결과 이승만 대통령 4선 당선, 이기붕 부통령 당선을 보도한 기사.

1960년 3월 15일 제5대 부통령 선거가 있었고, 개표 과정에서 이기붕의 부통령 당선을 위한 개표조작이 벌어졌다. 이에 대한 항의가 전국적으로 진행된 가운데 경남 마산에서는 조직적 저항으로 발전한 3·15 마산 의거가 발생했다. 그러나 관계자 처벌은 이루어지지 않았고, 사태는 확대되었다.
1960년 3월 28일 선거부정에 대한 논란이 커지자 이승만은 자유당 간부들을 불러 민심수습 5개 항목을 지시하였다.
1960년 4월 11일 3·15 부정선거 반대시위에 참가했다 실종되었던 마산상고 1학년 김주열이 한 낚시꾼에 의해 마산 앞바다에서 숨진채로 발견되었다. 시체의 왼쪽 눈에서 박힌 최루탄이 확인되었고, 이는 부정선거 비판여론을 전국적으로 확대시켰다. 당시 이승만 정부는 언론을 통해 3·15 마산 의거를 남한에 잠복한 공산주의자 간첩이 배후가 된 폭동이라고 밝히고 마산에 계엄령을 선포하였다.
1960년 4월 19일 서울 지역 대학생들이 총궐기하고 수많은 중고생들과 시민들이 동참한 시위와 이에 대한 경찰의 유혈 진압으로 절정에 이르렀다. 사태는 동료들의 희생에 분노한 학생들이 집회를 여는 지경에 이르렀고, 계엄령은 서울과 전국적으로 확대되었으나 국군은 무력진압을 사실상 거부하고 중립적 입장을 견지하였다.
1960년 4월 21일 이승만은 전직 각료들을 경무대로 불러 상의하였다. 4월 22일 변영태와 허정 등을 다시 경무대로 불러 사태수습을 위한 논의를 하였다. 4월 23일 시위진압 경찰의 발포에 따른 시민들의 사망에 대해 애도의 뜻을 발표하였다. 4월 24일 4.19 유혈사태에 책임을 지고 자유당 총재직을 사퇴하고 대통령직에만 전념하겠다 하였다.
주한 미국대사였던 매카나기의 방문을 받은 이승만은 이 모든 사태가 장면과 교회세력의 지시라고 설명했지만 메카나기 대사는 3·15 부정선거와 이를 저지르고도 숨긴 각료들 특히 경찰의 탓이라고 이야기하였고, 즉각적인 개혁을 강력히 촉구했다.
이승만은 4·19 의거 부상자들이 수용된 병원을 찾아 부상자들을 위문하였다. 그는 학생들의 궐기를 높이 평가하며 "불의를 보고 일어나지 못하는 민족은 죽은 민족이다. 우리 선열들의 독립투쟁과 3.1운동을 이어받은 것이다."라고 하였다.

#### 대통령직 사퇴 (1960)

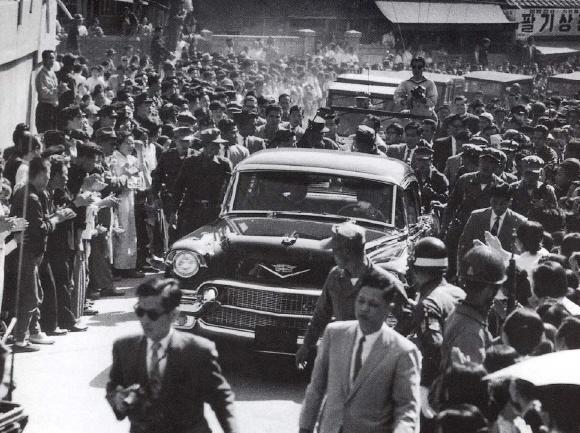
이화장으로 돌아가고 있는 이승만 대통령을 배웅하는 국민들.

1960년 4월 26일 새벽 6시경 허정은 이승만에게 하야를 권고할 결심으로 경무대를 방문했다. 이때 이승만은 구 비서에게 국민이 원한다면 대통령직을 하야하겠다는 성명서를 구술하고 있었다. 이승만은 '25일 저녁에도 학생들이 많이 죽고 다쳤다'는 보고를 듣고 어떻게 국민들을 죽일 수가 있느냐. 내가 물러 나야지 하며 하야를 결심했다. 이승만의 하야 권고를 하러 간 허정은 하야 성명을 구술하는 이승만을 문전에서 보고 목이 메어 아무 말도 나오지 않았다고 한다. 이날 이승만은 시위대 대표 5명과 면담 후 하야를 약속하였다. 그 직후 대국민 담화문을 통해 '국민이 원하면 대통령직을 사임, 정부통령 재선거, 이기붕의 공직 사퇴, 국민이 원하면 본인이 책임지겠다'를 약속하였다.
1960년 4월 27일 이승만은 국회에 대통령직 사임서를 제출하였고, 즉시 수리되었다. 한편 부통령 당선자 이기붕은 4월 28일 경무대에서 이기붕의 장자이자 이승만의 양자인 이강석에 의해서 가족들과 함께 타살되었다. 자유당 정권이 저지른 부정선거에 항의하는 학생을 중심으로 시작한 4·19 혁명은 일본의 민중운동인 안보투쟁에도 영향을 주게 되었다.
1960년 4월 28일 경무대를 떠나 이화장에 있을 때 중화민국의 장제스 총통으로부터 위로 편지가 왔다. 이승만은 '정의를 사랑하는 우리 청년학도들이 있는 한 대한민국의 미래는 밝다'라고 답신하였다.

### 말년

#### 미국 망명 (1960)

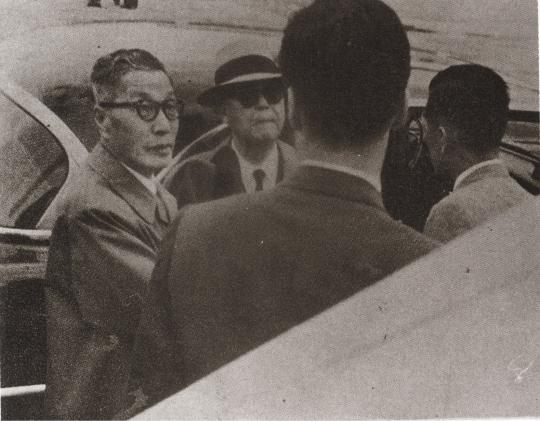
1960년 5월 29일. 하와이로 출국하는 이승만 박사. 왼편 두 번째는 대통령권한대행 겸 내각수반 허정

1960년 5월 29일자 경향신문. 이승만 대통령이 하야성명 발표 후 하와이 망명가는 모습을 보도했다.

이승만은 1960년 5월 29일 하와이로 망명하였다. 그는 처음에 대한민국을 떠날 때 영구 망명을 생각하진 않았다. 다만 한 달 정도 잠시 머무는 정도로만 생각했었다. 그러나 허정 과도 내각과 제2공화국 장면 정권은 이승만의 귀국을 허락하지 않았다.
하와이에서 망명 생활 중이던 이승만은 향수병에 걸렸다. 대한민국에 돌아오고 싶어 1962년 3월 17일자 비행기표까지 끊어놓고, 3월 16일 '사과 성명'을 발표하기도 했었다. 그러나 3월 17일 박정희는 특별 지시를 통해 입국을 거부, 이승만의 귀국을 막는다고 알려졌는데 실은 허락했다는 이야기도 있으나 당시 실제 외교문서 기록에 불허했던 것으로 나온다. 3월 18일자 신문들도 사설을 통해 이승만의 귀국을 반대했다. 이승만은 실어증에 걸려서 고생했다. 영어에 유창했던 이승만은 실어증 이후 프란체스카 도너의 간호를 받으며 약간의 한글과 한문으로 대화할 수 있었다.
거주지를 정하지 못해 수시로 거처를 옮겨다니던 이승만과 프란체스카 도너는 하와이 한국인 교포단체의 유지인 최백렬(崔伯烈), 오중정(吳重政), 윌버트 최 등의 도움으로 한 빌라에 머무르다가 이승만의 병세가 악화되면서 하와이의 요양원으로 옮겨졌다.

#### 서거 (1965)
1960년부터 심장병이 있던 그는 트리폴리 육군 병원에 자주 진료하였다. 이승만은 망명생활 중 병세가 악화되면서 망명지 하와이에서 살다가, 1965년 7월 19일 하와이 현지 시간 0시 35분 (대한민국 시간 19시 35분) 하와이 마우날라니 요양원에서 심장병으로 서거하였다. 향년 91세였다. 이승만이 부인과 양자 이인수 박사를 통해 남긴 마지막 기도와 유언은 다음과 같다.
| “ | 이제 저의 천명이 다하여 감에 아버지가 주셨던 사명을 감당치 못하겠나이다. 몸과 마음이 너무 늙어 버겁습니다. 바라옵건데, 우리 민족의 앞날에 주님의 은총과 축복이 함께하시옵소서. 우리 민족을 오직 주님께 맡기고 가겠습니다. 우리 민족이 굳세게 서서 국방에서나 경제에서나 다시는 노예의 멍에를 메지 않게 해 주시옵소서. 잃었던 나라의 독립을 다시 찾는 일이 얼마나 어렵고 힘들었는지 우리 국민은 알아야 하며 불행했던 과거사를 거울삼아 다시는 어떤 종류의 것이든 노예의 멍에를 매지 않도록 해야 한다. 이것이 내가 우리 민족에게 주는 유언이다. | ” |

#### 장례 (1965)

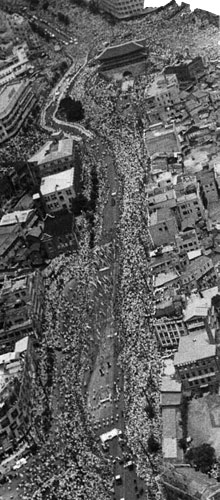
남대문 주변에 그를 추모하러 모인 인파들.

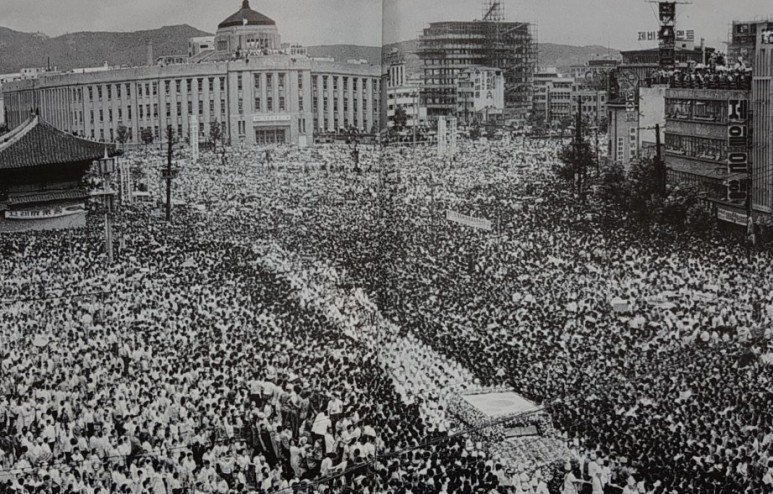
정동교회에서의 영결식 후 시청 광장. 운구되는 이승만 전 대통령의 시신을 따라 중앙청 앞까지 가득메운 시민들의 추도 물결이 이어졌다.

서거 직후 데스 마스크를 만든 뒤 유해는 전 주한 미군 사령관 벤프리트 장군이 마련한 특별 비행기편으로 호놀룰루를 출발하였다. 1965년 7월 23일 오후 3시 미 공군 수송기가 '고향 생각'이 연주되는 가운데 이승만의 유해를 운구하여 김포국제공항에 도착하였다. 박정희 대통령은 이효상 국회의장, 조진만 대법원장, 정일권 국무총리 등 3부 요인들을 대동하고 공항으로 나가 그의 유해를 영접하였다.
그밖에 내외 귀빈으로 윤보선, 허정, 장면, 윤치영, 이범석, 장택상 등이 김포 공항에 나와 이승만의 유해를 영접했다. 허정이 직접 지은 추도사를 낭독하였다. 이승만의 유해가 운구되자 민중당 대변인 김영삼은 '적잖은 정치적 과오가 있으나 평생을 조국의 독립투쟁에 몸바쳐 왔으며, 제1대 대통령을 지냈다는 것을 감안하여 전 국민과 더불어 깊은 애도의 뜻을 표한다는 애도 성명서를 발표하였다.
1965년 7월 20일 박정희는 이승만의 장례를 처음에는 국민장으로 장례를 치르기로 결정하였으나, 이승만의 문중 사람들과 그의 측근들은 정부의 국민장 결정은 이승만에 대한 홀대라고 판단했다. 7월 22일 유해를 영접한 허정, 윤치영, 이범석, 장택상 등 구 자유당 측 인사들은 국민장을 거부하고 국장으로 장례를 치룰 것을 요구하였다. 양자인 이인수를 비롯한 그의 유족들은 당초 정부에 “건국 대통령으로서 국장으로 예우해 달라”고 요구했다. 하지만 이는 야당인 민주당과 학생과 시민단체들이 반발했다. 이에 4월 혁명동지회 등 4·19 혁명 관련 단체들은 국장도 국민장도 과분한 조치라며 3일간 항의 농성을 하였다.
당시 한민당계 정당의 기관지였던 동아일보도 1965년 7월 23일자 사설에서 국장도, 국민장도 불가하다며 정부는 즉시 이승만의 장례에서 손을 떼라고 항의하였다. 양자 간의 합의가 되지 않으면서 박정희는 이승만의 유족에게 국민장으로 장례를 치룰것을 권유하였으나 이승만의 양자 이인수는 국민장을 거부하고 가족장으로 모시겠다고 밝히면서 결국 장례는 가족장으로 장례를 치루기로 결정하였다. 그의 유해는 운구차량과 경찰의 호송을 받고 서울 이화장에 안치되었다가, 1965년 7월 27일 서울특별시 정동교회에서 영결식을 갖고 서울 시가행진 후 국립서울현충원에 도착하였다. 정일권 국무총리가 박정희 대통령의 조사(弔辭)를 대독하는 간단한 영결식을 갖고 국립서울현충원에 안장되었다.

## 사상과 신념

### 자유민주주의
자유민주주의(liberal democracy) 또는 서구식 민주주의(Western democracy)는 고전적 자유주의 원리 하에 대의 민주주의가 작동되는 형태의 정치 이념 및 통체 체제를 말한다. 이승만은 초지일관 미국을 모델로 한 자유민주주의를 추구하였다.
1904년 6월 29일 국민계몽서인 《독립정신》의 원고를 완성하였다. 《독립정신》은 총 52편으로 이뤄졌고, 서양의 선진문명을 배워 부국강병을 이룩할 것을 백성에게 호소한 책이었다. 크게 근대 역사관과 정치관으로 이뤄진 앞부분과 당시 시대상황을 해석한 뒷부분으로 나눌 수 있다. 이승만은 이 책에서 입헌군주제의 도입을 주장했지만 실제로 해외 사례를 언급하는 부분 상당수가 미국의 독립선언문과 대통령제에 대한 설명으로 가득차 있다.
1921년 4월 21일 이승만은 《워싱턴 포스트》에 '한국인들은 스스로 통치할 준비가 되어 있다'라는 제목의 글을 기고했는데 이 글에는 다음과 같은 내용이 있다. "일본은 우리 한반도에서 결코 독립운동을 꺾지 못했다. 만약 일본이 한국의 독립운동을 분쇄시켰다면, 왜 이미 많은 수의 군대를 주둔시키고 있는 한국에 다시 새로운 부대를 보내 병력을 증강하겠는가? 그러나 그 강력한 군대를 가지고도 일본은 아직 2천만 명의 한국인들을 영원한 노예로 만들지 못했다. 일본에 대한 우리의 정당한 경고는 다음과 같다. 그들은 위험천만한 프러시아의 군국주의적 정책을 포기하고, 거의 전 세계에 널리 퍼져있는 미국식 민주주의라는 근대적 원칙을 채택해야 할 것이다."
1942년 2월 27일부터 3월 1일까지 워싱턴 D.C.의 라파예트 호텔에서 한인자유대회(The Korean Liberty Conference)가 개최되었다. 이승만이 이끄는 한미협회와 재미한족연합위원회가 공동 주최하였다. 한인자유대회에서 이승만인 한 연설 내용 중에는 다음과 같은 내용이 있다. "우리의 미국인 동지들에게 본인은 수년 동안 우리를 격려, 지원해 준데 대해 심심한 감사를 드리는 바입니다." "세계 도처에 자유와 민주주의를 나눠 갖도록 노력하는 것은 고귀한 정신이며 관용 있는 태도입니다. 우리의 오랜 친구이며 성실한 동지인 여러분 미국인들은 우리와 함께 이 일을 해오고 있습니다. 당신들을 제외하고 누구에게 감사를 드릴 수 있겠습니까?" "우리는 우리가 23년 동안 지탱해 온 우리의 대한민국 임시정부에 대한 승인을 미국 정부에 요구하기 위해 만났습니다. 비록 대한민국 임시정부가 이국땅에 비밀리에 설립되긴 했지만 그렇다고 승인을 받지 말라는 이유는 없습니다." "이번 회의는 단 하나 밖에 없는 우리의 정부에 대한 충성심을 보여 줍시다. 우리는 한번도 일본인들의 오류에 싸인 통치 집단을 정부로 간주한 적이 없습니다."
1947년 5월 20일 돈암장에서 이승만은 '모스크바 3상회의 결의문에서 신탁조항을 삭제할 것, 소련은 의사표시의 자유를 보장할 것, 과도정부는 민주주의로 하되 미국식 민주주의와 소련식 민주주의가 연립하는 과도정부는 반대함, 만약 그러한 과도정부가 수립되면 남조선 공산화를 방지할 수 없을 것'이라고 주장하며 자신의 주장이 받아들여지는 정도에 따라 제2차 미소공동위원회에 대한 태도를 결정하겠다고 하였다.

### 반공주의
1946년 1월 14일, 이승만은 정례 기자회견에서 신탁 통치 찬성으로 급선회한 공산주의자들을 친일파와 다름없는 매국노라고 규정하고 결별을 선언하였다.
| “ | ... 파괴자와 건설자가 어떻게 합동되며 애국자와 매국자가 어떻게 한 길을 갈 수 있을까. (중략) 이후에 우리가 국권을 회복한 후에는 이 분자들에게도 친일 분자와 같은 대우 아래 우리 민족의 재판 마당에서 우리가 이 사람들에게 물을 말이 있을 것이다. | ” |

1946년 2월, 6주간의 민정 시찰을 위해 지방을 순회하며 돌면서 연설을 하였는데 그 때 공산주의에 대한 자신의 솔직한 의견을 피력하였다.
| “ | 이론상으로 공산주의는 그럴듯하다. 만일 이 주의를 전달하려는 사람들이 단순히 이 주의를 주의대로 전하면 나도 그들을 존경할 것이다. 만일 이 주의가 민주주의와 같이 세계 대중에 복리를 줄 만한 주의가 된다면 아무도 막지 않을 것이다. 그러나 이 공산주의를 선전하는 자들이 아름다운 이상으로서 양의 가죽을 만들어 세계 정복을 꿈꾸는 야심자를 덮어 씌워 공산주의를 소련의 앞잡이로 쓰고 있는 것이다. 그들은 세계 사람들에게 각각 정부를 파괴시키고 나라를 크레믈린의 독재하에 넣도록 훈련하는 것이다. 당신의 동생일지라도 공산주의의 훈련을 과학적으로 받은 뒤에는 당신의 동생이 아니다. 그 동생은 따라서 소련을 자기의 조국이라고 부르고 국가 공업을 파괴하며, 당신의 정부를 뒤엎고 당신의 동포를 넘겨 준다. 그러면 드디어는 당신의 나라가 소련의 위성국으로 되는 것이다. 그러나 그 뒤엔 당신의 동생은 집없는 거지가 되고, 가족은 노예가 되며, 그 뒤에는 이것을 깨달아도 아무 소용이 없을 것이다. | ” |

### 임정법통론
2000년대 들어 민중사학 일각에서 '민주공화정으로서 대한민국 임시정부'에 주목하는 연구 경향이 생겨났다. 우파 내부에서 뉴라이트 주도 하에 건국절 논쟁이 벌어지자 일부 좌파 인사가 갑자기 임정의 역사적 의의를 옹호하고 백범기념관으로 몰려가 행사를 열기 시작했다. 그러나 본디 임정법통론은 일본 제국, 창조파, 개조파, 사회주의자(여운형 등), 조선민족혁명당(김원봉 등), 한국민주당(내각책임제) 등으로부터 대한민국 임시정부를 지키기 위한 이승만과 김구의 주된 주장이었다. 김구와 이승만 등 임시정부 계열 우익인사들은 임시정부 수립 초기부터 대한민국 정부 수립 때까지 임정법통론을 제기하였다.
1923년 국민대표회의에서 '창조파'와 '개조파'가 대립할 때 임시정부 대통령 이승만과 김구 등은 '임정고수파' 입장에 섰다.
1941년 12월 7일 진주만 공격을 계기로 태평양 전쟁이 발발하자 일본의 패배가 당연하다고 생각한 이승만은 미국 및 스위스 등을 무대로 일본 제국이 망하는 즉시 한국이 일본 제국에게 빼앗긴 주권을 돌려받을 수 있도록 미국 등 국제사회가 대한민국 임시정부를 정식 승인해야 된다는 외교활동을 광복이 올 때까지 계속하였다.
1946년 1월 8일 임시정부는 1941년에 이미 채택, 공포된 대한민국 건국강령을 발표하였다.
1948년 6월 7일 제헌 헌법 제정에 관한 논의가 활발할 때 김구는 대통령책임제를 지지하면서, 내각책임제를 거론하는 한국민주당 중심의 국회는 임시정부 법통 계승과 무관함을 시사하였다. "대통령을 군주같이 앉혀놓고 수상이 모든 일에 책임을 진다는 것은 비민주제도일 것이다. 민중이 대통령을 전출한 이상 모든일을 잘하던지 못하던지 대통령이 책임을 지고 일을 하여나가야 할 것이지 그렇지 않다면 사리에 맞지 않는 일이라고 아니할 수 없다." 이날 이승만도 기자회견에서 대통령책임제와 임시정부 계승을 언급하였다. "현재의원 형태(내각책임제)로서는 대한민국임시정부의 법통을 계승하는 아무 조건도 없다고 본다." 1948년 6월 25일 한국민주당이 "헌법초안(내각책임제)을 대체로 지지하는 것이 타당하다"고 했으나, 제헌 헌법은 대통령책임제를 기초로 하는 것으로 조정되었다.
1948년 7월 17일 제정된 대한민국 헌법 제1호(제헌 헌법)에는 "기미 삼일운동으로 대한민국을 건립하여"라고 명시되었고, 제헌 국회 의장 이승만은 국회개원식 축사를 통해 대한민국 정부의 임시정부 계승을 확실히 밝혔다.
1948년 8월 15일 대한민국 제1대 대통령 이승만은 대한민국 임시정부의 법통을 계승함을 천명하고 연호를 '민국 30년'으로 기산하였다.
1962년 12월 26일 개정된 대한민국 헌법 제6호에는 제헌 헌법 시기부터 전문에 수록된 "기미 삼일운동으로 대한민국을 건립하여" 부분이 "3·1운동의 숭고한 독립정신을 계승하고 4·19의거와 5·16혁명의 이념에 입각하여 새로운 민주공화국을 건설함"이라고 바뀌었다. 이는 박정희를 위시한 군부 쿠데타에 정당성을 부여하기 위해서였다. 박정희 정부는 그런 한편 임시정부를 중심으로 독립운동을 크게 선양하였다. 1962년, 1963년, 1968년 등 여러 차례에 걸쳐 오늘날 김구 등 우리가 아는 독립운동가들 대부분에게 대대적으로 건국훈장을 서훈하였다. 또 한편 박정희 정부가 헌법에서 임정법통론과 관련된 부분을 없애자 1948년 장덕수 피살 사건 이후 임정봉대론을 철회했던 민주당계 정당이 보수계 정당보다 오히려 더 임정법통론(그들 입장에선 임정봉대론)에 적극적이게 되었다.
1987년 10월 29일 개정된 대한민국 헌법 제10호에는 "3·1운동의 숭고한 독립정신을 계승하고 4·19의거와 5·16혁명의 이념에 입각하여 새로운 민주공화국을 건설함" 부분을 "3·1운동으로 건립된 대한민국임시정부의 법통과 불의에 항거한 4·19민주이념을 계승하고"이라고 바꾸어 대한민국 임시정부를 직접 명시하였다.

### 정파, 정당정치에 대한 불신
이승만은 정당 정치 자체를 파벌싸움이나 일으키는 갈등의 요인으로 해석하였다. 이승만은 정당정치를 조선시대 당파 싸움 개념의 연장선으로 이해하였다. 이승만은 한민당의 영수가 되어달라는 허정의 주장에 대해 '나는 일당 일파의 영수가 아니라 온 국민의 벗이 되고 싶다.' '지금 내가 할 일은 민족을 단합시켜 한 뜻을 갖고 일하게 하는 것이오. 지금 내가 한 정당에 소속한다면, 반드시 이루어야 할 전민족의 단합이라는 더 큰 일을 버리는 것이오'라고 답했다. 허정은 이러한 정책을 높이 평했다.
반면 이승만의 정당정치 혐오를 두고 신익희와 윤보선 등은 비판을 하였다. 1949년 2월 민주국민당 창당 사실을 이승만에게 알리기 위해 신익희와 김성수는 경무대를 방문했다. 그런데 신익희는 이승만이 창당에 대한 비판을 늘어놓자 이를 불쾌히 여긴다. 면담은 오래 걸렸고 그 날 오후에 나왔다. 나온 후 김성수는 차에 오르자 마자 벌레 씹은 우거지상을 하고 말이 없었다. 신익희는 "정당은 무엇 때문에 조직하는 건데 이 어른 정당을 조직했다고 인사온 사람보고 정권에는 도전하지 말라니... 모든 것을 혼자서 도맡아서 두고두고 하시겠다는 말씀이야. 우리들을 아간지(兒看之), 어린아이 보듯 하시는 말씀이지. 노골적으로 불쾌감을 드러내지 않았지만 신익희에 의하면 김성수 역시 정당 정치를 비판하는 그의 태도에 불쾌감을 드러냈다 한다.
이승만이 자유당을 창당한 것을 두고도 반응은 엇갈렸다. 신익희는 국회의원들이 간접선거로 하면 당선이 어려우니까 재선을 위해 수를 쓴 것으로 해석하였다. 허정은 귀국 초기의 입장처럼 중립적인 시각을 보이라며 촉구했다.

### 만사에 직접 개입, 결재
이원순은 이승만이 사소한 것까지 관여, 간섭하면서도 일면 사소한 것은 대강 넘겼다고 했다. 그는 정사의 세부에까지만 관여하고 있으면서도 실제로 행정부의 자세한 사무에는 초연하였고, 원칙상 기본적이고, 전체적인 정책에 주의를 집중하도록 하였다.
신익희 역시 이승만이 사소한 것까지 일일이 간섭해야만 직성이 풀린다고 증언하였다. 신익희는 취임 초 그를 찾아가 그가 시시콜콜 간섭, 개입하는 것을 염려하여 "국무총리 이하 각 부 장관만 학식과 능력, 그리고 덕망 있는 사람으로 골라서 맡기시고, 그 아래는 그 사람들로 하여금 골라서 임용하도록 권리와 책임을 주십시오. 우남장께서는 이열 한 부의 장관과 네 처장만 딱 거머쥐셔서 번적 들며 줄줄이 따라 올라오고, 내려 놓으면 모두가 내려 앉습니다. 라며 각 해당부서 소관 업무나 인사권한은 장관, 차관선에서 해결하라고 충고하였다. 그러나 이승만은 내가 직접 보지 않으면 다른 짓을 할지도 모른다며 응수하였다. 이승만은 "믿을 사람이 누구란 말이오"하고는 국회의장실 한 구석에 앉아 있던 여자 사무원을 가리키며 "저기 앉아 있는 사환들 까지도 내가 일일이 간섭해야 해요. 그래야 모든 일이 제대로 됩니다."라고 하였다.
허정은 이승만이 소인배들의 농간 외에도 그의 판단을 흐리게 하는 또하나의 요인이 있었다. 그것은 좋게 말하면 사명감이라고도 할 수 있는 집념 또는 아집이었다. 허정에 의하면 '우남은 자기 손으로, 그리고 자기만이 한국을 훌륭한 민주국가로 키울 수 있고 분단된 조국을 통일할 수 있다고 확신했다. 이것은 스스로 설정한 정치적 목표였고 스스로 내세운 사명이었다. 그는 대통령직에서 물러나게 될 때까지 이 사명을 수행하는 길에서 조금도 벗어나지 않았다고 믿었을 것이다. 그에 대한 국민의 절대적 신뢰를 의심하지 않게 되었을 때, 그는 국민의 이러한 신뢰는 그의 정치적 사명에 대한 국민의 정치적 동의라고 생각했을 것이다.'라고 보기도 했다. 만사에 일일이 개입하는 업무 스타일을 그의 최측근 이외의 부하직원들은 피곤하게 여겼고, 이기붕 일파와 자유당은 이승만에게 소와 말까지 동원해가며 국민이 재출마를 희망한다(우의마의)며 그를 속이기도 했다.

### 기독교인
현대의 기독교 또는 기독교 우파에 대한 비판적 인식과 평가와는 달리, 근현대의 기독교 세력은 항일독립운동과 반공운동을 주도하고 유교적 사회분위기에 변화를 주는 등 오늘날 대한민국을 있게 한 주요 세력 중 하나였다. 이승만, 김구, 유관순, 안창호 등 한민족을 대표하는 독립운동가들은 대부분 기독교인이었다. 또 프란체스카 일기에 기록된 일화들을 보면 개인적으로 신에 대한 신심은 꽤 깊었을 것으로 추정된다.
| “ | 부산으로 파견된 중공의 암살공작원들이 대통령의 생명을 해치려 하는데도 대통령은 지금도 경호경관 수를 줄여 한명이라도 더 전투경찰로 내보내 싸우게 할 궁리만 한다. 구국과 독립투쟁으로 살아온 대통령의 목에는 줄곧 일본 정부의 현상금 30만 달러가 걸린 채 수없이 죽을 고비를 넘겨왔으며, 여러 차례 암살범들의 저격을 받을 때마다 '사람의 목숨은 하나님의 뜻에 달려있다'고 태연자약한 대통령이었다. | ” |

## 평가

### 긍정적 평가

#### 독립운동가
장면은 "이 박사 밑에 국무총리로서 1년 가까이 지낸 내가 본 그분은 장점도 많고 단점도 많았다. 그분의 애국심은 의심할 여지가 없었다. 일평생 독립 운동에 바친 공적이 이를 말하고도 남는다. 특히 대외적으로 철석 같은 반공 태세, 의연한 대일(對日) 태도, 과감한 반공 포로 석방 등은 이 박사의 용단이 아니고는 아무도 따를 사람이 없었다. 독립 주권 의식의 철저한 시범도 경복할 만큼 위대했다"고 평가하였다.
허정은 '부정선거에 항거하는 4.19의 노도가 장안을 휩쓸었을 때 비로소 민의의 소재를 정확히 파악한 그는 '부정을 보고서 일어서지 않는 백성은 죽은 것이라며 깨끗이 권부에서 물러났다.' 며 '젊은 학생들의 애국 기상을 가상히 여기고 국민이 원한다면 사퇴하겠다면서 자진해서 대통령직을 내던지고 하야함은 이승만이 아니고서는 하지 못할 결단이었다.' 고 평하였다. 또 '우리는 그의 마지막 모습만을 보고 그의 전부를 평가해서는 안 될 것이다. 남한 단독정부 수립으로 한반도 전체의 적화를 막은 그의 슬기와 용단 만으로도 우남은 한국 현대 정치사에 커다란 공적을 남긴 것이다.'라고 평가하였다.

#### 농지개혁법 시행
농지개혁법은 일제강점기의 봉건적인 지주-소작인 관계의 사회를 자작농-자유인의 사회로 바꾸는 혁명적인 계기로 평가된다. 산업 자본주의의 발전을 가로막는 낡은 요소는 사라지고 지주 대신 자본가가 새로운 경제의 주역으로 급성장하였다. 자기 땅을 일구게 된 농가에서는 높은 교육 수준을 갖춘 미래의 노동자들이 배출됐다. 또한 6.25 전쟁 중 남한에 공산주의가 스며드는 것을 방지하였다. '토지개혁을 통해 주인의식이 생긴 농민들이 많아져 당시 조선민주주의인민공화국의 김일성, 박헌영 등이 주장하던 '100만 봉기설'이 무용지물이 됐다는 것이 정설이다. 김일영 교수는 "농지를 받은 농민은 이승만의 지지기반이면서 동시에 대한민국이라는 국가의 구성원으로 포섭되었다”며 “대한민국 국민이라는 정체성을 만든 첫째 계기가 농지개혁"이라고 주장했다. 역사상 처음으로 자기 땅을 갖게 된 소작농들은 한국전쟁 동안 북한의 선전 공세에도 불구하고 대한민국의 국민으로 충실히 남을 수 있었다.

#### 한미상호방위조약체결
2020년 기준으로 한미상호방위조약은 성공작으로 평가받고 있는데 제2의 한국 전쟁이 일어나지 않았기 때문이다. 조약의 가장 큰 목적인 전쟁 방지를 이뤄낸 것이다. 여기에 국방 역량을 미군이 부담하여 대한민국은 경제개발에 그만큼 힘을 집중할 수 있게 되었다는 의의도 존재한다. 즉, 산업화를 바탕으로 한강의 기적을 가능케 하여 이후 북한과의 체제경쟁에서 승리하게 만든 보이지 않는 공신이라고 볼 수 있다. 한국은 안보적 위기가 높은 국가에 속함에도 불구하고 GDP 대비 국방비 지출은 3% 미만으로 세계 평균과 그리 차이나지 않으며, 경제적으로 매년 수백억 달러에 이르는 예산절감 효과를 내고 있다. 또한 항시 전쟁 재발의 위험이 존재하는 한반도에 '미국이 전쟁을 막아준다.'라는 안정감을 제공함으로써 일명 '코리아 디스카운트'를 억제하여 해외 투자자금의 안정적 유치에 크게 기여해 왔다.
역으로 북한 입장에서는 적화통일을 좌절시킨 근원이라 볼 수 있다. 휴전 당시 그리고 지금까지도 명실상부한 세계 최강국의 군사적 보호를 담보하여 북한 수뇌부의 침략 의지를 무력화시켰다. 그래서 북한 정권과 종북주의자들이 빼놓지 않고 외치는 요구사항 중에 '한미상호방위조약의 폐기'가 있는 것이다.
한때 반공포로 석방 사건을 두고 이승만 제거 작전인 에버레디 작전 명령을 하달 받았던 마크 웨인 클라크 전 유엔군사령관의 회고록에서 그는 이승만에 대해 다음과 같이 평가하였다.
| “ | 이승만은 강인한 반공 투쟁을 통해서 뿐만 아니라 떄로는 미국에 대해서도 서슴없이 주장을 내세우는데 결코 비굴하지 않았다. 그는 공산주의자들의 주장처럼 허수아비 지도자가 결코 아니었다. 그는 아시아인이었다. 그리고 그는 강력한 지도자였으며 그에게는 빛이 있었다. 요컨대 그는 '아시아의 별'이었던 것이다. 나는 지금도 한국의 애국자 이승만을 세계에서 가장 위대한 반공지도자로 존경한다. | ” |

#### 대통령 직접선거제 도입
비록 발췌개헌안을 통과시키는 과정에 무리가 있었지만 아이러니하게도 국민의 손으로 국민의 대표를 선출하는 대통령 직선제를 최초로 마련하였다는 평가가 있다. 지난 총선에서 야당이 다수당이 되어 간선제하에서 직선제로의 개헌은 임기연장의 수단으로 볼 수 도 있는 부분이 있어 이를 긍정적 평가로 보기에는 어렵다.
1952년 7월 4일 몇몇 발췌개헌안 반대 의원들이 국회 불출석을 선언한 가운데, 군경들은 무력충돌에 대비해 국회의사당을 포위하였다. 국회의원 총 210석 중 166명이 출석한 가운데 기립투표 결과 찬성 163표, 반대 0표, 기권 3표로 발췌개헌안이 통과되었고, 7월 7일 공포하였다.

#### 자유민주주의자
1991년의 한국논단과의 인터뷰에서 윤치영은 '우리는 거시적인 차원에서 이박사를 평가해야 할 것이다. 그분은 평생을 독립투쟁에 몸바쳐 온 분이고, 민주주의를 가장 신봉하는 인물이었다.'라고 평하였다.
Students for Liberty(SFL: 자유를 위한 학생들) 한국지부 전계운 대표는 이승만 대통령은 민족주의를 품으며 자유민주제도를 통한 대한민국의 번영을 꿈꾸었다고 평했다. 민족주의가 한국 성장의 밑거름이 되었는지는 잘 모르겠지만, 확실한 것은 자유주의의 핵심 가치인 경제적 자유의 보장을 함으로써 눈부신 번영을 이루어 냈다는 것은 의심의 여지가 없다는 부연 설명을 그 평가 다음에 덧붙였다.

#### 문맹 퇴치와 초등 의무교육 도입
문맹을 퇴치하고 국민학교 의무교육을 실시했다는 점에 있어서 한국 근현대 교육사에 획을 그었다는 평가가 있다.
1954년부터 문해교육 정책, 문맹퇴치 5개년 사업 등을 진행하여 문맹률을 1945년 78%에서 1958년 4.1%로 급감시켰다. 1954년부터 취학률을 70% 수준에서 95% 이상으로 끌어올리기 위해 ‘초등 의무교육완성 6개년계획’을 실시하고 교육예산 약 80%를 의무교육비에 배정할 정도로 주력했다. 총 학령아동의 취학률은 1957년 90%를 넘겼고, 1959년에는 96% 목표를 달성하였다.

#### 개신교 보급
역사학자 이주영은 그를 윤치호와 함께 지난 1세기 동안 한국의 역사에서 개신교와 문명 개화의 연결 고리가 가장 확실하게 드러난 대표적 인물로 평가했다. 이주영은 이승만에 대해서 “이승만 전 대통령은 통치 기간에 모두 135명의 장관과 장관급 부서장을 임명했는데, 그 가운데 기독교인은 절반에 가까운 47.7%였다. 그리고 군대와 감옥에 기독교를 보급하기 위해 군목제도와 형목제도를 도입했다”고 말했다. 또 사회 전반의 미성숙으로 실패로 끝나기는 했지만, 개인의 평등을 전제로 하는 자유선거제도의 확립에도 많은 노력을 쏟았다고 덧붙였다.

### 부정적 평가

#### 친일파 등용
제주 4.3 사건, 여순사건, 반민특위 습격사건, 장면 부통령 암살 미수 사건 등의 배후에는 친일 경찰이 있었다고 한다. 노덕술, 이구범, 최운하 등은 일제강점기부터 고문을 잘해서 출세한 사람들이다. 이들은 '반공'을 이용해 국민들에게 공포를 심었다. 당시에는 친일행위 청산을 주장하면 빨갱이로 몰리기 쉬웠다고 한다. 이승만도 친일파청산 주장은 공산당의 연관성이 긴밀하다는 취지의 발언을 했다.
역사학자 한영우는 "이러한 이승만의 친일파 포용은 민족문화의 정상적 발전을 저해하고, 대한민국의 정통성을 약화시키는 요인으로 남게 되었다"고 평가하였다.

#### 각종 민간인 피해의 책임
많은 사학자들은 제주4.3사건, 여순사건 진압 과정에서 발생된 대규모 민간인 피해에 대해 대통령 이승만의 책임을 제기한다. 또한 6.25 전쟁 시기 한강 인도교 폭파, 보도연맹 학살, 국민방위군 사건, 거창 양민 학살 사건으로 인한 민간인 피해 등에도 대통령 이승만의 책임을 제기한다.
1960년 4.19 혁명에서는 어린 초등학생들만으로 구성된 열도 여러 개 만들어져서 시위대 언니 오빠들에게 총을 쏘지 말라며 시가 행진을 하는 행렬에 동참하여 행진을 하였고, 그런 초등학생들에게도 시위 진압 경찰들이 발포를 하여서 다수의 초등학생들도 이승만의 관사 경무대 앞에서 사망하였다.

#### 국가 보안법 남용
1948년 여순사건이 발발하는 과정에서 "국가의 안전과 국민의 생존 및 자유를 확보한다"는 명분으로 이른바 국가 보안법이 제정되었다. 문제는 이것이 일제시대 독립투사들을 탄압하기 위해 만들었던 그 악명높은 치안유지법을 모태로 했다는 사실이다. 1949년 이승만이 친일파 청산을 위해 만들어진 반민특위를 해체하려고 했을 때, 국가보안법 제정에 극렬 반대했던 노일환 의원 등 반대파 소장의원 13명을 이 국가 보안법을 통해 국회 프락치 사건으로 구속했으며, 1949년 한 해 동안 국가보안법으로 잡아 가둔 사람의 숫자가 12만 명이 넘었다.

#### 장기집권을 위한 개헌
1954년 제2차 개헌의 의도가 국익보다는 이승만과 자유당의 사리사욕에 있었다는 비판을 받는다. 개헌안의 표결 결과에 대한 국회의장 또는 사회자의 의사 표시가 취소 또는 번복되려면 먼저 타당한 법적 근거가 갖추어져 있어야 하고 또 그 근거에 따라 절차대로 진행돼야 하는데, 자유당은 그런 근거와 절차가 없었던 당시 법의 허점을 이용해 즉석에서 표결을 번복하였다(의결 정족수는 무조건 올림을 해야 하는데, 135 1/3을 불법적으로 사사오입해서 135석을 의결 정족수라고 해서 가결 선포). 이에 따라 제2차 개헌은 '사사오입 개헌'이라는 오명을 쓰게 되었다.

#### 언론탄압
1955년 '동아일보 괴뢰 오식 사건'과 '대구매일신문 피습 사건', 1958년 '경무대 똥통 사건'과 '함석헌 필화사건', 1959년 '경향신문 폐간 사건' 등, 일련의 사건을 일으켜 언론을 탄압한 것에 대한 비판을 받는다.

#### 부정선거의 책임
1958년 1월 1일, 자유당과 민주당은 협상선거법을 통과시켰다. 협상선거법의 언론 규제 조항은 위헌 시비가 있었으나 민주당이 이를 묵인함으로써 통과되었다. 협상선거법의 언론 규제 조항 삽입은 자유당이 본격적으로 부정선거를 기획할 수 있도록 기초를 제공했으며, 언론과 국민의 기본권이 규제를 당하게 되는 결과를 낳았다. 자유당과 민주당은 협상선거법에 따라 실시된 제4대 민의원의원 선거에서 의도한 대로 압도적 의석을 차지했고, 무소속과 군소정당은 크게 타격을 입었다. 이후 자유당은 이기붕을 부통령으로 당선시키기 위해 1960년 3.15 부정선거를 저질렀으며 이에 대해 대통령인 이승만의 도의적 책임이 있고 실제로 하야하였다.

### 외교력 평가

#### 대미국 관계
이승만은 미국을 불신하면서도 강력한 동맹상대로 미국을 지목하였다. 이승만은 대한제국 시절에 밀사로 파견되었을 때 미국이 일본과 가쓰라 태프트 밀약을 체결한, 1905년부터 이승만은 미국의 대한국 정책에 대한 강력한 불신을 품어왔다. 미국은 비밀리에 대통령 루스벨트가 파견한 윌리엄 태프트 국무장관과 일본 총리 가쓰라가 비밀 회담으로 일본이 한국 점령을 용인하는 대신 미국은 필리핀을 점령하는 것을 일본이 침해하지 않는다는 내용이었다. 1940년대에도 임시정부 승인을 미루거나 회피하는 미국에 대한 이승만의 불신은 계속되었고, 한국 전쟁의 원인도 1949년 주한미군이 철수하는 것이 원인을 제공한 것이라고 확신하였다.

#### 대일본 관계
일본에 대한 외교정책은 시종일관 반일노선과 경계를 지향하였다. 1951년 1월 12일, 이승만은 매튜 리지웨이 장군에게 한국군 무장과 무기를 요청하면서 다음과 같이 발언하였다.
| “ | 리지웨이 장군, 왜 귀하는 싸울 태세를 갖추고 훈련된 한국 청년들을 무장시키지 않습니까? 왜 50만 한국 청년들을 공산당과 싸울 수 있도록 무장시키지 않습니까? 왜 귀하는 한국 청년들을 밀어 제쳐놓고, 대신 일본을 무장시켜 또다시 일본을 열강으로 만들려고 합니까? 우리나라가 당한 쓰라린 경험은 이러합니다. 우리는 일본 사람들이 러시아와 싸울 수 있게 이 땅을 통과시켜 주었더니 그들은 결코 우리나라를 떠나지 않았습니다. 오히려 미국의 도움을 받아 한국에 머무르면서 40년 동안 한반도를 점령했었습니다. 바로 당신네들 미국이 1905년, 러시아와 싸울 수 있게 일본의 군비를 증강시켜 주었습니다. 그리고 2차 세계대전 중에 당신네들은 바로 그 러시아가 일본과 싸우도록 러시아의 군비를 증강시켜준 것입니다. 이제는 또다시 일본의 군비를 증강시켜 주려하고 있습니다. 러시아나 일본이나 그들 야망대로 남의 나라를 정복하기 위해 다같이 대한민국을 필요로 하고 있습니다. 당신들은 언제나 한국이 아시아의 관건이라는 사실을 똑바로 보지 않으며, 또 이 두 열강이 그로인해 전쟁에 휘말렸다는 사실을 제대로 보지 못하고 있는 것입니다. 그리고 귀국은 극동에서 한국을 강력한 보루로 만들어 이 두 세력을 견제하려 들지 않고, 우리의 적들만 부추기고 있습니다. 내 말을 명심하여 들으시오. 그러나 만약 당신이 우리의 청년들을 훈련하고 무장을 시킨다면, 결코 후회를 하지 않으리다. | ” |

이처럼 이승만의 극단적 반일은 위에서 기술된 것처럼 강대국 틈바구니 속에 끼인 한국이 강력한 국가가 되어야지만이 동아시아 전체에 평화가 유지될 수 있다는 군사지정학적인 신념이 그 밑바탕에 있었다고 볼 수 있다. 심지어 말년에 하와이에 유폐된 후에도 경제 개발을 위해 일본과의 관계를 개선하려는 박정희 정부에도 부담이 되어서 환국이 불허됐을 정도로 죽을 때까지 반일을 고집하였다.
그러나 또 한편으로는 일본에 대표부를 파견하여 연락을 유지하였고, 이는 이승만 퇴진 후 주일한국대사관으로 승격되었다. 6.25 전쟁 당시 미국에서 일본군의 개입을 천명하자, 이승만은 주한미국 대사에게 일본군이 개입하면 일본군부터 먼저 축출할 것이라고 하여 일본군 참전을 취소시켰다. 1954년 3월 27일에는 국내에 유통중인 일제상품 몰수를 지시했고, 55년 6월 20일에는 일본제품 특혜수입 금지령을 내렸다. 한편 일본인을 만났다는 이유로 국무총리 장택상을 해임시키기도 했다.

#### 대아시아 관계
대한민국 임시정부를 후원한 중화민국과 우호관계를 유지하였다. 장제스를 방문하여 면담하기도 하였고, 내한한 장제스에게 건국훈장을 수여하기도 했다. 베트남 공화국(남베트남)의 응오딘지엠과도 우호관계를 수립하였고, 응오딘지엠 방한 시 건국훈장 대한민국장을 친히 수여하기도 했다. 그러나 인도의 네루와는 사이가 안 좋았는데, 네루는 이승만에게 부정적이었다. 네루는 1949년 대한민국 정부의 승인을 반대하는 입장에 서기도 했다. 그러나 정부의 대표단인 조병옥의 설득으로 반대에서 기권으로 돌려놓게 되었다.

### 동시대 인물들에 의한 평가

#### 서재필의 평가
서재필이 1949년 이승만의 영문 전기를 집필 중이었던 올리버(Robert T. Oliver) 박사가 요청하여 보낸「이 박사에 대한 나의 인상(my impressions of Dr. Rhee)」라는 문건에서 이승만에 대해 다음과 같이 평가한다.
| “ | … 조국 독립을 위한 그의 집념과 불요불굴의 헌신적 노력은 그가 한국을 위해서 한 봉사 가운데 가장 돋보입니다. 1948년에 대한민국 국회는 오랫동안 최악의 조건하에서 자기 민족을 위해 헌신했던 그의 노고를 인정하여 그분을 한국 역사상 최초의 민주주의 정부 대통령으로 선출하였습니다. 나는 이 박사 이외에 이 영예에 더 합당한 인물을 알고 있지 않습니다. 나는 그가 성공적으로 대통령직을 수행할 것을 바라며 또 그는 그렇게 할 자격을 갖추었다고 봅니다. 그 앞에 놓이 과제는 험난하고 그 과업을 실천함에 필요한 제도와 설비는 미비합니다. 나는 한국을 사랑하는 모든 이들이 이 시점에서 그와 그의 보좌관들을 가혹하게 비난하거나 근거 없이 험담하지 말고 그들에게 동정과 격려를 베풀어주기를 바랍니다. 나는 이 박사가 한국 역사장 가장 걸출한 인물 중의 하나라고 생각합니다. 그는 지난날 자기 나라를 위해 많은 고초를 당했습니다. 그렇지만 그는 이제 필생의 목표를 성공적으로 달성한 만큼 남은 여생도 기쁨으로 즐기기를 바랍니다. | ” |

#### 허정의 평가
1920년대부터 1960년 망명 전까지, 중학교 재학때 기독교청년회 영어학원에서 배우고 이후에도 이승만의 측근으로서 가까이에 있었던 허정에 의하면 이승만은 대단히 두뇌가 명석한 인물이었다.:229
허정에 의하면 자신을 대단히 높게 평가하였으며, 한국인 중에 자신과 맞설 수 있는 사람이 없다고 봤다고 한다. 누구든지 그에게 복종하고 그를 따르기만 하면 그는 그 사람을 동지로 간주하였으며, 그 외의 사람은 모두 그의 적이었다고 평가하였다. 또한 허정은 '그가 대단히 성격이 급하고 남들과 쉽게 싸웠으며 주요 정치문제에 대하여 대단히 완고했다'고 평하였다.:229
허정은 '다만 처음 환국했을 때처럼 한 정당의 지도자가 아니라, 국민의 입장에 선 초당적 지도자로서 아직도 미숙한 한국의 정당들을 공평한 입장에서 육성하여 정권의 평화로운 교체를 위한 기반을 확립하지 못한 점과 정권을 인계함으로써 훌륭한 민주적 전통을 확립하지 못한 점만은 그의 잘못'이라고 지적했다.
허정은 이승만이 사리에 옳은 말이라면, 누구의 말이라도 수용하는 담박한 면이 있었다고 하였다. '내가 아는 우남은 유순한 호호야(好好爺)였다. 그는 기분이 좋을 때면 봄바람같이 부드러운 마음씨였고, 자신보다 20~30세 어린 연하자들에게도 반드시 공대를 하며, 사람의 방문을 받을 때엔 꼭 자리에서 일어나 맞이하였다.
허정에 의하면 "평소 자신보다 나이가 어리다 하여 인사를 받거나, 함부로 반말을 하지 않고 공대, 존재를 하고 맞인사를 했다. 부정이나 거짓을 보면 육친이라도 용서함이 없는 반면 옳은 일, 곧은 말이면 삼척동자의 말이라도 곧이 듣는 성미였다. 또한 부드럽고 자애롭고 유머 센스가 풍부한 사람이면서도 한번 화를 내면 호랑이처럼 무섭기도 했다"고 했다. 조크를 잘 하기로도 으뜸이었다고 한다.
허정에 의하면 장관을 해임할 때는 그만두라는 말은 절대 하지 않았다 한다. 허정은 직접 담화를 쓰지 않고 장관을 해임할 때도 '그 동안 수고했으니 잠시 좀 나가서 쉬게' 하는 식으로 얘기하는 바람에 여러 사람이 어리둥절할 때가 있었다. 진언을 받으면 즉시 메모하고 유익한 일이면 미루지 않고 결단으로 실천하였다. "반면 누가 나쁜 짓을 했다는 보고나 참소를 들으면 사실여부 불문곡직하고 목부터 베어놓고 연후에 진부를 가려내는 수가 적지 않았다"고도 했다.
허정은 이승만이 농담도 잘 하고, 장난도 잘 쳤으며 성격이 유머러스했다고 한다. "그는 근엄하지만은 않았다. 그는 매우 유머러스한 성품이어서 학관에서는 재치 넘치는 농담으로 학생들을 잘 웃겼다. 그러나 이것은 그가 기분이 좋을 때의 일이고 화가 나면 아무도 당해내지 못했다"며 "기분이 좋을 때는 봄바람처럼 부드러운 성격이 되어 유머를 연발했다"고 한다.
허정은 '그는 주권재민을 앞세우면서도 카리스마적으로 군림하려는 태도가 있었다.'며 그에게는 모순되고 상반되는 두 면이 있었다. 그를 보필하는 사람들이 어느 면에 중점을 두고 그를 돕느냐에 따라 우남의 행동은 달라질 수 있었다. 만일 그가 이념적으로 앞세우고 있던 민주주의의 신념을 구현하는 방향으로 그를 성심껏 그를 돕는 사람들이 그의 주변에서 주류를 이루고 있었더라면 우남은 한국의 조지 워싱턴도 될 수 있었을 것 이라며 아쉬움을 나타내기도 했다.
허정은 이승만이 독립운동하기 전부터 고집스러운 태도와 가부장적인 면모를 보였다고 하였다. 일단 비위에 거슬리는 일이 있어서 고집을 부리고 화를 내면 자기 뜻을 조금이라도 굽히거나 남의 사정을 이해하려고 하지 않았다. 이때부터 그는 가부장적 카리스마의 일면이 엿보였던 것이다. 허정은 "그의 유명한 고집, 이때는 확신이요 신념이었지만, 그의 고집은 우리 역사에 적지 않은 기여를 했다. 해방 후 남한 단독정부 수립을 고집한 것이며, 반공포로 석방, 일본에 대한 완강한 반대 등은 그의 고집이 아니고는 불가능한 일이었다"고 하였다. 또 "그의 고집의 나쁜 일면은 그에게 말년의 불운을 안겨주었다. 그가 자유당에 카리스마적 인물로 군림하지 않고, 진정한 민주 정당으로 육성하려는 배려를 아끼지 않고, 또한 합헌적인 정권 교체를 통해 평화로운 정권 교체의 선례를 남겨놓았더라면, 그는 아직도 국부(國父)로서 추앙을 받았을 것이다"라고 하였다. "그러나 통일은 내손으로 라는 결코 나무랄 수 없는 그의 고집이 결국 슬픈 결말을 초래한 것이다"라고 하였다.

#### 장면의 평가
장면은 "이 박사 밑에 국무총리로서 1년 가까이 지낸 내가 본 그분은 장점도 많고 단점도 많았다. 그분의 애국심은 의심할 여지가 없었다. 일평생 독립 운동에 바친 공적이 이를 말하고도 남는다. 특히 대외적으로 철석 같은 반공 태세, 의연한 대일(對日) 태도, 과감한 반공 포로 석방 등은 이 박사의 용단이 아니고는 아무도 따를 사람이 없었다. 독립 주권 의식의 철저한 시범도 경복할 만큼 위대했다"고 평가하였다.
장면은 "그분의 성격 소치인지 자존심이 너무 지나쳐 ‘나’ 이외에는 이 나라를 다스릴 사람이 안중에 보이지 않는 양 정치 면에 나타난 그분의 개성은 독재의 전형적인 감을 주었다. 정적을 용서 않고 때로는 고도의 술책과 잔인성을 주저 않고 드러냈다. 국회에서 통과된 법률도 비위에 안 맞으면 공포 안하기가 일쑤이며, 그의 유시나 담화가 법률 이상의 위력을 휘둘렀다. 구속된 국회 의원에 대한 석방 결의도 아랑곳없고, 헌법 기관인 참의원, 헌법 위원회, 탄핵 재판소 등도 필요 없다고 구성해 주지 않았다. 장기 집권을 위하여 때로는 비민주적인 방법의 정치 파동도 일으킨 사실은 우리가 다 잘 알고 있는 바다"라고 비판하였다.

#### 신익희의 평가
신익희는 이승만이 독립운동 할 당시의 마음을 버리지 못하고 주먹구구식 계산으로 정치를 한다고 평가했다. 이승만의 제1대 대통령 당선 직후 처음 방문한 신익희는 "국무총리 이하 각 부 장관만 학식과 능력, 그리고 덕망 있는 사람으로 골라서 맡기시고, 그 아래는 그 사람들로 하여금 골라서 임용하도록 권리와 책임을 주십시오. 우남장께서는 이열 한 부의 장관과 네 처장만 딱 거머쥐셔서 번적 들며 줄줄이 따라 올라오고, 내려 놓으면 모두가 내려 앉습니다. 이렇게 하셔야지 만일 그렇지 않고 만기(萬機)를 일일이 친자(親自) 총괄하시려고 하면 어렵습니다. 아무리 기억력 좋고 영리한 사람이라도 사람의 능력은 한계가 있습니다. 더구나 우남장께서는 지금 나이가 연만하신 터수에 어려우시니 그렇게 하도록 하십시오"라고 진언하였다.
그러나 끝까지 조용하게 듣고 있던 이승만은 신익희의 건의가 끝나자 벌떡 일어서 방안을 빙빙 돌면서 손을 입에 갖다 대고는 훅훅 불면서 "안 돼요, 믿을 사람이 누구란 말이오"하고는 국회의장실 한 구석에 앉아 있던 여자 사무원을 가리키며 "저기 앉아 있는 사환들 까지도 내가 일일이 간섭해야 해요. 그래야 모든 일이 제대로 됩니다. 해공은 모르시는 말씀이야."라고 하였다. 신익희는 "우남 대통령 저 어른 큰일났다. 아직도 하와이의 사탕수수 밭에서 노무자로 이민간 무식한 교포들과 비서 몇 사람 데리고 일하시던 그 테두리에서 벗어나지 못하고 계시니, 앞으로 정형(情形)은 어려워 질 것 같구나"라고 하였다.

#### 미군정청장 하지의 평가
하지 청장의 정치고문이었던 밀러드 굿펠로에게 하지가 1946년 6월 23일 보낸 편지에서 이승만을 "늙은 악당"으로 지칭하였는데, 이승만에 대한 하지의 태도를 알아볼 수 있다.

#### 기타
박용만(1924)은 "이승만과 김구는 민족의 쌍벽이었고 민족진영 인사들은 두 영도자를 모시고 반석위에 놓인 것과 같은 안도감과 신뢰감을 가지고 무조건 두 분이 영도하는 대로 마음놓고 따랐던 것이다"라고 평가하였다.
장택상은 이승만의 결점으로 "이승만에게 결점이 있다면 그것은 먼저 행동하고 나중에 생각한다는 것이다."라고 하였다. 장택상과 조병옥은 각각 사석에서, 그리고 자신들의 회고록에 이승만보다는 안창호가 진정한 우리나라의 초대 대통령감인데 일찍 가셨다며 아쉬움을 토로하기도 했다.
윤치영에 의하면 '돈암장과 이화장을 출입했던 최기일은 충분히 자기 편으로 만들수 있었으며, 인격자인 김성수와 안재홍 조차 적으로 만든 것은 이승만의 실책'이라고 평가했다. 최기일은 이승만의 아내 프란체스카 도너가 손님으로 찾아온 안재홍을 몇번 문전박대하는 것을 보고 분개하기도 했다.
여운형은 해방 직후 조선체육회를 이끌던 중 이승만이 귀국한 후 서울운동장에서 전국체육대회를 개최했다. 그때 몽양은 비록 노선은 다르지만 이승만이 해외에서 독립을 위해 수십년을 일하다 돌아왔으므로 일장기 가 아닌 태극기를 가슴에 단 우리 청년들이 대회장에 위풍당당하게 걸어들어오는 것을 보면 얼마나 감격할까 하는 생각에서 이승만을 개회식에 초대했다고 한다. 여운형에 의하면 이승만은 윤치영과 함께 와서 내빈석에 자리를 잡았는데 식이 시작되어도 각도 청년들이 줄을 지어 씩씩하게 입장하자 몽양은 이박사가 얼마나 흐뭇해할까 하고 감격을 나누기 위해 그의 손을 잡으려고 했다. 그런데 이승만은 청년들을 보지도 않고 수행한 윤치영과 귓속말로 정치 이야기만 하더니 "일이 있어 그만 가봐야겠다"며 곧 퇴장해버리고 말더라는 것이다. 정치적 노선은 다르지만 인간적인 입장에서 그를 초청했는데, 그 모습을 보고 여운형은 인간적으로 섭섭했다면서 자기가 이박사에게 가장 실망을 느낀 때가 바로 그때였다고 했다.
김영삼은 그를 당시 가장 현실적인 지도자로 평가했다. 대한민국의 건국의 주역이 돼 사사오입 개헌 시기부터 잘못되기 시작했다고 평가하였다. 한편 김영삼은 또 '이 박사가 너무 노인이었고 기억력이 약했던 것 같다.', '밑에 사람들이 보좌를 잘 못했고 이기붕이 건강이 안 좋은 사람이었는데도 대통령 욕심이 있었다.'고 평가하였다.

## 논란과 의혹

### 단독정부 수립 정당성 논란
해방정국에서 이승만의 단독정부 수립론이 한국의 분단을 고착화시켰다는 주장과 공산주의에 맞서서 자유민주주의 반공국가를 건설하였다는 주장이 있다.
허정에 의하면 '우리가 독재라고 부르는 그의 행동이 얼마나 엉성하고, 어설프고, 불철저했던가. 만일 그가 스스로 독재자가 되려고 결심했다면 그는 이렇게 불철저한 행동을 하지 않았으리라고 믿는다. 독재자는 우남과는 다른 유형임을 이제 국민들은 이해해야 할 것이다. 심신이 쇠약한 노령에 이르러 행정수반으로서의 과오와 실정을 저지른 바 없지 않지만 그가 평소에 쌓은 공적과 대비하면 문제가 되지 않는다'고 주장했지만 그러나 실질적으로 독재를 했기에 독재자라 부르는 것이 타당하다.
윤치영은 이승만이 평소 '부정과 부패를 싫어하고 자유민주주의적 공명선거를 믿고 있었다며 이승만 몰래 자유당 측근들이 부정을 저지른 사실이 사후에 다른 사람에 의해 보고되자 깜짝 놀라, 그렇다면 학생과 국민이 일어선다는 것은 당연하다고 하며 자진해서 하야한 이박사였다고 주장했다. 윤치영은 진상이 드러나자 '드디어 이승만은 4월 27일 행동으로 당신의 뜻을 보여주었다.'라며 이승만이 독재자가 아니라고 하였다. 그는 1970년대부터 이승만이 독재자라는 주장은 낭설이며 우의마의라는 단어의 어원을 설명, 이승만이 3선으로 퇴진하려 했으나, 이승만을 등에 업고 권력을 행사하려는 자유당 측근들의 간계로 관제 3선 출마 시위가 있었고, 이승만은 속은 것에 불과하다는 주장을 역설했다. 1979년 이후부터는 공공연히 이승만의 3선 퇴진설과 우의마의라는 단어의 어원을 역설하며 학생 운동권의 이승만 독재자설에 반론을 제기했다.
이원순은 '학생들의 4.19 의거가 한창일 때 그는 대통령 직위를 미련 없이 버렸다. 이런 것을 보면 그는 별로 명예욕이 강한 인물은 아닌 것 같이도 생각된다.'라고 주장했다.
최기일은 이승만이 말년에 잘못된 측근들이 눈과 귀를 가려서 오도했다고 보았다. 최기일은 박정희를 한국 최초의 성공한 쿠테타이자, 한국 최초의 독재자로 보았다.

### 측근들의 부패와 오도설
측근들이 그의 눈과 귀를 가렸다는 설도 있다. 이승만이 돈암장, 이화장에 있을 때부터 비서관이며 그의 비서실장을 지낸 윤치영은 이기붕의 수하들이 눈과 귀를 가리고 이박사를 속였다고 진술했다. 윤치영은 '가슴아픈 것은 면종복배판 측근들에 대한 이박사의 심정이었다.'는 것이다. 하지만 측근을 잘 못 기용했다면, 그 책임 역시 임면권자인 대통령에게 있을 수밖에 없다.
윤치영은 제1공화국 기간 중의 부패와 선거 관련 문제는 이승만과는 무관하다고 확신했다. '얼마간의 무리도 따른 것은 사실이다. 그러나 50년대 들어 저질러진 그러한 행태들은 자유당 정권의 부패한 세력들에 의해 주도된 것이다. 가령 이기붕, 박마리아 같은 사람들이 자신들의 권력을 더욱 유지시키고 심지어는 대권을 생각해서 저지른 짓들입니다.'라고 주장했다.
윤치영은 내무장관 최인규와 자유당 간부들이 부정선거를 획책했다고 하였다. 윤치영에 의하면 '선거전이 종반으로 접어들면서 내무장관 최인규가 진두지휘하는 행정부의 부정선거 음모는 자유당 수뇌들과 미리 짜여진 각본에 따라 실상을 드러내기 시작했다. 행정관서와 경찰이 청중을 강제동원하는 전국 유세가 2월 27일 대구에 이르러 수성천변에는 역사상 초유의 군중이 자유당 집계로도 30만에 달하였다.'며 1960년 2월 28일 대구 시내에는 경북고등학교 학생들을 일요일임에도 불구하고 민주당 장면 후보의 집회를 방해할 목적으로 등교케 했다. '최인규가 각급 행정관서와 경찰, 그리고 지방선거관리위원회에 내린 비밀지령은 이기붕 후보를 필사적으로 당선시키려고 무리를 담고 있었다'며 윤치영은 '이러한 부정선거운동의 양상을 보며 더군다나 장막에 둘러싸여 아무것도 모른 채 당신의 평소의 소신과 철학대로 민주주의적인 절차가 잘 진행되고 있으려니 하고 믿고 있을 이승만 박사의 처지가 가엾고 통분할 노릇이었다.'고 했다. 윤치영은 노쇠한 이승만 대통령의 여생을 점치던 정상배와 협잡꾼들과 같은 기회주의자마저 끼어들어 벌써부터 논공행상에 여념이 없는 작태들을 노정시키고 있었다 허정 역시 이승만이 소인배들의 농간에 희생되었다 고 하였다.
장면은 이승만 측근들이 장기집권을 위해 부정부패를 저질렀다고 비판했다. 장기집권은 이승만의 뜻이 아니라 그 부하들의 농간이었다는 것이다. '그 분을 장기집권 시키기 위한 자유당 정권이 저지른 중석불 사건, 원면 사건, 연계 자금 사건, 산업 금융 채권 사건 등 추잡한 사건이 연달아 일어나 국민의 불신을 사게 되었다는 것이다.
한편 이승만은 인의 장막에 가려져 있음을 은연중에 인식했다고 한다. 윤치영에 의하면 1958년 이승만을 찾아갔을 때 '당신의 불편한 심정을 토로하는 가운데 뭔가를 암시하는 듯 '철창에 갇힌 호랑이'에 비유해서 혼잣말처럼 독백하시던 일로 미루어 나로서는 여러 가지 짐작되는 바가 있었다.'며 이승만이 뒤늦게 자신이 부하들의 농간에 놀아남을 인식하고 있었던 것 같다고 증언하기도 했다.

### 미국의 이승만 제거 음모설
3.15 부정선거 자체를 이승만을 제거하기 위한 미국의 계략이라는 주장도 있다. 윤치영은 이박사의 빛나는 독립투쟁의 업적을 이 기회에 일거에 실추시키고 어부지리를 얻으려 하고 있다는 모측의 계획된 공작이라고 의혹을 제기했다.
윤치영은 미국 국무성의 음모가 개입되어 있었다는 의혹을 제기했다. 3.15 부정선거 규탄 데모로부터 변질되어 이승만 박사를 기꺼이 하야하도록 만든 일관된 계략이 있었다고 의혹을 제기하였다. 윤치영은 '미 국무성의 이승만 제거작전을 아는 사람은 많지 않을 것이나 안다고 해도 지금에 와서 그 진상을 자세히 밝힌다는 것은 쉽고도 어려운 일이 아닌가 싶다.'며 의혹을 제기했다. 윤치영은 1950년대부터 미국이 이승만을 제거하려고 공작을 하고 있었다고 주장했다.

## 일화

### 이승만과 김구
이승만과 김구 모두 구한말에 과거에 응시해 낙방한 경험을 갖고 있다.
이승만과 김구 모두 기독교인이었다. 낙방 후 이승만은 왕정 폐지와 공화국 수립을 도모하였다는 반역의 죄목으로 옥살이를 하던 중 기독교로 개종하였다. 김구는 젊어서 동학교도였고, 불교에 귀의해서 법명 원종(圓宗)을 얻은 승려였으며, 28세 때 부친상 3년상을 탈상하고 기독교에 입교하였다.
이승만과 김구 모두 우파였다. 이승만은 친미국 노선으로 갔고, 김구는 친중화민국(대만) 노선으로 갔다.
이승만과 김구는 1920년 12월경 상하이 임시 정부에서 임시 대통령과 경무국장의 관계로 첫 대면을 하였으나, 김구는 《백범일지》에서 서른여섯 살 때인 1912년부터 투옥 시절 '감옥 선배' 이승만을 흠모했다고 고백하였다. "서대문 감옥에는 역대의 진귀한 보물이 있다. 지난날 이승만 박사가 자기 동지들과 투옥되었을 때에 서양인 친구들과 연락하여 옥중에 도서실을 설치하고 우리나라와 외국의 진귀한 서적을 구입하여 5~6년 동안 (중략) 강연했다. 그 가운데 이 박사의 수택(手澤·손때)과 누흔(淚痕·눈물 자국)이 얼룩진 책자를 볼 때 배알치 못한 이 박사의 얼굴을 보는 듯 반갑고 무한(無限)의 느낌이 있었다."
이승만은 부인 프란체스카와 함께 수시로 경마장에 들렀다. 경마가 있는 날이면 3층 귀빈실은 항상 북적거렸다. 마사회에서는 이들을 극진히 예우했으며, 예정에 없던 상장이나 상배를 마련하여 레이스를 하기도 했다. 한편 김구도 경마장을 즐겨 찾았는데, 1946년 모친 곽낙원여사의 시신을 중국에서 운구하여 정릉뒷편으로 이장할 때 기마단이 운구를 호송했기 때문이다. 운구 호송을 고마워한 김구는 계속 경마장을 찾았다고 하며, 이승만과 김구가 자주 찾는 것에서 '이승만상', '김구상'이 유래했다고 한다.
이승만과 김구는 친분이 매우 두터웠다. 공석에서도 김구는 이승만한테 '형님'이라는 소리했을 정도로 사이가 매우 좋았다. 김구의 말년에 발생한 장덕수 피살 사건 때문에 이승만과 김구가 결별했다는 주장이 있으나 그 증거는 발견되지 않았다. 1948년 3월 8일 김구가 장덕수 피살 사건과 관련하여 재판정에 출석하자, 이승만은 김구의 장덕수 피살 사건 관련설을 믿을 수 없다고 일축하였다. 윤경빈에 의하면 이승만과 김구의 갈등은 '단독 정부 수립 운동'와 '남북 통일 정부 운동'이라는 정치노선 차이 때문이었다. 이 갈등조차 1949년 5월 19일 이승만과 김구의 회동을 거치며 봉합되고 있었다. 1949년 5월 20일 김구는 경교장을 방문한 기자에게 다음과 같이 말했다. "일반국민들이 3영수의 재합작을 간절히 바란다는 것은 현 시국에 비추어 있음직한 일이나 본래부터 대통령과 김박사와 나의 사이에는 별반 간격은 없었던 것이므로... (중략) 과거 우리들의 노력방법에 있어서 약간의 차이가 있었던 것은 사실이나 시간과 공간은 차차로 이러한 차이를 해소하고 합일점으로 도달케 할 것을 의심하지 않는 바이다. (중략) 대통령과 金박사와는 앞으로도 종종 만날 기회가 있을 것으로 믿는다." 그러나 한 달 후 1946년 6월 26일 김구의 피살로 인해 화해의 결실을 맺진 못하였다.
다만 대한민국 정부수립에 있어서는 둘의 의견은 대립되었는데 이승만은 남한 단독정부를 수립할 수밖에 없다는 의견인 반면 김구는 어떻게든 남북 통합정부를 수립해야 한다는 의견을 갖고 있었다. 그런데 이상주의자인 김구와는 달리 이승만은 현실주의자였기 때문에 단 한 가지 이유로 인해 무조건 남한 단독정부를 수립해야만 한다는 논지였는데 그 유일한 이유라는 게 바로 김일성의 존재 그 자체였다. 이승만은 김일성이 존재하는 한 절대로 남북 통합정부를 수립할 수 없다고 생각했으며 김일성에 대해 아예 포기하는 태도를 보였다. 반면 김구는 이승만이 사람 자체를 포기한 김일성을 어떻게든 설득하려고 남북을 오가면서 노력했다. 이승만은 미국에서 매우 오래 살았기 때문에 사고방식도 미국인처럼 현실주의자가 된 것이며 그래서 김일성이 살아있는 한 절대로 통일을 이룰 수 없다고 판단한 것이다. 김일성만 죽으면 통일이 되기는 매우 쉽지만 김일성 한 사람 때문에 통일은 불가능하다 판단했으며 이 판단은 김일성이 한국전쟁을 일으키면서 정확했음이 증명되었다.

### 서재필, 이상재, 안창호와의 일화
서재필은 배재학당, 독립협회, 협성회를 통해 이승만을 지도하였다. 서재필은 미군정 하지 장군의 초청으로 과도정부 특별의정관 자격으로 초빙돼 귀국했지만, 당시 극렬한 좌우 대립의 와중에서 고령의 나이에 대통령 출마 권유 등을 받자 자신의 제자인 이승만과의 대결을 피해 미국으로 돌아왔다.
이상재는 독립협회와 YMCA에서 그의 활동을 도왔고, 옥중에 있을 때는 이승만이 준 성경을 보고 기독교로 개종했다. 이상재는 이승만이 미국으로 건너간 뒤에는 이승만의 미국 유학비와 생활비를 지원, 후원하였다. 가난한 한인 고학생들이 찾아오면 찾아가서 끼니와 차비와 숙박비도 지불해주었고, 학생들의 학비까지 직접 건네주기도 했다. 서재필이나 김규식은 한국인 고학생을 거절했는데, 자기 좋아서 유학을 왔으면 그만한 고생도 감내해야 되는 것이 아니냐며 거절하였다. 안창호와 이승만은 미국, 프랑스, 영국 유학생들에게 용돈과 학비를 부쳐주었다.

### 군 견제 정책
한국 전쟁 이후 급격하게 성장한 국군 세력을 이승만은 경계했다.
1954년 5월 정일권 참모총장이 그와 친밀한 사이에 있던 공국진을 육군 헌병사령관으로 임명하여 군내 부패의 척결과 수사기관 사이의 갈등 해결 등을 주요 과제로 지시했다. 공국진은 이 과제들을 수행하는 과정에서 직무한계를 자의로 무시하는 김창룡 특무대장과 잦은 갈등을 빚게 되었고, 김창룡은 이 과정에서 공국진이 탄피를 일본에 밀수출하려 하였다는 혐의를 씌워 해임을 기도했다. 소위 경무대 유시를 근거로 하는 김창룡의 공세 앞에 정일권 참모총장도 역부족으로 그가 임명한 헌병사령관의 해임을 명할 수 밖에 없게 되었다.
이후 공국진이 강문봉이 군단장으로 있는 2군의 참모장으로 발령되는 것도 김창룡의 방해로 무산되었고, 이 과정에서 김창룡은 참모총장 정일권의 명령을 정면으로 무시하고 공국진의 보좌관을 체포, 연행하기도 하였다. 이와 같은 김창룡의 월권행위에 분노한 정일권과 강문봉은 1955년 10월 진해에 머물고 있던 이승만에게 직접 찾아가 김창룡의 전근 내지는 유학을 건의하기도 했다.
그러나 이승만은 이들의 건의를 수용하지 않음으로써 김창룡에 대한 신뢰를 재확인하였다. 김창룡은 정일권과 강문봉의 비리에 대한 집중 수사로 이에 대응하였고, 이는 정일권과 강문봉의 김창룡 암살음모와 교사 라는 극단적인 대응으로 이어졌다. 이 과정에서 주목할 것은 이승만은 김창룡에게 정일권의 비리를 수사하게 했고, 정일권에게는 역으로 김창룡의 비리를 수사하라는 밀지를 내렸다는 것이다.
군인들의 쿠데타 기도를 두려워하던 이승만은 국군 내 일본군 파벌, 만주군 파벌, 광복군 파벌 간의 헤게모니 쟁탈 갈등을 알고도 묵인했다.

### 박씨 부인 박승선
1890년 이승만은 동갑내기인 음죽 박씨 박춘겸(朴春兼)의 딸과 결혼해 외아들 이봉수를 두었다. 그러나 1906년 2월 26일 이봉수가 미국 필라델피아에서 9세의 나이에 디프테리아로 세상을 떠나자 부친 이경선은 격노해 이승만에게 이혼을 요구했다. 이승만은 결국 1912년 박씨 부인과 이혼했다.
이혼 후 박승선은 고아원에서 아이 한 명에게 이은수라는 이름을 주고 입양했다. 이승만은 자신의 호적에 이은수라는 아이가 양자로서 나타나자 1949년 서울지방법원에 '처의 관계부존재확인 판결'을 제기하여 양자 이은수를 파양하였다.
이승만의 양자 이인수에 의하면 박씨 부인은 진남포에서 사업을 하다 해방 직후 인천으로 내려와 6·25 전쟁 때 인민군에게 피살되었다. 박씨 부인의 집에 들이닥친 북한군이 '이승만의 본처가 숨어 있다는데 누구냐'고 하자, 박씨 부인은 숨지도 않고 '내다, 어쩔테냐'고 당당하게 말하는 바람에 총에 맞아 죽었다고 한다.
이인수의 아내 조혜자에 의하면 "박씨 부인은 이승만을 옥바라지했을 뿐만 아니라 시아버지(이경선)의 산소를 황해도 평산으로 이장했던 분"이라며 "그분은 선교사들과 교유하며 영어와 일어, 중국어, 러시아어까지 소통이 가능했던 인텔리 여장부였다고 들었다"고 했다.

### 임영신과의 일화

1952년 1월 1일, 새해부터 최전방을 시찰하는 대통령 이승만과 영부인 프란체스카 여사. 추위가 들어가지 못하도록 두툼한 파카 후드 모자를 꽉 쪼여서 대통령이 당황하고 있다.

1931년 미국 워싱턴 D.C.에서 이승만은 자신의 측근이며 임영신의 기전여학교 은사인 이순길을 통해 임영신에게 청혼할 뜻을 밝혔으나 거절 당하였다. 이승만은 실망하였으나 임영신을 측근으로서 신뢰하였고 임영신도 그의 충실한 측근이 되었으며, 자신의 호를 이승만의 이름에서 따 승당(承堂)이라 짓기도 했다.
1945년 10월 16일 33년 만에 고국에 돌아온 이승만은 돈암장에 거주했다. 이때 윤치영의 아내이자 대한여자국민당의 부당수 이은혜와 대한여자국민당의 당수 임영신 등이 돈암장을 자주 드나들며 그를 도왔다. 당시 이승만은 71세, 임영신은 47세였는데, 두 사람이 불륜관계라는 소문이 사람들 입에 오르내렸고, 이 소문은 이승만이 미국에서 독립운동을 하면서 미국 남캘리포니아대에 유학 중이던 임영신에게 청혼했다가 거절 당한 사실이 알려지면서 확대 재생산됐다. 남편에게서 한국에 들어오라는 전갈이 있기를 손꼽아 기다리던 프란체스카 도너에게 먼저 날아든 소식은 이승만과 임영신의 관계에 대한 낯 뜨거운 소문이었다. 소식을 접한 그는 대로(大怒)했고 한국행을 서둘렀다. 귀국 후 그가 가장 먼저 한 일은 남편과 임씨를 떼놓은 것이었다. 이승만이 돈암장에서 이주한 후 마포장에 머무를 무렵, 김구 외에 임영신과 윤치영만이 마포장을 통제받지 않고 출입하였다. 이때 이승만이 임영신과 동침한다는 루머가 나돌기도 했다. 프란체스카 도너는 임영신을 마포장에 출입금지 시켰다.

### 취향

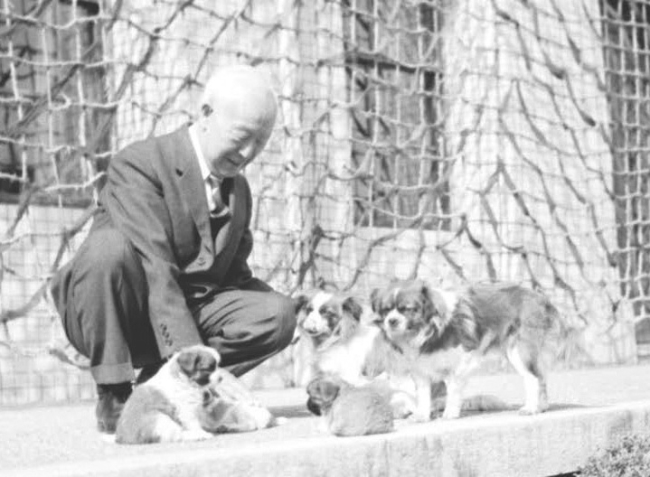
자식이 없어서 그런지 애완견들을 상당히 이뻐했다. 총 3마리를 키웠는데 각각의 이름은 해피(Happy), 스마티(Smarty), 프리티(Pretty)였다.

그는 술도 담배도 하지 않았지만 그렇다고 금욕주의자는 아니었다. 그는 굉장히 대단한 미식가였고, 독서가였고, 재담을 즐기고, 낚시, 테니스, 정원 손질, 개를 데리고 산책하기, 서도 등을 즐겼다. 그는 많은 책을 독서하기를 좋아했다.

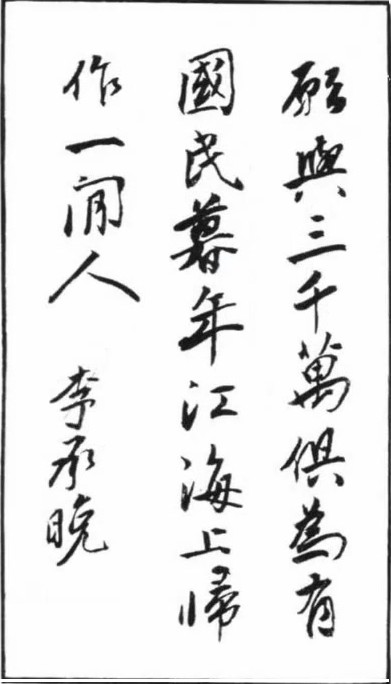
1947년 2월 19일, 이승만이 도미하여 워싱턴의 칼튼 호텔에서 쓴 한시. "내 염원은 3천만 동포가 함께하는 통일된 나라를 이룩하는 것. 그러면 내 임무는 끝나고 여생을 산간의 아름다움에 의탁해 고요와 평안속에 살련다."

시 짓기도 좋아해서 애국충정에 넘치는 한시를 많이 지었다. 또 한시들 중에는 소, 벼룩, 모기, 빈대, 쥐, 파리, 누에 등을 주제로 하여 읊은 것들도 있다.
오랜 미국 생활로 인해 식습관이 미국인과 거의 비슷하다. 식단에는 거의 항상 햄버거가 올라왔으며 그 외에도 카스테라, 샌드위치, 포도주 등을 즐겼다. 또한 사고방식 역시 반쯤 미국화되어 있었으며 그래서 미국의 문물을 받아들이는 것에 대해 매우 적극적이었다.

### 기타

#### 윌슨 가족과의 인연
구미위원부 공관에 출입하던 미국의 많은 저명한 인사들 가운데 한 명이 우드로 윌슨의 차녀 제시 윌슨이었는데, 그녀는 이승만이 프린스턴 재학 시절부터 친하였으며 이 두 사람은 한때 서로 연애 감정에 빠진 일도 있었다고 한다. 그러나 워싱턴에 찾아올 당시는 이미 외교관 프란시스 세이어(Francis Sayer)와 결혼한 상태였다. 그럼에도 이 부부는 미국 조야의 많은 인맥들을 소개시켜주는 등 이승만의 외교 활동에 많은 협조를 해주었다고 한다.

#### 한국의 소리 (VOA) 단파방송
1942년, 경성방송국에서 근무하는 한국인 직원들은 위험을 무릅쓰고 샌프란시스코에서 송출되는 미국의 소리 한국어 방송을 듣곤 했는데, 이날 이승만의 항일 단파방송 내용을 밀청한 사람들은 그 내용을 입에서 입으로 전래하였고 훗날 국내에 이승만에 대해 널리 알려지는 계기가 되었다. 이 항일 단파방송을 몰래 밀청하다가 조선총독부에 의해 잡혀간 사람들이 적지 않았는데, 이들 증언에 따르면 '임시정부가 중국이 아닌 미국에 있고, 이승만이 대통령이라는 소문까지 퍼지기도 했다.'라고 한다. 당시 워싱턴에서 항일 단파방송을 할 때의 이승만의 공식 직함은 '대한민국 임시정부 주미외교위원부 위원장'이었다.
서울 중앙방송국 기자 출신 문제안의 증언에 의하면 '항일 단파 라디오 방송은 힘은 많지 않지만, 아주 막연하게 저 하늘에 있는 구름같이 먼 데 아주 알 수 없는 곳인데 우리나라를 다시 만들려고 하는 우리를 지켜려는 누군가가 있다. 이런 것을 아주 가냘픈 희망이 있지만 그런 마음이 있었다.'라고 증언하였다. 이승만의 항일 단파방송 육성 원본은 오늘날 천안에 위치한 독립기념관에 보존되어 있다.

## 상훈
- 1947년 2월 미육해군연합협회 감사장
- 1947년 2월 미육해군연합협회 금(金) 명예훈장
- 1949년 건국공로훈장 대한민국장
- 1953년 1월 18일 미국 법률자문협의회 명예회원
- 1954년 8월 뉴욕 시에서 수여한 공중봉사 공로 표창장
- 1954년 8월 미국 뉴욕 시 공중봉사 공로 표창메달
- 1954년 워싱턴 D.C. 도착 기념 환영의 열쇠
- 1955년 3월 21일 미국 금영자유훈장

## 가족 관계
- 증조부: 이황(李璜, 1784년 10월 15일~1845년 2월 27일)
- 증조모: 남양 홍씨(南陽洪氏, 1787년 2월 20일~1857년 7월 4일), 현감 홍치복(洪致復)의 딸
- 조부: 이창록(李昌祿, 1811년 5월 14일~1862년 8월 10일)[552]
- 조모: 밀양 박씨(密陽朴氏, 1817년 4월 1일~1849년 8월 16일), 박동욱(朴東郁)의 딸
- 조모: 제주 고씨(濟州高氏, 1833년 2월 28일~1905년? 5월 5일), 통정대부 고인관(高仁寬)의 딸
- 아버지: 이경선(李敬善, 1839년 6월 12일~1913년 12월 5일)
- 어머니: 김해 김씨 김말란(金海金氏, 1840년 2월 20일~1896년 7월 15일), 김창은(金昌殷)의 딸
  - 큰누나: 이태명
  - 매형: 우태명(禹泰命)
    - 외조카: 우종구

  - 작은누나: 전주 이씨((全州李氏 1859년 ~ 1899년 5월 9일)
  - 매형: 심원기(沈遠基, 1858년~1925년 12월 12일)
    - 외조카: 심종철, 심종화
- 장인: 박춘겸(朴春兼, 1851년 5월 13일~1908년 4월 12일)
- 장모: 성주 도씨(1840년~1882년)
  - 배우자: 박승선(朴承善, 1876년~1950년?), 1891년 결혼
    - 아들: 이봉수(李鳳秀, 아명은 태산(泰山), 1898년 6월 9일~1906년 2월 26일), 미국 필라델피아에서 디프테리아로 사망
    - 양자: 이은수(李恩秀, 1917년~1988년), 1949년 파양
- 장인: 루돌프 도너(1863년~1922년)
- 장모: 프란치스카 게를하를틀(1869년~1938년)
  - 배우자: 프란체스카 도너(Francesca Donner Rhee, 1900년 6월 15일~1992년 3월 19일)
    - 양자: 이강석(李康石, 1937년 2월 5일~1960년 4월 28일) - 파양, 효령대군의 17대손
    - 양자: 이인수(李仁秀, 1931년~)
    - 자부: 조혜자(曺惠子, 1942년 4월 14일~)
      - 손자: 이병구(李丙久, 1969년~)
      - 손자: 이병조(李丙朝, 1971년~)

## 저서
- 《영한사전》 (1904, 미완성)
- 《청일전기》
- 《독립정신》 : '옥중기'라는 이름으로도 불린다. 원고는 1904년, 옥중에서 집필을 끝내 박용만을 통해 미국으로 안전하게 전달되어 1910년, LA에서 초판으로 발간되었고 이후 1917년에 하와이서 재판되었다.
- 《Korean Mission to the Conference on the Limitation of Armament(군축 회담에서 한국의 역할)》, Washington, D.C., 1921-1922. (1922)
- 《일본 내막기(Japan Inside Out)》 (1941)이승만의 일기인 로그북(Log Book, 항해일지) 원본 표지.
- 《이승만 일기》
- 《건국과 이상》
- 《일민주의 개설》 (일민주의보급회, 1949)
- 시집
  - 《이승만 한시선》
  - 《체역집》 : 이승만이 고종의 수구정책을 비판한 혐의 등으로 1899년 대한제국 정부에 의해 체포, 구금돼 5년 7개월간 한성감옥에서 옥살이를 할 때 지은 한시(漢詩)들을 모은 것이다.[553]

- 작품
  - 친필 민영환 묘비
  - 친필 헐버트 묘비명
  - 화천댐 파로호 비석

## 문화에 나타난 이승만

### 화폐 속의 이승만

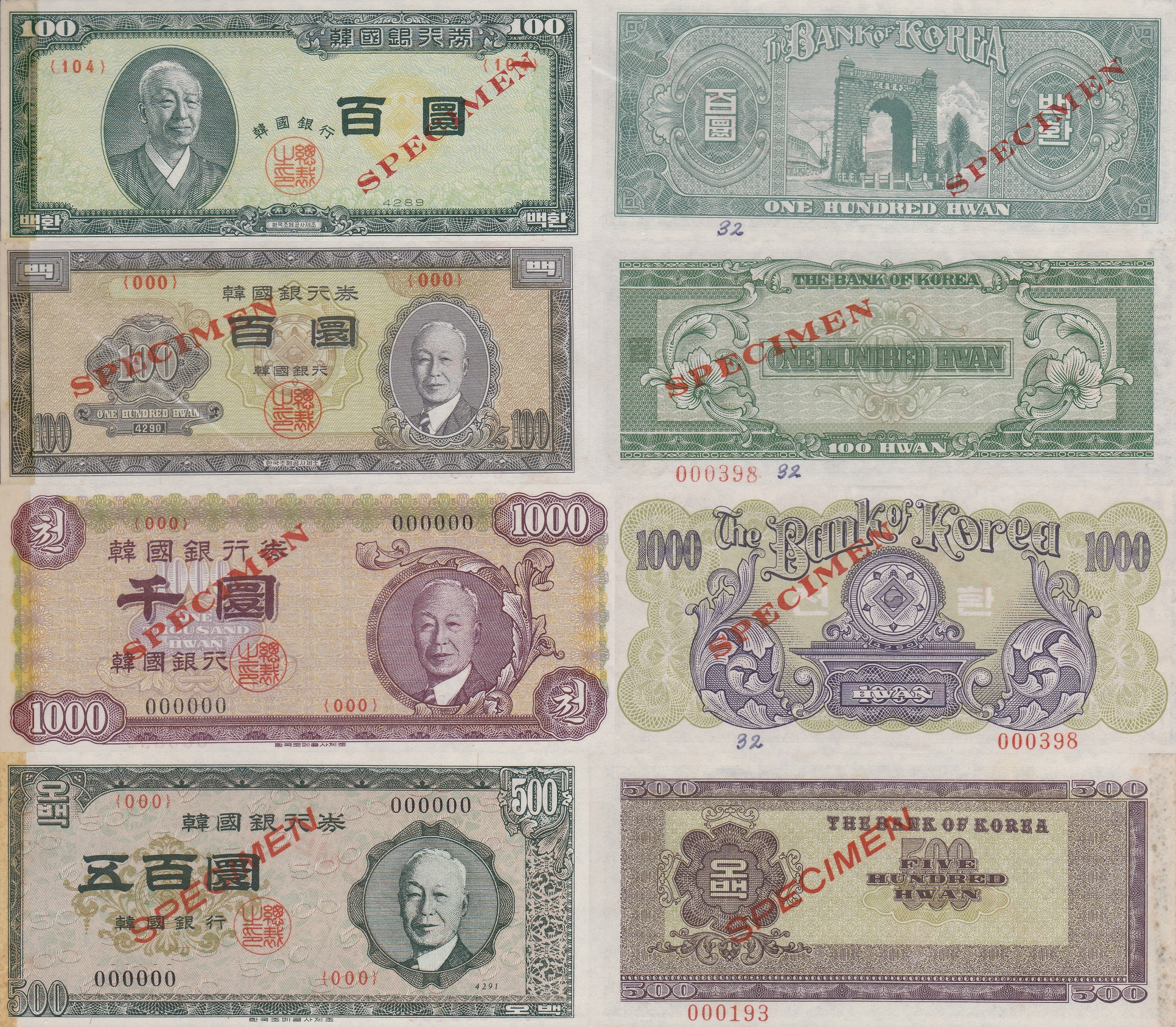
맨 위부터 1956년 백 환, 1957년 백 환, 1957년 천 환, 1958~59년 오백 환.

옛날에 사용하던 환화에 그려진 이승만의 초상도 처음 발행된 1953년에는 한복을 입은 모습으로 그려졌으나, 1957년에 발행된 새 환화의 초상에 있던 한복은 양복으로 바뀌었다가, 1962년에 들어서는 화폐 속에서 초상 자체가 전부 사라지게 되었다.

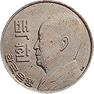
1959년에 만들어진 백 환 동전에 이승만이 그려져 있다.

### 작품 속의 이승만
- 《독립협회와 청년 이승만》 (1959년, 신상옥 감독)
- 《경무대 비화 : 잘돼갑니다》 (1967년, 동아방송)
- 《TBC백서 : 이승만 특집방송》 (1967년, TBC 방송)
- 《건국비화 : 특집방송》 (1968년, TBC 방송)
- 《건국전쟁》 (2024년, 김덕영 감독)

## 대중 매체

### 텔레비전 드라마
- 최불암 - 1981년 (제1공화국) MBC TV 드라마
- 최불암 - 1982년 (한) MBC TV 드라마
- 서인석 - 1984년 (독립문) KBS 1TV 드라마
- 신구 - 1985년 (새벽) KBS 1TV 드라마
- 최정훈 - 1985년 (오성장군 김홍일) KBS 1TV 드라마
- 최불암 - 1987년 (산하) MBC TV 드라마
- 하대경 - 1989년 (무풍지대) KBS 2TV 드라마
- 최불암 - 1989년 (제2공화국) MBC TV 드라마
- 최불암 - 1990년 (반민특위) MBC TV 드라마
- 신구 - 1990년 (여명의 그날) KBS 1TV 드라마
- 이창환 - 1991년 (여명의 눈동자) MBC TV 드라마
- 정욱 - 1995년 (김구) KBS 드라마
- 민지환 - 1998년 (삼김시대) SBS 드라마
- 권성덕 - 2003년 (야인시대) SBS TV 드라마
- 권성덕 - 2004년 (영웅시대) MBC 드라마
- 권성덕 - 2006년 (서울 1945) KBS 드라마

### 라디오 드라마
- 구민 - 1966년 (광복 20년) TBS 다큐멘터리

### 영화
- 김진규 - 1959년 (독립협회와 청년 이승만) 영화
- 최용한[557] - 1967년 (경무대 비화 잘돼갑니다) 영화
- 최용한 - 1973년 (광복 20년과 백범 김구) 영화
- 정성호 - 2014년 (국제시장) 목소리 출연

### 연극
- 박기산 - 2010년 6·25 전쟁과 이승만

## 사진첩

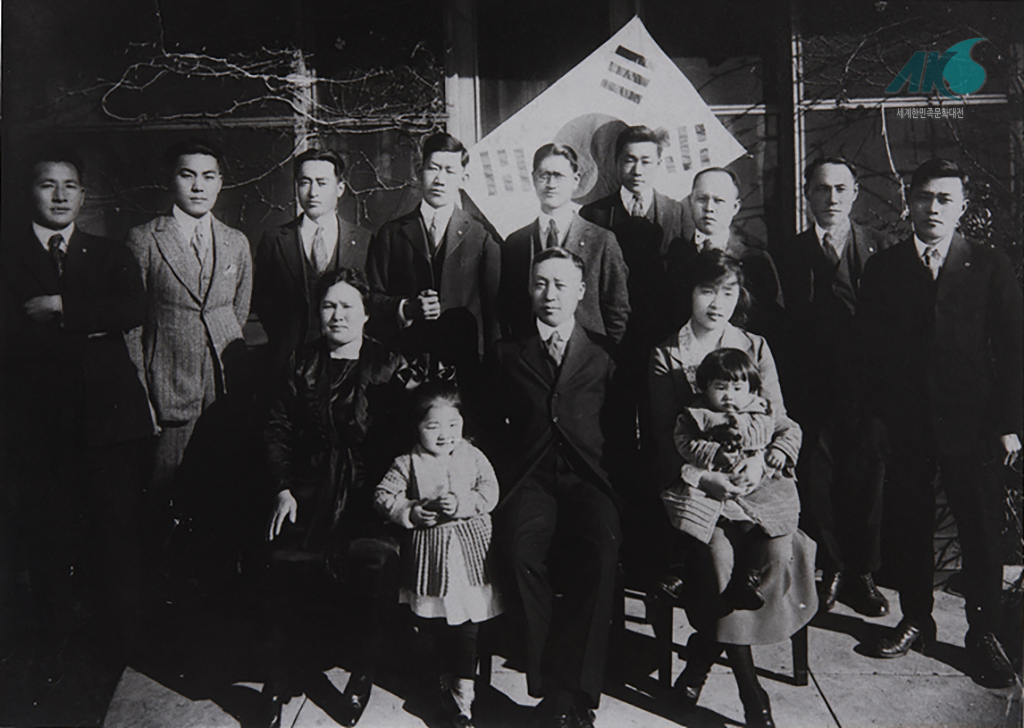
미국 하와이에서의 이승만과 한인들 모습. 뒷줄 왼쪽에서 다섯번째가 홍치범 목사이다.
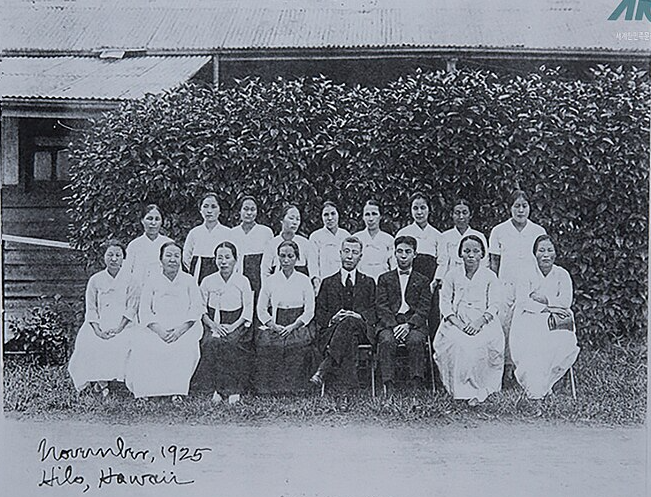
1925년 11월, 하와이 힐로 섬에서 이승만 박사와 한인 여성들의 모습.
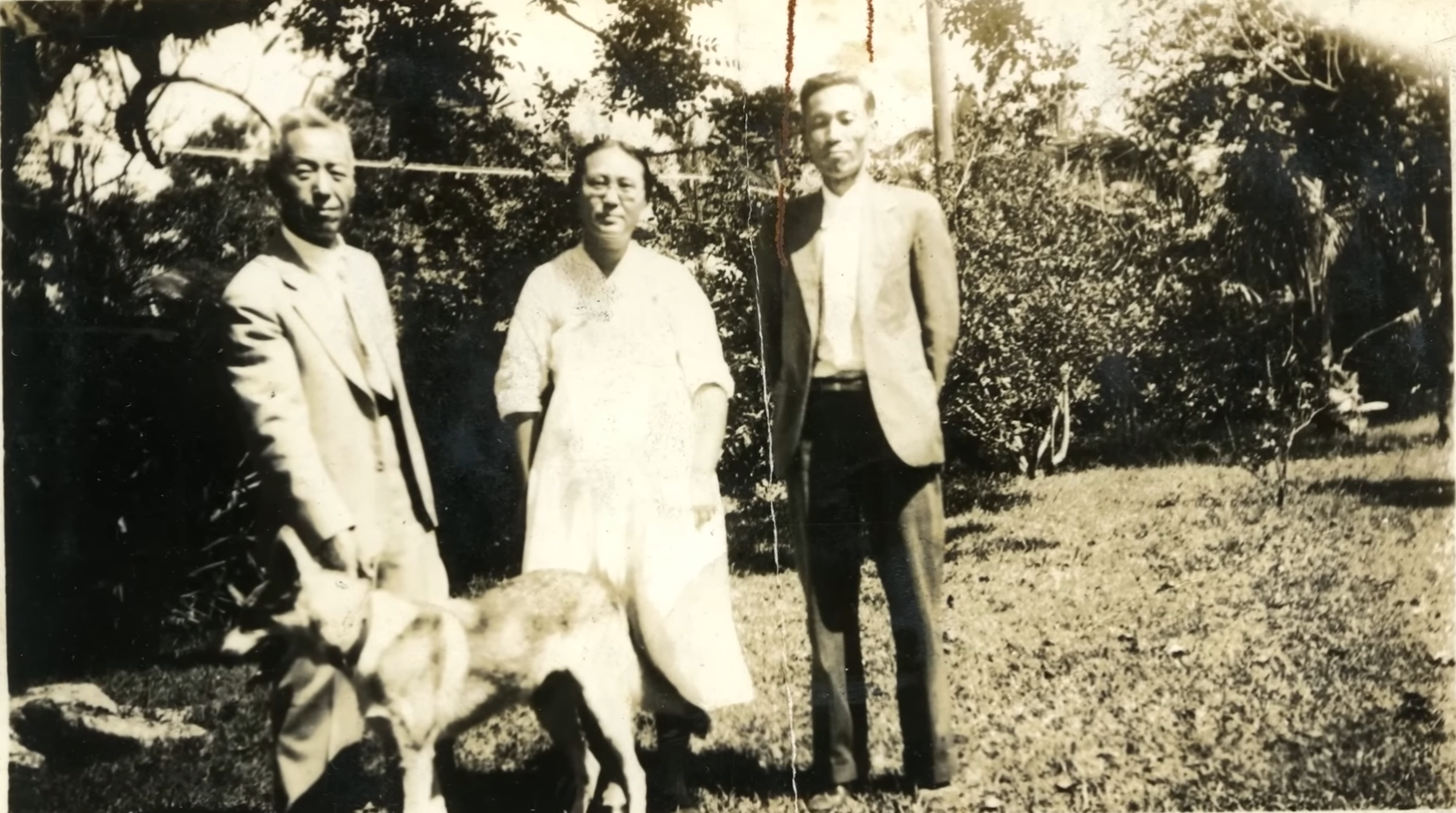
1930년대 하와이에서의 이승만.
1942년, 워싱턴에서 열린 한인자유대회에서의 독사진 (1)
1942년, 워싱턴에서 열린 한인자유대회에서의 독사진 (2)
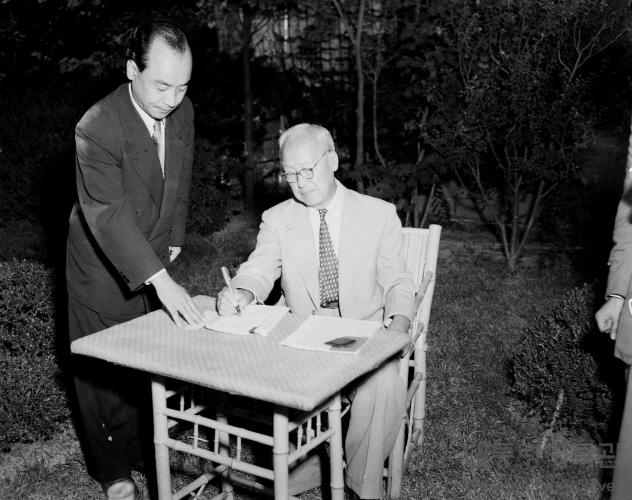
공무를 보고 있는 이승만 대통령.
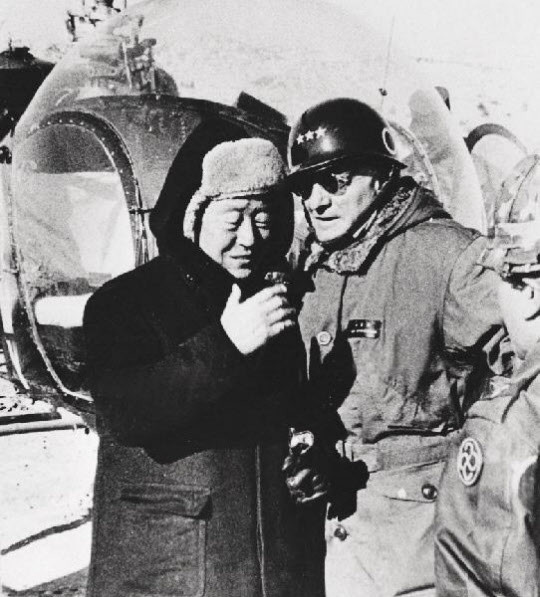
1950년 12월, 이승만 대통령과 미8군 사령관 월턴 워커 장군.
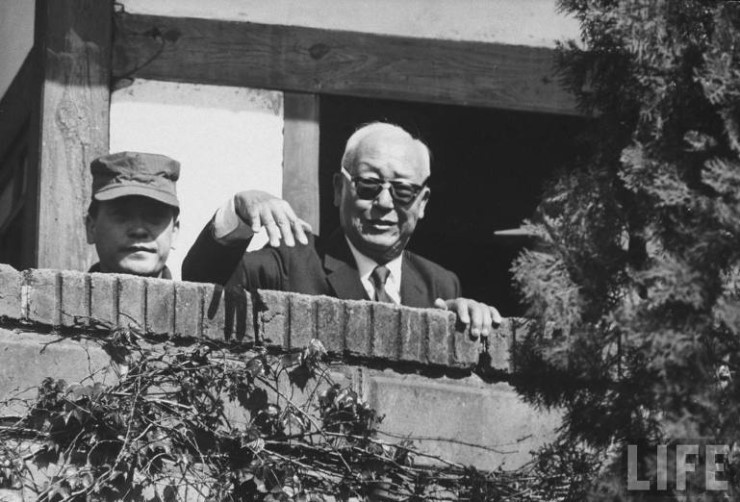
하야 후 이화장으로 돌아간 이승만 대통령이 담장 사이에 두고 이웃 사람들과 대화를 하고 있다.
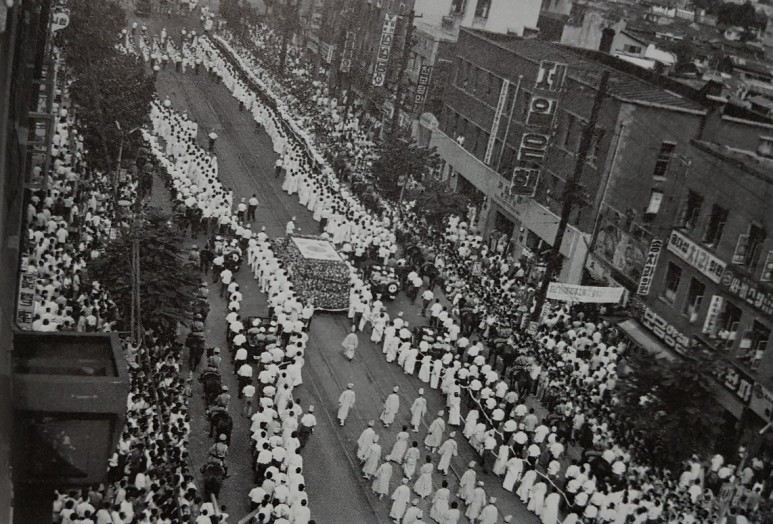
서울 시청 광장으로 이동하는 추모 물결.
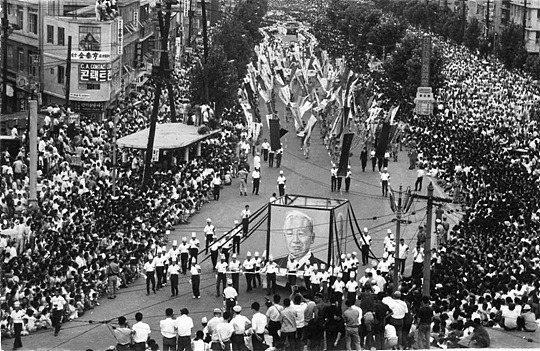
이승만 전 대통령 시신을 운구하여 가족장으로 장례를 치렀다.
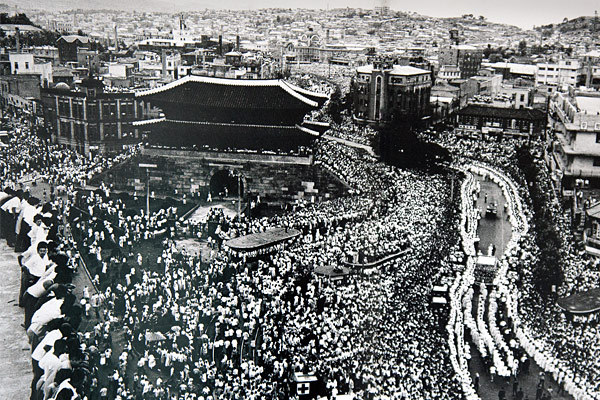
이승만 전 대통령의 서거를 애도하기 위해 남대문 주변을 구름처럼 가득메운 장례 행렬.
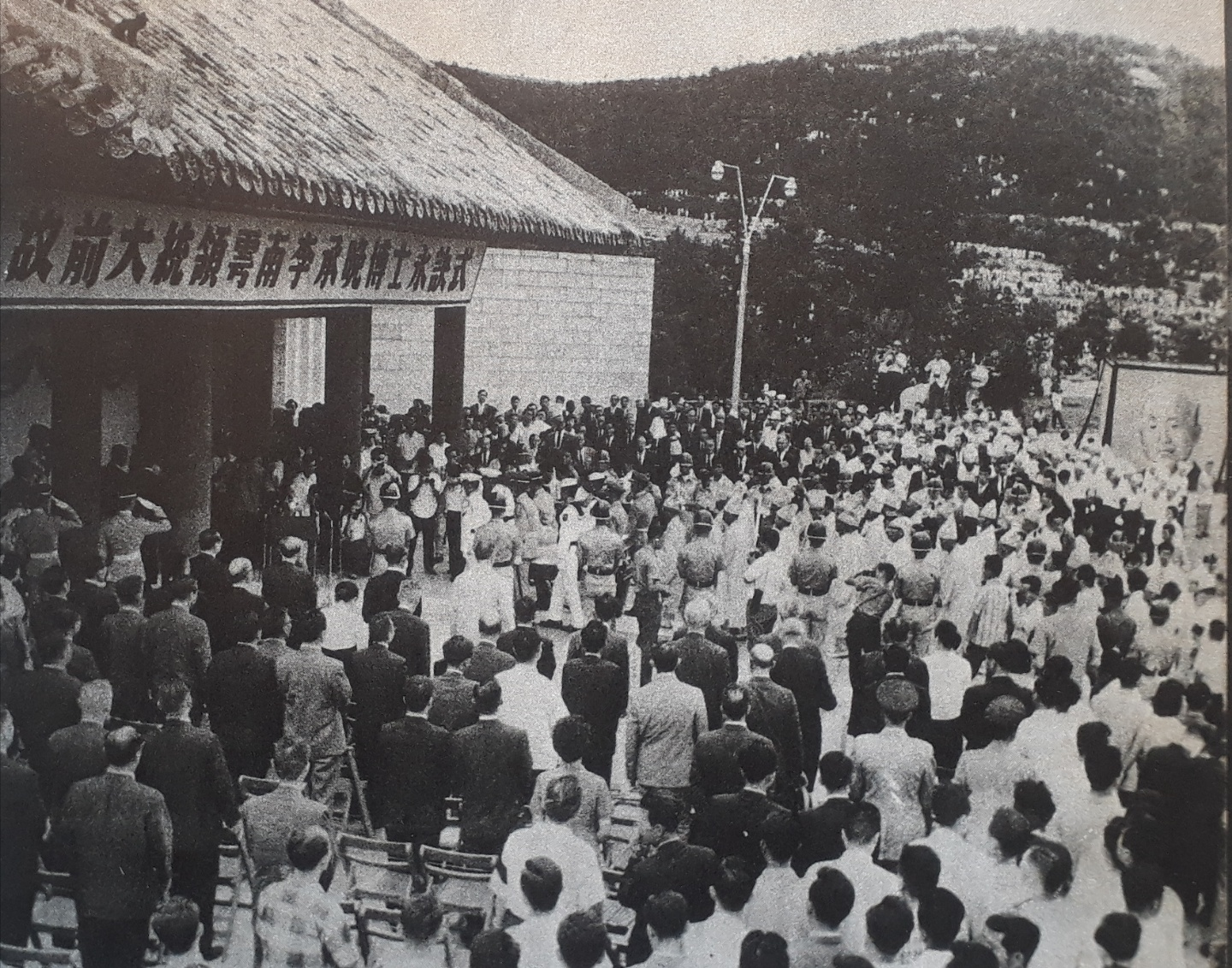
1965년 7월 27일, 이승만 대통령 영결식. 수많은 군중들이 그를 추모하러 모여들었다.
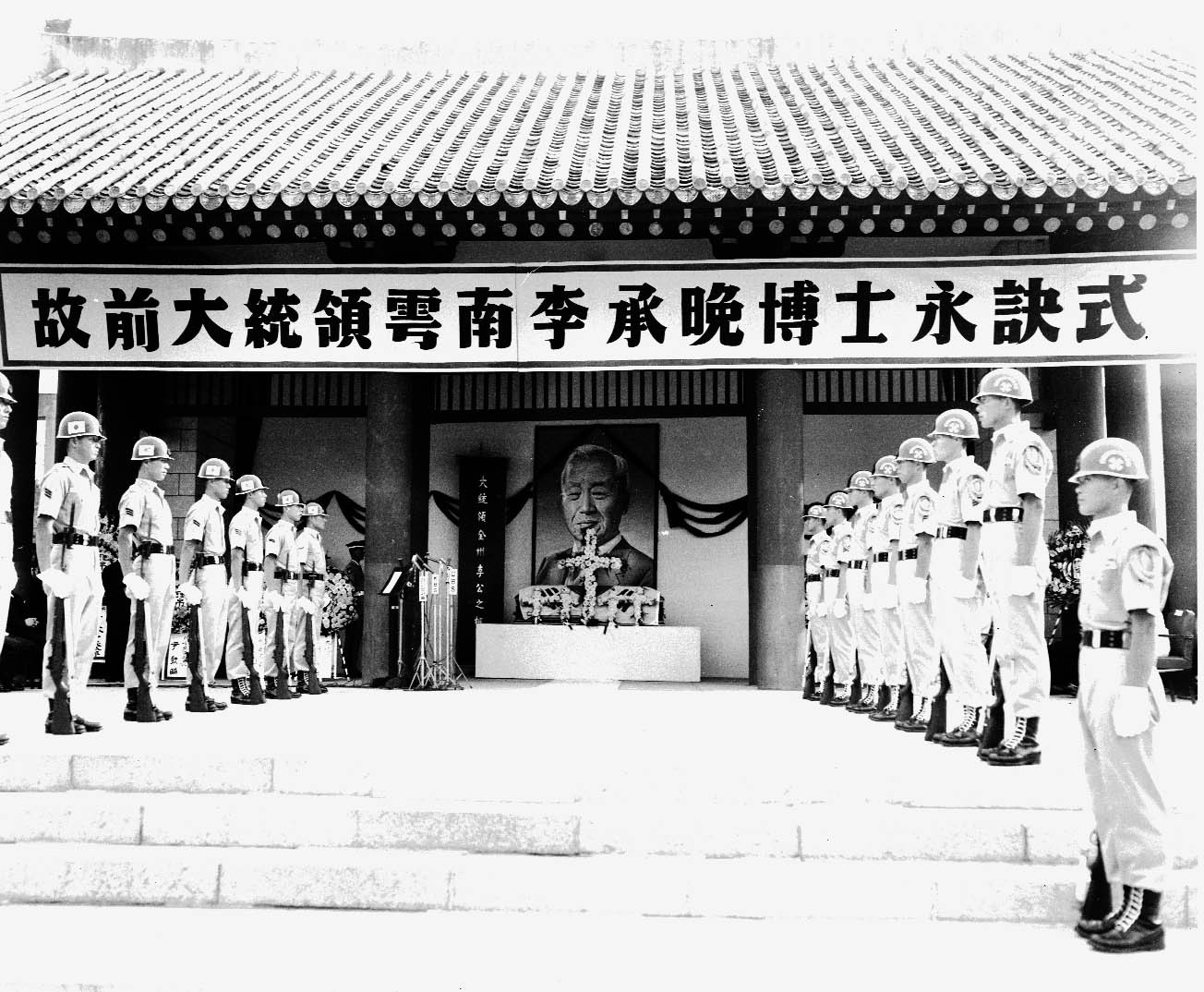
1965년 7월 27일, 이승만 대통령 영결식장.
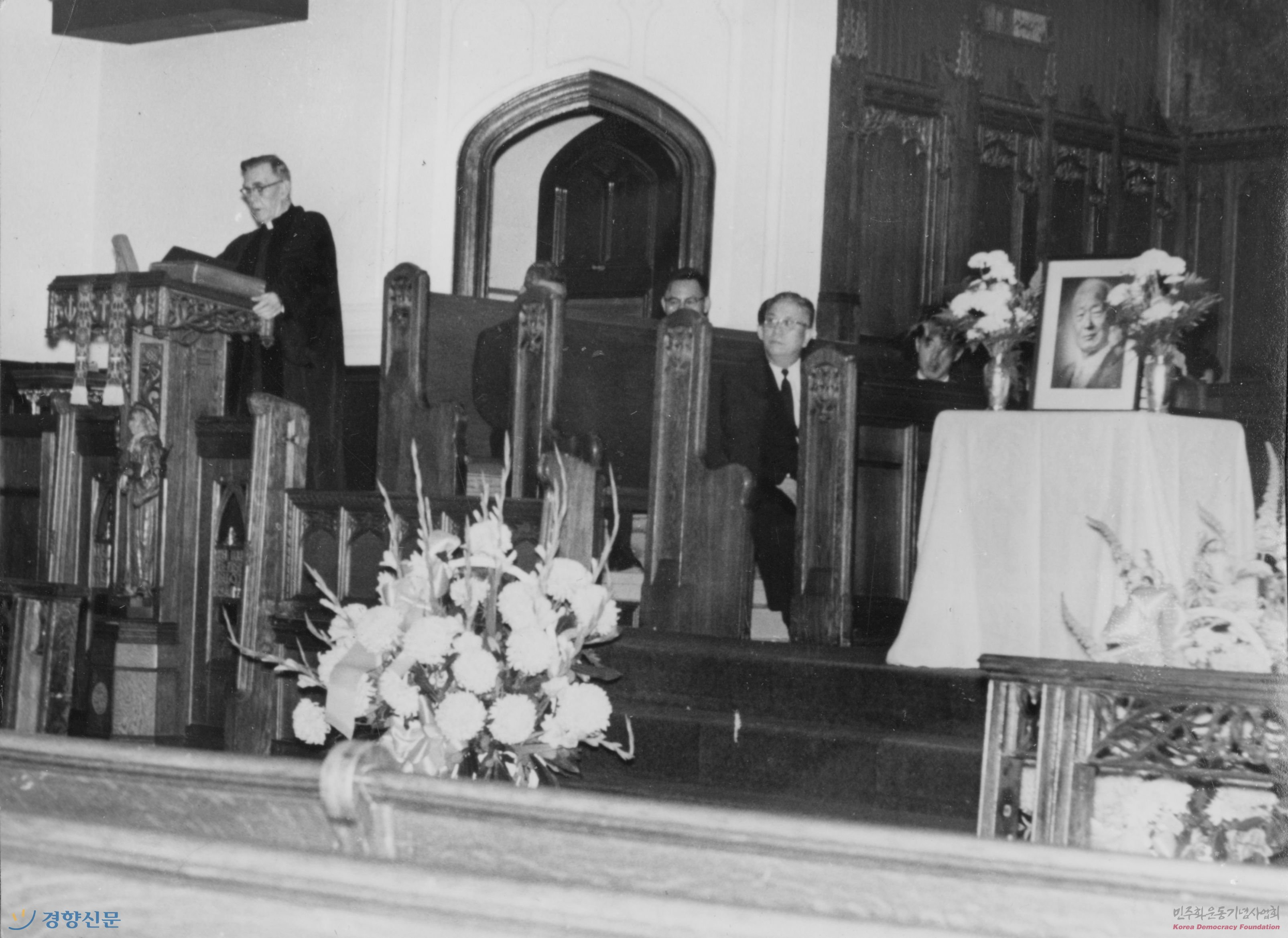
1965년 7월 30일, 방한하여 이승만 전 대통령 추모식에서 추모사를 하고 있는 미 상원 감리교 원목 프레데릭 해리스(Frederick Brown Harris).
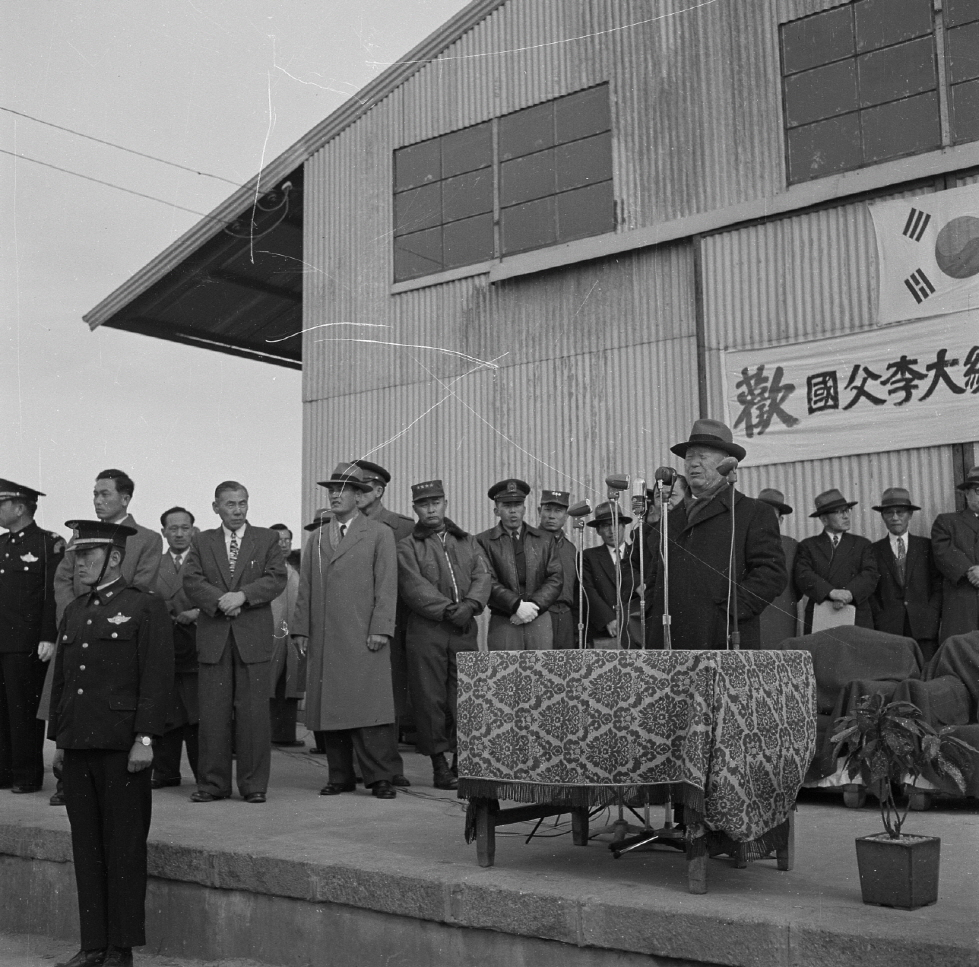
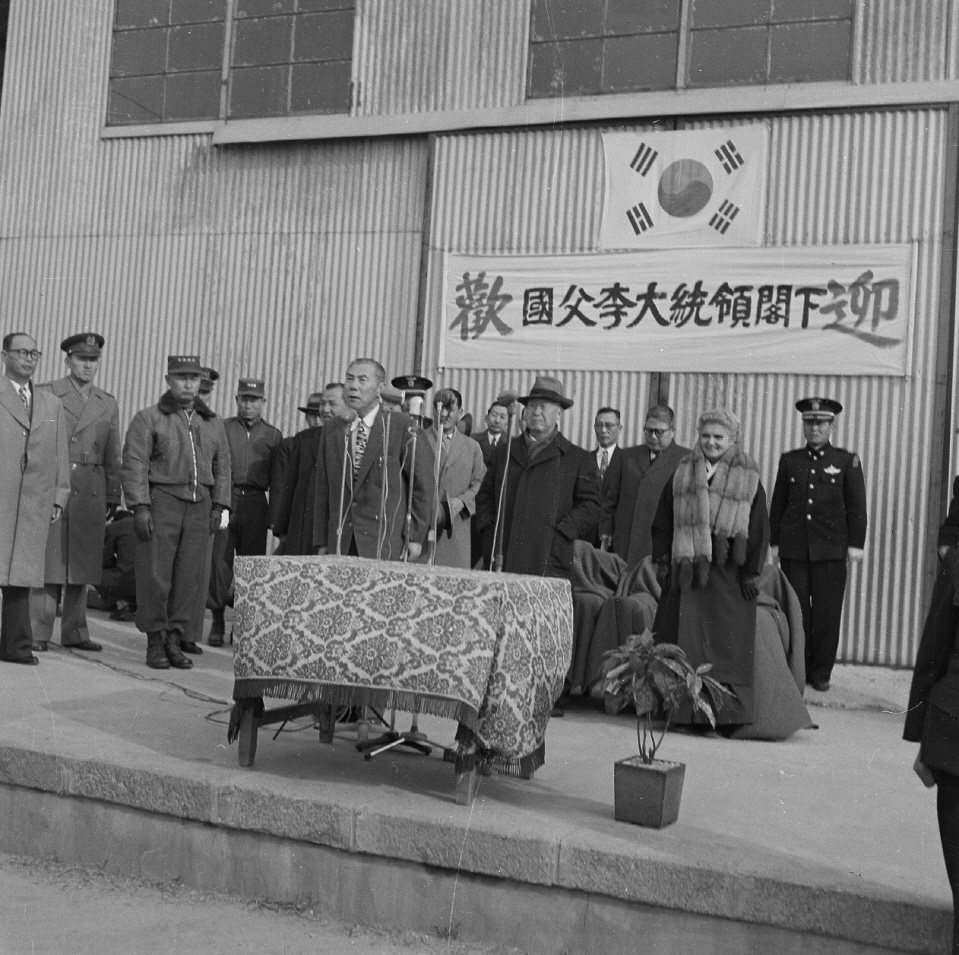
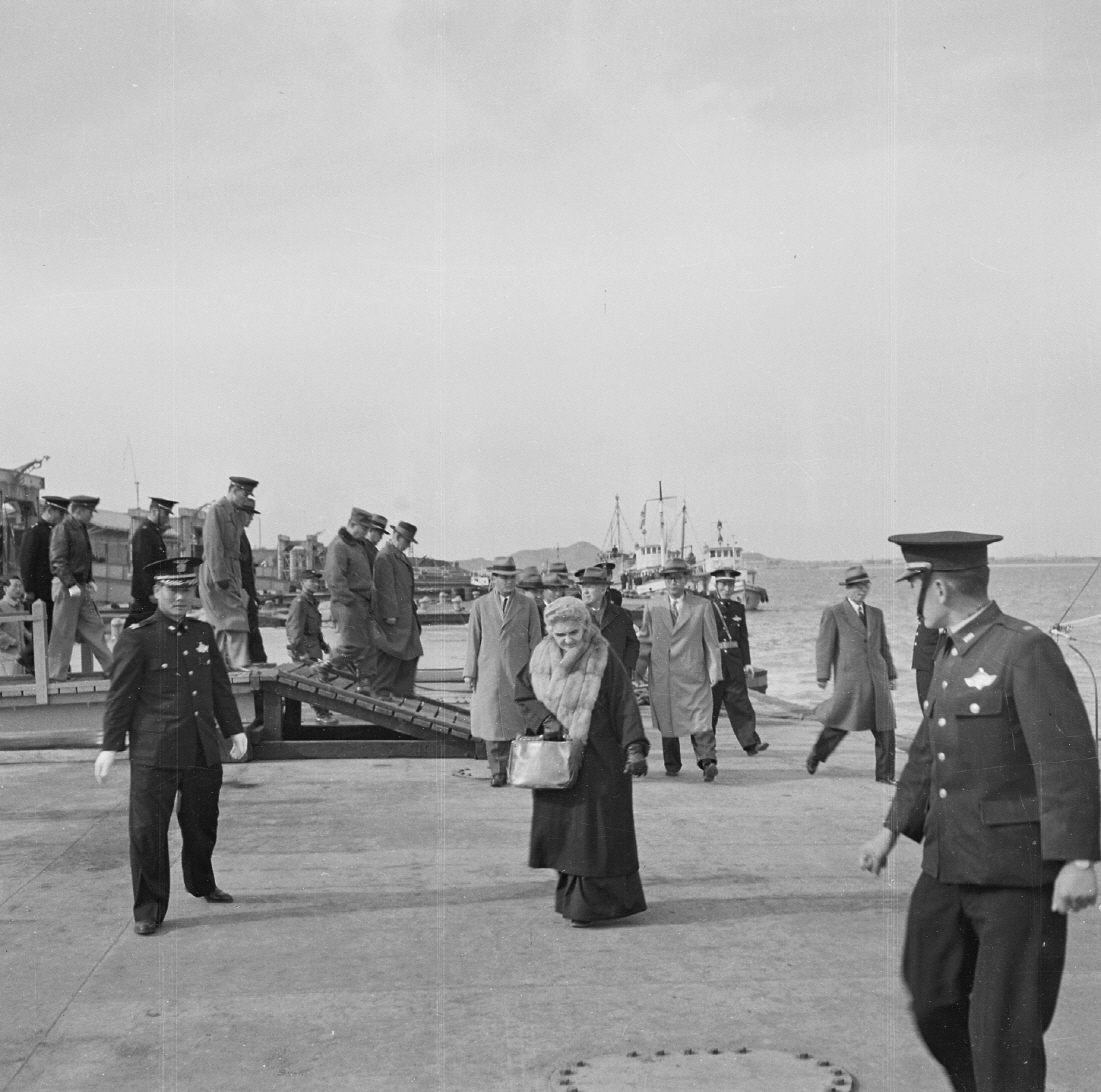
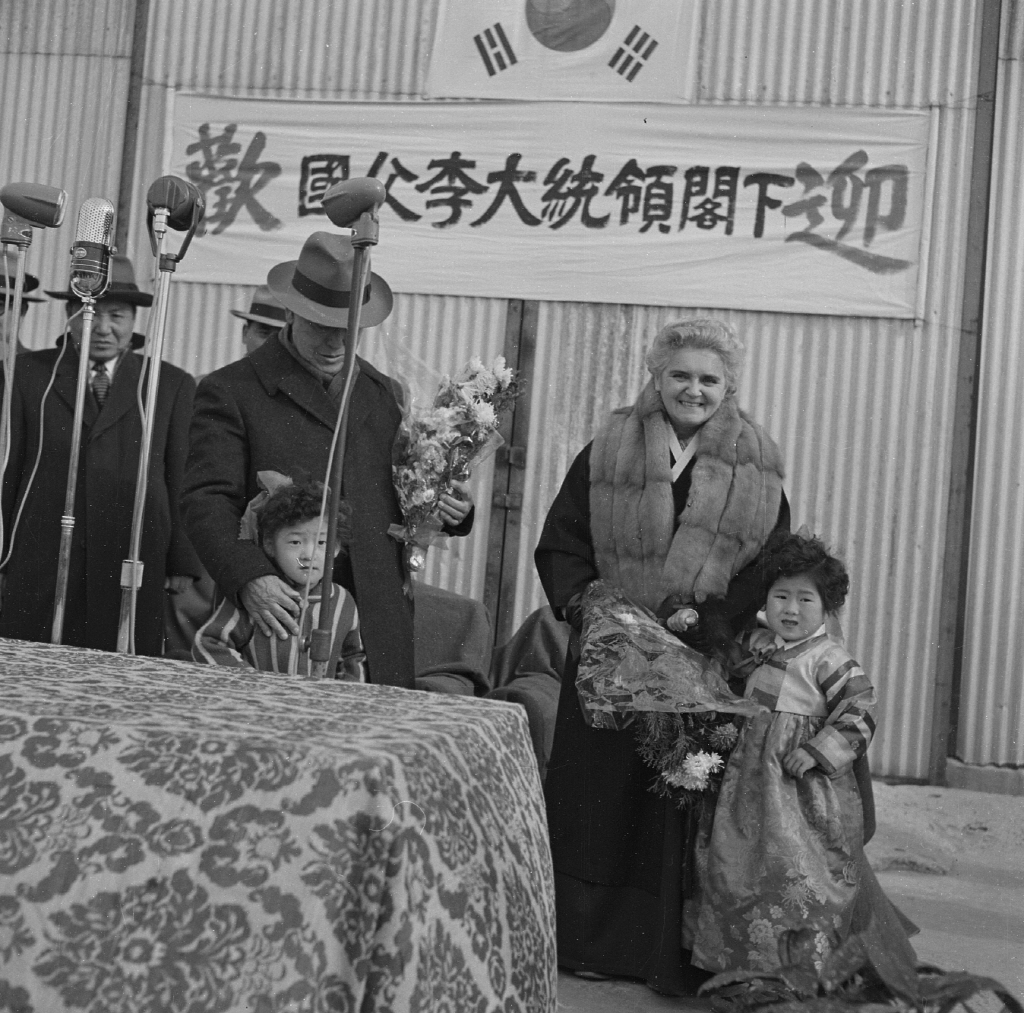
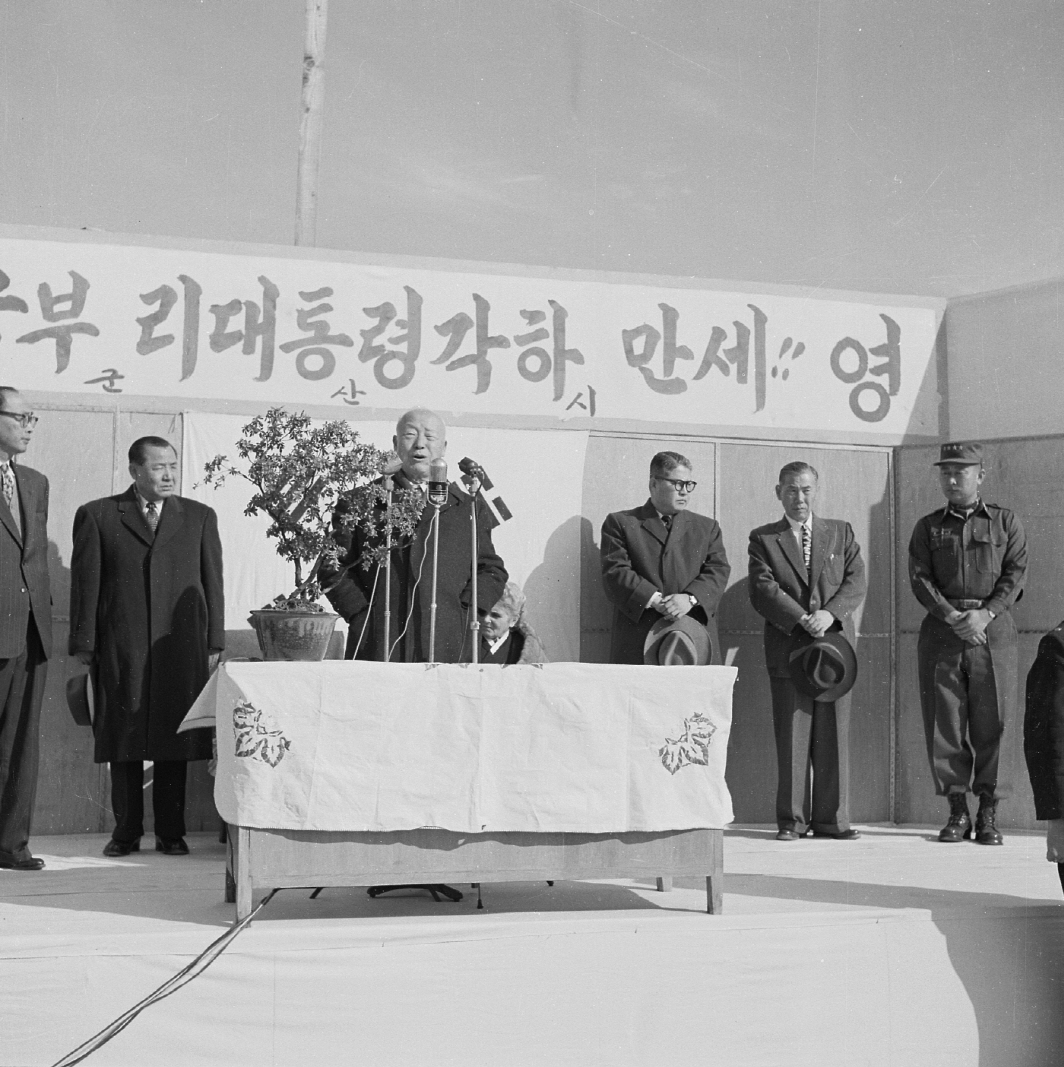
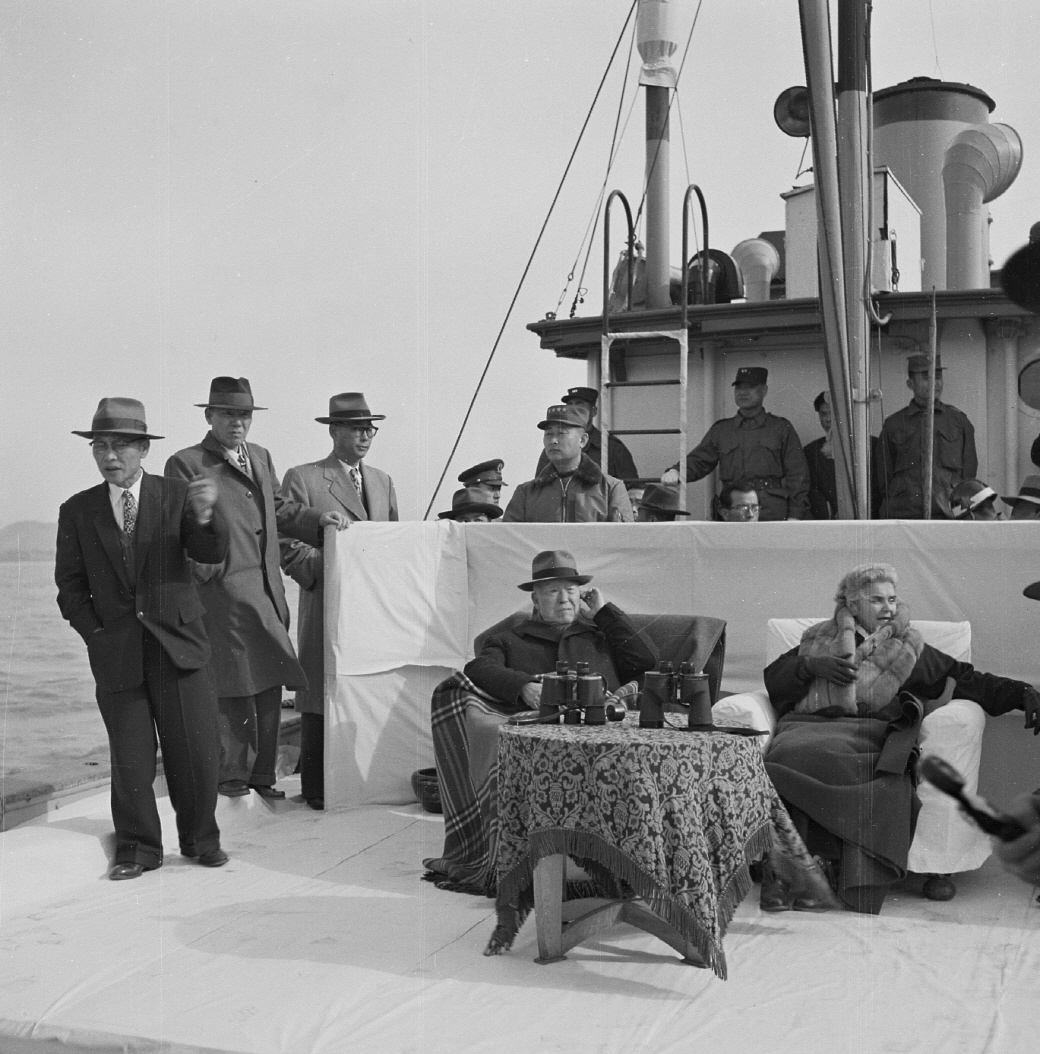
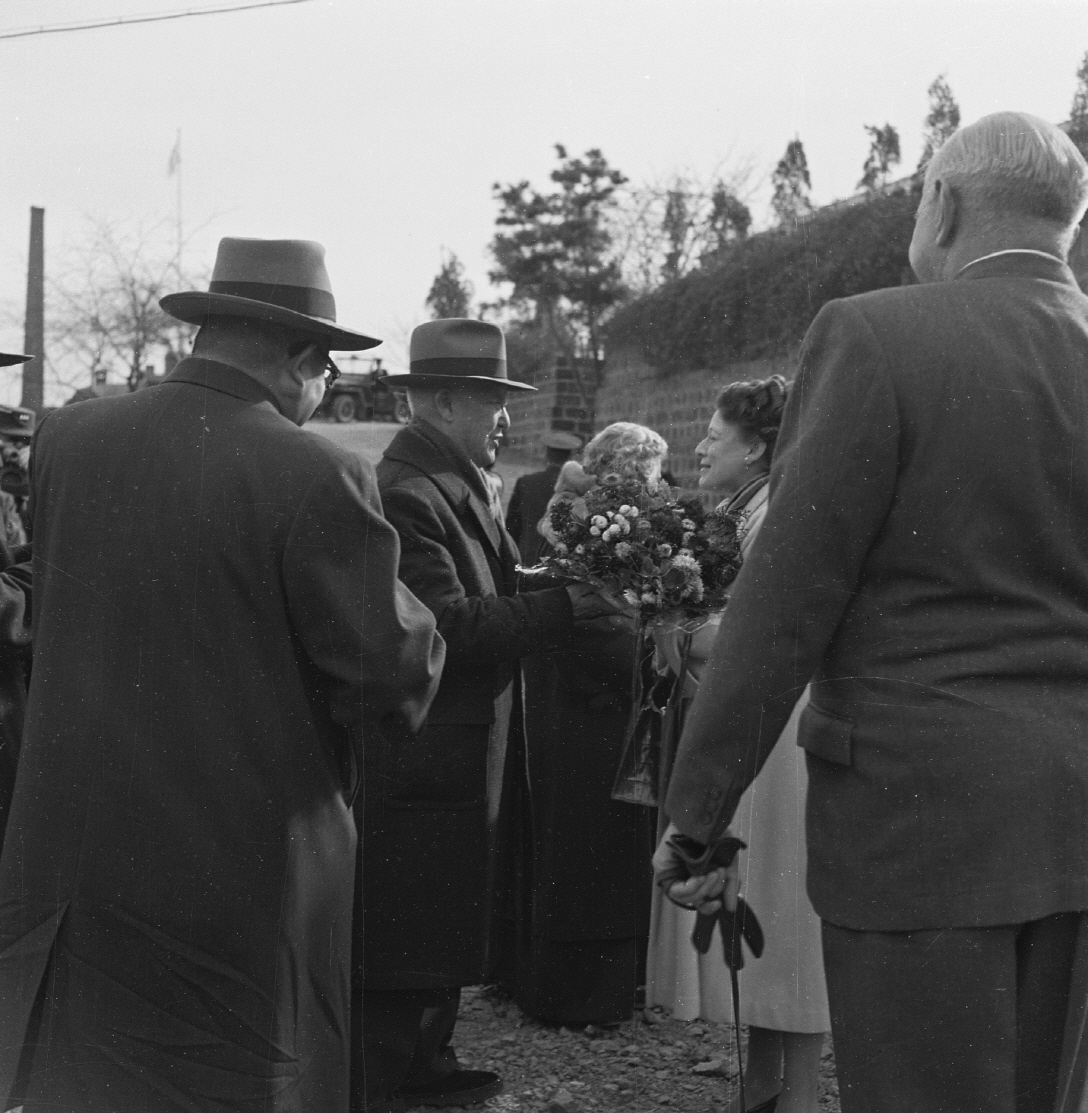
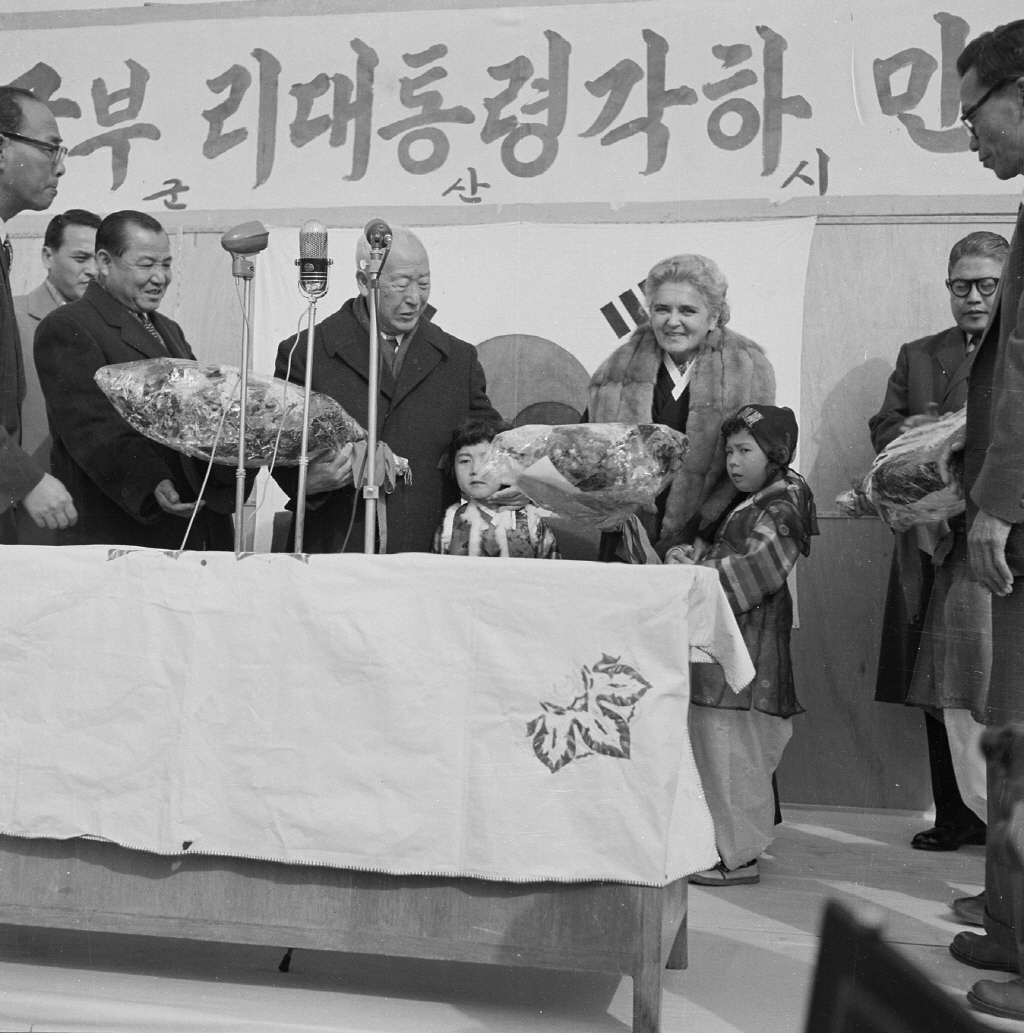
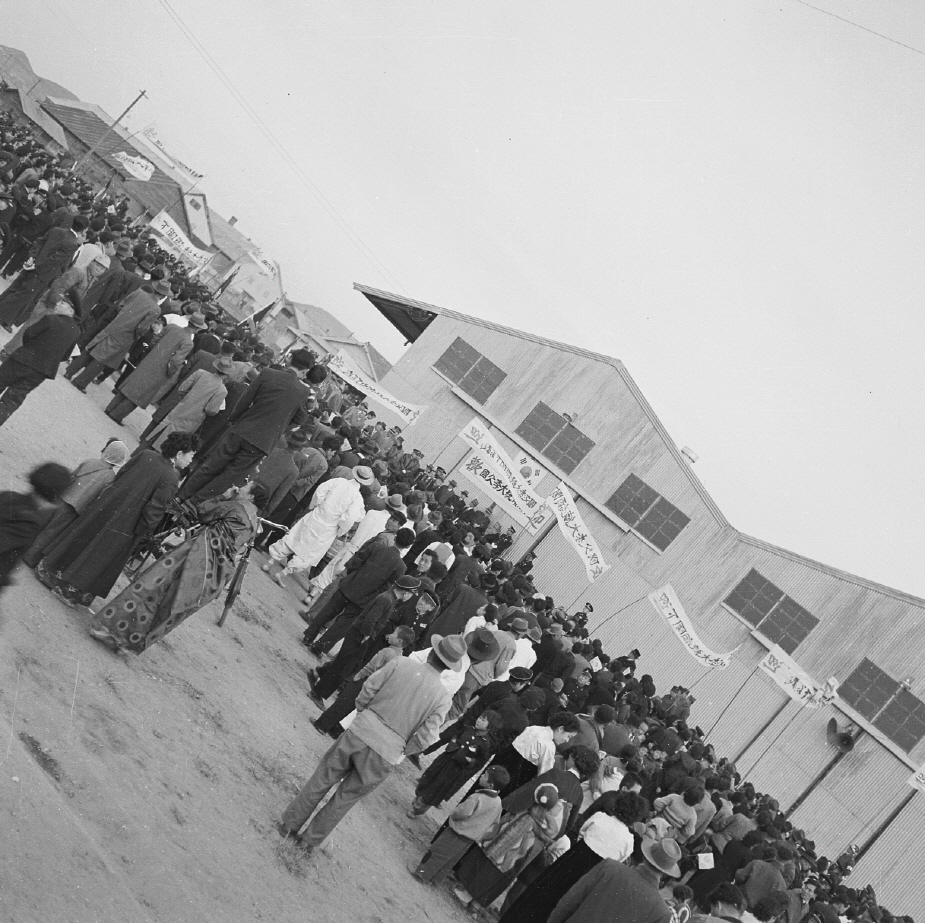
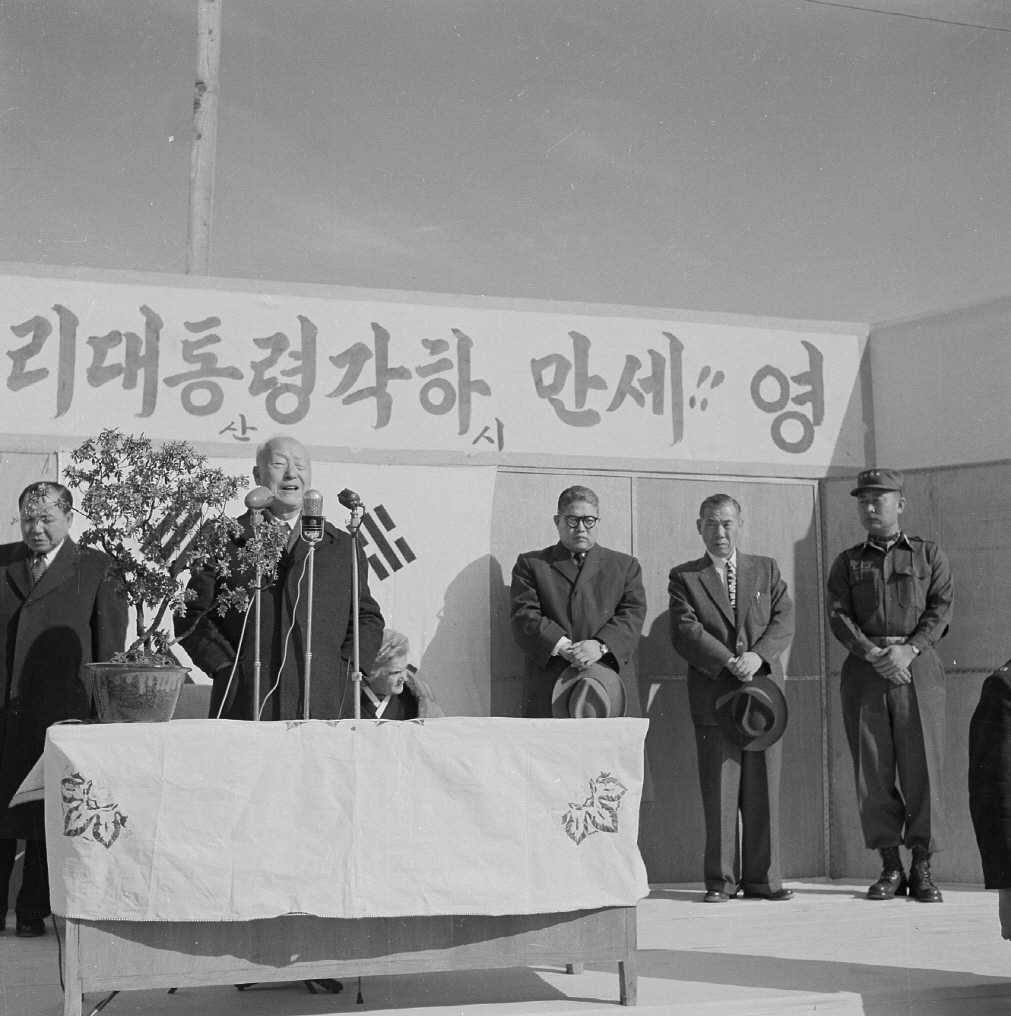
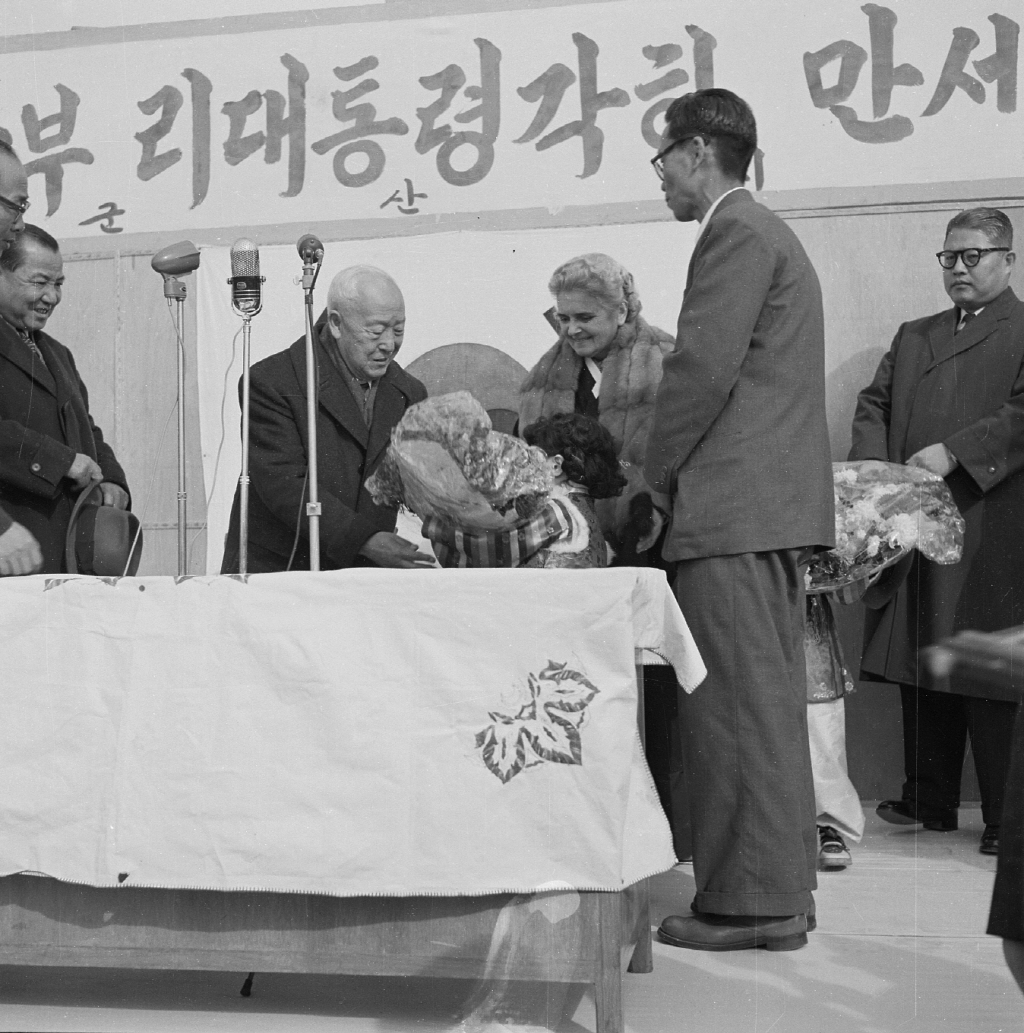
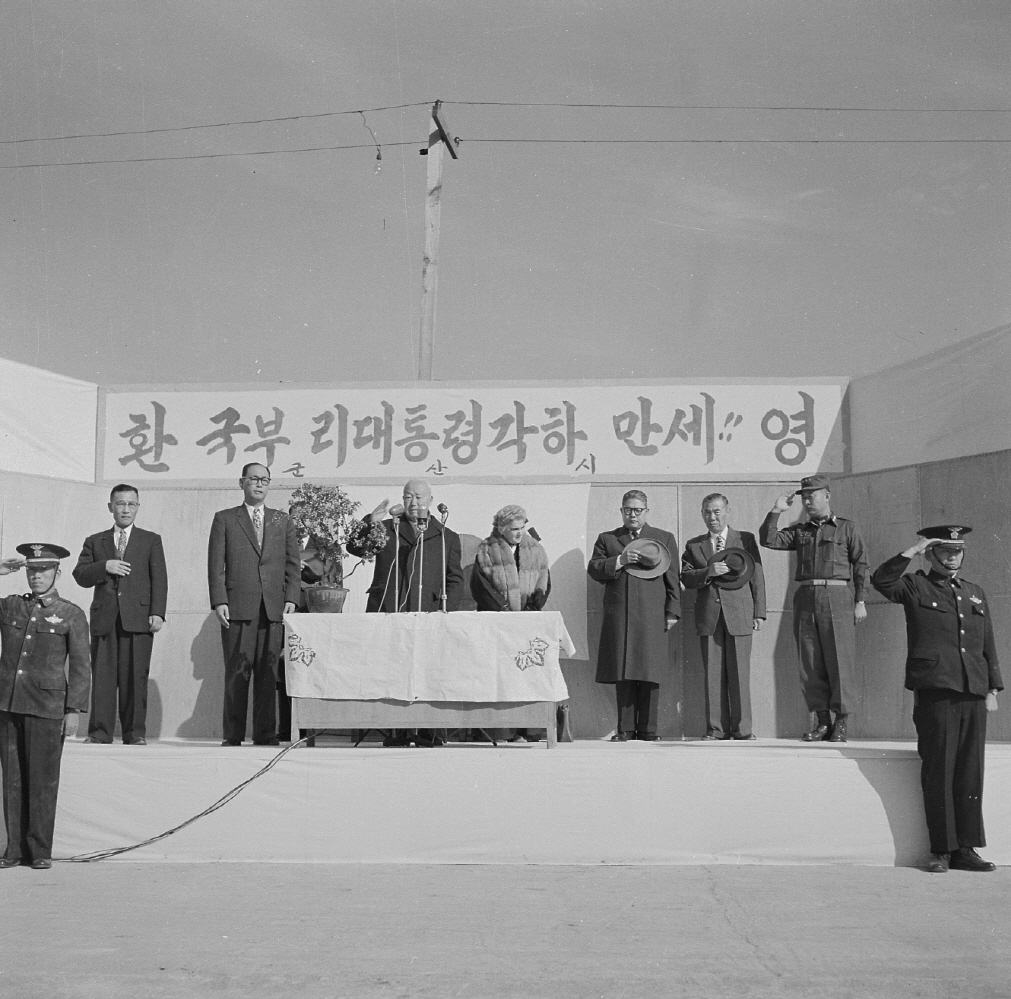
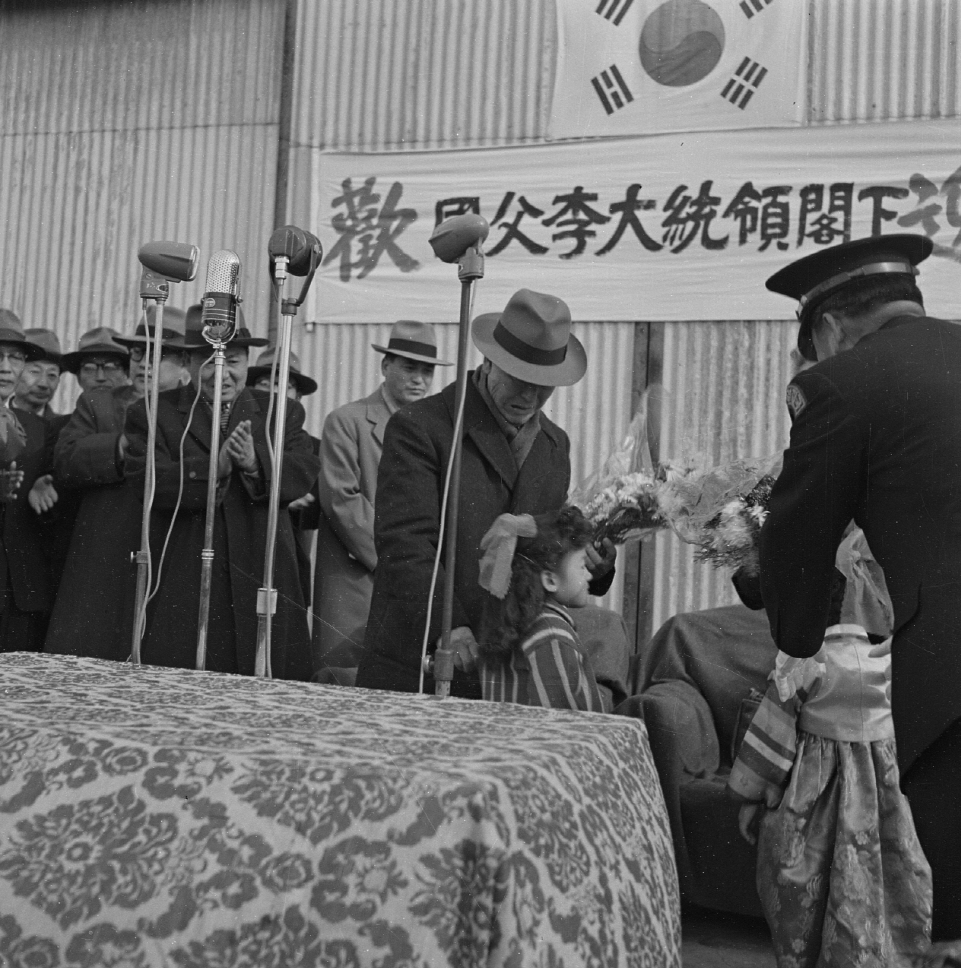
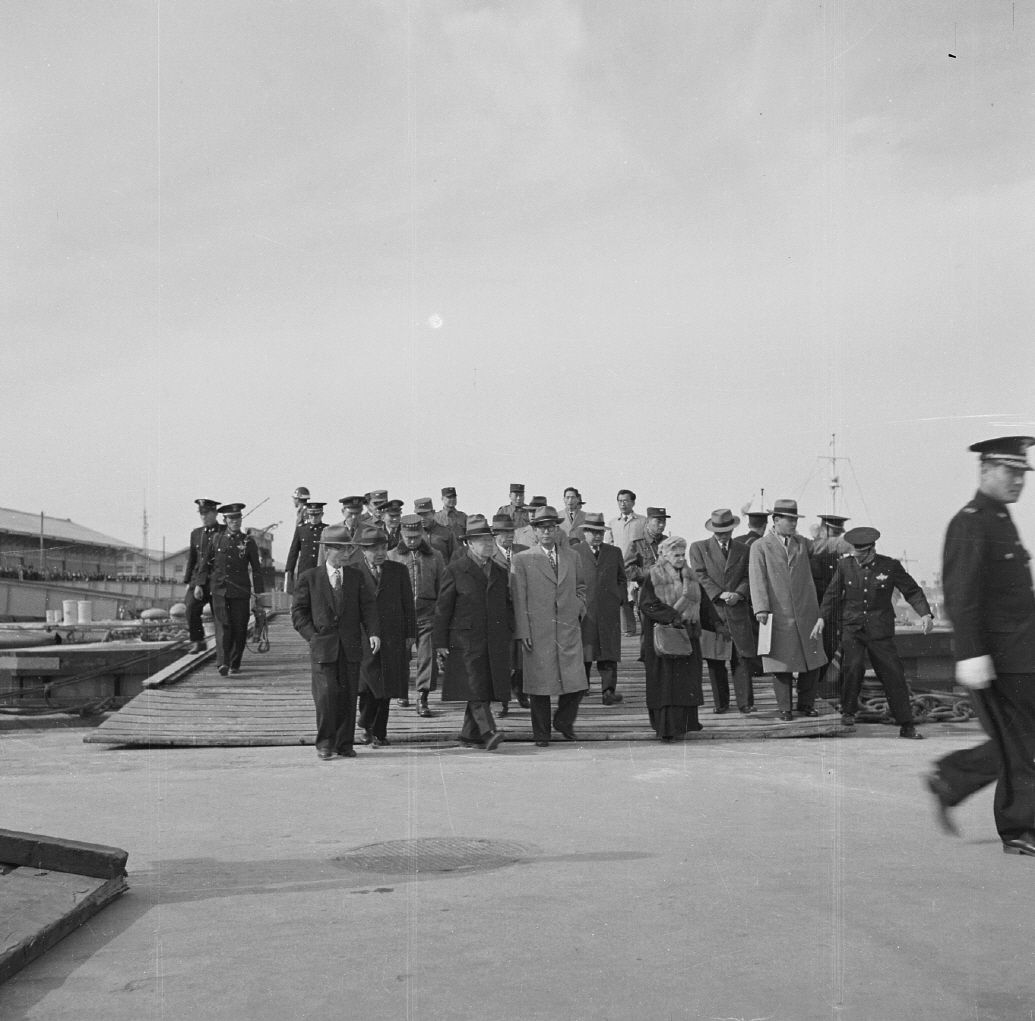
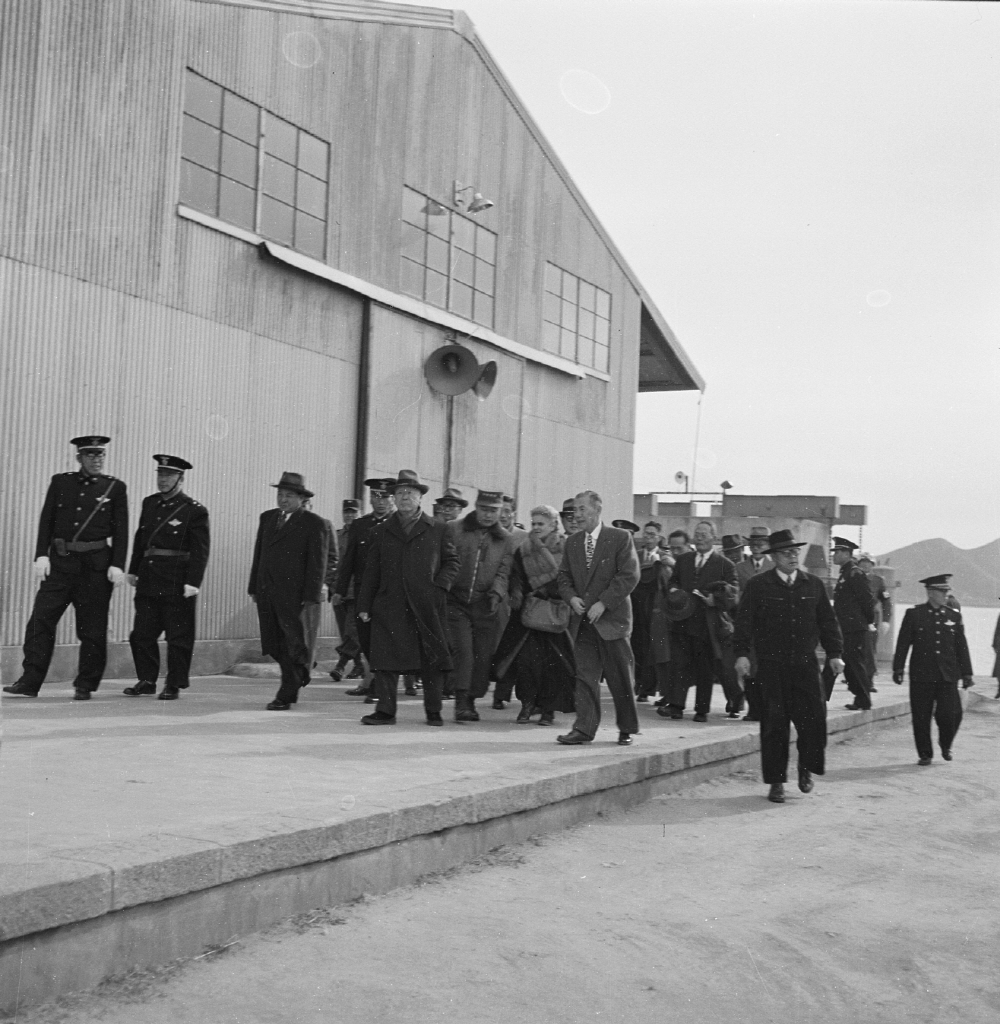
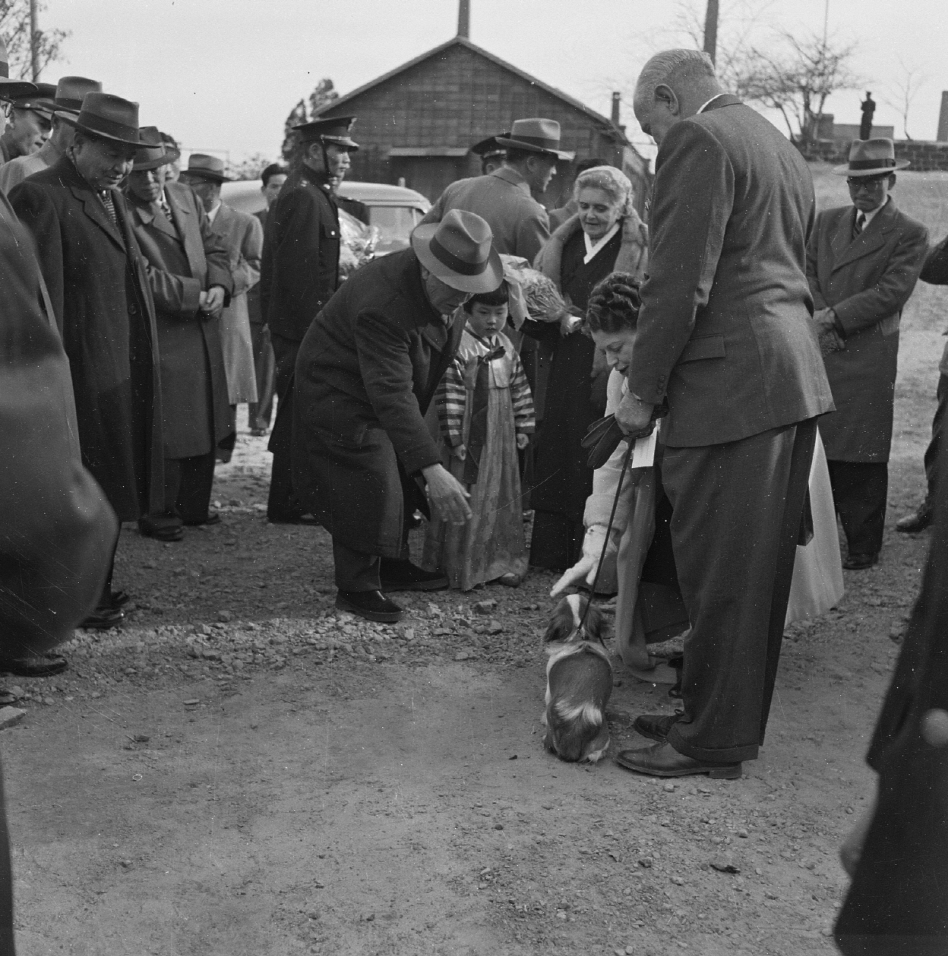
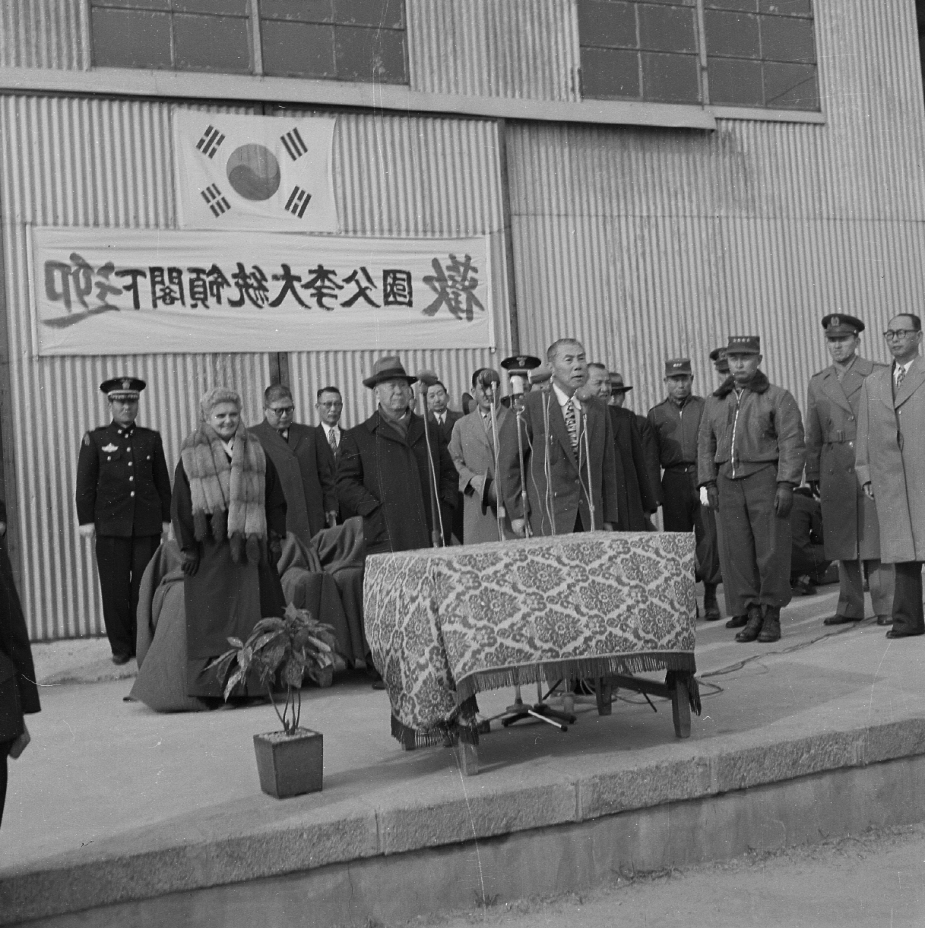
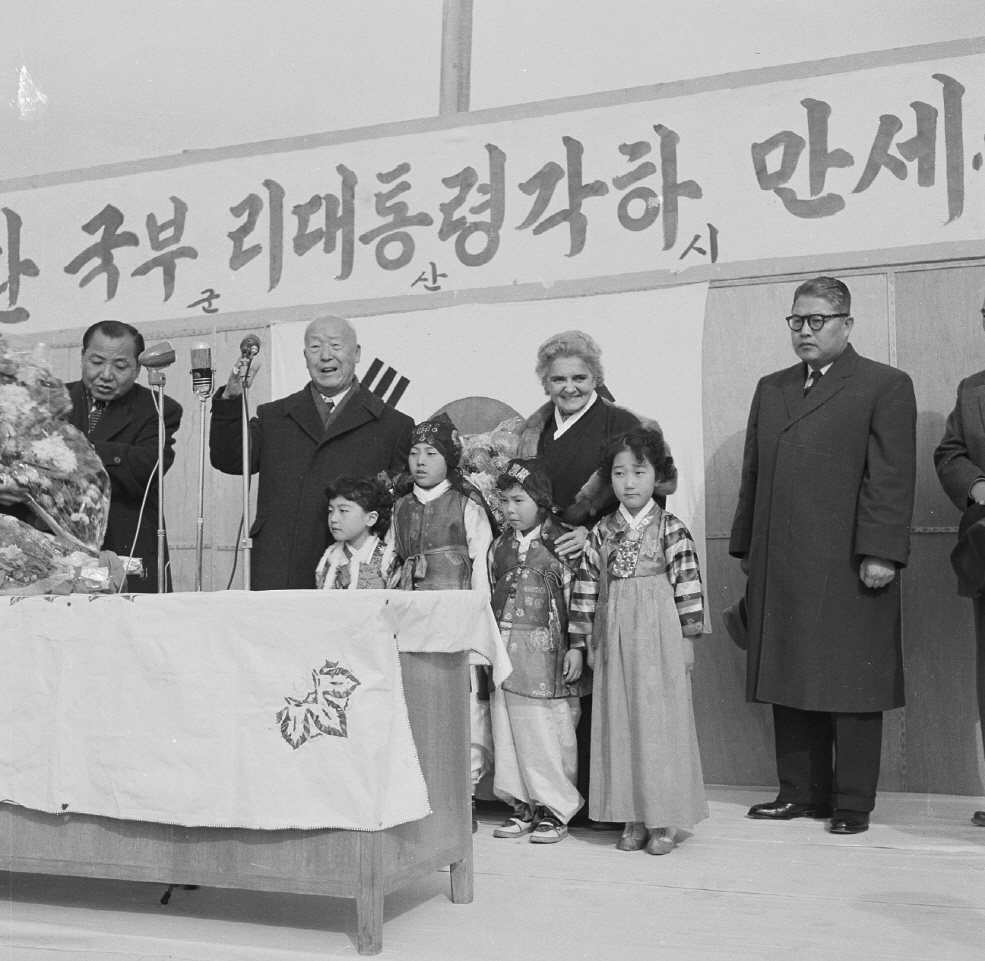
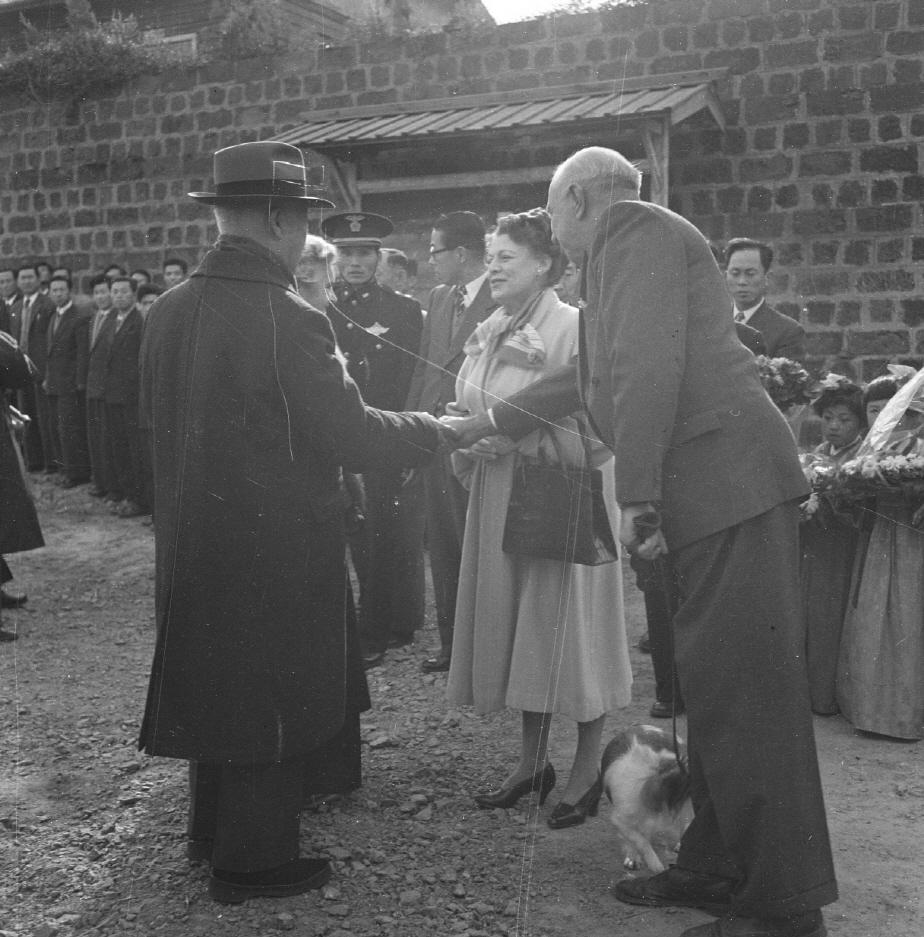
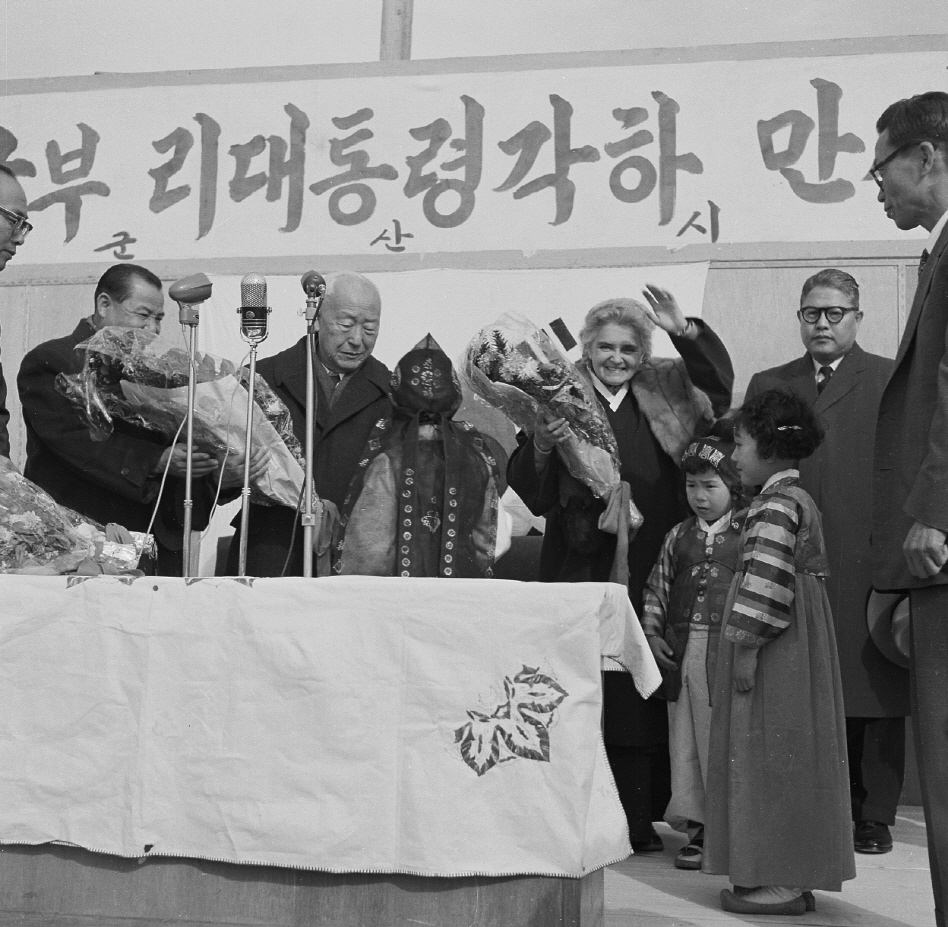

## 관련 서적
- 재상해일본총영사관 경찰부 제2과, 《조선민족운동연감》 (東文社書店, 1946)
- 양우종, 《이대통령투쟁사》 (연합신문사, 1949)
- 이승만, 《일민주의 개설》 (일민주의보급회, 1949)
- 채근식, 《무장독립운동사》 (대한민국공보처, 1949)
- 임영신, 《My Forty Year Fight For Korea - The Thrilling Personal Story of Korea's Joan of Arc》 (A. A. Wyn, 1951)
- 공보처, 《대통령 이승만박사 담화집 1, 2》 (공보처, 1953)
- 리승만박사투쟁사간행회, 《민족의 거성》 (문성당, 1957)
- 최태응, 《사실소설 슬픔과 고난은 가는 곳마다 - 청년 이승만》 (성봉각, 1960)
- 리처드 알렌, 《한국과 이승만》 (합동통신사, 1961)
- 김인서, 《망명노인 이승만박사를 변호함》 (독학협회출판사, 1963)
- 임병직, 《임정에서 인도까지 : 임병직 회고록》 (여원사, 1964)
- 이원순, 《인간 이승만》 (신태양사, 1965)
- 홍우출판사, 《정계야화 (전2권)》 (홍우출판사, 1966)
- 허정, 《우남 이승만》 (태극출판사, 1970)
- 국사편찬위원회, 《한국독립운동사 1∼5》 (국사편찬위원회, 1965∼1970)
- 허정, 《내일을 위한 증언 : 허정회고록》 (샘터사, 1979)
- 이현희, 《대한민국임시정부사》 (집문당, 1982)
- 정규상, 《우남이승만박사 한시선집》 (동성미술출판사, 1982)
- 한국사학회, 《한국현대인물론 1,2》 (을유문화사, 1987)
- 이현희, 《3·1독립운동과 임시정부의 법통성》 (동방도서, 1987)
- 이원순, 《세기를 넘어서》 (신태양사, 1988)
- 프란체스카 도너, 《대통령의 건강》 (보건신문사, 1988)
- 이현희, 《한민족광복투쟁사》 (정음문화사, 1989)
- 김태일, 한배호 편, 《한국 현대 정치론 I》, (나남, 1990)
- 로버트 올리버, 《대한민국 건국의 비화 - 이승만과 한미 관계》 (계명사, 1990)
- 이범석, 《철기 이범석 자전 : 우둥불 후편》 (외길사, 1991)
- 최종만, 《한국의 정당 정치와 민주주의》 (웅비출판사, 1991)
- 윤치영, 《윤치영의 20세기 : 동산회고록》 (삼성출판사, 1991)
- 국가보훈처, 《대한민국독립유공자인물록》 (국가보훈처, 1992)
- 장택상, 《대한민국 건국과 나》 (창랑장택상기념사업회, 1992)
- 김영명, 《한국 현대 정치사 : 정치 변동의 역학》 (을유문화사, 1992)
- 이승만, 《뭉치면 살고》 (조선일보사, 1995)
- 서정주, 《우남 이승만전》 (화산문화기획, 1995)
- 김학준, 《해방공간의 주역들》 (동아일보사, 1996)
- 한용원, 한배호, 《한국 현대 정치론 II》, (오름, 1996)
- 정치외교사학회, 《한국현대정치사》 (집문당, 1997)
- 양동안, 《대한민국 건국사》 (이승만박사기념사업회, 1998)
- 이달순, 《이승만 정치 연구》 (수원대학교출판부, 2000)
- 정인섭 역, 《이승만의 전시중립론(미국의 영향을 받은 중립)》 (나남출판, 2000)
- 유영익 외, 《이승만 연구 - 연세대학교 현대한국학연구소 학술총서 2》 (연세대학교 출판부, 2000)
- 이정식, 《Syngman Rhee : The Prison Years of A Young Radical》 (연세대학교 출판부, 2001)
- 로버트 올리버, 《이승만 - 신화에 가린 인물》 (건국대학교출판부, 2002)
- 이현희, 《대한민국 임시정부 주석 석오 이동녕과 백범 김구》 (동방도서, 2002)
- 정용욱, 《존 하지와 미군 점령통치 3년》 (중심, 2003)
- 고정휴, 《이승만과 한국독립운동》 (연세대학교출판부, 2004)
- 월간조선편집부, 《이승만, 박정희를 추억한다》 (월간조선사, 2004)
- 박태균, 《한국전쟁》 (책과함께, 2005)
- 한영우, 《다시찾는 우리역사》 (경세원, 2005)
- 김제방, 《이승만과 김구의 대좌》 (한솜, 2005)
- 이종구, 《이승만 건국 대통령》 (글벗사, 2005)
- 이정식, 《이승만의 구한말 개혁운동》 (배재대학교, 2005)
- 서중석, 《이승만의 정치 이데올로기》 (역사비평사, 2005)
- 정병준, 《우남 이승만 연구 - 역비한국학연구총서》 (역사비평사, 2005)
- 강준만, 《한국현대사산책》〈1940년대편 1권〉 (인물과사상사, 2006)
- 강준만, 《한국현대사산책》〈1940년대편 2권〉 (인물과사상사, 2006)
- 강준만, 《한국현대사산책》〈1950년대편 1권〉 (인물과사상사, 2006)
- 강준만, 《한국현대사산책》〈1950년대편 2권〉 (인물과사상사, 2006)
- 유영익, 《이승만 대통령 재평가 - 연세대학교 현대한국학연구소 학술총서 10》 (연세대학교 출판부, 2006)
- 이현희, 《이야기 인물한국사》 (청아출판사, 2007)
- 이승만, 《일본 그 가면의 실체》 (대한언론인회, 2007)
- 이승만, 《이승만 한시선 - 이승만 연구 총서》 (이수웅 역, 배재대학교출판부, 2007)
- 김충선 외, 《풀어쓴 독립정신》 (청미디어, 2008)
- 이주영, 《우남 이승만 그는 누구인가》 (김앤정, 2008)
- 이한우, 《우남 이승만, 대한민국을 세우다》 (해냄, 2008)
- 로버트 올리버, 《이승만 없었다면 대한민국 없다 - 나라세우기 X파일》 (동서문화사, 2008)
- 유영익, 《이승만과 대한민국 임시정부 : 현대한국학연구소 학술총서 13》 (연세대학교출판부, 2009)
- 프란체스카 도너, 《6·25와 이승만 : 프란체스카의 난중일기》 (기파랑, 2010)
- 김삼웅, 《이승만 평전》 (책보세, 2012)
- 오영섭 외, 《이승만과 하와이 한인사회》 (연세대학교 대학출판문화원, 2012)
- 이덕희, 《하와이 대한인국민회 100년사》 (연세대학교 대학출판문화원, 2013)
- 이덕희, 《이승만의 하와이 30년》 (북앤피플, 2015)
- 손세일, 《이승만과 김구 (1~7권)》 (조선뉴스프레스, 2015)

## 같이 보기
| - 평화선(이승만 라인) - 일본내막기 - 대한민국 임시정부 - 대한민국임시정부 구미외교위원부 - 독립신문 - 이화장 - 제1공화국 - 박용만: 하와이 독립운동의 동지이자 정적 - 박용만: 자유당원이자 이승만의 측근 - 이윤영 - 이범석 - 이상재 - 이시영 - 대한제국 - 북진통일론 | - 김규식 - 여운형 - 신규식 - 김성수 - 대한인국민회 - 대한인동지회 - 독립촉성중앙협의회 - 서재필 - 신익희 - 신성모 - 신채호 - 장면 - 조만식 - 안창호 - 조병옥 - 윤보선 - 한국 전쟁 - 자유당 - 한미상호방위조약 - 건국전쟁 - 김구 | - 김일성 - 윤치영 - 이기붕 - 이동녕 - 이화장 - 이철승 - 임영신 - 임병직 - 박정희 - 조봉암 - 김시현 - 권승렬 - 허정 - 신성모 - 최기일 - 돈암장 - 경교장 - 삼청장 - 윤치호 - 대한민국 정부 | - 홍영식 - 장택상 - 더글라스 맥아더 - 프란체스카 도너 - 이인수 - 한인기독학원 - 인하공대 - 존 하지 - 이승만 기념사업회 - 반탁운동 - 남조선대한국민대표민주의원 - 곽영주 - 한국의 민족주의 - 일민주의 - 독립유공자로 대한민국장을 수여받은 사람 - 독립협회 - 4.19혁명 - 3.15 부정선거 - 국립서울현충원 |  |

## 역대 선거 결과
|  | 0% |

|  | 91.8% |

|  | 74.61% |

|  | 69.98% |

|  | 100.00% |

## 소속 정당
| 소속 정당 | 소속 정당          | 소속 기간 | 비고                |
| --------- | ------------------ | --------- | ------------------- |
|           | 독립협회           | 1897~1899 | 정계 입문           |
|           | 무소속             | 1899~1909 | 강제 해산           |
|           | 대한인국민회       | 1909~1924 | 창당                |
|           | 무소속             | 1924      | 탈당                |
|           | 대한인동지회       | 1924~1925 | 입당                |
|           | 무소속             | 1925      | 탈당                |
|           | 흥업구락부         | 1925~1938 | 입당                |
|           | 무소속             | 1938~1945 | 탈당                |
|           | 독립촉성중앙협의회 | 1945~1946 | 창당                |
|           | 대한독립촉성국민회 | 1946~1951 | 합당                |
|           | 무소속             | 1951      | 탈당                |
|           | 자유당             | 1951~1960 | 창당                |
|           | 무소속             | 1960~1965 | 탈당 정계 은퇴 사망 |

### 참조주
1. ↑  1919년 4월 10일~1919년 4월 23일 (집정관총재)
2. ↑  1919년 9월 11일~1925년 3월 23일 (대통령)
3. ↑  “이승만(李承晩)”. 대한민국헌정회.
4. ↑  현재 서울역 앞 건너편에 있었던
5. ↑  사진에서 왼쪽
6. 1 2  “이승만 연보 (1875~)”. 우남소사이어티. 2021년 3월 5일에 원본 문서에서 보존된 문서.
7. ↑  이승만 (1995). 《뭉치면 살고》. 조선일보사. 63쪽.
8. ↑  중추원 의관을 지낸 지재(之裁) 이규익 선생의 환갑잔치 때 61명의 유명 인사가 선물로 만든 이 서화첩은 '헌수첩(獻壽牒)'이라는 제목의 두 권짜리 책으로 이 전 대통령의 채색수묵화와 글씨는 물론 해사 김성근, 동농 김가진, 우하 민형식, 경석 이우면 등 당대 명필로 이름을 날린 구한말 고위관료도 대거 이름을 올렸다.
9. ↑  이정식 (2006년 6월 1일). 《대한민국의 기원》. 일조각.
10. ↑  이승만 (1995). 《뭉치면 살고》. 조선일보사. 66쪽.
11. 1 2 3 4  “이인수 박사 부부가 말하는 건국대통령 이승만과 영부인 프란체스카 여사”. 월간조선. 2017년 7월 10일.
12. 1 2 3 4  “이승만 연보 (1890~)”. 우남소사이어티. 2021년 3월 5일에 원본 문서에서 보존된 문서.
13. ↑  이정식 (1984). 《서재필 : 미국 망명 시절》. 정음사. p. 225쪽.
14. ↑  “2) 협성회의 조직과 활동”. 《한국사데이터베이스》.
15. ↑  이황직, 《독립협회 토론 공화국을 꿈꾸다》 (프로네시스(웅진), 2007) 90페이지
16. ↑  이황직, 《독립협회 토론 공화국을 꿈꾸다》 (프로네시스(웅진), 2007) 91페이지
17. 1 2  “한국 최초 일간신문 창간 … "첫 신체시 쓴 시인” 주장도”. 중앙SUNDAY. 2009년 4월 12일.
18. ↑  “신체시 효시는 이승만 '고목가'”. 한겨레.
19. ↑  “光武 2年, 戊戌(1898년, 淸 德宗 光緖 24年, 日本 明治 31年) 3月 10日(木)”. 《한국사데이터베이스》.
20. ↑  “독립협회사건”. 두산백과.
21. ↑  “(12) 韓廷 閣臣交迭의 계속”. 《한국사데이터베이스》.
22. ↑  “光武 3年, 己亥(1899년, 淸 德宗 光緖 25年, 日本 明治 32年) 1月 30日(月)”. 《한국사데이터베이스》.
23. ↑  “光武 3年, 己亥(1899년, 淸 德宗 光緖 25年, 日本 明治 32年) 3月 27日(月)”. 《한국사데이터베이스》.
24. ↑  “光武 3年, 己亥(1899년, 淸 德宗 光緖 25年, 日本 明治 32年) 7月 27日(木)”. 《한국사데이터베이스》.
25. 1 2 3 4 5 6 7 8 9 10 11 12 13 14  이정식, 《대한민국의 기원》(일조각, 2006)
26. ↑  허정 (1979). 《내일을 위한 증언》. 샘터. 30~31쪽.
27. 1 2  Pravda (2023년 5월 4일). “한성 감옥, 죄수들에게 교육을 베풀다.”.
28. ↑  “光武 7年, 癸卯(1903년, 淸 德宗 光緖 29年, 日本 明治 36年) 1月 19日(月)”. 《한국사데이터베이스》.
29. ↑  <풀어쓴 독립정신> 청미디어
30. 1 2 3 4 5 6 7 8  “이승만 연보 (1900~)”. 우남소사이어티. 2021년 3월 5일에 원본 문서에서 보존된 문서.
31. ↑  “光武 8年, 甲辰(1904년, 淸 德宗 光緖 30年, 日本 明治 37年) 8月 4日(木)”. 《한국사데이터베이스》.
32. ↑  “光武 9年, 乙巳(1905년, 淸 德宗 光緖 31年, 日本 明治 38年) 8月 5日(土)”. 《한국사데이터베이스》.
33. ↑  이호, 《하나님의 기적 대한민국 건국》 I, 하리출판, 2012, 96
34. ↑  許政. 《雩南 李承晩》 1970판. 太極出版社. p. 62-74쪽.
35. ↑  ““루스벨트, 日 전쟁비용 지원위해 美사업가 동원””. 경향신문.
36. 1 2  許政. 《雩南 李承晩》 1970판. 太極出版社. p. 99-100쪽.
37. ↑  共立新報 (1908년 9월 2일). “일본의 기탄하는 일이 곧 우리의 행복될 일이라”.
38. ↑  해당 사진은 《Daily Rocky Mountain News》 1908년 7월 13일자 7면에 기사에 실린 사진이다.
39. 1 2  李元淳. 《人間 李承晩》 1965판. 新太陽社. p. 134-136쪽.
40. ↑  “戒髻상투를 없애야 되어”. 신한민보.
41. ↑  “이박사 귀국”. 신한민보.
42. 1 2 3 4 5 6 7 8 9 10 11  “이승만 연보 (1910~)”. 우남소사이어티. 2020년 9월 16일에 원본 문서에서 보존된 문서.
43. ↑  ““망국은 슬프지만 왕,양반,상투가 없어진 것은 시원하다””. 중앙일보.
44. ↑  류석춘 (2022년 4월 18일). “귀국한 이승만, 서울 YMCA ‘한국인 총무’ 겸 ‘학감’으로 활약”. 자유일보.
45. ↑  現 송도고등학교
46. ↑  “鮮人 李承晩 渡美에 관한 건”. 《한국사데이터베이스》.
47. ↑  “朝鮮人 李承晩 渡米에 관한 건”. 《한국사데이터베이스》.
48. 1 2 3  “[연재再開] 孫世一의 비교 評傳 (23) 한국 민족주의의 두 類型 李承晩과 金九”. 월간조선.
49. ↑  “미네소타주 미네아폴리스에서 基督敎 監理敎派大會에 出席한 朝鮮人 李承晩의 行動과 同 大會席上에서 朝鮮 布敎에 관한 해리스博士의 報告演說 등에 관한 건”. 《한국사데이터베이스》.
50. 1 2 3 4 5 6 7 8 9  許政. 《雩南 李承晩》 1970판. 太極出版社. p. 111-114쪽.
51. 1 2 3  柳永益. 《이승만의 삶과 꿈》 1996판. 中央日報社. p. 86-93쪽.
52. ↑  “한인중앙학원(韓人中央學院)”. 한국민족문화대백과사전.
53. ↑  “하와이 대한인국민회와 한인 교회 앞장서 광복운동 후원”. 국민 일보.
54. 1 2 3  “중앙총회에 온 하와이 대의원의 공첩”. 《한국사데이터베이스》. 신한민보.
55. ↑  “김종학 대 홍한식 소송사건(소송취하) (Discontinuance)”. 《한국사데이터베이스》.
56. 1 2  “깡통진보, [백년전쟁] 이렇게 조작! 역사의 진실 공개”. 뉴데일리.
57. ↑  “김성렬 등에 대한 하와이주 기소사건(사건설명서) (instructions requested by defendants)”. 《한국사데이터베이스》.
58. ↑  “통곡할 하와이 한인의 재판사건”. 신한민보.
59. ↑  “김성렬에 대한 하와이주 기소사건(평결) (verdict)”. 《한국사데이터베이스》.
60. ↑  “하와이 연합회 공서”. 신한민보.
61. ↑  “김순기 대 안현경의 소송(피고측 답변 및 원고측 사건설명 요청서) (answer and demand for trial by jury)”. 《한국사데이터베이스》.
62. ↑  “김순기 대 안현경의 소송(피고측 변호인 철회안 및 평결) (verdict and judgement)”. 《한국사데이터베이스》.
63. ↑  “이종관 대 손창희 소송사건(판결문) (judgement)”. 《한국사데이터베이스》.
64. ↑  《끝나지 않은 역사 앞에서》,이이화 저. 김영사. p33~p34
65. ↑  “하와이한인기독교회(─韓人基督敎會)”. 한국민족문화대백과사전.
66. 1 2 3 4 5 6  Young-Ick Lew. 《Life and Dream of Syngman Rhee》 1996판. 中央日報社. p. 134-141쪽.
67. 1 2  최시중(편저), 《인촌 김성수 : 인촌 김성수의 사상과 일화》(동아일보사, 1985), 123쪽
68. ↑  윤치호일기 1919년 2월 24일자
69. 1 2  “이승만 위임 통치 청원”. 두산백과.
70. ↑  “정한경은 한 달 만에 쫓겨났다”. 오마이뉴스.
71. 1 2  “이승만(李承晩)”. 한국민족문화대백과사전.
72. ↑  한국사傳 <이승만-2부작>1부[깨진 링크(과거 내용 찾기)]
73. ↑  “2) 미 국무부에 대한공화국의 수립을 알리는 이승만의 서한”. 《한국사데이터베이스》. 1919년 6월 14일.
74. ↑  작성은 당시 구미위원회 법률고문이었던 존 스태거스 변호사가 하였고 이 문서를 비서 임병직이 주미 일본대사관을 직접 방문하여 수교(手交)하였다.
75. ↑  임병직. 《임정부터 인도까지 : 임병직 회고록》 1964판. 여원사.
76. 1 2  “[100년전 외신엔] ④ ‘대한민국 대통령’ 이승만…미국 신문에 235건 언급”. KBS.
77. ↑  “2) 통합정부의 수립”. 《한국사데이터베이스》.
78. ↑  “(3) ‘통합’ 임시정부의 출범”. 《우리역사넷》.
79. ↑  “대한민국임시정부자료집 1 1권 헌법 · 공보   >   해제”. 《한국사데이터베이스》.
80. ↑  “3·1운동 직후 임시정부 속속 수립 … 한성정부로 대통합”. 중앙SUNDAY. 2011년 12월 18일.
81. 1 2 3 4 5 6 7  『Oakland Tribune』, 1921년 8월 17일자 기사
82. 1 2 3 4 5  “1920년 12월, 상하이로 건너간 이승만… 김구를 처음 만나다”. 조선일보. 2019년 4월 3일.
83. 1 2  “7. “한국인들은 스스로 통치할 준비가 되어 있다”－이승만 박사－”. 《한국사데이터베이스》. 1921년 4월 21일.
84. 1 2 3 4 5 6 7 8 9 10  許政. 《雩南 李承晩》 1970판. 太極出版社. p. 155-160쪽.
85. ↑  파테 뉴스(Pathe News)와 주간 국제뉴스(International News Weekly)가 금문교 공원에서 촬영하였다.
86. 1 2 3 4 5  입력 2018.09.25 07:59 (2018년 9월 25일). “한 눈에 보는 무상교육 역사…고교 무상교육 현실화 가능한가”. 2020년 9월 12일에 확인함.
87. 1 2 3 4 5  북진통일 위협과 미국의 이승만 제거작전- 신동아
88. ↑  Mayborne, Etta Irene (1857~)
89. ↑  Fred A. Dolph (1875~)
90. 1 2  許政. 《雩南 李承晩》 1970판. 太極出版社. p. 157-159쪽.
91. 1 2  “‘이승만 탄핵’ 내용 담긴 독립신문 호외 최초 발견”. 한겨레. 2018년 12월 13일.
92. 1 2  金道泰. 《徐載弼博士自敍傳 : 韓末史를 中心으로》 1948판. 首善社. p. 285쪽.
93. ↑  '국부 이승만', 부끄럽지 않으십니까 오마이뉴스 2008.10.07
94. ↑  Hyun Soon. 〈三一運動과 我의 使命〉. 《My autobiography by the reverend Soon Hyun 1878-1968 : with historical documents, photographs and analysis》 2003판. Institute for Modern Korean Studies Yonsei University Press.
95. ↑  “대한민국임시정부자료집 별책 5 95권 국민대표회의 Ⅰ   >   한글신문기사 및 국한문 자료   >   1) 통첩”. 《한국사데이터베이스》.
96. ↑  “국민대표회의(國民代表會議)”. 《한국민족문화대백과사전》.
97. ↑  “한국독립운동사, 비극과 갈등의 기록”. 독립기념관.
98. ↑  “34) 국민대표회에서의 ‘개조파’와 ‘창조파’ 분열의 원인과 그 결과”. 《한국사데이터베이스》.
99. ↑  “3) 獨立新聞 一九二三年 五月二日”. 《한국사데이터베이스》. 독립신문. 1923년 5월 2일.
100. ↑  “앞서 上海臨時議政院에서는 趙德律 等 9議員이 聯署하여 提出”. 《한국사데이터베이스》. 1923년 4월 28일.
101. ↑  “임시의정원의 조덕진(趙德津)김두만(金斗萬) 등 11명의 의원은 헌법위반을 이유로 이승만(李承晩) 탄핵안을 제출”. 《한국사데이터베이스》. 1923년 4월 25일.
102. ↑  “58) 上海 임시정부 의정원회의의 분규 건”. 《한국사데이터베이스》. 1923년 5월 22일.
103. ↑  “9) 국민대표회의 해산령”. 《한국사데이터베이스》. 1923년 6월 6일.
104. 1 2  “2. 각료 · 국무원 · 국무위원 명단”. 《한국사데이터베이스》.
105. ↑  “158. 李承晩이 李始榮에게 보낸 서한”. 《한국사데이터베이스》.
106. ↑  “164. 李始榮이 李承晩에게 보낸 서한”. 《한국사데이터베이스》.
107. 1 2  “大韓民國臨時政府公報 第42號”. 《한국사데이터베이스》.
108. ↑  “169. 朴殷植이 李承晩에게 보낸 서한”. 《한국사데이터베이스》.
109. ↑  “168. 李始榮이 李承晩에게 보낸 서한”. 《한국사데이터베이스》.
110. ↑  “172. 이승만이 김구에게 보낸 편지”. 《한국사데이터베이스》.
111. ↑  “177. 李承晩이 李始榮(?)에게 보낸 서한”. 《한국사데이터베이스》.
112. ↑  “187. 趙素昻이 李承晩에게 보낸 서한”. 《한국사데이터베이스》. 1927년 12월 10일.
113. ↑  “1) 大韓民國 特派 歐美駐紮委員部 設置 條款”. 《한국사데이터베이스》. 1919년 8월 25일.
114. 1 2  “임시정부, 리더십 문제로 어려움을 겪다”. 2020년 9월 11일에 확인함.
115. ↑  유영익, 《이승만과 대한민국임시정부》 (연세대학교출판부, 2009) 47페이지
116. ↑  “2) 공채표 발매”. 《한국사데이터베이스》. 1919년 9월 12일.
117. ↑  “8) 대통령 · 구미위원장 부재중 업무처리 지시”. 《한국사데이터베이스》.
118. ↑  “8) 委員長 不在時 委員 玄楯이 代理하는 件”. 《한국사데이터베이스》.
119. ↑  “대한민국임시정부자료집 17 17권 구미위원부 Ⅰ   >   해제”. 《한국사데이터베이스》.
120. ↑  “18) 備忘錄：歐美委員部 金奎植 辭任 狀況”. 《한국사데이터베이스》.
121. ↑  “11) 歐美駐箚委員部 委員長 依願免職”. 《한국사데이터베이스》.
122. ↑  “12) 歐美委員部 委員 玄楯 解任”. 《한국사데이터베이스》.
123. ↑  “3) 歐美委員部 事務引繼에 關한 件”. 《한국사데이터베이스》. 1925년 3월 10일.
124. ↑  “구미위원부 통신 제9-5호(1925. 4. 15)”. 《한국사데이터베이스》.
125. ↑  “11) 歐美委員部 維持”. 《한국사데이터베이스》. 1925년 4월 29일.
126. ↑  “6) 駐美外交委員部 設置 公布”. 《한국사데이터베이스》. 1925년 5월 11일.
127. ↑  “7) 歐美外交委員部 設置의 件”. 《한국사데이터베이스》. 1925년 5월 12일.
128. ↑  “복원된 ‘주미 대한제국 공사관’… 사라진 ‘歐美위원부’”. 국민일보.
129. 1 2  “1) 한국은 독립되어야 한다(1930)”. 《한국사데이터베이스》.
130. 1 2  “조선사정에 인쇄, 국련 기타에 소개, 조선의 최근 사정을 널리 각국에 소개코자 노력해, 구미 위원부의 활동”. 《한국사데이터베이스》. 중외일보. 1930년 3월 22일.
131. ↑  “189. 金九가 李承晩에게 보낸 서한”. 《한국사데이터베이스》. 1928년 11월 20일.
132. ↑  “구미위원부(歐米委員部)의활동(活動)”. 조선일보. 1926년 12월 21일.
133. ↑  의열투쟁과 한국독립운동(한국민족운동사학회 | 국학자료원 | 2003.02.03) 40페이지
134. ↑  이덕희 외. 《이승만과 하와이 한인사회》 2012판. 연세대학교 대학출판문화원. p. 164쪽.
135. ↑  “재외동포사 연표 미국   >   대한인동지회에서 동지식산회사를 창”. 《한국사데이터베이스》.
136. ↑  “동지식산회사와 동지촌 설립”. 《한국사데이터베이스》.
137. ↑  “재외동포사 연표 미국   >   대한인동지회의 동지촌 파산. 19”. 《한국사데이터베이스》.
138. 1 2 3 4 5 6 7 8  “이승만 연보 (1930~)”. 우남소사이어티. 2021년 3월 5일에 원본 문서에서 보존된 문서.
139. 1 2  “제3호 이승만 대통령 기록물”. 국가지정기록물.
140. 1 2 3 4  許政. 《雩南 李承晩》 1970판. 太極出版社. p. 165-170쪽.
141. ↑  “1) 第二十五回 臨時議會”. 《한국사데이터베이스》.
142. ↑  “大韓民國臨時政府公報 第55號”. 《한국사데이터베이스》.
143. ↑  “大韓民國臨時政府公報 第57號”. 《한국사데이터베이스》.
144. ↑  “大韓民國臨時政府公報 第61號”. 《한국사데이터베이스》.
145. ↑  “1) 臨時議政院 第三十一回 定期會議 紀事錄”. 《한국사데이터베이스》.
146. 1 2 3 4 5 6 7  “이승만 연보 (1940~)”. 우남소사이어티. 2020년 9월 17일에 원본 문서에서 보존된 문서.
147. ↑  “주미외교위원부(駐美外交委員部)”. 한국민족문화대백과사전.
148. ↑  “6. 임명장(駐美外交委員長 李承晩)(1941. 6. 4)”. 《한국사데이터베이스》.
149. ↑  “7. 신임장(駐美外交委員長 李承晩)(1941. 6. 4)”. 《한국사데이터베이스》.
150. ↑  박성현 <일본을 벗기다 해설> <<일본을 벗기다>>, 두두리, 2010
151. 1 2  홍선표 (2009년 8월 30일). “해방 이전 대한인동지회의 조직과 활동”. 《한국독립운동사연구 제33집》 (독립기념관 한국독립운동사연구소): p. 447.
152. 1 2 3 4 5 6  許政. 《雩南 李承晩》 1970판. 太極出版社. p. 177-180쪽.
153. ↑  앨저 히스의 답신 전문 "잘 알겠습니다. 그러나 만일 이 단계에서 미국이 한국의 독립 정부를 승인한다면 북아시아에 커다란 이해 관계를 가진 소련의 감정을 상하게 하는 것이며, 소련이 아직 일본과 전쟁 상태에 있지 않는한 그 지역에서의 어떤 정치적인 문제의 계기는 시기 상조라고 생각합니다." 이 답변을 받은 이승만은 막중한 권력을 가진 젊은이가 미국을 위해서보다 소련을 위해 봉사하고 있다고 느끼지 않을 수 없었다고 한다.
154. ↑  “장석윤(張錫潤)”. 한국민족문화대백과사전.
155. ↑  “재미 한인의 전시 활동”. 《한국사데이터베이스》.
156. 1 2  “1. 『한인자유대회 회의록(Korean Liberty Conference)』”. 《한국사데이터베이스》.
157. ↑  사진 : 마이런 데이비스(Myron Davis)
158. ↑  왓슨 소장의 답신 전문 "친애하는 이 박사! 대통령의 지시에 의하여 나는 귀하가 한국에 관한 제문제를 논의하고 그것과 더불어 조소앙 씨로부터의 전문 사본을 동봉한 1943년 5월 15일자 귀하의 서한을 받았음을 알려 드립니다. 나는 귀하의 서한과 동봉한 전문이 세밀한 주의를 받았다는 것을 표명할 필요도 없다고 생각합니다." ㅡ 에드윈 M. 왓슨
159. 1 2  “항일 단파방송 사건 (1942년 6월 13일)”. 《이승만기념관.com》.
160. ↑  “기독교인친한회(基督敎人親韓會)”. 한국민족문화대백과사전.
161. 1 2 3  /content_view.html?contid=1995020770102 소, 애초 이승만배척/45년8월 "반소인물" 낙인 조선일보 1995.02.07일자
162. ↑  “루즈벨트 기획, 이승만 로비로 만든 우표”. 울산제일일보.
163. ↑  “秘錄 韓國外交<1> : 건국前夜①”. 경향신문. 1975년 1월 15일. 4면. 2019년 2월 2일에 원본 문서에서 보존된 문서. 2011년 4월 10일에 확인함.
164. ↑  “秘錄 韓國外交<2> : 건국前夜②”. 경향신문. 1975년 1월 17일. 4면.[깨진 링크(과거 내용 찾기)]
165. 1 2 3  許政. 《雩南 李承晩》 1970판. 太極出版社. p. 201-202쪽.
166. ↑  브루스 커밍스 (1986년). 《한국전쟁의 기원》. 일월서각. 247쪽쪽.
167. ↑  다큐멘터리 건국투쟁사 (1948) - 안경호프로덕슌
168. ↑  환국 다음 날인 1945년 10월 17일 오후 7시 30분부터 경성중앙방송국에서 진행한 라디오 연설.
169. ↑  “이승만 귀국과 기자회견”. 《한국사데이터베이스》.
170. ↑  “이승만, 환국제1성으로 전국민이 대동단결할 것을 방송”. 《한국사데이터베이스》.
171. ↑  “경성시민주최 연합군환영회 개최”. 《한국사데이터베이스》.
172. ↑  허정, 《내일을 위한 증언》 (샘터사, 1979) 113페이지
173. ↑  허정, 《내일을 위한 증언》 (샘터사, 1979) 114페이지
174. ↑  “이승만, 인공주석 수락거부 성명 발표”. 《한국사데이터베이스》.
175. ↑  “이승만, 공산당에 대한 태도 방송”. 《한국사데이터베이스》.
176. ↑  “[강준식의 정치비사] 대통령 스토리 이승만②”. 중앙일보.
177. ↑  “이승만과 박헌영, 통전결성에 관해 협의”. 《한국사데이터베이스》.
178. ↑  “조공, 독촉중협 비판성명”. 《한국사데이터베이스》.
179. ↑  “이승만, ‘공산당에 대한 나의 관념’ 방송”. 《한국사데이터베이스》.
180. ↑  “민중(民衆)과함께나가라”. 조선일보.
181. ↑  “임시정부及연합군환영회본부임정환국봉영회 거행”. 《한국사데이터베이스》.
182. ↑  “독립촉성중앙협의회(獨立促成中央協議會)”. 민족문화대백과사전.
183. 1 2  “이승만, ‘공산당에 대한 나의 입장’ 방송”. 《한국사데이터베이스》.
184. ↑  “임정개선환영대회, 서울운동장에서 개최”. 《한국사데이터베이스》.
185. ↑  아 비운의 역사현장 경교장(백범사상실천운동연합, 1993)
186. ↑  “조소앙 임정 외무부장, 반탁국민총동원위원회의 성격과 운영방침 천명”. 《한국사데이터베이스》.
187. ↑  李完範 (2015년 12월). “조선공산당의 탁치 노선 변화 과정 (1945~1946)”. 《한국근현대사연구》 (한국근현대사학회) 35: 189-227.
188. ↑  “각정당, 조공과 인공의 2일의 찬탁대회 반박성명서 발표”. 《한국사데이터베이스》.
189. 1 2 3 4  “이승만, 민족통일문제에 대한 담화 발표”. 《한국사데이터베이스》.
190. ↑  “비상정치회의주비회, 독촉을 합류시켜 비상국민회의주비회로 개칭”. 《한국사데이터베이스》.
191. ↑  “조선민족혁명당과 조선민족해방동맹, 비상국민회의주비회 탈퇴”. 《한국사데이터베이스》.
192. ↑  “비상국민회의(非常國民會議)”. 한국민족문화대백과사전.
193. 1 2 3  “비상국민회의, 상임위원회를 설치하고 최고정무위원을 전형 발표”. 《한국사데이터베이스》.
194. ↑  “비상국민회의 개막”. 《한국사데이터베이스》.
195. ↑  “남조선대한국민대표민주의원 결성”. 《한국사데이터베이스》.
196. ↑  “민주의원 의장 이승만, 부의장 김구 연설문, 하지 성명서”. 《한국사데이터베이스》.
197. ↑  “대한국민대표민주의원(大韓國民代表民主議院)”. 한국민족문화대백과사전.
198. ↑  “인민당, 민주의원 탈퇴성명 발표”. 《한국사데이터베이스》.
199. ↑  “민전 집행부 선거, 집행위원 선거”. 《한국사데이터베이스》.
200. ↑  “대한독립촉성국민회(大韓獨立促成國民會)”. 한국민족문화대백과사전.
201. ↑  “민주의원 의장 이승만 휴직으로 부의장 김규식이 직무대리”. 《한국사데이터베이스》. 서울신문. 1946년 3월 19일.
202. 1 2 3 4  강준만, 《한국현대사산책》〈1940년대편 2권〉(인물과사상사, 2004)
203. ↑  김재명, 《한국현대사의 비극-중간파의 이상과 좌절》 (선인, 2003) 321페이지
204. ↑  몸으로 쓴 통일독립운동사:우사 김규식의 생애와 사상 3 (한울, 2000) 57페이지
205. ↑  “민주의원 부의장 김규식, 미소공위에의 협력강조 기자회견”. 《한국사데이터베이스》.
206. ↑  “이승만, 신탁통치 반대 등 기자회견”. 《한국사데이터베이스》.
207. ↑  “[대한민국 건국의 영웅들(3)] 조만식”. 주간조선. 2006년 8월 28일. 2016년 3월 4일에 원본 문서에서 보존된 문서.
208. ↑  “한국독립당과 국민당 합동선언 발표”. 《한국사데이터베이스》.
209. ↑  “한독·국민·한민·신한민족당 등 4당 합동교섭위원 합당 협의”. 《한국사데이터베이스》.
210. ↑  “김구·이승만이 회합하고 정당 불참 결의”. 《한국사데이터베이스》.
211. ↑  “한독·국민·신한민족당 합동, 성명서 발표”. 《한국사데이터베이스》.
212. ↑  “미소공위 공동성명 제5호 발표”. 《한국사데이터베이스》.
213. ↑  “하지, 공위가 요청한 정당 및 사회단체의 선언서명에 관해 특별 담화 발표”. 《한국사데이터베이스》.
214. ↑  “비상국민회의 및 휘하 단체, 공위 제 5호성명에 서명 합작결의”. 《한국사데이터베이스》.
215. ↑  “[광복 75주년] ⑩두 차례 미소공동위원회 결렬, 분단의 길로”. 뉴시스.
216. ↑  “하지, 미소공위무기휴회에 관해 특별성명 발표”. 《한국사데이터베이스》.
217. ↑  “해방政局 이승만 돈줄은 '경제輔國會'-梨花莊소장 문서발굴”. 중앙일보.
218. ↑  “군정청이 본국에 남한단정수립을 제의했다는 소식이 외신보도”. 《한국사데이터베이스》.
219. ↑  “러취 군정장관, 미군정이 남한 단독정부수립을 제의하였다는 외신보도를 부인”. 《한국사데이터베이스》.
220. ↑  “이승만, 남조선단정수립설에 대한 견해 표명”. 《한국사데이터베이스》.
221. ↑  “이승만, 미소공위 무기휴회와 지방순회 소감 피력”. 《한국사데이터베이스》.
222. ↑  “민주의원대리의장 김규식, 민전담화에 대한 반박성명 발표”. 《한국사데이터베이스》.
223. 1 2  “정읍 발언”. 두산백과.
224. ↑  “독촉국민회, 정판사위조지폐사건 등 제 문제에 대해 담화 발표”. 《한국사데이터베이스》.
225. ↑  “민주의원의장 이승만, 공위재개요망 담화 발표”. 《한국사데이터베이스》.
226. 1 2  “이승만, 정읍환영강연회에서 단정수립 필요성 주장”. 《한국사데이터베이스》.
227. ↑  “이승만, 이리에서 남한단정수립에 대해 사견 피력”. 《한국사데이터베이스》.
228. ↑  “남조선단정설에 관해 한독당 반대 담화 발표”. 《한국사데이터베이스》.
229. ↑  “인민당총무국, 남한단정설 반대 담화 발표”. 《한국사데이터베이스》.
230. ↑  “러취, 이승만의 단정설 등 당면문제에 대해 기자회견”. 《한국사데이터베이스》.
231. ↑  “비상국민회의 부의장 최동오, 당면한 정치적 문제에 대해 담화 발표”. 《한국사데이터베이스》.
232. ↑  “한민당, 좌익계열의 남조선단독정부수립설 비난에 대해 반박성명”. 《한국사데이터베이스》.
233. ↑  “대한독립촉성국민회주최 전국대회 개최”. 《한국사데이터베이스》.
234. ↑  “이승만, 독촉국민회 전국대회에서 강연”. 《한국사데이터베이스》.
235. ↑  “이승만, 중앙에 민족통일사령부 설치하여 독립전취운동 전개 계획”. 《한국사데이터베이스》.
236. ↑  “민족통일총본부(民族統一總本部)”. 한국민족문화대백과사전.
237. ↑  리처드 로빈슨, 《미국의 배반:미군정과 남조선》 (정미옥 역, 과학과 사상, 1986) 219페이지
238. ↑  “좌우합작위원회(左右合作委員會)”. 한국민족문화대백과사전.
239. ↑  한국현대민족운동연구(역비한국학연구총서 1) (서중석 지음, 역사비평사 펴냄, 2006) 497
240. ↑  ▒ 경인일보 창간 50주년 '도약! 2010' ▒[깨진 링크(과거 내용 찾기)]
241. ↑  “UN총회에서 활동중인 임병직·임영신이 이승만에게 보낸 전보”. 《한국사데이터베이스》.
242. ↑  “이승만 저격사건 발생”. 《한국사데이터베이스》.
243. ↑  “이승만 저격범 김광명, 범행일체 자백”. 《한국사데이터베이스》.
244. ↑  “이승만저격범 金永洙에 대해 무기징역 구형”. 《한국사데이터베이스》.
245. ↑  “이승만, 좌우합작 대해 소견 피력”. 《한국사데이터베이스》.
246. ↑  “서북청년회 결성식 거행”. 《한국사데이터베이스》.
247. ↑  “이승만관계서한자료집 1(1944-1948)(대한민국사자료집) > 국내 정치 상황”. 《한국사데이터베이스》.
248. ↑  “이승만,반탁데모를 경고하는 전문을 민주의원에 송달”. 《한국사데이터베이스》.
249. ↑  “재미중인 이승만이 민주의원에 보낸 전문 공개”. 《한국사데이터베이스》.
250. ↑  “전국학생총연맹,탁치반대투쟁사발표대회에서 회색분자소탕 등 결의”. 《한국사데이터베이스》.
251. ↑  “전국학생총연맹, 선전부 재미중인 이승만에게서 온 전문 발표”. 《한국사데이터베이스》.
252. ↑  “반탁독립투쟁위원회 정식 결성”. 《한국사데이터베이스》.
253. ↑  “반탁독립투쟁위원회, 제1회중앙집행위원회에서 부서결정”. 《한국사데이터베이스》.
254. ↑  “반탁독립투쟁위원회 주최 반탁독립궐기대회 개최”. 《한국사데이터베이스》.
255. ↑  “반탁독립투쟁위원회(反託獨立鬪爭委員會)”. 한국민족문화대백과사전.
256. ↑  “독립촉성국민회,합작위원회와 남조선과도입법의원에 대한 결정사항 발표”. 《한국사데이터베이스》.
257. ↑  “재미중 이승만이 미국무성에 제안한 6개항의 요구안”. 《한국사데이터베이스》.
258. ↑  “비상국민회의 제2차 전국대의원대회 개최”. 《한국사데이터베이스》.
259. ↑  “국민의회,임정주석에 이승만,부주석에 김구를 추대하고 국무위원을 보선”. 《한국사데이터베이스》.
260. ↑  정경모, 찢겨진 산하 (기획출판 거름, 1986) 51페이지
261. ↑  “이승만귀국환영대회가 거행”. 《한국사데이터베이스》.
262. ↑  “국민의회내 임정계와 이승만계,임정봉대론으로 의견 양립”. 《한국사데이터베이스》.
263. ↑  “이승만,과도정부수립과 임정봉대문제에 관해 성명서 발표”. 《한국사데이터베이스》.
264. 1 2  “이승만,민주주의 내용이 명시된 후 對공위태도 결정할 것을 언명”. 《한국사데이터베이스》. 1947년 5월 20일.
265. ↑  “한민당 장덕수 등, 공위문제로 이승만 방문”. 《한국사데이터베이스》. 1947년 5월 30일.
266. ↑  “반탁진영 대표자대회,미소공위대책위원회를 구성”. 《한국사데이터베이스》. 1947년 6월 4일.
267. ↑  “이승만,공위에 대해 성명서 발표”. 《한국사데이터베이스》. 1947년 6월 9일.
268. ↑  “한민당,공위참가에 대해 성명서 발표”. 《한국사데이터베이스》. 1947년 6월 10일.
269. ↑  “한민당선전부,남북총선거에 의한 임정수립 주장 담화 발표”. 《한국사데이터베이스》.
270. ↑  “임정수립대책협의회, 공위양측대표에게 서한 발송”. 《한국사데이터베이스》. 1947년 7월 28일.
271. ↑  “한독당, 공위 참가여부문제로 3당으로 분립”. 《한국사데이터베이스》. 1947년 6월 22일.
272. 1 2  “우익진영 공위참·불참을 계기로 3파로 분립”. 《한국사데이터베이스》. 1947년 6월 18일.
273. ↑  “각지에서 반탁 데모”. 《한국사데이터베이스》.
274. ↑  “전국학생총연맹중앙총본부 반탁에 관한 성명서 발표”. 《한국사데이터베이스》.
275. ↑  “각지에서 반탁데모”. 《한국사데이터베이스》.
276. ↑  “25일 현재 보고된 각 관구별 반탁상황”. 《한국사데이터베이스》.
277. ↑  “경무부장 조병옥,반탁시위로 인한 치안상태에 관해 담화 발표”. 《한국사데이터베이스》.
278. ↑  “조선신문기자회, 임시정부 政體에 대한 여론조사 결과 발표”. 《한국사데이터베이스》.
279. ↑  “돈암장,이승만과 하지사이에 왕래한 서한내용 발표”. 《한국사데이터베이스》.
280. ↑  “김구, 하지에게 서한 전달”. 《한국사데이터베이스》.
281. ↑  “공위 39·40차 본회의, 구두협의 대상문제로 격론”. 《한국사데이터베이스》.
282. ↑  “브라운, 공위경과에 대해 말하다”. 《한국사데이터베이스》.
283. ↑  “한국민족대표자대회”. 《한국사데이터베이스》.
284. ↑  “이승만, 국민의회 주석 유임 거절성명에서 남한단선 실시 주장”. 《한국사데이터베이스》.
285. ↑  “공보부, 마샬이 유엔총회에서 행한 연설내용 전문 발표”. 《한국사데이터베이스》.
286. ↑  “한독당 김구, 단독선거의 분단성 경고”. 《한국사데이터베이스》.
287. ↑  “이승만과 김구, 독립정부수립에 의견 일치”. 《한국사데이터베이스》.
288. ↑  “한독당 김구, 정부수립과 민족단결 문제에 관해 담화 발표”. 《한국사데이터베이스》.
289. ↑  “한독당 김구, 국내정세에 대해 담화 발표”. 《한국사데이터베이스》.
290. ↑  “국민의회와 한국민족대표자대회 합동회의에 대한 집회금지조치”. 《한국사데이터베이스》.
291. ↑  “한독당중앙집행위원회, 전국총선거참가 결의”. 《한국사데이터베이스》.
292. ↑  “우익진영 정당단체, 유엔한국임시위원단 래조에 대비 한국민족대표단구성”. 《한국사데이터베이스》.
293. ↑  “한국민족대표단 구성에 대해 물의 분분”. 《한국사데이터베이스》.
294. ↑  “이승만과 김구간에 우익진영 통일 노력 모색”. 《한국사데이터베이스》.
295. ↑  “국민의회와 한국민족대표자대회, 명년 1월 8일에 합동대회 결정”. 《한국사데이터베이스》.
296. ↑  “유엔조선임위의 활동에 따른 각 정당단체의 동향”. 《한국사데이터베이스》.
297. ↑  “임시정부수립대책협의회, 한국독립정부수립대책협의회로 개칭”. 《한국사데이터베이스》.
298. ↑  “유엔소련대표 그로미코, 조선위원단의 북한 입경 정식 거부”. 《한국사데이터베이스》.
299. ↑  “김구, 유엔조선임위에 보내는 의견서 발표”. 《한국사데이터베이스》.
300. ↑  “김구와 김규식, 메논의장에게 남북지도자회담에 관한 서신 전달”. 《한국사데이터베이스》.
301. ↑  “유엔소총회, 조선에서의 전국선거 추진안 가결”. 《한국사데이터베이스》.
302. ↑  “김구, 3·1기념식에서 남한선거에 불응할 것 천명”. 《한국사데이터베이스》. 1948년 3월 1일.
303. ↑  “장덕수 살해사건 제5회 공판 개정”. 《한국사데이터베이스》. 1948년 3월 8일.
304. 1 2  “이승만, 김구의 장덕수살해사건 관련설 일축”. 《한국사데이터베이스》.
305. 1 2 3 4 5 6 7 8  許政. 《雩南 李承晩》 1970판. 太極出版社. p. 253-257쪽.
306. ↑  “이승만, 남북협상의 전도에 대해 논평”. 《한국사데이터베이스》.
307. ↑  “김구·김규식, 남북회담의 성과에 대해 공동성명서 발표”. 《한국사데이터베이스》.
308. ↑  “이승만, 남북협상의 무모성과 총선만이 국권회복의 길임을 주장”. 《한국사데이터베이스》.
309. 1 2  KBS 1TV <<한국사 傳>> -이승만(2부)편-, 김구의 비서를 지냈던 윤경빈의 증언
310. 1 2 3  “李承晩 대통령과 金九, 덕수궁에서 회동”. 《한국사데이터베이스》. 1949년 5월 19일.
311. 1 2 3  “金九, 李承晩·金奎植과의 3영수합작으로 민족단결이 시급하다고 발언”. 《한국사데이터베이스》. 1949년 5월 20일.
312. ↑  강준만, 《한국현대사산책》〈1940년대편 2권〉(인물과사상사, 2004) 128쪽. 친일 경찰 문제로 조병옥을 비판했다가 사직한 최능진도 동대문구 갑에 출마해 이승만과 대결을 벌이고자 하였으나 이승만의 방해공작으로 등록 무효선고를 받아 결국 이승만이 단독으로 입후보하게 되었다.
313. ↑  “(4) 제헌국회와 정부수립”. 《우리역사넷》.
314. 1 2 3  “국회개원식 거행”. 《한국사데이터베이스》. 1948년 5월 31일.
315. ↑  “이승만, 헌법기초위원회에 참석하여 대통령책임제 표명”. 《한국사데이터베이스》. 1948년 6월 16일.
316. ↑  “헌법 전문”. 《한국사데이터베이스》.
317. 1 2  “大韓民國 건국의 여섯가지 기초”. 월간조선. 2012년 11월 10일.
318. ↑  “총선부터 정부출범까지 … 기적의 3개월이었다”. 중앙일보. 2013년 5월 27일.
319. ↑  “이승만, 총리인선 문제에 대해 담화 발표”. 《한국사데이터베이스》. 1948년 7월 28일.
320. ↑  “이승만, 총리인선 문제에 대한 기자단의 질문에 답변”. 《한국사데이터베이스》. 1948년 7월 28일.
321. ↑  “이범석, 한민당위원장 김성수 방문 요담”. 《한국사데이터베이스》. 1948년 7월 30일.
322. ↑  “한국의 총리는 왜 용이 못 됐나”. 한겨레21. 2009년 10월 12일.
323. ↑  “[광복 75주년] ㉘대한민국 정부 수립되다”. 뉴시스. 2020년 7월 12일.
324. ↑  “탈북 청년이 말하는 ‘북한의 친일 청산’”. 주간조선.
325. ↑  임종국 (1991년 2월 1일). 《실록 친일파》. 반민족문제연구소 엮음. 서울: 돌베개. 87~88쪽쪽. ISBN 89-7199-036-8.
326. ↑  “(4) 제헌국회와 정부수립”. 우리역사넷. 2020년 9월 12일에 확인함.
327. ↑  “법무·농림·사회 등 3부 장관 경질”. 《한국사데이터베이스》.
328. ↑  “李承晩대통령, 제1회 78차 국회본회의에서 시정방침 연설”. 《한국사데이터베이스》.
329. ↑  “징병제 실시 축하대회가 서울운동장에서 거행”. 《한국사데이터베이스》.
330. ↑  “李承晩 대통령, 大韓民族靑年團 해체를 지시하는 담화를 발표”. 《한국사데이터베이스》.
331. ↑  “'여성 판사는 안 된다'는 이승만... 그의 황당무계 논리”. 《한국사데이터베이스》.
332. ↑  “李承晩 대통령의 대한민국 정부수립 국민축하식 기념사”. 《한국사데이터베이스》.
333. ↑  “李承晩 대통령, 내각 개조 등에 관하여 기자와 문답”. 《한국사데이터베이스》.
334. ↑  “韓國民主黨, 반민족행위처벌법과 관련하여 담화를 발표”. 《한국사데이터베이스》.
335. ↑  “任永信 상공부장관과 일부 국회의원, 제1회 46차 국회본회의에서 친일파 처벌 축소를 주장”. 《한국사데이터베이스》.
336. ↑  “일부 친일파 재벌, 韓國民主黨에 자금제공하고 구명운동”. 《한국사데이터베이스》.
337. ↑  “친일파들, 반민족행위처벌법 국회 통과를 저지하기 위해 협박과 돈으로 구명운동”. 《한국사데이터베이스》.
338. ↑  “제1회 50차 국회본회의, 국회의장의 반민족행위자 정부위원 임명 승인에 반발하여 특별조사위원회 위원 전원 사임”. 《한국사데이터베이스》.
339. ↑  “제1회 50차 국회 본회의장에 반민족행위처벌법 반대삐라 살포”. 《한국사데이터베이스》.
340. ↑  “북한의 단전 이후, 공장가동율이 급락”. 《한국사데이터베이스》.
341. ↑  “중앙청·독립문 등 시내 여러 곳에 人共旗 게양사건 발생”. 《한국사데이터베이스》.
342. ↑  “경상북도 각지에 인공기 게양사건 발생”. 《한국사데이터베이스》.
343. ↑  “38선 분규, 38선 부근 장단에서 북한 보안대원과 남한 경찰 사이에 대규모 충돌 발생”. 《한국사데이터베이스》.
344. ↑  “미국 타임지 기자가 본 여순사건”. 《한국사데이터베이스》.
345. ↑  “여순사건, 朴勝勳 제14연대장, 여수에서 탈출하여 사건 경위를 설명”. 《한국사데이터베이스》.
346. ↑  “여순사건(麗順事件)”. 한국민족문화대백과사전.
347. ↑  “여순사건 관련 국방부발표 제6호”. 한국사데이터베이스.
348. ↑  “"여순사건 때 순천 민간인 439명 희생"”. 뉴시스.
349. ↑  “"여수지역 여순사건 희생자 124명"”. 연합뉴스.
350. ↑  “[사설]여순사건 60년에 위령탑 하나 없으니”. 경향신문.
351. ↑  “韓國民主黨, 여순사건 계기로 정부공격을 강화”. 한국사데이터베이스.
352. ↑  “제1회 97차 국회본회의, 시국대책안을 둘러싸고 李承晩 대통령과 의원들 격론”. 《한국사데이터베이스》.
353. ↑  “수도경찰청, 景武臺 폭파음모를 사전에 적발”. 《한국사데이터베이스》.
354. ↑  “金泰善 수도경찰청장, 대통령 암살음모사건 전모를 발표”. 《한국사데이터베이스》.
355. ↑  “김구, 당분간 이승만과의 합작은 불가능하다고 언명”. 《한국사데이터베이스》.
356. ↑  “대한민국수립과 해방3주년을 맞이하여 각계 담화 발표”. 《한국사데이터베이스》.
357. ↑  “蔣介石 총통, 李承晩 대통령과 金九·金奎植 간의 합작을 희망”. 《한국사데이터베이스》.
358. ↑  “張勉 한국유엔대표, 유엔총회에서 한국승인을 요청하는 연설 내용”. 《한국사데이터베이스》.
359. ↑  “李承晩 대통령,유엔총회의 한국승인과 관련해 방송연설”. 《한국사데이터베이스》.
360. ↑  “李承晩·金九·金奎植 3영수 합작운동 태동”. 《한국사데이터베이스》.
361. ↑  “金奎植, 신년인사차 李承晩 대통령을 방문”. 《한국사데이터베이스》.
362. ↑  “李承晩 대통령, 개헌과 민족진영 통합 등의 정국 현안에 대해 기자와 문답”. 《한국사데이터베이스》. 1949년 1월 7일.
363. ↑  “反民族行爲特別調査委員會, 친일경찰 盧德述 체포”. 《한국사데이터베이스》.
364. ↑  “李承晩 대통령, 反民族行爲特別調査委員會의 친일파 검거활동을 제한할 것을 주장하는 담화를 발표”. 《한국사데이터베이스》.
365. ↑  “李承晩 대통령, 경찰의 反民特委 特警隊 해산이 자신의 명령이라고 발표”. 《한국사데이터베이스》.
366. 1 2  “李承晩 대통령, 金九 서거에 대해 애도 방송”. 《한국사데이터베이스》.
367. ↑  “孫世一의 비교 評傳 (110) 한국 민족주의의 두 類型 - 李承晩과 金九”. 2020년 8월 29일에 확인함.
368. ↑  “金泰善 서울시 경찰국장, 金尙德·金相敦·盧鎰煥·金明東 등 반민특위 위원 4명을 가택침입 등 혐의로 고소”. 《한국사데이터베이스》.
369. ↑  “金相敦 反民族行爲特別調査委員會 부위원장, 가짜조사관 문제에 대한 담화를 발표”. 《한국사데이터베이스》.
370. ↑  “審計院, 반민족행위특별조사위원회의 부정회계 사실을 발표”. 《한국사데이터베이스》.
371. ↑  “反民族行爲特別調査委員會, 金相敦 부위원장이 반민족행위처벌법에 해당된다는 소문을 부인”. 《한국사데이터베이스》.
372. ↑  “金相敦 과실치사사건 제1회 공판 개정”. 《한국사데이터베이스》.
373. ↑  “친일파 청산의 노력, 실패로 돌아가다”. 우리역사넷.
374. 1 2 3  “대일배상요구조서(對日賠償要求詔書)”. 한국민족문화대백과사전.
375. ↑  “李承晩 대통령, 대마도와 반출문화재 반환 등을 요구”. 《한국사데이터베이스》.
376. ↑  “李承晩 대통령, 일본 방문성과에 대하여 담화를 발표”. 《한국사데이터베이스》.
377. ↑  “李承晩 대통령, 개헌과 민족진영 통합 등의 정국 현안에 대해 기자와 문답”. 《한국사데이터베이스》.
378. 1 2 3  유영익 외 《한국과 6.25전쟁》 (연세대학교출판부, 2009) 264페이지
379. ↑  “'대마도 반환' 이승만 요구, 김일성이 막다!”. 《한국사데이터베이스》.
380. ↑  “李承晩 대통령, AP통신과의 회견에서 북한지역의 유엔 감시하 총선거 실시를 촉구”. 《한국사데이터베이스》.
381. ↑  “李承晩 대통령, 5·6월이 위기이므로 미국의 방위원조가 필요하다고 외신기자회견”. 《한국사데이터베이스》.
382. ↑  “평양방송, 전국 정당·사회단체 대표자회의 개최를 남쪽에 제의”. 《한국사데이터베이스》.
383. ↑  “유엔한국위원단, 북한의 협상 요청을 수용하는 대북 방송”. 《한국사데이터베이스》.
384. ↑  “李哲源 공보처장, 북한의 남북협상 주장을 비난하는 경고를 발표”. 《한국사데이터베이스》.
385. ↑  “李承晩 대통령, 남북한 현안에 대해 기자와 문답”. 《한국사데이터베이스》.
386. ↑  ““6·25 전쟁은 북한 남침” 구소련 기밀문서 공개”. 주간조선.
387. 1 2  “[건국60주년] 농지개혁…땅 갖게 된 농민 ‘대한민국 국민’ 정체성도 갖게 돼”. 2020년 9월 10일에 확인함.
388. ↑  유명선 (2021). “식스시그마 방법론 관점에서의 이순신과 맥아더의 군사전략 비교분석.” (PDF). 서울: 고려대학교 행정대학원: 2.[깨진 링크(과거 내용 찾기)]
389. ↑  최용호; 하보철; 구용회; 이동식. 《6·25전쟁의 실패사례와 교훈》. 충청남도 계룡: 육군군사연구소. 99쪽.
390. ↑  문창재 (2020년 7월 23일). “[되돌아보는 6.25 수수께끼] 6·25 직후 '서울사수' 방송이 없었다면 어떻게 되었을까”. 한국일보.
391. 1 2 3 4  “인민의용군(人民義勇軍)”. 한국민족문화대백과사전. 2020년 9월 12일에 확인함.
392. ↑  “[김용삼 칼럼] 인공(人共) 치하 90일 간 서울에선 어떤 일들이 벌어졌을까?”. 펜앤드마이크. 2020년 9월 13일에 확인함.
393. ↑  “좌익에 의한 민간인 학살사건(3)-북한의 남한점령정책 - 통일뉴스”. 2020년 9월 12일에 확인함.
394. ↑  “보도연맹사건[保導聯盟事件] - 영남신문”. 2020년 9월 12일에 확인함.
395. ↑  “진실화해위 "6·25때 보도연맹원 4934명 학살 확인"”. 2020년 9월 12일에 확인함.
396. ↑  “진실화해위 `보도연맹' 직권조사”. 2020년 9월 12일에 확인함.
397. ↑  “(182)|서울 수복(7)|부역자 처리(1)|6·25 20주 3천 여의 증인회견·내외자료로 엮은 다큐멘터리 한국전쟁3년”. 《중앙일보》. 1971년 5월 31일. 2018년 6월 12일에 확인함.
398. ↑  “국민 버린 이승만의 참을 수 없는 '뻔뻔함'”. 2017년 8월 23일. 2018년 6월 12일에 확인함.
399. ↑  “구이팔서울수복(九二八─收復)”. 한국민족문화대백과사전. 2020년 9월 13일에 확인함.
400. 1 2 3 4 5 6 7  “이승만 연보 (1950~)”. 우남소사이어티. 2021년 3월 5일에 원본 문서에서 보존된 문서.
401. ↑  이승만은 1911년, YMCA 학감으로 전국을 순회하며 전도하령회를 진행할 때에 평양에 방문한 것이 마지막이었다.
402. ↑  1950. 10. 31. 朝鮮日報/東亞日報 보도
403. ↑  “이승만 대통령, 對日태도 천명”. 《한국사데이터베이스》.
404. ↑  “＜국무원고시 제14호 인접 해양에 대한 주권에 관한 선언＞”. 《한국사데이터베이스》.
405. ↑  “일본 외무성, 한국의 평화선 선포를 비난하는 성명 발표”. 《한국사데이터베이스》.
406. ↑  “[박정희 생애] 제6부 쿠데타 연습-이승만제거계획(2) - (183)”. 조선일보.
407. ↑  “한일회담- 재산청구권 교섭”. 국가기록원.
408. ↑  “제6회 52차 국회본회의, 내각제개헌안을 부결”. 《한국사데이터베이스》.
409. ↑  “＜이승만 대통령, 8·15 기념사＞”. 《한국사데이터베이스》.
410. ↑  “정부, 정부통령 직선제·상하원 병치를 규정한 개헌안 공고”. 《한국사데이터베이스》.
411. ↑  “이승만 대통령, 원외자유당만이 정통임을 성명”. 《한국사데이터베이스》.
412. ↑  “국회의원 徐珉濠, 살인혐의로 체포”. 《한국사데이터베이스》.
413. ↑  “韓格晚 검찰총장, 徐珉濠의원 사건 기소사실 발표”. 《한국사데이터베이스》.
414. ↑  “徐珉濠의원, 석방 후 기자회견”. 《한국사데이터베이스》.
415. ↑  “신라회, 발췌개헌안 준비”. 《한국사데이터베이스》.
416. ↑  “6·25 기념행사장에서 이승만 대통령 저격사건 발생”. 《한국사데이터베이스》.
417. ↑  “李範奭 내무부장관, 대통령 암살미수사건 등에 대하여 기자회견”. 《한국사데이터베이스》.
418. ↑  “대통령 저격 사건 이후의 정계 동향”. 《한국사데이터베이스》.
419. ↑  “민주국민당 최고위원 池靑天의원, 탈당 선언”. 《한국사데이터베이스》.
420. ↑  “발췌개헌안 통과를 둘러싼 정계동향”. 《한국사데이터베이스》.
421. 1 2 3  “국회, 발췌개헌안 통과와 개헌 내용 설명”. 《한국사데이터베이스》. 1952년 7월 4일.
422. ↑  “국회, 발췌개헌안 통과”. 《한국사데이터베이스》.
423. ↑  “정전협상과 한국내정에 관한 미국무부 극동문제담당 차관보 앨리슨의 비망록”. 《한국사데이터베이스》.
424. ↑  “대한민국 민주주의의 확립”. 《대한민국역사박물관》.
425. ↑  “[이슈 논쟁] 대통령 결선투표제”. 국민일보. 2017년 1월 18일.
426. ↑  “[백 투 더 동아/10월 27일] ‘대통령 직선제 도입’ 현행 헌법 개헌 투표”. 《동아일보》. 2017년 10월 26일.
427. ↑  “朴 대통령 “임기내 개헌 완수”…정치권 요동”. KBS. 2016년 10월 24일.
428. ↑  “대통령, 언제부터 '직접' 뽑았을까?”. 중앙일보. 2012년 12월 18일.
429. ↑  “이승만 “중국 공산당을 그냥 두고는 한국도 아시아도 세계도 평화는 없다””. 세계일보. 2020년 7월 8일.
430. ↑  “〈개헌안 통과에 관한 李대통령 담화〉”. 《한국사데이터베이스》.
431. ↑  6.25 전쟁 당시 공산주의에 반대하던 북한 출신의 전쟁 포로
432. 1 2  “'이승만 제거작전'까지 세웠던 美···주한미군 탄생 비화”. 중앙일보.
433. ↑  결국 통일도 못하고 아무것도 달라진게 없는, 중공군이 코앞까지 진주하여 오히려 전쟁 이전보다 더 악화된 상태에서 상호방위 조약과 같은 미국의 강력한 보장이 없는한 어차피 또다시 제2의 6.25가 터질 것이라고 그는 내다보았고, 만약 미국이 이대로 한국을 방치하여 어차피 죽을 목숨이라면 싸우고 죽겠다는 결연한 의지가 그의 목소리와 어조에 고스란히 녹아들어 있다.
434. ↑  Original Script : "But the United Nations, instead our requests, decided to ceasefire and we cannot ceasefire under this term. therefore, we're going to continue our fight."
435. ↑  “이승만 대통령, 휴전조인 후 대국민 성명서 발표”. 《한국사데이터베이스》.
436. 1 2 3 4  “이승만, 한일 협정에 완강히 반대한 이유는”. 프레시안.
437. 1 2 3 4 5 6  유영익 외 《한국과 6.25전쟁》 (연세대학교출판부, 2009) 265페이지
438. 1 2  “李承晩, 피로써 獨島를 지켜냈다!”. 《조갑제닷컴》. 2008년 7월 31일.
439. ↑  “<한일회담> '구보타 망언'의 전말(재송)”. 연합뉴스.
440. ↑  이 대통령은 로버트 와그너(Robert F. Wagner Jr.) 뉴욕 시장으로부터 뉴욕 명예 훈장(New York's Medal of Honor)을 수여 받았습니다.
441. ↑  Original Script : New York spotlight on Syngman Rhee. South Korea's president is greeted by a police lieutenant, whose son was killed fighting in Korea. Now a motorcade through the famous skyscraper canyons of lower Broadway.

Confetti, too, for the 79-year-old American university-educated leader, whose country was a bloody battleground in the recent war to help contain red encroachment. Later at City Hall ceremonies for Dr. Rhee, the big city's Medal of Honor from Mayor Wagner.
442. ↑  한국의 운명을 방관하여 과거처럼 강대국끼리 밀실에서의 뒷거래를 통해 소련에 한국을 팔아먹는다면 유엔의 권위와 위신은 과거 국제연맹처럼 유명무실해질 것이고, 이는 1882년 조미 조약을 업신여기며 가쓰라-태프트 밀약을 통해 조선을 일본에 넘겨줌으로 그 다음은 만주, 중국까지 손아귀에 넣은 일제의 칼날이 결국 미국 자신에게 향했던 것처럼 될 것이라고 경고했다.
443. ↑  Original Script : "I have recieved many letters and telegraphic cable messages from all over the world mostly from america. Some of which say 'Do not let them sell out Korea'. I thanked them all for their statement. I wish to tell them in return 'Do not let them sell out the United States'."
444. ↑  유영익 외 《한국과 6.25전쟁》 (연세대학교출판부, 2009) 266페이지
445. ↑  김용삼 (2021년 5월 11일). “[김용삼 칼럼] 이승만 전 대통령의 국립묘지 안장은 중화민국의 도움 덕분”.
446. 1 2  “베트남 파병 계기로 협상 가능한 관계로 발전”. 국방일보.[깨진 링크(과거 내용 찾기)]
447. ↑  “한국군의 라오스 파병 문제에 관한 미 국가안전보장회의(NSC)의 견해”. 《한국사데이터베이스》.
448. ↑  “대법원 육비구 할복(六比丘 割腹)사건”. 불교평론. 2007년 12월 10일.
449. ↑  “불교정화운동(佛敎淨化運動)”. 한국민족문화대백과사전. 2020년 3월 12일에 확인함.
450. ↑  “뉴델리밀회사건(─密會事件)”. 한국민족문화대백과사전.
451. ↑  “‘낙태죄’ 헌법불합치 결정…“2020년 말까지 법 개정하라””. 한겨레.
452. ↑  “사사오입개헌(四捨五入改憲)”. 한국민족문화대백과사전.
453. ↑  “國家元首(국가원수) 暗殺兇計全貌(암살흉계전모)”. 1955년 10월 15일.
454. ↑  “趙(조)(素昻(소앙))指令(지령)으로隂謀(음모)”. 1955년 10월 15일.
455. ↑  서중석, 이승만과 제1공화국 (역사비평사, 2007) 156페이지
456. ↑  “대한노총, 이승만 재출마 요구 정치파업”. 《한국사데이터베이스》.
457. ↑  “이승만·이기붕 재출마 요청 궐기대회, 자유당·국민회·애련·노동조합 등 합동주최”. 《한국사데이터베이스》.
458. ↑  서중석, 이승만과 제1공화국 (역사비평사, 2007) 157페이지
459. ↑  서중석, 이승만과 제1공화국 (역사비평사, 2007) 159페이지
460. ↑  서중석, 《비극의 현대 지도자: 그들은 민족주의자인가 반민족주의자인가》성균관대학교출판부(2002), 169쪽
461. ↑  서중석, 이승만과 제1공화국 (역사비평사, 2007) 160페이지
462. ↑  지방자치의 전면실시, 즉 지방자치단체장과 지방자치의회를 완전히 국민이 선출한 때는 김영삼 정부였다.
463. 1 2  “글자 알아도 글 못 읽는 아이러니…'문맹률 제로' 신화 깨야”. 2020년 9월 12일에 확인함.
464. ↑  다시찾는 우리역사, 585p, 한영우 저, 경세원
465. ↑  “미국의 대한정책 성명서(Statement of U.S. Policy Toward Korea)”. 《한국사데이터베이스》.
466. ↑  이날 열린 한미협회 행사 영상은 방송사를 통해 전미 지역으로 송출되었는데, 이 사실을 알고 있던 이승만은 자신의 속마음을 미국 시민들에게 모두 털어 놓았다.
467. ↑  Original Script : Climaxing his New York visit, South Korean President Syngman Rhee is honored at a dinner by the American Korean Foundation. It is an occasion charged with emotion. Dr. Rhee, his voice choked, tears in his eyes, thanks America for its help, but says he did not come to ask for more aid. He restates his plea for cooperation toward stopping the communists and adds,

'My greatest hope is that the American people are ready to organize a nationwide movement, a mighty crusade, to get rid of the many sub-communists, totalitarianism. It is true that we are in a different situation, but our people are not crying for help. They fight back their tears, and with quiet determination and brave smiles, they set about the difficult task of combating poverty and destruction. We do not beg, and never shall. We have gratitude for whatever our friends are able to give us, and we shall remain grateful.'
468. ↑  “시사저널”. 2013년 12월 24일에 원본 문서에서 보존된 문서. 2010년 1월 28일에 확인함.
469. ↑  홍석률, 《1953-1961년 통일논의의 전개와 성격》, (서울대학교, 1997) 30~31쪽
470. ↑  “한국군 라오스 파병계획 공문서 공개”. 경향신문.
471. ↑  "남산의 부장들 (38) HR의 복귀", 동아일보 1991년 5월 3일자 19면, 정치면
472. 1 2 3 4  “협상선거법(協商選擧法)”. 한국민족문화대백과사전.
473. ↑  “2·4파동(二四波動)”. 한국민족문화대백과사전.
474. 1 2 3  허정, 《내일을 위한 증언》 (샘터사, 1979) 234페이지
475. ↑  윤치영, 《윤치영의 20세기:동산회고록》 (삼성출판사, 1991) 322페이지
476. 1 2 3 4  이윤영, 국무총리서리 백사 이윤영 회고록(사초, 1984) 238페이지
477. 1 2 3 4  윤치영, 《윤치영의 20세기:동산회고록》 (삼성출판사, 1991) 328페이지
478. ↑  허정, 《내일을 위한 증언》 (샘터사, 1979) 218페이지
479. ↑  허정, 《내일을 위한 증언》 (샘터사, 1979) 219페이지
480. ↑  [편집자에게] '건국 대통령'을 다시 역사 속으로 조선일보 사설 2010년 4월 26일자
481. ↑  “박정희 “건국 대통령 모셔라” 이승만 박사 환국 특명 … 하와이 간 JP, 프란체스카 파란 눈에서 굵은 눈물을 봤다”. 중앙일보. 2015년 7월 17일.
482. ↑  “「이승만 귀국」 박정희가 막았다/“고집땐 여권취소” 총영사에 훈령”. 중앙일보. 1995년 1월 16일.
483. ↑  이승만은 1960년~: 강준만,《한국현대사산책》(1960년편 3권) (2004년, 인물과사상사) 47쪽.
484. 1 2 3 4  “弔辭/朴正熙가 李承晩에게”. 《한국사데이터베이스》.
485. ↑  동아일보 1965년 7월 23일자 사설
486. 1 2  許政. 《雩南 李承晩》 1970판. 太極出版社. p. 219-220쪽.
487. ↑  “[이선민의 뉴스 저격] 제헌헌법에 들어갔던 '임정 계승', 1962년 빠졌다가 1987년 명시”. 조선일보. 2019년 4월 5일.
488. ↑  “'臨政法統論' 10년간 편승한 좌파 역사학계… 임정 100주년 다음날, 임정 비판한 아이러니”. 2020년 11월 21일에 확인함.
489. ↑  “[동아광장/신우철]‘연석회의’ 주장이 못미더운 이유”. 동아일보. 2005년 10월 24일.
490. ↑  ““1919년 건국론은 남한 정통성 강조 위해 이승만이 주도한 것””. 동아일보. 2018년 8월 20일.
491. ↑  “[논담] “임시정부 법통론, 이승만의 논리… 왜 이 정부가 떠받드나””. 한국일보. 2019년 4월 18일.
492. 1 2  “대한민국임시정부자료집 별책 5 95권 국민대표회의 Ⅰ   >   해제”. 《한국사데이터베이스》.
493. 1 2  “(2) ‘임정존폐’ 문제와 ‘임정법통론’”. 《한국사데이터베이스》.
494. 1 2  “임정, 대한민국건국강령 발표”. 《한국사데이터베이스》.
495. 1 2  “김구, 현 국회는 임정 법통계승과 무관 시사”. 《한국사데이터베이스》.
496. 1 2  “이승만, 기자회견에서 대통령중심제 및 임정계승 등 언급”. 《한국사데이터베이스》.
497. 1 2  “한민당, 헌법초안상정에 관해 담화 발표”. 《한국사데이터베이스》. 1948년 6월 25일.
498. 1 2  “대한민국헌법”. 《국가법령정보센터》.
499. 1 2  “대한민국정부수립 선포 겸 광복 3주년기념식(2)”. 《한국사데이터베이스》.
500. ↑  “임시정부수립대책협의회, 한국독립정부수립대책협의회로 개칭”. 《한국사데이터베이스》.
501. ↑  “대한민국임시정부를 어떻게 볼 것인가? 文 정부, 북한 의식해 슬그머니 ‘건국 100주년’ 주장 후퇴”. 월간조선. 2019년 4월 11일.
502. ↑  신창현, 《내가모신 해공신익희 선생》(해공신익희기념사업회, 1986) 394페이지
503. 1 2 3 4  이원순, 《인간 이승만:대한민국 건국대통령》 (신태양사, 1988) 381페이지
504. 1 2 3 4  신창현, 내가모신 해공신익희 선생 (해공신익희기념사업회, 1986) 381페이지
505. ↑  “"抗日운동 개신교 목사들, 대한민국 수립 앞장섰다"”. 조선일보. 2017년 12월 4일.
506. ↑  『6.25와 李承晚 : 프란체스카 亂中日記』, 耆婆郞, p. 425-426
507. 1 2  장면, 《한알의 밀이 죽지 않고는》 (가톨릭출판사, 1999) 41페이지
508. 1 2 3  장면, 《한알의 밀이 죽지 않고는》 (가톨릭출판사, 1999) 42페이지
509. ↑  허정, 《내일을 위한 증언》 (샘터사, 1979) 240페이지
510. 1 2  허정, 《내일을 위한 증언》 (샘터사, 1979) 236페이지
511. ↑  Gen. Mark Wayne Clark (1954). 《From the Danube to the Yalu》.
512. 1 2  한국논단 1991년 9월호 (한국논단, 1991) pp.73
513. ↑  “이승만은 친미파가 아니라 미국과 투쟁했다”. 미디어펜. 2015년 3월 27일.
514. ↑  개신교, 근대화의 장애물이었나 촉진제였나[깨진 링크(과거 내용 찾기)] 크리스천투데이 2008년 3월 27일자
515. ↑  시사INLive 2010.08.23 '친일'은 지금도 계속된다.
516. ↑  다시찾는 우리역사, 한영우 저, 경세원, 579p.
517. ↑  4.19혁명 60주년 특집 4.19 세대의 증언 4월의 함성 역사를 바꾸다 KBS 2020-04-19
518. ↑  “4.19혁명, 이승만 대통령 하야로 이어진 반독재 민주주의 운동,...초등학생-중학생 19명 등 186명 시민 사망”. 《폴리뉴스》. 2020년 4월 19일.
519. ↑  김동문 논설위원 (2007년 4월 20일). “함석헌 필화사건-1”. 《뉴스타운》. 2015년 3월 29일에 확인함.
520. ↑  대표적인 사례로 평화선과 보상 요구 문제등을 들을 수 있다.
521. ↑  Francesca Rhee. 《6.25와 李承晚 : 프란체스카 亂中日記》 2010판. 耆婆郞. p. 379-381쪽.
522. ↑  柳永益,「李承晚의 獨立運動과 徐載弼」, 2006. 11. 6 雩南 李承晚 硏究會 1次 學術會議 資料集.
523. ↑  柳永益,「3·1運動 後 徐載弼의 新大韓 建國 構想」, 上南言論財團.
524. ↑  허정, 《내일을 위한 증언》 (샘터사, 1979) 237페이지
525. 1 2 3  허정, 《내일을 위한 증언》 (샘터사, 1979) 241페이지
526. ↑  허정, 《내일을 위한 증언》 (샘터사, 1979) 242페이지
527. 1 2  허정, 《내일을 위한 증언》 (샘터사, 1979) 31페이지
528. 1 2  허정, 《내일을 위한 증언》 (샘터사, 1979) 32페이지
529. ↑  “하지의 고백 "이승만은 제 정신 아닌 '늙은 악당'"”. 프레시안. 1946년 6월 16일.
530. ↑  박용만, 《경무대 비화》 (내외신서, 1986년 중판) 35페이지
531. ↑  리처드 로빈슨, 《미국의 배반:미군정과 남조선》 (정미옥 역, 과학과 사상, 1986) 199페이지
532. ↑  강원룡, 《역사의 언덕에서 1:엑소더스》 (한길사, 2003) 263페이지
533. 1 2 3  강원룡, 《역사의 언덕에서 1:엑소더스》 (한길사, 2003) 264페이지
534. 1 2  “팔순 맞은 YS는 좌파의 숙주인가”. 주간한국.
535. 1 2 3  “김영삼, “DJ가 1년6개월 동안 내 뒷조사해, 그러나 용서…””. 시사오늘(시사ON). 2009년 10월 24일.
536. ↑  허정, 《내일을 위한 증언》 (샘터사, 1979) 235페이지
537. 1 2  윤치영, 《윤치영의 20세기:동산회고록》 (삼성출판사, 1991) 329페이지
538. 1 2 3  윤치영, 《윤치영의 20세기:동산회고록》 (삼성출판사, 1991) 322
539. ↑  윤치영, 《윤치영의 20세기:동산회고록》 (삼성출판사, 1991) 330페이지
540. ↑  장면, 《한알의 밀알이 죽지 않고는》 (가톨릭 출판사, 1998) 42페이지
541. ↑  윤치영, 《윤치영의 20세기:동산회고록》 (삼성출판사, 1991) 323페이지
542. ↑  [경마 이야기] 김구-이승만 이후 정치인 발길 끊겨 조선일보 1999.06.02
543. ↑  “美 `서재필기념관' 역사 교육장 재탄생”. 연합뉴스. 2010년 8월 3일.
544. ↑  유영익, 이승만 대통령 재평가 (연세대학교출판부, 2006) 271페이지
545. 1 2  유영익, 이승만 대통령 재평가 (연세대학교출판부, 2006) 272페이지
546. ↑  “‘대통령 상전’, 영부인 열전”. 신동아.
547. ↑  이승만 자신이 미국인들에게 풀이해 들려준 내용.
548. ↑  특별히 그녀가 조선의 YWCA 선교 활동에 관심을 가지고 있던터라 이승만과 더욱 가까워질 수 있었다. 이후 그녀는 미국 YWCA 전국위원회에서 근무하였다.
549. 1 2  林炳稷. 《臨政에서 印度까지 : 林炳稷外交回顧錄》 1964판. 女苑社. p. 132쪽.
550. ↑  KBS 한국사傳 이승만 1부 참조
551. ↑  당시 이 항일 단파방송 활동은 매우 의의가 컸다. 일제강점기 말기에는 모든 매체를 강력히 통제하였고, 전시 상황가 패망에 치닫았을 무렵에도 국내에서는 매일신보, 경성일보 등 어용 신문 등을 이용해 '우리가 나날이 승전하고 있다.'는 내용들을 주 기사로 실었던 시기였다. 때문에 국내서 일제의 패망을 예측했던 사람들은 극히 드물었다.
552. ↑  “양녕대군파 권11(讓寧大君派 卷之十一)”. 《장서각기록유산DB》.
553. ↑  송국건, 《도대체 청와대에선 무슨 일이》 (네모북스, 2007) 238페이지
554. ↑  고종석, "이승만은 고종, 김일성에 이은 넘버 쓰리", 시사IN, 2011년 8월 2일
555. ↑  고영득, ‘최초·최단명’ 女 화폐 모델, 그는 지금..., 경향신문, 2009년 3월 6일
556. ↑  류정일, “국부(國父)얼굴을 욕되게 하지 마라”, 헤럴드경제, 2007년 1월 27일
557. ↑  이승만을 닮은 외모로 이승만 집권기간 중 오해를 받았다 한다. 이승만과 기념사진을 촬영하기도 했다.